# Liste Wiener Persönlichkeiten
Die Liste Wiener Persönlichkeiten führt in chronologischer Reihenfolge Personen auf, die in Wien geboren sind, sowie einige bedeutende Persönlichkeiten, die in Wien gewirkt haben.

## 12. bis 15. Jahrhundert

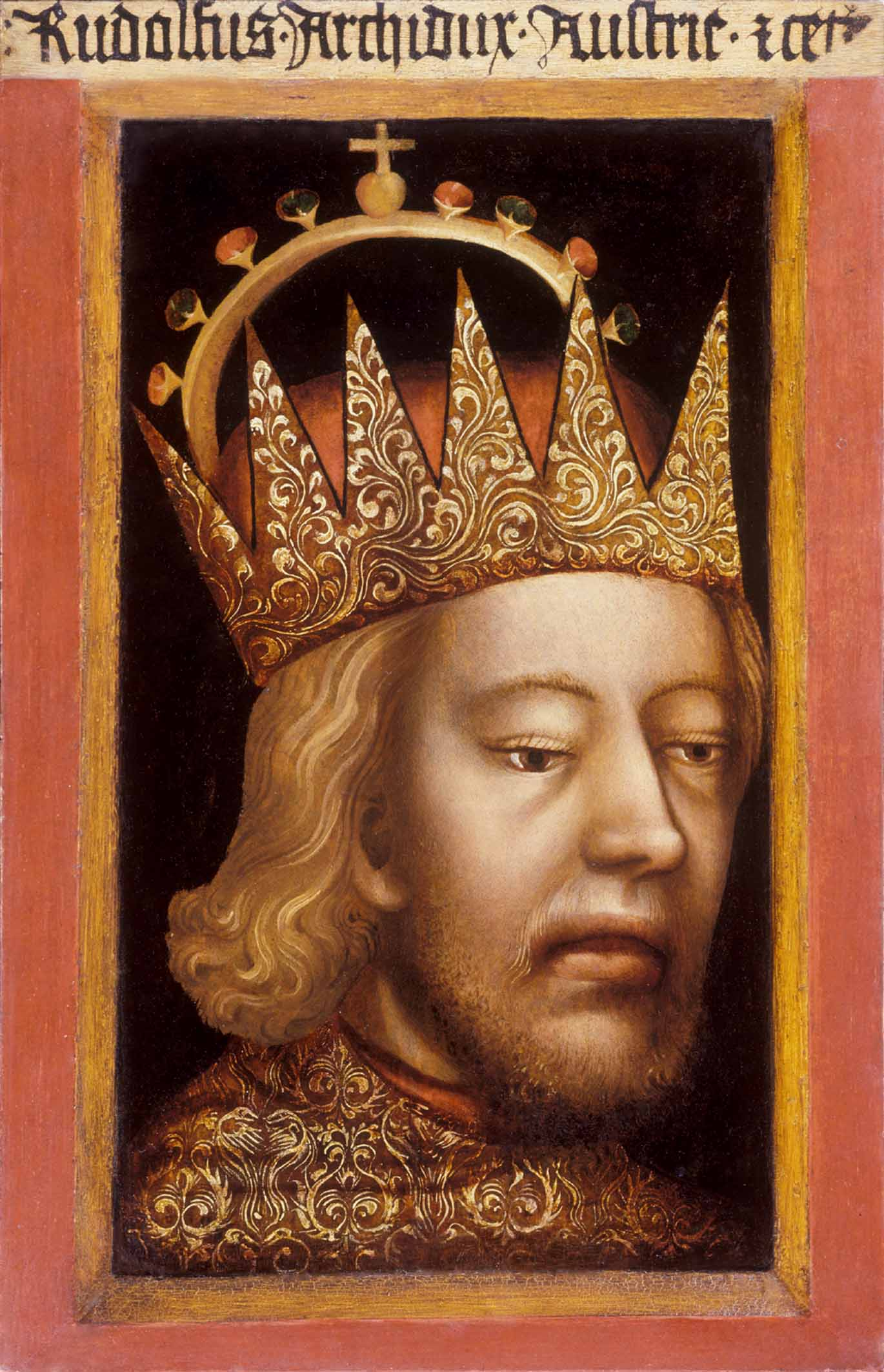
Rudolf IV.
(1339–1365)

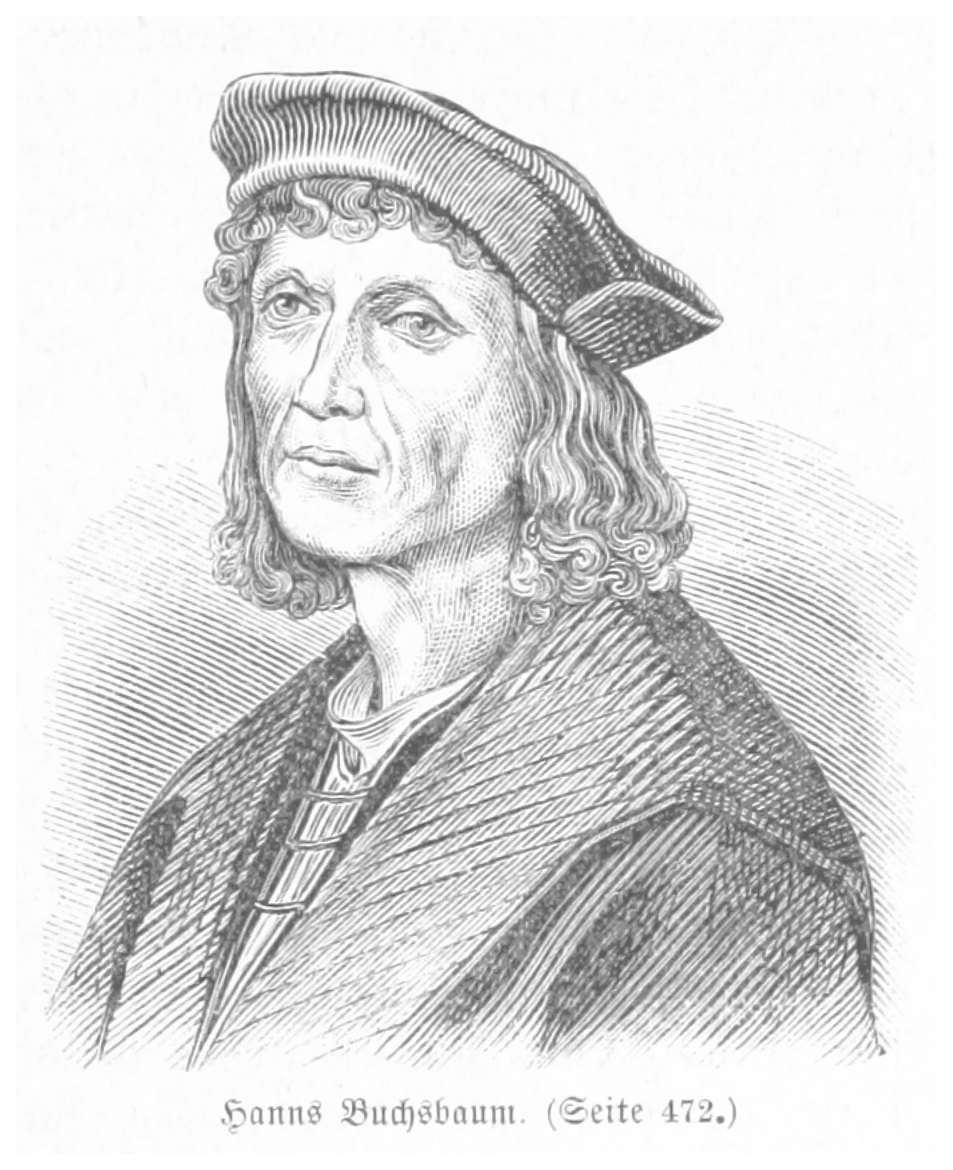
Hans Puchsbaum
(vor 1390–1454)

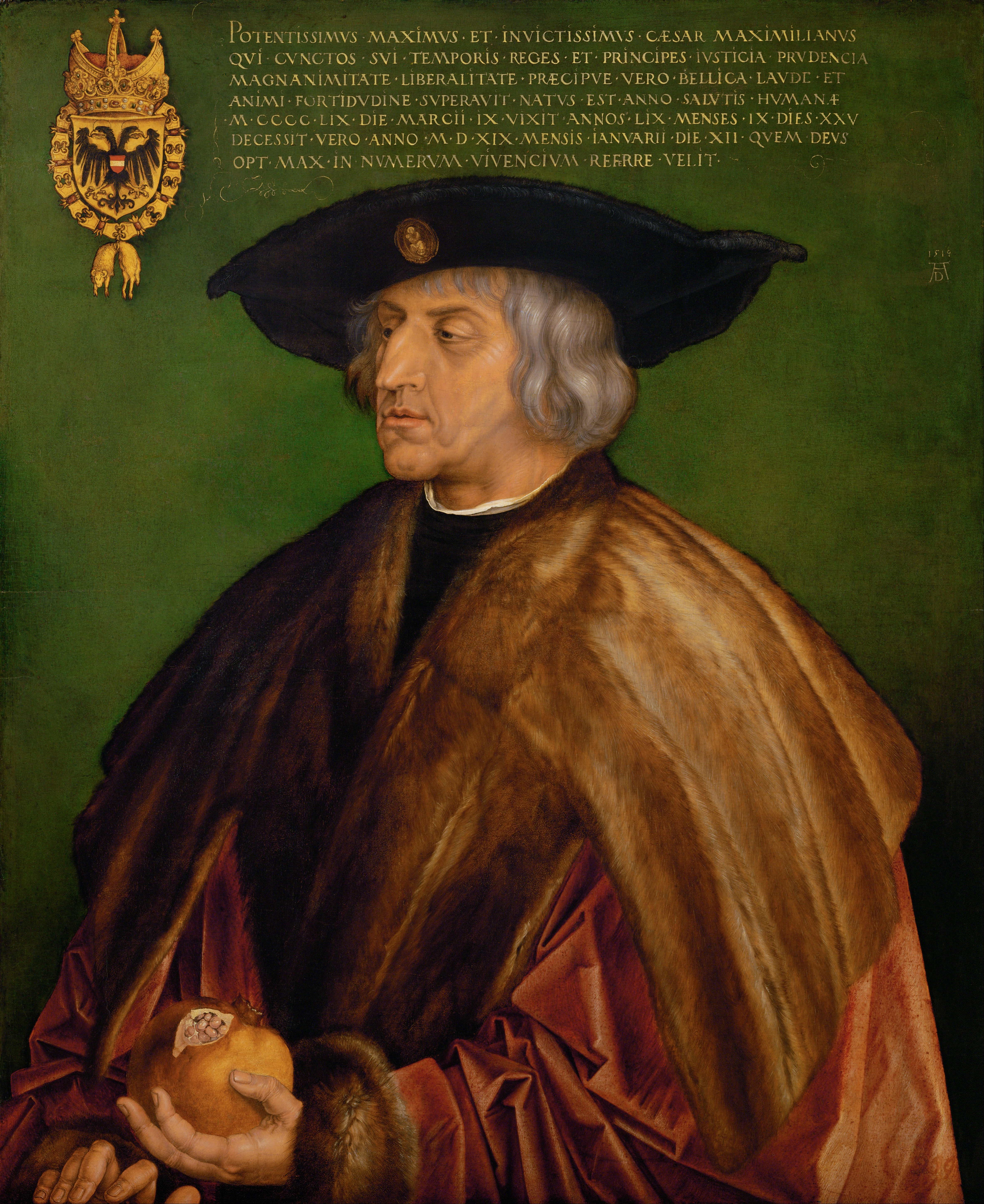
Maximilian I.
(1459–1519)

### 1101–1200
- Heinrich II. Jasomirgott (1107–1177), Pfalzgraf bei Rhein, Markgraf von Österreich, Herzog von Bayern und Herzog von Österreich aus dem Hause Babenberg
- Leopold V. (1157–1194), Herzog von Österreich und der Steiermark aus dem Hause Babenberg

### 1201–1300
- Leopold I. (1290–1326), Herzog von Österreich und der Steiermark aus dem Hause Habsburg

### 1301–1400
- Otto der Fröhliche (1301–1339), Herzog von Österreich und der jüngste Sohn von Albrecht I.
- Agnes von Habsburg, Herzogin von Schweidnitz-Jauer
- Rudolf IV. (1339–1365), Herzog von Österreich (1358–1365)
- Chunradus Murator (vor 1340–1394), Steinmetz und Wiener Dombaumeister
- Katharina von Habsburg (1342–1381), eine dem Haus der Habsburger entstammende Äbtissin
- Albrecht III. (1349/50–1395), Herzog von Österreich
- Leopold III. von Habsburg (1351–1386), Herzog von Österreich aus dem Hause Habsburg
- Wilhelm von Habsburg (* um 1370; † 1406), Herzog von Österreich
- Albrecht IV. (1377–1404), Herzog von Österreich
- Hans Puchsbaum (vor 1390–1454), Dombaumeister
- Margarete von Österreich (1395–1447), Herzogin von Bayern-Landshut
- Albrecht II. (1397–1439), römisch-deutscher König, König von Ungarn und Böhmen, Herzog von Österreich
- Ulrich Helbling (vor 1400–1426), Architekt, Steinmetz und Dombaumeister am Stephansdom in Wien
- Mathes Helbling (1400–1444), ab 1437 Dombaumeister

### 1401–1500
- Laurenz Spenning (1410–1477), Dombaumeister
- Albrecht VI. (1418–1463), Herzog von Österreich
- Elisabeth von Habsburg (1437–1505), Tochter von Albrecht II.
- Johannes Kaltenmarkter (um 1450–1506), Geistlicher, Theologe und Hochschullehrer, Rektor der Wiener Universität, Domherr am Stephansdom
- Georg von Slatkonia (Jurij Sladkonja; 1456–1522), erster Bischof der neugegründeten Diözese Wien
- Maximilian I. (1459–1519), Kaiser des Heiligen Römischen Reiches
- Philipp von Gundel (1493–1567), Rechtswissenschaftler und Hochschullehrer

## 16. Jahrhundert

### 1501–1600

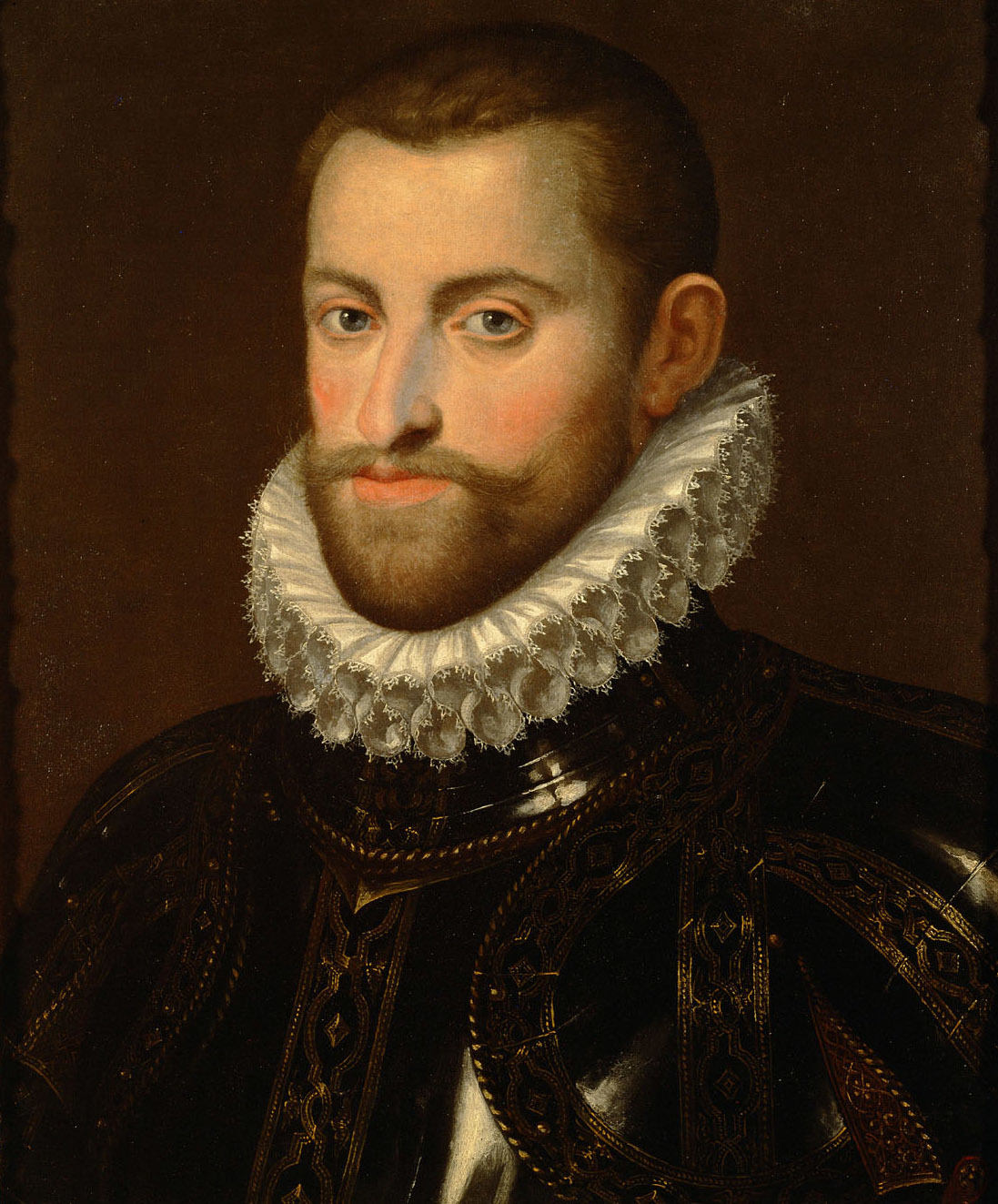
Ernst von Österreich
(1553–1595)

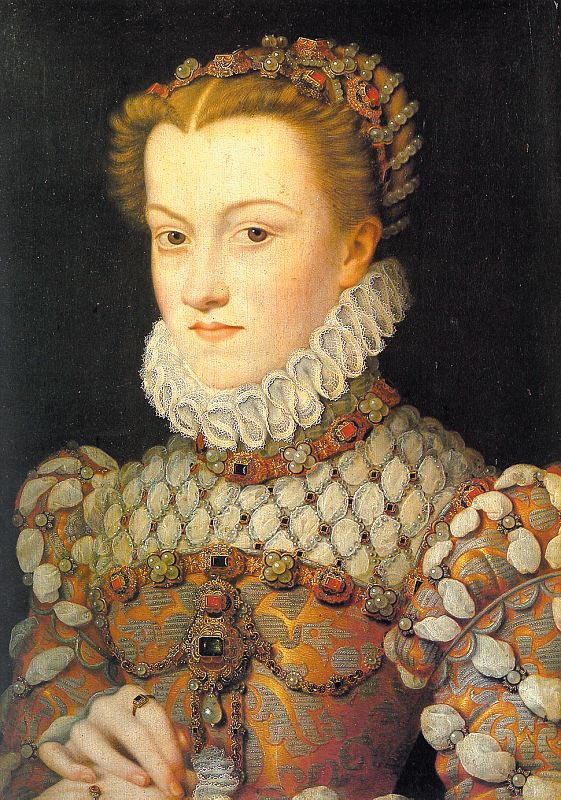
Elisabeth von Österreich
(1554–1592)

- Johann Aicholz (≈1520–1588), Mediziner, Anatomieprofessor und Botaniker
- Maximilian II. (1527–1576), Kaiser des Heiligen Römischen Reiches, König von Böhmen und Ungarn
- Karl II. (1540–1590), Erzherzog von Österreich
- Ulrich Hackel (1551–1607), Geistlicher und Zisterzienserabt von Zwettl
- Kaspar Hofmann (um 1551–1623), Benediktinerabt von Melk, Kaiserlicher Rat und Präsident des Geistlichen Rats
- Melchior Khlesl (1552–1630), Bischof von Wien und Kanzler des Kaisers Matthias
- Rudolf II. (1552–1612), Kaiser des Heiligen Römischen Reichs, König von Böhmen und Ungarn
- Ernst von Österreich (1553–1595), Erzherzog von Österreich, Statthalter von Nieder- und Oberösterreich sowie der Niederlande
- Philipp Jakob Schröter (1553–1617), Mediziner
- Elisabeth von Österreich (1554–1592), Prinzessin, Tochter von Kaiser Maximilian II.
- Matthias (1557–1619), Kaiser des Heiligen Römischen Reiches
- Zdeněk Vojtěch von Lobkowicz (1568–1628), böhmischer Adeliger
- Daniel Moser (1570–1639), Bürgermeister von Wien
- Paul Helmreich (1579–1631), Theologe, Geistlicher und Schriftsteller
- Heinrich Kielmann (1581–1649), deutscher Jurist, Klassischer Philologe und Dramatiker, Konrektor und Professor in Stettin
- Friedrich Stoll (1597–1647), kaiserlicher Hof- und Kammermaler
- Laurentius Pabst (1599–1672), deutsch-österreichischer Mediziner und kursächsischer Leibarzt
- Ulrich Grappler von Trappenburg (1600–1658), Weihbischof in Passau

## 17. Jahrhundert

### 1601–1700

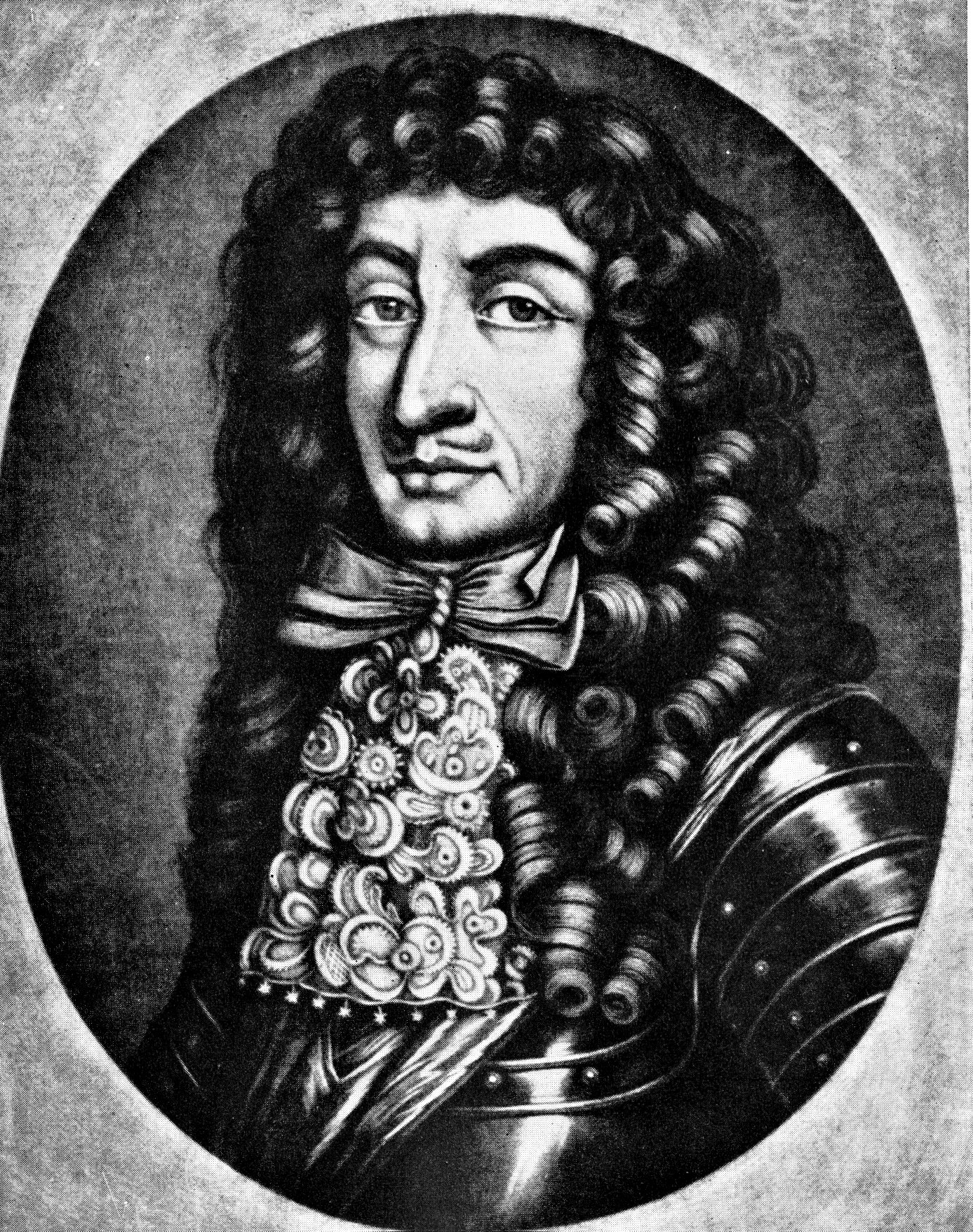
Ernst Rüdiger von Starhemberg
(1638–1701)

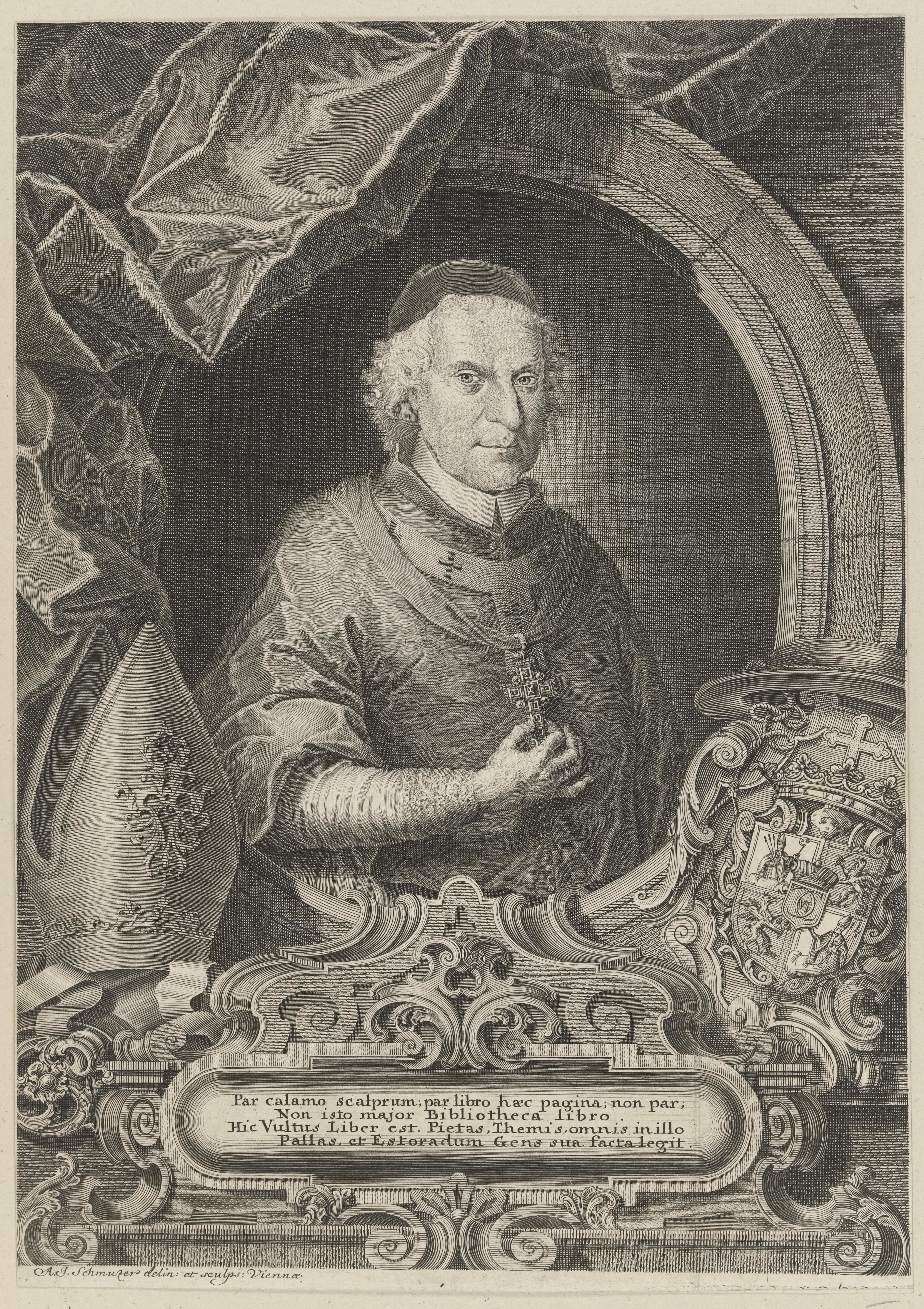
Sigismund von Kollonitz
(1677–1751)

- Antonio Bertali (1605–1669), italienischer Komponist und Violinist
- Franziska von Slavata (1609–1676), Adlige, Gouvernante und Obersthofmeisterin
- Konrad Balthasar von Starhemberg (1612–1687), Statthalter von Niederösterreich
- Johann Franz von Kaiserstein (1621–1690), Militär, Stadtkommandant von Prag und kaiserlicher Feldzeugmeister
- Elias Grießler (1622–1682), Porträtmaler
- Martin Christoph Metzger (1625–1690), Stadtarzt in Regensburg und Mitglied der Gelehrtenakademie Leopoldina
- Christoph Ignaz Abele (1627–1685), Rechtsgelehrter und Hofbeamter
- Johann Andreas von Liebenberg (1627–1683), Bürgermeister von Wien
- Johann Jacob Löwe (1629–1703), Organist, Komponist und Hofkapellmeister
- Clemens Schäffer (1629–1693), Zisterzienser und 52. Abt des Stiftes Heiligenkreuz
- Sigismund Ferdinand Hartmann (1632–1681), Theologe, Mathematiker und Hochschullehrer
- Ferdinand IV. (1633–1654), König des Heiligen Römischen Reiches, König von Böhmen, König von Ungarn und Kroatien
- Maria Theresia von Sulz (1634–1692), Äbtissin Damenstift Buchau
- Ernst Rüdiger von Starhemberg (1638–1701), Wiener Stadtkommandant, kaiserlicher General während des Großen Türkenkrieges
- Franz Maximilian von Mansfeld (1639–1692), Oberhofmeister der Kaiserin Margarita Theresa
- Johann Frühwirth (1640–1701), Bildhauer
- Leopold I. (1640–1705), Kaiser des Heiligen Römischen Reiches, König von Böhmen und Ungarn
- Marx Augustin (1643–1685), legendärer Wiener Dudelsackspieler (Der liebe Augustin)
- Karl V. (1643–1690), Herzog von Lothringen (Herzog ohne Herzogtum)
- Simon Wolf Oppenheimer (um 1650–1726), jüdischer Bankier, Kaufmann, Hofjude und Finanzier der welfischen Fürsten
- Hermann Jakob Czernin von Chudenitz (1659–1710), Diplomat
- Otto Christian von Zinzendorf (1661–1718), königlich-polnischer und kurfürstlich-sächsischer General
- Franz Ottokar von Starhemberg (1662–1699), kaiserlicher Diplomat
- Cölestin Böhm (um 1664–1731), Abt des Stiftes St. Georgenberg-Fiecht
- Ignaz Reiffenstuell (1664–1720), Jesuit, Domprediger in Wien
- Wirich Philipp von und zu Daun (1669–1741), kaiserlicher Feldmarschall
- Karoline von Fuchs-Mollard (1675–1754), Erzieherin und Obersthofmeisterin am kaiserlichen Hof in Wien
- Sigismund von Kollonitz (1677–1751), Erzbischof der Erzdiözese Wien und Kardinal
- Karl Colonna von Fels (1678–1713), kurbayerischer und kaiserlicher General der Kavallerie, Generalfeldwachtmeister sowie Hofkriegsrat
- Johann Philipp Harrach (1678–1764), Feldmarschall und Hofkriegsratspräsident
- Joseph I. (1678–1711), Kaiser des Heiligen Römischen Reiches, König von Böhmen und Ungarn
- Carl Franz Anton von Mansfeld (1678–1717), 2. Fürst von Fondi und kaiserlicher Kammerherr
- Karl Sebastian Flacker (1679–1746), Bildhauer
- Maximilian Ulrich von Kaunitz-Rietberg (1679–1746), Diplomat und Landeshauptmann von Mähren
- Karl III. Joseph von Lothringen (1680–1715), Bischof von Olmütz und Osnabrück sowie Erzbischof und Kurfürst von Trier
- Maria Verelst (1680–1744), englische Porträtmalerin
- Wolf Wertheimer (* um 1681; † 1765), Hoffaktor am bayerischen Hof
- Eleonore von Schwarzenberg (1682–1741), Mitglied des Hauses Lobkowitz und durch Heirat Fürstin zu Schwarzenberg
- Karl VI. (1685–1740), Kaiser des Heiligen Römischen Reiches und König von Ungarn
- Karl Franz Joseph Haringer (1686–1734), Barockmaler und Freskant
- Anselm Hörmonseder (1686–1740), Augustiner
- Robert Leeb (1688–1755), Abt des Stiftes Heiligenkreuz
- Franz Joseph Roth (1690–1758), Stuckateur und Baumeister des Deutschen Ordens
- Joseph Emanuel Fischer von Erlach (1693–1742), Architekt
- Maria Anna von Oettingen-Spielberg (1693–1729), Fürstin von Liechtenstein
- Daniel Gran (1694–1757), Barockmaler
- Paul von Colindres (1696–1766), Spanier, Ordensgeneral der Kapuziner; starb bei einem Aufenthalt in Wien, Grab in der Kapuzinerkirche
- Ludwig Debiel (auch Louis Debiel, Ludwig de Biel; 1697–1771), österreichischer Jesuit und Theologe
- Emanuel von Liechtenstein (1700–1771), Obersthofmeister der Kaiserin Amalie Wilhelmine
- Heinrich Christoph von Penkler (1700–1774), Politiker und Diplomat

## 18. Jahrhundert

### 1701–1740

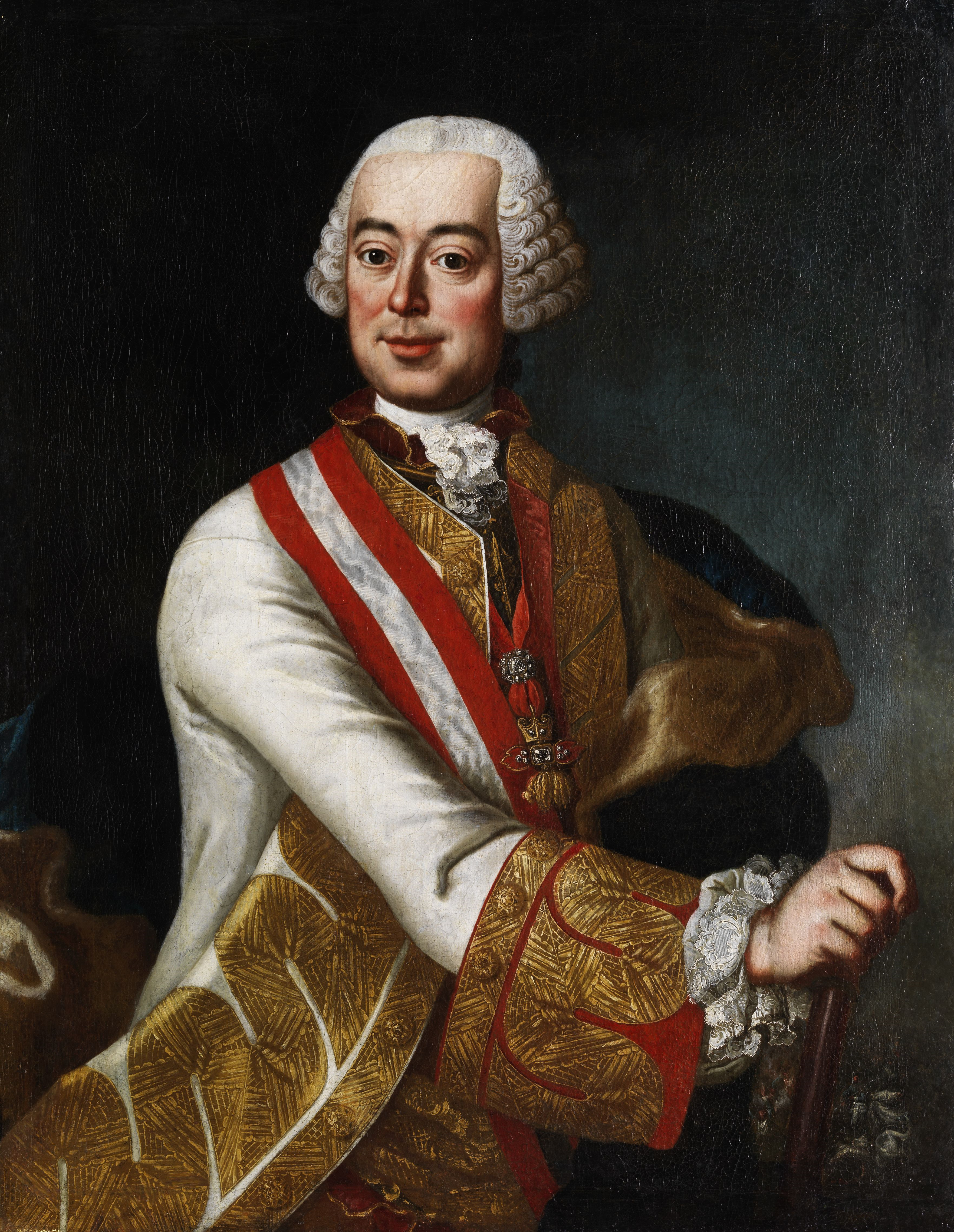
Leopold Joseph von Daun
(1705–1766)

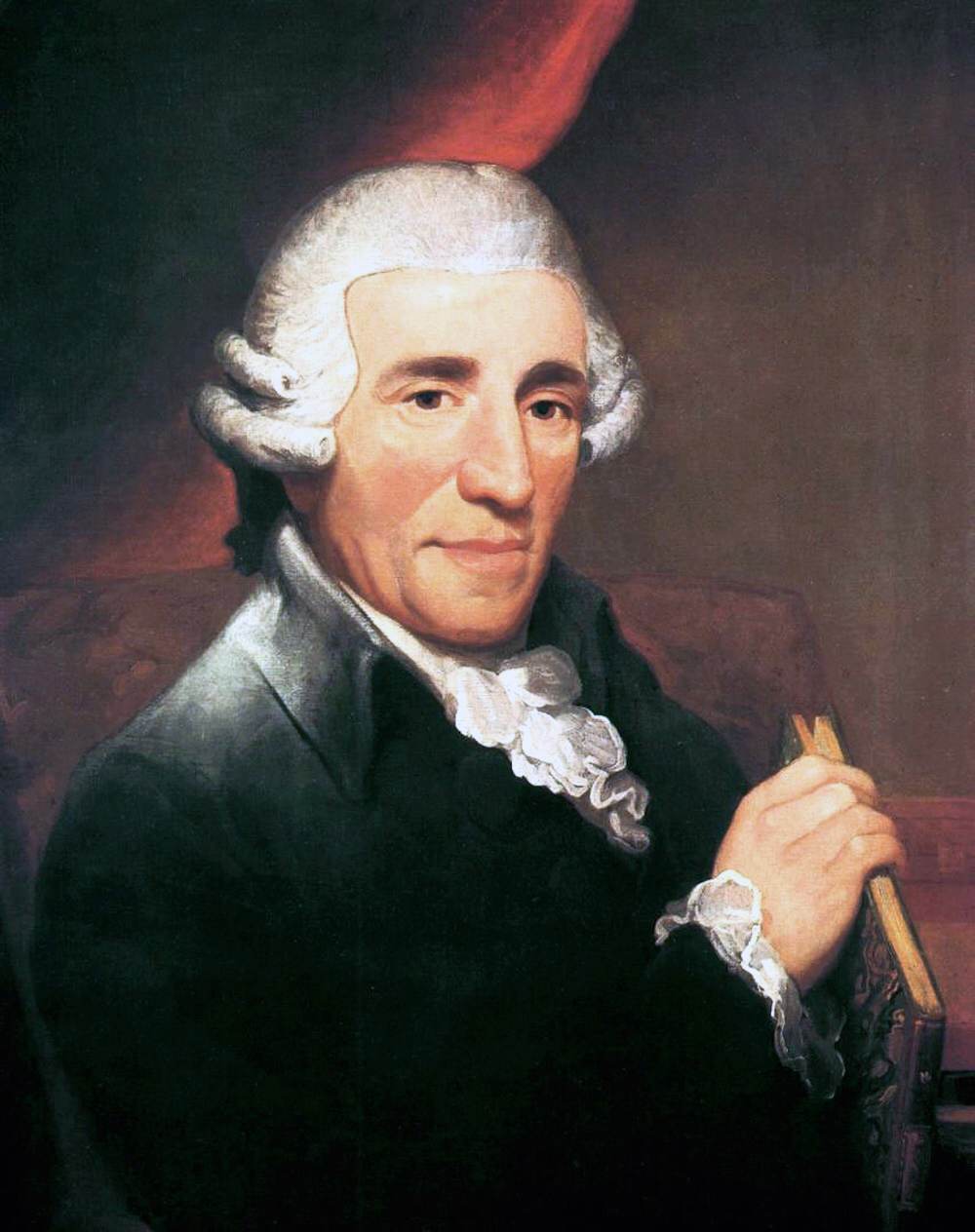
Joseph Haydn
(1732–1809)

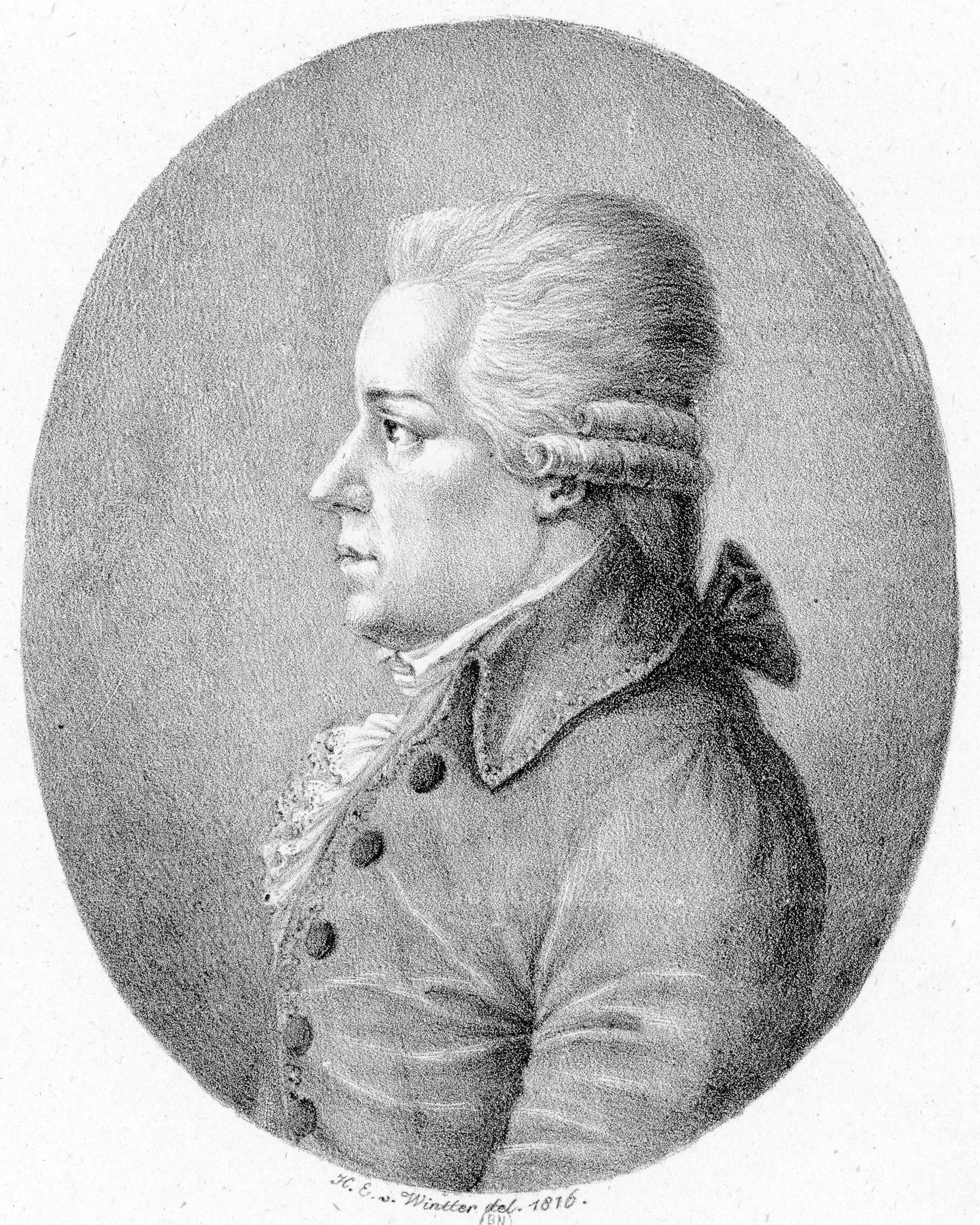
Carl Ditters von Dittersdorf
(1739–1799)

- Johann Baptist Martinelli (1701–1754), Architekt
- Maximilian Hellmann (1702–1763), Musiker
- Theodor Taulow von Rosenthal (1702–1779), Gründer des Staatsarchiv in Wien
- Franz Leopold de Longueval (1703–1767), kaiserlich königlicher wirklicher Geheimer Rat, Oberlandhofmeister im Königreich Böhmen
- Kaspar Scheurer (1703–1759), Augustiner und Theologe, Senior der Theologischen Fakultät, Prior der Augustiner-Eremiten
- Franz Anton Baumann (1704–1750), Kirchenmusiker und Komponist
- Leopold Joseph von Daun (1705–1766), Feldmarschall und Feldherr im Siebenjährigen Krieg
- Marcus Anton von Plenciz (1705–1786), Arzt und Hochschullehrer
- Johann Siegmund Popowitsch, Janez Žiga Valentin Popovič (1705–1774), Sprach- und Naturforscher
- Heinrich Gabriel von Collenbach (1706–1790), Diplomat und Staatsmann
- Theodora von Hessen-Darmstadt (1706–1784), durch Heirat Herzogin von Guastalla
- Robert Stadler (1706–1765), Benediktiner, Abt des Wiener Schottenstiftes
- Leonhard Matthäus Gießl (1707–1785), kurbayerischer Hofbaumeister österreichischer Abstammung
- Emanuel Michael von Starhemberg (1708–1771), k. k. Feldzeugmeister, Inhaber des Infanterie-Regimentes Nr. 24 sowie wirklicher Geheimer Rat
- Ferdinand Rosner (1709–1778), bayerischer Benediktinerpater und Dramatiker
- Nikolaus VIII. von Palffy (1710–1773), ungarischer Hofkanzler und Oberster Landrichter
- Ignaz Holzbauer (1711–1783), Komponist
- Wenzel Anton Graf Kaunitz (1711–1794), Politiker
- Johann Heinrich Bocris (1713–1776), Rechtswissenschaftler und Hochschullehrer
- Karl von Hocke (1714–1791), kaiserlicher Generalmajor
- Josef Khell von Khellburg (1714–1772), Jesuit, Philosoph und Numismatiker
- Johann Ferdinand Mödlhammer (1714–1777), Baumeister
- Nikolaus I. Joseph Esterházy de Galantha (1714–1790), Feldmarschall und Diplomat
- Georg Christoph Wagenseil (1715–1777), Komponist
- Johann von Mayr (1716–1759), preußischer Generalmajor
- Karl Scherffer (1716–1783), Jesuit, Mathematiker und Physiker
- Leopold Johann von Österreich (* / † 1716), Erzherzog von Österreich, letztgeborener männlicher Nachkomme aus dem Haus Habsburg
- Franz Anton Grafenstein (1717 – um 1780), Tiermaler
- Johann Lucas Kracker (1717–1779), Maler des Spätbarock
- Joseph Felix von Kurz (genannt Bernardon, 1717–1784), Schauspieler, Theaterschriftsteller und Impresario
- Maria Theresia (1717–1780), Erzherzogin von Österreich, Königin von Ungarn und Böhmen
- Matthias Georg Monn (1717–1750), Komponist, Organist und Musikpädagoge
- Leopold Anton von Podstatzky-Prusinowitz (1717–1776), Domdechant und Rektor der Universität Olmütz
- Ernst von Gianini (1719–1775), Feldmarschallleutnant, Direktor der Technischen Militärakademie
- Franz Anton Hillebrandt (1719–1797), Architekt
- Karl Steinkellner (1720–1776), Jesuit und Philosoph
- Johann Peter von Bolza (1721–1803), Beamter, ab 1763 Direktor der österreichischen Staatsschuldkasse
- Adam Wenzel Batthyány-Strattmann (1722–1787), ungarischer Magnat
- Johann Wenzel von Bärnkopp (1723–1794), Feldzeugmeister
- Christian Johann Berger (1724–1789), Professor für Medizin, Chirurgie und Hebammenkunst
- Heinrich Carl Brandt (1724–1787), Maler
- Jacob von Brockhausen (1724–1779), kaiserlicher Feldmarschall-Lieutenant
- Franz Moritz von Lacy (1725–1801), erfolgreicher Feldmarschall unter Maria Theresia und persönlicher Freund von Kaiser Josef II.
- Franz Josef Freiherr von Heinke (1726–1803), Jurist, Mitglied der geistlichen Hofkommission
- Joseph Karl Huber (1726–1760), Schauspieler und Bühnenschriftsteller
- Jacob Friedrich Isenflamm (1726–1793), deutscher Mediziner und Hochschullehrer
- Karl Kohaut (1726–1784), Komponist und Lautenist
- Ferdinand Maria von Lobkowitz (1726–1795), römisch-katholischer Geistlicher, Bischof von Namur und Gent
- Johann Christoph Mann (1726–1782), Komponist und Musikpädagoge
- Joseph Roos (1726–1805), Maler
- József Batthyány (1727–1799), Erzbischof von Gran, Fürstprimas von Ungarn und Kardinal
- Ferdinand Joseph von Leber (1727–1808), Chirurg
- Carlo Galli da Bibiena (1728–1787), italienischer Dekorations- und Theatermaler
- Friedrich Wilhelm von Taube (1728–1778), deutscher Verwaltungsbeamter in österreichischen Diensten
- Franz Xaver Woschitka (1728–1796), Komponist, Violoncellist, Geiger und Musikpädagoge
- Johann Georg Hasenöhrl (1729–1796), kaiserlicher Leibarzt
- Gottfried von Rollemann (1729–1772), lateranensischer Abt der Augustiner-Chorherren vom Lateran und Propst des Stiftes Klosterneuburg
- Joseph Helwig (1730–1799), Archivar und Historiker
- Ernest Johann Nepomuk von Herberstein (1731–1788), erster Bischof der Diözese Linz
- Karl Mastalier (1731–1795), Dichter und Jesuit
- Adrian Rauch (1731–1802), Piarist, Historiker und Lehrer
- Joseph Haydn (1732–1809), Komponist der klassischen Periode
- Cornelius Hermann von Ayrenhoff (1733–1819), Offizier und Autor
- Joseph Christian Fengler (1733–1802), Bischof von Raab
- Johann Ferdinand Hetzendorf von Hohenberg (1733–1816), klassizistischer Architekt
- Johann Jacobé (1733–1797), Kupfstecher
- Johann Baptist von Koch (1733–1780), k.k Feldmarschall-Lieutenant
- Aloys Emmerich von Locella (1733–1800), Klassischer Philologe und Verwaltungsbeamter
- Franz Pinck (um 1733–1798), Bildhauer
- Leopoldine von Sternberg (1733–1809), Fürstin von Liechtenstein
- Leopold von Hartmann (1734–1791), deutscher Beamter und Landwirt
- Josef Kohaut (1734–1777), Komponist und Lautenist
- Johann von und zu Liechtenstein (1734–1781), kaiserlicher Feldmarschallleutnant
- Andreas von Neu (1734–1803), Feldmarschallleutnant
- Christoph Regelsberger (1734–1797), Jesuit und Dichter
- Philipp Hafner (1735–1764), Schriftsteller und Literaturkritiker
- Constantin Franz Florian Anton von Kauz (1735–1797), Historiker
- Karl Hieronymus von Pálffy (1735–1816), wirklicher Hofkanzler der vereinigten Hofkanzlei von Ungarn und Siebenbürgen
- Joseph Ludwig von Schreibers (1735–1809), Arzt
- Karl Joseph von Sterndahl (1735–1816), Feldmarschall-Lieutenant, Ritter des Maria-Theresia-Ordens und Stadtkommandant von Prag
- Leopold von Clary und Aldringen (1736–1800), Justizminister
- Franz Ferdinand von Schrötter (1736–1780), Rechtswissenschaftler, Historiker und Beamter
- Franz Karl Wißgrill (1739–1803), Genealoge und Heraldiker
- Andreas Zach (1736–1797), Baumeister
- Mathias Wilhelm von Haan (1737–1816), Staatsmann
- Ernst Christoph von Kaunitz-Rietberg (1737–1797), Landeshauptmann in Mähren, kaiserlicher Hofbeamter und Diplomat
- Adeodatus Babik (1738–1825), erster Generalabt der Mechitaristen in Wien
- Anton I. Esterházy de Galantha (1738–1794), sechster Fürst der Magnatenfamilie Esterházy
- Joseph Benedikt Heyrenbach (1738–1779), Jesuit, Historiker und Bibliothekar
- Leopold Hofmann (1738–1793), Komponist der Wiener Klassik
- Johann Martin Krafft (1738–1781), Medailleur und Stempelschneider
- Carl Ditters von Dittersdorf (1739–1799), Komponist
- Gabriel Gruber (1740–1805), Ordensgeneral
- Christian August von Hentschel (1740–1826), österreichisch-mährischer Adliger, Hofbeamter und Politiker
- Dominik Andreas von Kaunitz-Rietberg-Questenberg (1739– 1812), Gutsbesitzer, Diplomat und kaiserlicher Hofbeamter
- Franz Xaver von Kesaer (1740–1804), Mathematiker
- Christoph Christian von Knorr (1740–1803), General
- Andreas Lidl (um 1740–um 1789), Komponist und Barytonspieler
- Josef Johann Nepomuk Pehem (1740–1799), Kirchenrechtler und Hochschullehrer

### 1741–1760

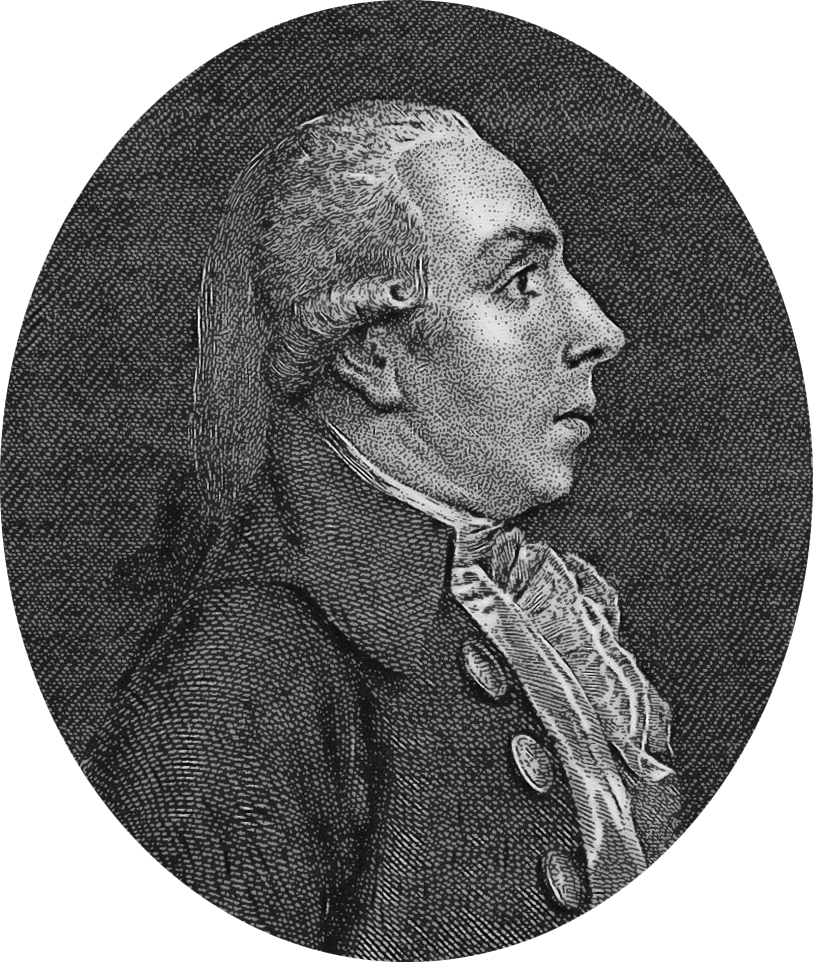
Johann Baptist von Alxinger
(1755–1797)

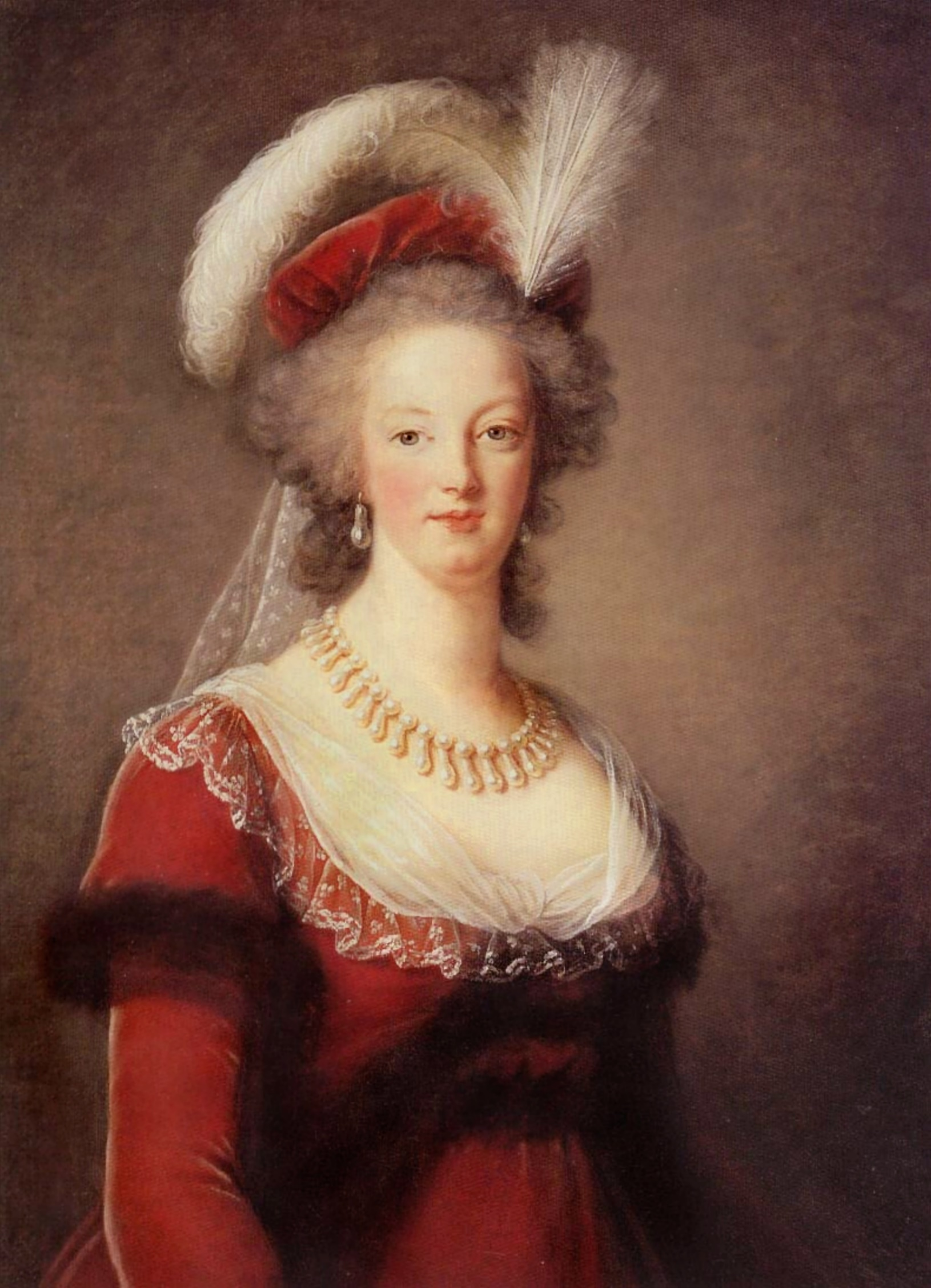
Marie-Antoinette
(1755–1793)

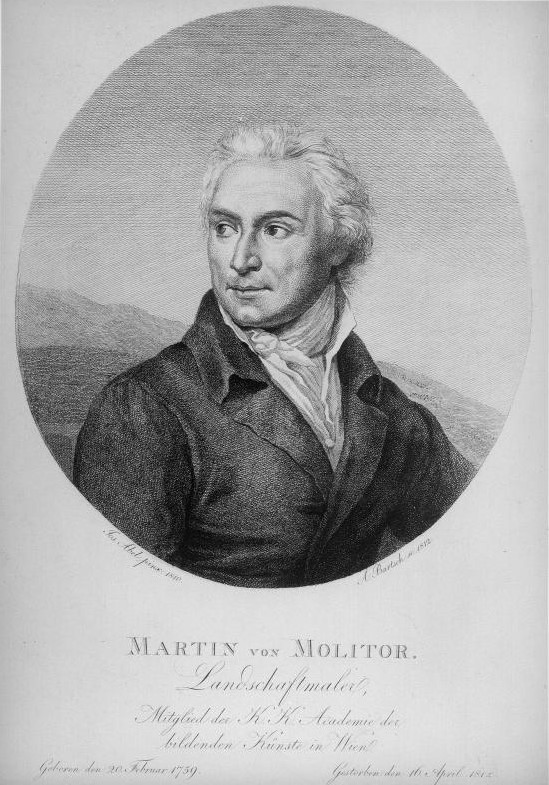
Martin von Molitor
(1759–1812)

- Joseph II. (1741–1790), Kaiser des Heiligen Römischen Reiches sowie Alleinherrscher in den österreichischen Ländern
- Joseph Valentin Eybel (1741–1805), Publizist, Professor des Kirchenrechts in Wien
- Wilhelm von Kerpen (1741–1823), Feldzeugmeister, Geheimrat, Vizepräsident des Hoflriegsrats
- Franz Wenzel von Kaunitz-Rietberg (1742–1825), General, Landkomtur der Ballei Westfalen
- Maria Christina (1742–1798), Erzherzogin von Österreich
- Karoline Schulze-Kummerfeld (1742–1815), Schauspielerin
- Olivier Remigius von Wallis (1742–1799), Feldzeugmeister
- Joseph von Leithner (1743–1822), Vizepräsident der Montan-Hofkammer
- Maria Elisabeth von Österreich (1743–1808), Äbtissin in Innsbruck, Tochter von Maria Theresia und Franz I. Stephan
- Andreas Joseph Schopf (1743–1813), Theaterprinzipal
- Daniel Tobenz (1743–1819), römisch-katholischer Theologe
- Karl von Türckheim (1743–1798), k. k. Feldmarschall-Lieutenant und Ritter des Maria-Theresia-Ordens
- Georg Weikert (* 1743 oder 1745; † 1799), Porträtmaler
- Joseph Anton Christ (1744–1823), Sänger und Schauspieler
- Franz Jäger (1744–1809), Architekt, bürgerlicher und Hofsteinmetzmeister, Kunstsammler
- Marianna von Martines (1744–1812), Komponistin, Cembalistin und Sängerin
- Sebastiano Ayala (1744–1817), italienischer Jesuit, Mathematiker, Astronom und Philologe
- Karl Franz Henisch (1745–1776), Schauspieler und Librettist
- Karl Joseph von Habsburg-Lothringen (1745–1761), Erzherzog
- Karl von Marinelli (1745–1803), Schauspieler und Schriftsteller
- Franz Aßner (1746–1814), Kupferstecher
- Peter Anton von Frank (1746–1818), Rechtswissenschaftler und Historiker, Geheimer Reichsreferendar
- Ignaz de Luca (1746–1799), Staatsrechtler, Statistiker, Hochschullehrer und Autor
- Franz Samuel Karpe (1747–1806), Philosoph und Hochschullehrer
- Franz Georg von Keeß (1747–1799), Jurist
- Leopold II. (HRR) (1747–1792), Kaiser des Heiligen Römischen Reiches deutscher Nation und Großherzog der Toskana aus dem Haus Habsburg-Lothringen
- Georg von Scheidlein (1747–1826), Rechtswissenschaftler und Hochschullehrer
- Sigmund von Schwitzen (1747–1834), Staats- und Konferenzrat
- Andreas Stütz (1747–1806), Direktor des Hof-Naturalien-Cabinet
- Jakob Adam (1748–1811), Kupferstecher
- Nathan Adam von Arnstein (1748–1838), Bankier
- Adam Johann Braun (1748–1827), Maler und Kunsthändler
- Franz Giftschütz (1748–1788), Pastoraltheologe
- Andreas von Riedel (1748–1837), Offizier und Mathematiker, Wiener Jakobiner
- Lorenz Leopold Haschka (1749–1827), Lyriker
- Louis Montoyer (um 1749–1811), Architekt
- Franz II. Xaver von Salm-Reifferscheidt-Krautheim (1749–1822), römisch-katholischer Geistlicher, Fürstbischof von Gurk
- Joseph von Sartori (1749–1812), Publizist, Leiter der Wiener Zeitung und Bibliothekar der Theresianischen Ritterakademie
- Ferdinand von Trauttmansdorff (1749–1827), Diplomat und Politiker, Außenminister des Habsburgerreiches
- Anton Wilhelm Gustermann (1750–1823), Rechtswissenschaftler
- Johann Jahn (1750–1816), katholischer Theologe und Orientalist, Professor an der Universität und Domherr am Stephansdom
- Christian Hieronymus Moll (1750–1824), Theaterdirektor und Herausgeber
- Johann Siegmund von Riesch (1750–1821), k. k. General der Kavallerie und Ritter des Maria-Theresia-Ordens
- Joseph Markl (1752–1811), Abt des Zisterzienserstiftes Lilienfeld
- Maria Karolina von Österreich (1752–1814), Königin von Neapel-Sizilien
- Joseph von Plenciz (1752–1785), Mediziner und Hochschullehrer
- Joseph Johann von Seilern (1752–1838), k. k. Kammer-Reichshofrat und Geheimer Rat in der Habsburgermonarchie
- Karl Giftschütz (1753–1831), Lehrer, Priester und Schriftsteller
- Franz von Spaun (1753–1826), Jurist und Schriftsteller
- Josef von Mader (1754–1815), Jurist und Numismatiker
- Georg von Vega (Jurij Vega, 1754–1802), slowenischer Mathematiker und Artillerieoffizier
- Martin Johann Wikosch (1754–1826), Hochschullehrer an der Universität Wien
- Franz von Zahlheim (1754–1786), Beamter und Raubmörder
- Marie-Antoinette (1755–1793), Tochter von Kaiserin Maria Theresia, als Marie-Antoinette letzte absolutistische Königin Frankreichs
- Johann Baptist von Alxinger (1755–1797), Schriftsteller
- Otto Heinrich von Gemmingen-Hornberg (1755–1836), Schriftsteller der Aufklärung und Diplomat
- Johann Andreas Scherer (1755–1844), Naturforscher und Hochschullehrer
- Hieronymus Waldinger (1755–1821), Tierarzt und Hochschullehrer
- Joseph Christian Auracher von Aurach (1756–1831), Generalmajor und Militärwissenschaftler
- Maximilian Franz von Österreich (1756–1801), Erzherzog, Bischof von Münster und Erzbischof von Köln
- Karl Haidinger (1756–1797), Mineraloge und Montanwissenschaftler
- Johann Nepomuk Ernst von Harrach (1756–1829), Kunstsammler, Humanist und Industrieller sowie Ritter des Goldenen Vließes
- Franz Xaver von Mayr (1756–1838), Tuchhändler und Mäzen
- Wolfgang Amadeus Mozart (1756–1791), Musiker und Komponist
- Anton Teyber (1756–1822), Komponist, Organist und Pianist
- Heinrich Joseph Watteroth (1756–1819), Rechtswissenschaftler, Illuminat und Kunstfreund in Wien, Ehrenbürger der Stadt
- Johann Rudolf Czernin von und zu Chudenitz (1757–1845), Verwaltungsbeamter
- Gomes Freire de Andrade (1757–1817), portugiesischer General, Großmeister der Freimaurer und Ordenskomtur
- Joseph von Herberstein (1757–1816), Präsident der Hofkammer
- Kilian Ponheimer der Ältere (1757–1828), Kupferstecher
- Carl Leonhard Reinhold (1757–1823), Philosoph und Schriftsteller; Vertreter der deutschen Aufklärung
- Bernhard Albrecht (1758–1822), Maler und Radierer
- Benedikt Arnstein (1758–1841), Schriftsteller
- Peter von Braun (1758–1819), Industrieller und Theaterdirektor in Wien
- Johann Baptist von Pacassi (1758–1818), Jurist, Astronom und Mathematiker, Hofbaurat in Wien
- Marianne Auenbrugger (1759–1782), Pianistin und Komponistin
- Conrad Dominik Bartsch (1759–1817), Journalist
- Josef von Hudelist (1759–1818), Diplomat und Staatsmann, zeitweise Vertreter von Metternich
- Meinrad Lichtensteiner (1759–1834), römisch-katholischer Geistlicher, Pädagoge, Gymnasial- und Universitätsrektor
- Martin von Molitor (1759–1812), Maler und Zeichner
- Anton Joseph Stein (1759–1844), Hochschullehrer an der Universität Wien und Schriftsteller
- Thomas Dolliner (1760–1839), Jurist und Hochschullehrer an den Universitäten Prag und Wien
- Martin Span (1760–1840), Pädagoge, Autor und Lehrer von Ferdinand I.

### 1761–1780

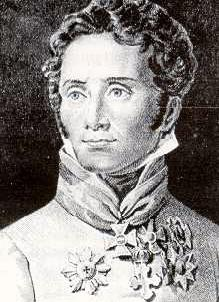
Vinzenz Ferrerius von Bianchi
(1768–1855)

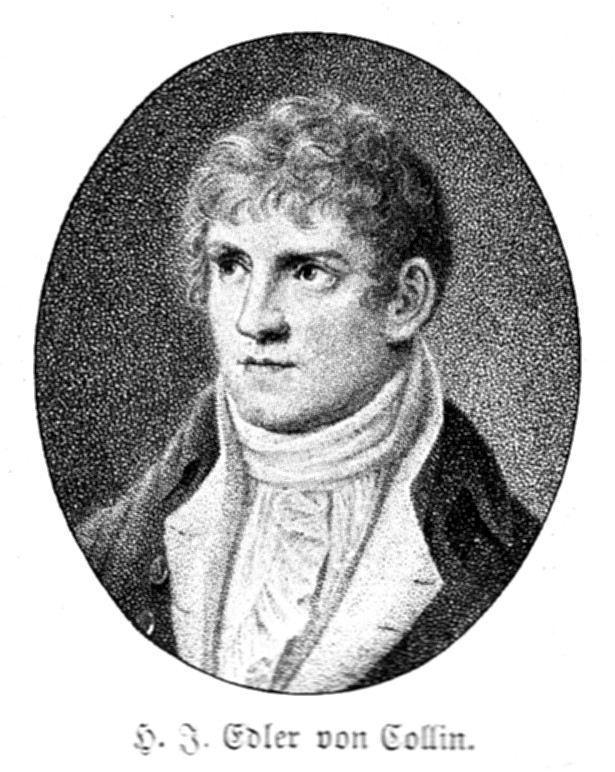
Heinrich Joseph von Collin
(1771–1811)

- Karl Borromäus von Harrach zu Rohrau (1761–1829), Arzt, Humanist, Ehrenritter des Malteser-Ordens und Komtur des Deutschen Ordens
- Rudolph von Wrbna (1761–1823), Oberstkämmerer und Minister
- Anton von Baldacci (1762–1841), Staatsmann
- Anton Josef Batthyány (1762–1828), Magnat und Grundherr
- Georg Joseph Beer (1763–1821), Begründer der wissenschaftlich fundierten Augenheilkunde
- Johann Rudolf von Buol-Schauenstein (1763–1834), Diplomat und Politiker
- Augustin Johann Joseph Gruber (1763–1835), Erzbischof von Salzburg
- Joachim Perinet (1763–1816), Schauspieler und Schriftsteller
- Józef Antoni Poniatowski (1763–1813), polnischer General, Marschall von Frankreich
- Franz Xaver Gewey (1764–1819), Beamter, Schauspieler und Schriftsteller
- Joseph Georg Mansfeld (1764–1817), Kupferstecher, Lithograf und Maler
- Franz Seraphicus Schmid (1764–1843), römisch-katholischer Geistlicher und Beichtvater von Kaiserin Karoline Auguste
- Dominik von Vivenot (1764–1833), Wiener Arzt, machte sich insbesondere in der Zeit der Choleraepidemie 1830 verdient
- Nikolaus II. Esterházy de Galantha (1765–1833), Fürst aus der Familie Esterházy
- Joseph Max von Liechtenstern (1765–1828), Geograph, Kartograph und Statistiker
- Karl Joseph Emanuel Albinus von Liechtenstein (1765–1795), Fürst aus der Karlischen Linie des Hauses Liechtenstein und Direktor der Kabinettskanzlei unter Kaiser Franz II.
- Gabriele Baumberg, verheiratete Batsányi (1766–1839), Schriftstellerin und Dichterin
- Augustin Braig (1766–1821), römisch-katholischer Theologe, Hochschullehrer und Domherr von St. Stephan
- Franz Josef Adam Ignaz von Dürfeld (1766–1812), königlich kaiserlicher wirklicher Hofrat
- Franz Johann Joseph von Reilly (1766–1820), Verleger, Kartograf und Schriftsteller
- Anton Weidinger (1766–1852), Trompeter und Trompetenbauer
- Joseph Weigl (1766–1846), Komponist und Dirigent
- Joseph Appel (1767–1834), Numismatiker
- Wenzel von und zu Liechtenstein (1767–1842), Domherr und später kaiserlich-königlicher Generalmajor
- Friedrich August Müller (1767–1807), Dichter
- Vinzenz Ferrerius von Bianchi (1768–1855), Herzog von Casalanza, General; Vater von Friedrich von Bianchi
- Joseph Schreyvogel (1768–1832), Schriftsteller
- Johann Carl Stadler (1768–nach 1812), Schauspieler, Theaterintendant und Sänger
- Johann Zacharias Frey (1769–1829), polnischer Maler und Kupferstecher österreichischer Abstammung
- Ludwig Gall (1769–1845), Beamter, Pianist und Schüler von Wolfgang Amadeus Mozart
- Joseph Hantschl (1769–1826), Mathematiker und Hochschullehrer
- Georg von Hofmann (1769/71–1845), Operndichter und Übersetzer von Opernlibretti
- Anton Kothgasser (1769–1851), Glas- und Porzellanmaler
- Ignaz Ludwig Paul von Lederer (1769–1849), k. k. Feldmarschall und zweiter Inhaber des damaligen Dragonerregiments Nr. 7
- Carl Joseph Pratobevera (1769–1853), Vizepräsident des Appellationsgerichts Wien
- Ludwig von Wallmoden-Gimborn (1769–1862), General der Kavallerie
- Vincenz Darnaut (1770–1821), Geistlicher, Topograf und Beichtvater des Kaisers
- Bernhard von Keeß (1770–1800), Oberstleutnant
- Franz Reichetzer (1770–nach 1843), Bergrat
- Leopold Ackermann (1771–1831), Theologe
- Heinrich Joseph von Collin (1771–1811), Schriftsteller
- Theobald Fritz (1771–1848), Moraltheologe und Hochschullehrer an der Universität Wien
- Anton Georg Kölbl (1771–1843), Künstler und Münzmeister
- Karl Philipp Fürst zu Schwarzenberg (1771–1820), General
- Josef Alois Gleich (1772–1841), Beamter und Theaterdichter
- Ignaz zu Hardegg (1772–1848), General der Kavallerie und Hofkriegsratspräsident
- Ignaz Franz von Mosel (1772–1844), Komponist, Musikschriftsteller und Beamter
- Guillaume de Vaudoncourt (1772–1845), französischer General und Kriegshistoriker
- Ferdinand Bernhard Vietz (1772–1815), Mediziner und Botaniker
- Josef Klieber (1773–1850), Bildhauer, Direktor der Akademie der Künste
- Joseph von Koudelka (1773–1850), k. k. Feldmarschall-Lieutenant
- Karl von Paar (1773–1819), k. k. Generalmajor, Ritter des Maria-Theresien-Ordens
- Mihály Pollack, auch Michael Pollack (1773–1855), Architekt
- Jacob Schroth (1773–1831), Bildhauer
- Ernst von Schwarzenberg (1773–1821), Bischof, Komponist und Domherr in Köln
- Friedrich Karl zu Fürstenberg (1774–1856), regierender Landgraf zu Fürstenberg in der Bar und zu Stühlingen, Erbe der Herrschaft Weitra, Reinpolz und Veste Wasen sowie Obersthofmarschall
- Josef Götz (1774–1839), Salinen- und Badearzt
- Aloys von Kaunitz-Rietberg (1774–1848), Diplomat und verbannter Straftäter
- Stephan von Keeß (1774–1840), Erfinder, Direktor des Technischen Kabinetts in Wien und Historiker
- Franz Binder von Krieglstein (1774–1855), Diplomat
- Elias Hütter (1774–1865), Bildhauer
- Friedrich Johann Nepomuk zu Schwarzenberg (1774–1795), deutsch-böhmischer Adeliger, österreichischer Offizier
- Michael von Nádasdy (1775–1854), ungarisch-österreichischer Politiker
- Adam Albert von Neipperg (1775–1829), Militär
- Johann Rohr von Rohrau (1775–1855), Generalmajor
- Ludwig August von Fallon (1776–1828), Generalmajor und Kartograph
- Josefa zu Fürstenberg-Weitra (1776–1848), Fürstin von und zu Liechtenstein
- Jakob III. Ruttenstock (1776–1844), der 56. Propst des Stiftes Klosterneuburg
- Hugo Franz zu Salm-Reifferscheidt (1776–1836), Industrieller und Naturforscher
- Ignaz von Seyfried (1776–1841), Dirigent
- Moritz von Fries (1777–1826), Kunstmäzen, Kunstsammler und Bankier
- Anton Joseph Emanuel Kraus (1777–1860), Diplomat und Beamter
- Joseph Ludwig Stoll (1777–1815), Lyriker, Dramatiker und Privatgelehrter
- Karl von Abele (1778–1835), Jurist, Richter und Archivar
- Konrad Adolf Hartleben (1778–1863), deutsch-österreichischer Buchhändler, Herausgeber und Verleger
- Johann Knapp (1778–1833), Maler
- Johann Georg Stauffer (1778–1853), Geigen- und Gitarrenbauer
- Johann Baptist Bach (1779–1847), Jurist
- Matthäus von Collin (1779–1824), Schriftsteller und Erzieher des Herzogs von Reichstadt
- Christoph Hartung (1779–1853), Arzt und Wegbereiter der Homöopathie
- Karl Ruß (1779–1843), Maler
- Johann Nepomuk Schödlberger (1779–1853), Landschaftsmaler und Kunstpädagoge
- Ignaz Schuster (1779–1835), Schauspieler und Komponist
- Nikolai Nathan Fürst (1779–1857), Autor der Frühromantik
- Kaspar Hagleitner (1779–1836), katholischer Geistlicher und Tiroler Freiheitskämpfer
- Franz Rudolf Bayer (1780–1860), Theaterschauspieler, -regisseur, Schriftsteller und Maler
- Moritz O’Donnell von Tyrconell (1780–1843), k.k. Feldmarschall-Lieutenant und Kämmerer
- Joseph Fischer (1780–1862), Sänger und Komponist
- Josef Koch (1780–1814), Baumeister
- Jernej Kopitar (1780–1844), slowenischer Sprachwissenschafter
- Johann Georg Megerle von Mühlfeld (1780–1831), Verwaltungsbeamter und Archivar
- Joseph von Winiwarter (1780–1848), Jurist und Hochschullehrer an der Universität Wien
- Stephan Zichy (1780–1853), Diplomat

### 1781–1800

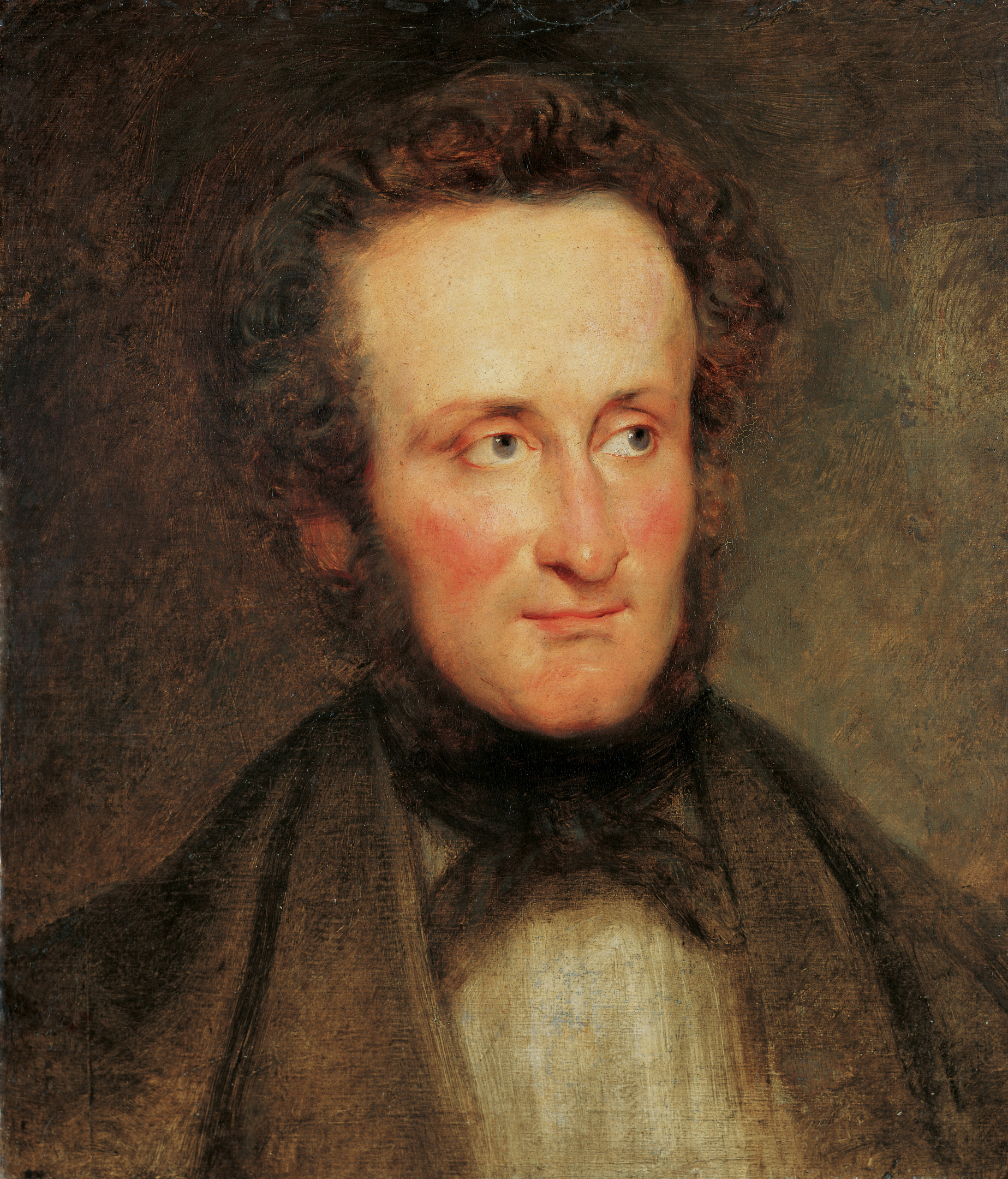
Alois II.
(1796–1858)

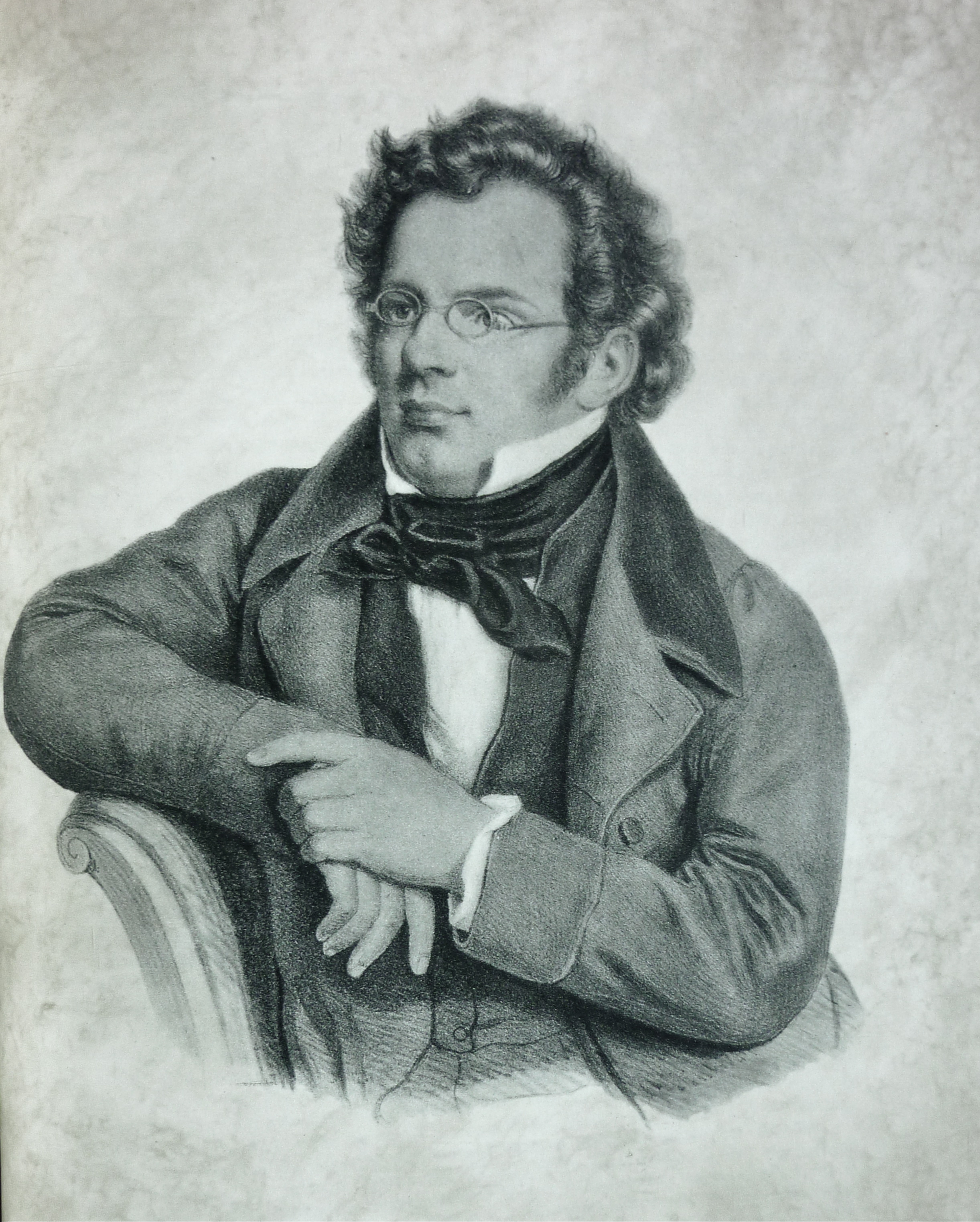
Franz Schubert
(1797–1828)

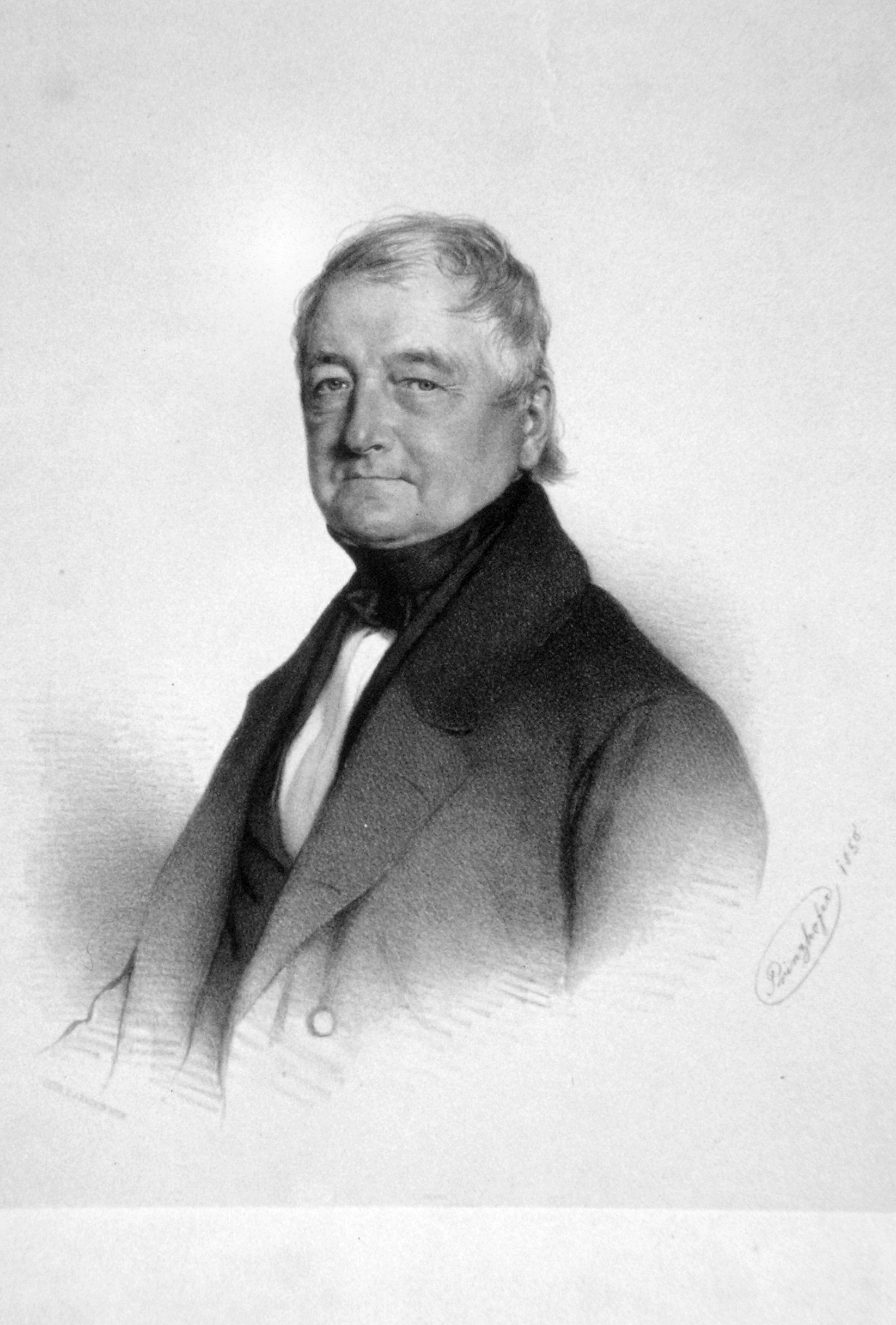
Franz Hermann von Hermannsthal
(1799–1875)

- Ignaz Franz Castelli (1781–1862), Wiener und niederösterreichischer Schriftsteller
- Franz Jäger (1781–1839), Architekt, bürgerlicher und Hofsteinmetzmeister, Kunstsammler
- Bartholomäus Kaffel (1781–1853), Glockengießer
- Matthäus Loder (1781–1828), Maler des Biedermeier
- Anton Petter (1781–1858), Maler
- Michael von Erdelyi (1782–1837), Tierarzt und Hochschullehrer in Wien
- Wilhelm Klingenbrunner (1782–1850), Komponist, Flötist und Gitarrist
- Andreas Ignaz Wawruch (1782–1842), Arzt und Hochschullehrer, betreute Ludwig van Beethoven
- Georg von Gaal (1783–1855), Schriftsteller und Übersetzer
- Franz Xaver von Kolowrat-Krakowsky (1783–1855), böhmischer Adliger, Gutsbesitzer, k. k. Kämmerer und Oberstleutnant a. D.
- Karl Jäger (1784–1859), bürgerlicher und k.k. Hof-Steinmetzmeister
- Carl Thomas Mozart (1784–1858), zweiter Sohn Wolfgang Amadeus und Constanze Mozarts
- Johann Heinrich Pabst (1785–1838), Philosoph und Mediziner
- Adolf Bäuerle (1786–1859), Schriftsteller
- Paul III. Anton Esterházy de Galantha (1786–1866), ungarischer Adliger und Diplomat im Dienste Österreichs
- Karl Bernhard von Hietzinger (1786–1864), Verwaltungsbeamter
- Johann Mailáth (1786–1855), ungarischer Schriftsteller
- Julie Mihes (1786–1855), Malerin und Ordensfrau
- Joachim Eduard von Münch-Bellinghausen (1786–1866), Jurist und Politiker
- Johann Baptist Weber (1786–1848), römisch-katholischer Pfarrer und Mitbegründer der Ersten österreichischen Spar-Casse
- Anton Grünn (1787–1865), Stadtbaumeister
- Andreas von Stifft (1787–1861), Politiker, Ökonom und Finanzfachmann
- Johann Georg Wenrich (1787–1847), evangelischer Theologe, hielt öffentliche Sanskrit-Vorlesungen in Wien
- Franz Xaver Nippel von Weyerheim (1787–1862), Richter am Oberlandesgericht
- Johann Baptist von Zahlhaas (1787–1870), Schauspieler, Sänger, Theaterregisseur und -direktor
- Heinrich von Heß (1788–1870), Feldmarschall
- Joseph Pletz (1788–1840), römisch-katholischer Geistlicher, Pädagoge und Autor
- Kilian Ponheimer der Jüngere (1788–1829), Maler und Kupferstecher
- Elena Asachi (1789–1877), moldauisch-rumänische Pianistin, Sängerin und Komponistin österreichischer Herkunft
- Alois Hildwein (1789–1828), Baumeister und Architekt
- Josef Kern (1789–1832), Silberschmied, Medailleur und Lokalpolitiker
- Antonie Adamberger (1790–1867), Schauspielerin, Verlobte Theodor Körners
- Moritz Daffinger (1790–1849), Miniaturenmaler und Bildhauer
- Karl Franz Rudolph von Liechtenstein (1790–1865), k.u.k General der Kavallerie und Ritter des Goldenen Vließes
- Ferdinand Raimund (1790–1836), Dramatiker
- Joseph Salzbacher (1790–1867), Domkustos
- Ignaz Stahl (1790–1862), Schauspieler
- Thekla Theer (um 1790–1871), Kunststickerin
- Wenzel Carl Wolfgang Blumenbach (1791–1847), Statistiker und Geograph
- Carl Czerny (1791–1857), Komponist, Pianist und Klavierpädagoge
- Franz Grillparzer (1791–1872), Dramatiker
- Franz Herbich (1791–1865), Arzt und Botaniker
- Albert von Hummelauer (1791–1867), Herrschaftsbesitzer und Politiker
- Joseph Johann Knolz (1791–1862), Mediziner und Verwaltungsbeamter, Protomedicus und Sanitätsreferent von Niederösterreich
- Marie-Louise von Österreich (1791–1847), Ehefrau Napoleons I.
- Franz Xaver Wolfgang Mozart (1791–1844), Komponist und Klaviervirtuose
- István Széchenyi (1791–1860), ungarischer Staatsreformer und Unternehmer
- Joseph Beskiba (1792–1863), Mathematiker
- Blasius Höfel (1792–1863), Kupferstecher
- Marian Koller (1792–1866), Benediktiner, Mathematiker, Astronom und Verwaltungsbeamter
- Karl Schadetzky (1792–1852), Tänzer und Choreograph
- Ludwig Steiner (1792–1869), Religionsfondsverwalter und Bürgermeister von St. Pölten
- Thomas Ender (1793–1875), Landschaftsmaler
- Ferdinand I. (1793–1875), Kaiser von Österreich
- Johann Langer (1793–1858),  Schriftsteller und Philanthrop
- Franz Pecháček (1793–1840), Violinvirtuose und Komponist
- Joseph von Schreibers (1793–1874), Jurist und Landwirtschaftler
- Ferdinand Georg Waldmüller (1793–1865), Maler und Kunstschriftsteller
- Franz Seraphin von Kuefstein (1794–1871), Diplomat und Hofbeamter, Mitglied im Herrenhaus
- Ferdinand Schubert (1794–1859), Komponist
- Joseph Altmann (1795–1867), Landschaftsmaler
- Joseph Merk (1795–1852), Komponist und Cellist
- Wilhelm Ritter von Haidinger (1795–1871), Geologe und Mineraloge
- Johann Scheffer von Leonhardshoff (1795–1822), Maler und Grafiker
- Alois II. (1796–1858), Fürst von Liechtenstein
- Johann Höfelich (1796–1849), Drucker und Verleger
- Alois Primisser (1796–1827), Numismatiker und Museumsfachmann
- Joseph Stadler (1796–1859), Musiker und Komponist
- Ferdinand Wolf (1796–1866), Romanist
- Karl Ferdinand von Buol-Schauenstein (1797–1865), Diplomat und Politiker, Ministerpräsident
- Adam von Burg (1797–1882), Mathematiker und Technologe
- Johann Baptist Faistenberger (1797–1867), Komponist
- Franz Haydinger (1797–1876), Bibliophiler
- Maria Leopoldine von Österreich (1797–1826), Erzherzogin von Österreich, Kaiserin von Brasilien
- Ida Pfeiffer (1797–1858), Weltreisende und Entdeckerin
- Joseph Othmar von Rauscher (1797–1875), römisch-katholischer Erzbischof von Wien
- Franz Schubert (1797–1828), Komponist
- Ferdinand von Stelzhammer (1797–1858), Unterstaatssekretär im Justizministerium
- Anna Bondra (1798–1836), Opernsängerin (Sopran, Mezzosopran)
- Therese Grob (1798–1875), Sopranistin
- Paul Hofmann (1798–1842), römisch-katholischer Benediktiner, Theologe und Hochschullehrer
- Franz Krammer (1798–1835), Maler und Lithograf
- Joseph Kyselak (1798–1831), Alpinist und Hofkammerbeamter
- Johann Nepomuk Passini (1798–1874), Kupferstecher, Lithograph und Maler
- Thaddäus Peithner von Lichtenfels (1798–1877), Jurist und Politiker
- Vinzenz von Pitreich (1798–1869), Richter und Politiker
- Josef Scheiner (1798–1867), Theologe, Rektor der Universität, Schulkommissar, Domherr und Kantor am Stephansdom sowie Hofkaplan
- Philipp Mayer (1798/1799–1828), Jurist, Dichter und Prinzenerzieher
- Franz Hermann von Hermannsthal (1799–1875), Verwaltungsbeamter, Dichter und Dramaturg
- Georg Holzgethan (1799–1860), Verwaltungsjurist und Statistiker
- Max von Löwenthal (1799–1872), Schriftsteller und Postfunktionär
- Georg Mojsisovics von Moisvár (1799–1861), Chirurg am Allgemeinen Krankenhaus
- Johann Baptist Moser (1799–1863), Volkssänger
- Johann Adolf II. zu Schwarzenberg (1799–1888), Land- und Forstwirtschaftsexperte und Diplomat
- Franz Ferdinand von Mayern (1799–1889), Offizier, Verwaltungsbeamter und Politiker
- Katharina Fröhlich (1800–1879), „ewige Braut“ Franz Grillparzers
- Ludwig Hardtmuth (1800–1861), Unternehmer
- Josef Kriehuber (1800–1876), Lithograph und Maler
- Joseph Alois Moshamer (1800–1878), Schriftsteller, Lehrer und Beamter
- Friedrich Karl zu Schwarzenberg (1800–1870), kaiserlich-österreichischer Generalmajor und Schriftsteller
- Carl Stegmayer (1800–1862), Montanist und Schriftsteller in Wien

## 19. Jahrhundert

### 1801–1810
- Eduard Gurk (1801–1841), Maler

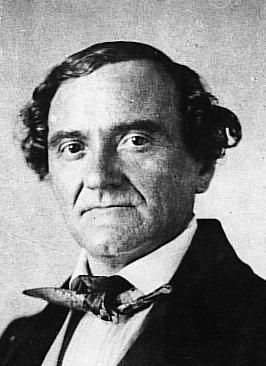
Johann Nestroy
(1801–1862)

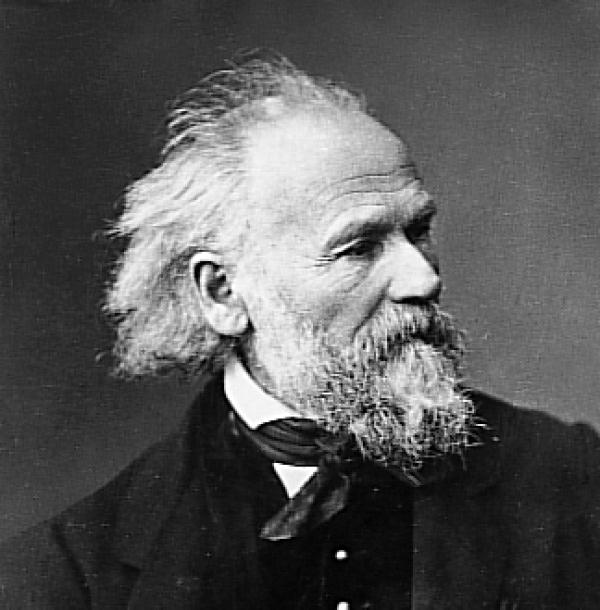
Friedrich von Amerling
(1803–1887)

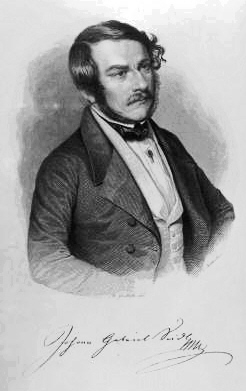
Johann Gabriel Seidl
(1804–1875)

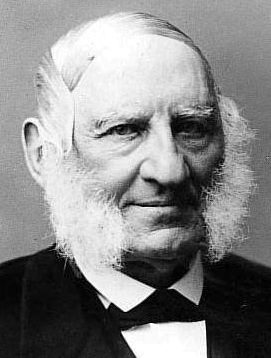
Anton von Schmerling
(1805–1893)

- Karl Eduard Hammerschmidt (1801–1874), Mineraloge, Entomologe und Mediziner in der Türkei
- Joseph Höger (1801–1877), Landschaftsmaler, Aquarellist, Radierer und Lithograph
- Joseph Lanner (1801–1843), Komponist und Violinist
- Josef Loyp (1801–1877), Orgelbauer
- Johann Nestroy (1801–1862), Dramatiker und Satiriker
- Franz Seraphin von Nadasdy (1801–1883), ungarisch-österreichischer Politiker
- Friedrich von Orsini-Rosenberg (1801–1887), Offizier und Politiker, Landtagsabgeordneter
- Theodor von Pachmann (1801–1881), böhmischer Kirchenrechtler und Hochschullehrer
- Eduard von Bauernfeld (1802–1890), Lustspieldichter
- Heinrich Lamoral O’Donell von Tyrconell (1802–1872), Verwaltungsbeamter, Vizepräsident der Lombardei und Präsident des österreichischen Katholikentages
- Johann zu Fürstenberg (1802–1879), Besitzer des Fideikommiss Weitra, Mitglied des österreichischen Herrenhauses
- Franz Gaul (1802–1874), Medailleur und Direktor der Graveurakademie
- Franz Gutherz (1802–1865), deutscher Verwaltungsjurist und Politiker
- Henri Herz (1802–1888), österreichisch-französischer Pianist, Komponist, Klavierpädagoge und Klavierbauer
- Franz Högler (1802–1855), Bildhauer
- György Károlyi (1802–1877), ungarischer Politiker, Obergespan und Hofbeamter
- Josef von Mittrowsky (1802–1875), Generalmajor, k. k. Kämmerer, Geheimrat, Komtur und Gesandter des Malteserordens am kaiserlichen Hof
- Franz Moth (1802–1879), Mathematiker und Hochschullehrer
- Wilhelm Johann Pollak (1802–1860), Maler
- Karl Philipp Borromäus zu Schwarzenberg (1802–1858), kaiserlich-österreichischer Offizier, Feldmarschallleutnant
- Rudolf von Smetana (1802–1871), Redemptorist
- Anton Steinhauser der Ältere (1802–1890), Kartograph und Beamter
- Johann Nepomuk Vogl (1802–1866), Schriftsteller
- Andreas Zelinka (1802–1868), Bürgermeister von Wien
- Friedrich von Amerling (1803–1887), Maler
- Josef von Dürfeld (1803–1869), königlich kaiserlicher österreichischer Feldmarschall–Leutnant
- Ferdinand Hessler (1803–1865), Physiker und Hochschullehrer, Gemeinderat von Wien
- Johann Hoffmann (1803–1865), Sänger und Theaterleiter
- Johann von Löwenthal (1803–1891), Feldmarschalleutnant und Attaché
- Johann Krall (1803–1883), Komponist, Dirigent und Arrangeur
- Edmund zu Schwarzenberg (1803–1873), Feldmarschall
- Ferdinand Stegmayer (1803–1863), Kapellmeister und Dirigent
- Anton von Wasserfall (1803–1871), Advokat und Politiker
- François-Joseph de Champagny (1804–1882), französischer Historiker und Publizist
- Josef Rainer von Harbach (1804–1870), Gutsbesitzer und Laienkomponist; komponierte die Landeshymne von Kärnten, das Kärntner Heimatlied
- Carl Hardtmuth (1804–1881), Bleistift-, Porzellan- und Tonofenfabrikant
- Leopold von Kolowrat-Krakowsky (1804–1863), Generalmajor, Feldmarschallleutnant und Gouverneur
- Karl Lilia Ritter von Westegg (1804/1806–1881), k. k. Feldmarschallleutnant und k. k. wirklich geheimer Rat
- Carl Roesner (1804–1869), Architekt
- Karl Ludwig von Rosenfeld (1804–1869), siebenbürgisch-österreichischer Staatsmann
- Ludwig Schaller (1804–1865), Bildhauer
- Leopold Schulz (1804–1873), Kirchen- und Porträtmaler
- Moritz von Schwind (1804–1871), österreichisch-deutscher Maler
- Johann Gabriel Seidl (1804–1875), Archäologe, Lyriker, Erzähler und Dramatiker
- Karl von Steininger (1804–1867), Feldzeugmeister und kommandierender General im Bana
- Johann Strauss (Vater) (1804–1849), Komponist und Kapellmeister
- Joseph Binder (1805–1863), Maler
- Josef Danhauser (1805–1845), Maler
- Johann Nepomuk Geiger (1805–1880), Maler und Zeichner
- Jurij Mihevec (1805–1882), Komponist
- Karl Rettich (1805–1878), Schauspieler und Regisseur
- Alois Schlör (1805–1852), Hofkaplan, Beichtvater des Kaisers
- Anton von Schmerling (1805–1893), Politiker und Jurist
- Johann Anton Stauffer (1805–1871), Gitarrenbauer und Pianist
- Franz Zeller von Zellenberg (1805–1876), Maler
- Franz Eybl (1806–1880), Maler und Lithograf
- Franz Xaver Haimerl (1806–1867), Jurist, Hochschullehrer und Rektor der Universität Wien
- Konstantin zu Lodron-Laterano (1806–1880), Großgrundbesitzer, Eisenindustrieller und Politiker
- Rudolf von Roßbacher (1806–1886), Feldzeugmeister und stellvertretender Kriegsminister
- Heinrich Joseph Adami (1807–1895), Schriftsteller und Zeitungsjournalist
- August Engelbrecht (1807–1887), Baumeister und Architekt
- Franz Karl Lott (1807–1874), Philosoph und Hochschullehrer
- Ludwig Mooser (1807–1881), Orgel- und Klavierbauer
- Theobald von Rizy (1807–1882), Jurist und Politiker
- Karl Mathias Rott (1807–1876), Sänger, Cellist, Komponist, Theaterschauspieler und Gesangskomödiant
- Adolf von Schwarz (1807–1872), Statistiker, Jurist und Autor
- Rudolph von Vivenot (Vater) (1807–1884), praktischer Arzt
- Jakob Zukrigl (1807–1876), römisch-katholischer Theologe, Geistlicher und Professor in Wien
- Leopold Ernst (1808–1862), Architekt
- Anton Johann Gross-Hoffinger (1808–1875), Schriftsteller
- Franz Limmer (1808–1857), Komponist
- Leopold Mayr (1808–1866), Hofbaumeister, Architekt und Kommunalpolitiker
- Franz Pichler (1808–1891), Buchdrucker, Buchhändler und Verleger
- Paul Pretsch (1808–1873), Erfinder der Fotogalvanografie
- August Schmidt (1808–1891), Musiker, Musikschriftsteller und Journalist
- Robert Theer (1808–1863), Maler und Lithograf
- Giovanni Gentiluomo (1809–1866), akademischer Maler, Opernsänger und Gesangslehrer
- Joseph Hain (1809–1852), Statistiker
- Carl Joseph Kreutzer (1809–1866), Naturwissenschaftler (vor allem Botaniker), Foto-Pionier und Bibliothekar
- Bénédict Augustin Morel (1809–1873), französischer Psychiater
- Heinrich Proch (1809–1878), Komponist
- Leander Russ (1809–1864), Maler
- Johann Nepomuk Schloissnigg (1809–1883), Politiker
- Friedrich zu Schwarzenberg (1809–1885), Erzbischof von Prag
- Marie Weiler (1809–1864), Sängerin und Schauspielerin
- Anton Widter (1809–1887), Kunstsammler, Archäologe und Kunsthistoriker
- Gabriel Jenny (1810–1891), Verwaltungsjurist und Politiker
- Franz Leydolt (1810–1859), Mineraloge, Botaniker, Zoologe
- Karl Mayer (1810–1876), Maler
- Eugen Megerle von Mühlfeld (1810–1868), Jurist und liberaler Politiker
- Georg von Mitis (1810–1889), Verwaltungsjurist und Politiker
- Josef Neugebauer (1810–1895), Figuren-, Bildnis- und Stilllebenmaler sowie Komponist
- Ludwig Rotter (1810–1895), Organist und Komponist
- Carl Spurzheim (1810–1872), Arzt und Politiker
- Eduard Jakob von Steinle (1810–1886), Maler
- Ludwig Türck (1810–1868), Mediziner, Mitbegründer der modernen Hals-Nasen-Ohrenheilkunde
- Georg Wingelmüller (1810–1848), Architekt

### 1811–1820

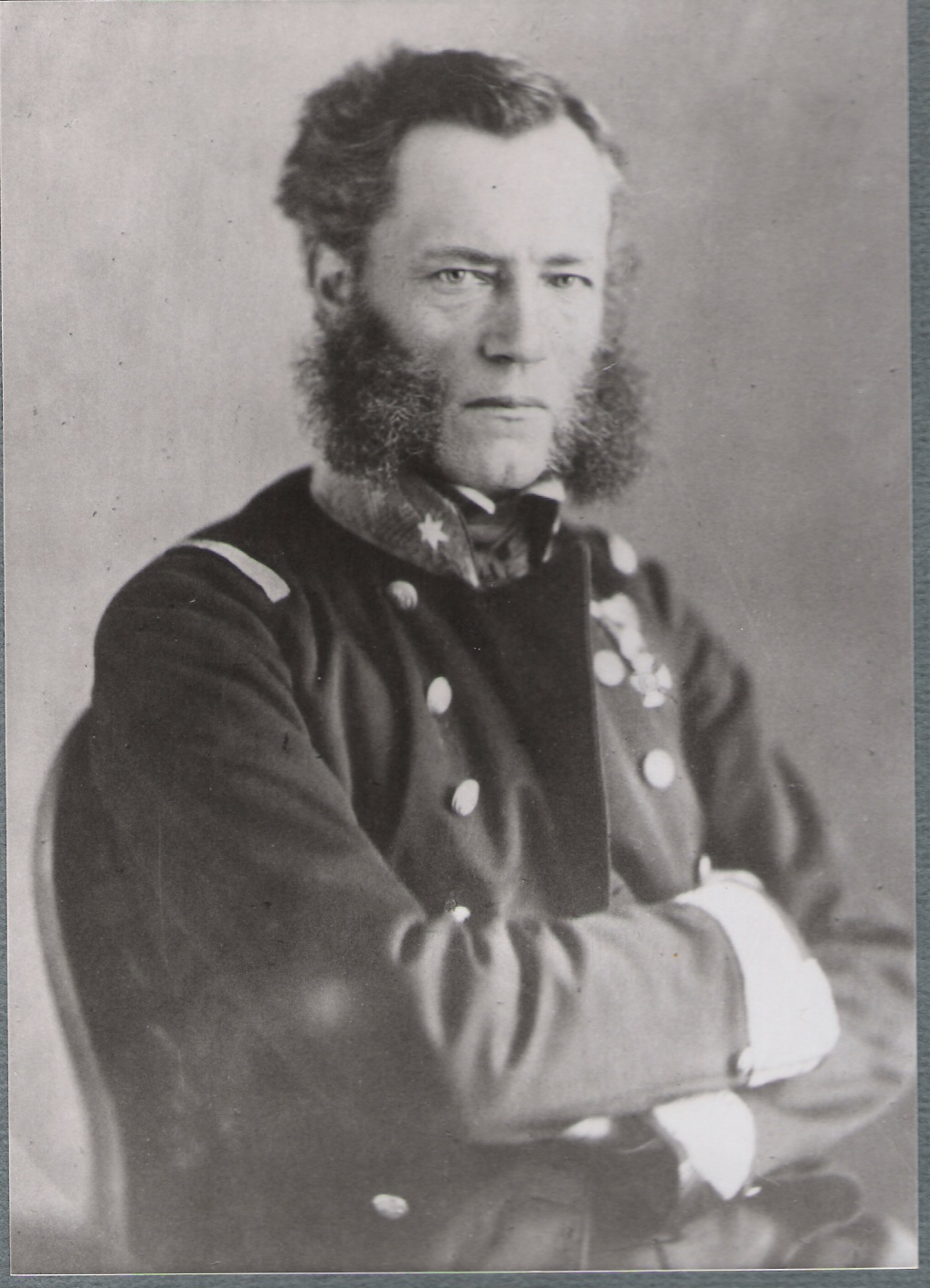
Ludwig von Fautz
(1811–1880)

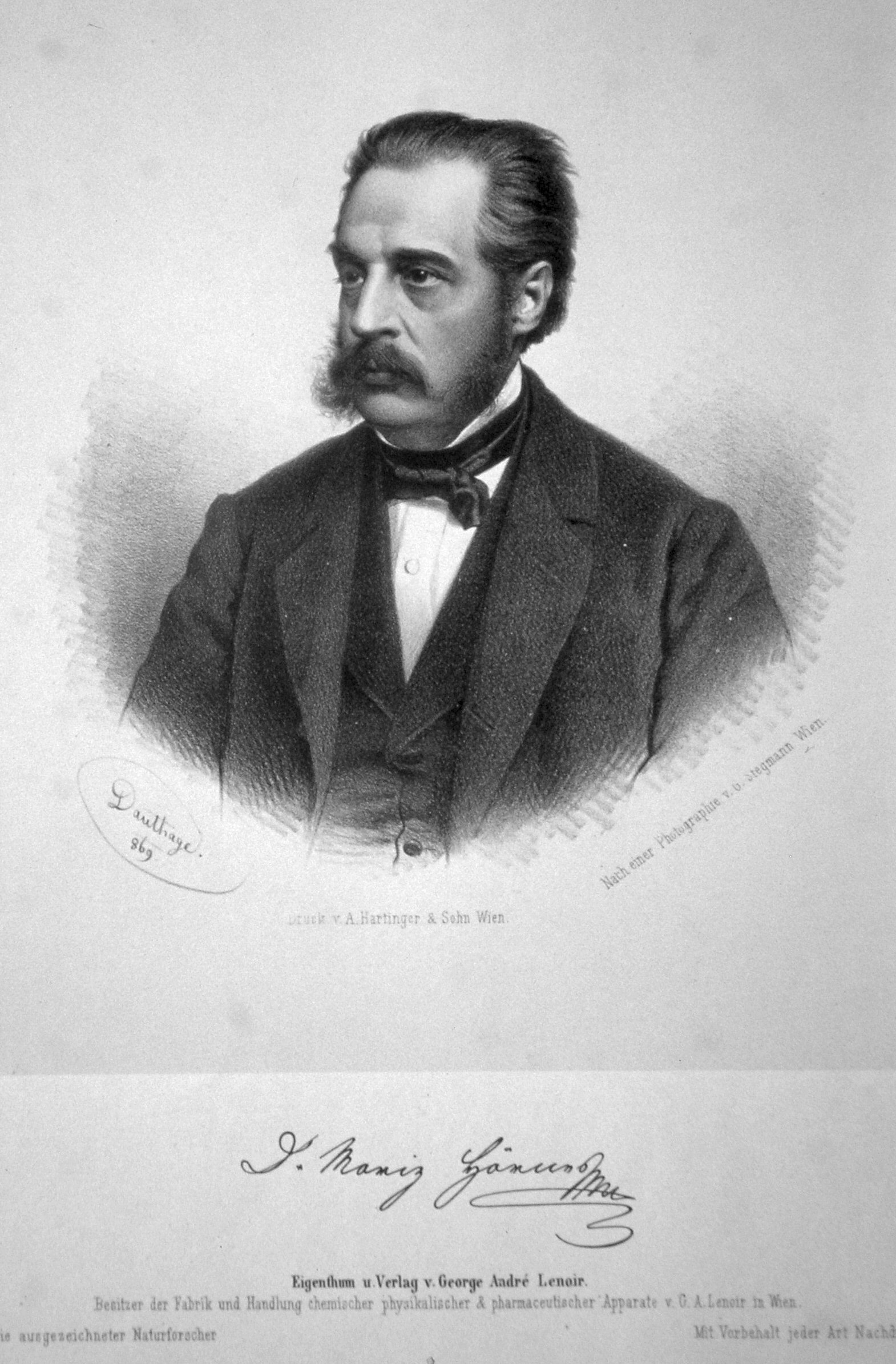
Moriz Hoernes
(1815–1868)

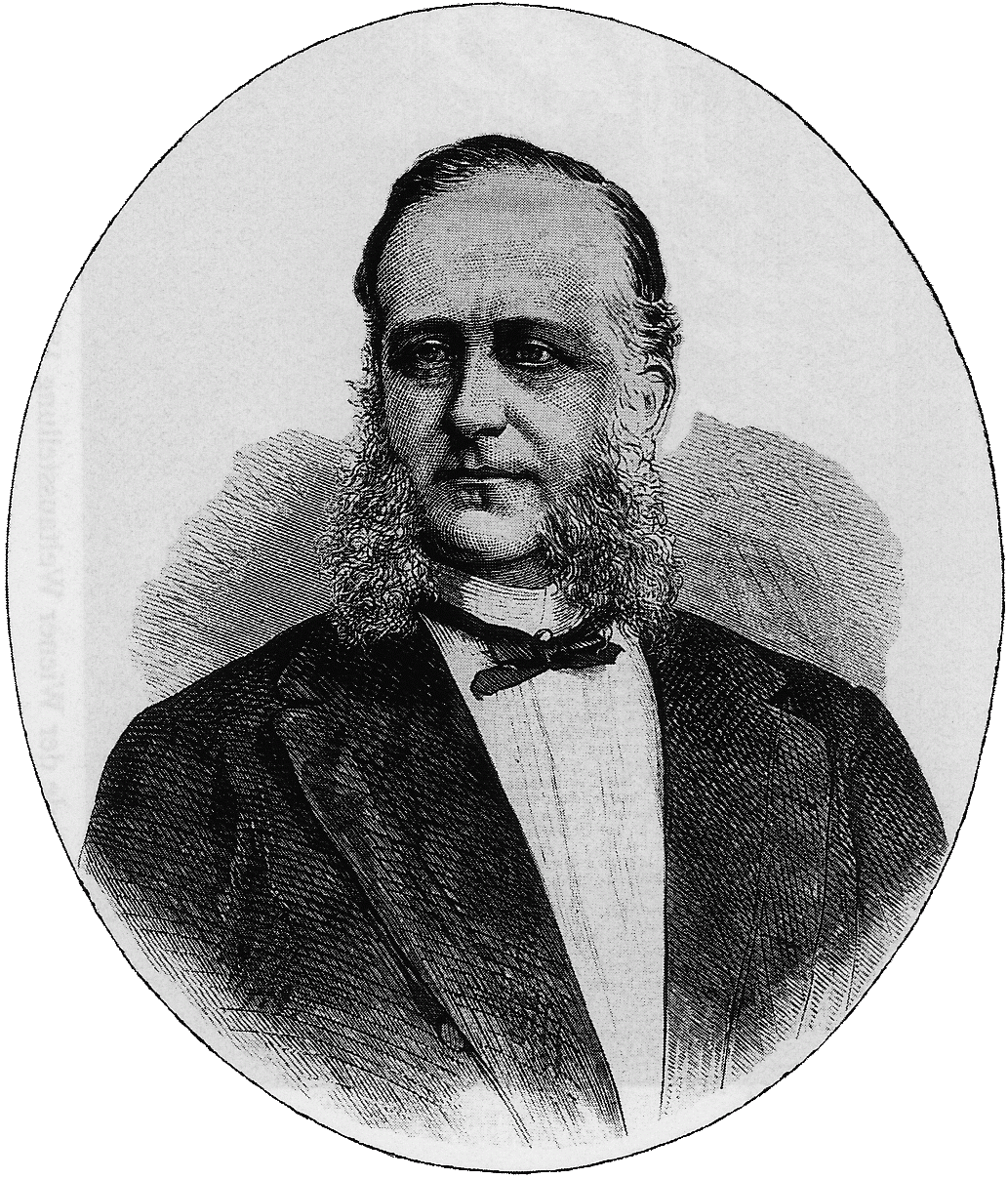
Wilhelm von Schwarz-Senborn
(1816–1903)

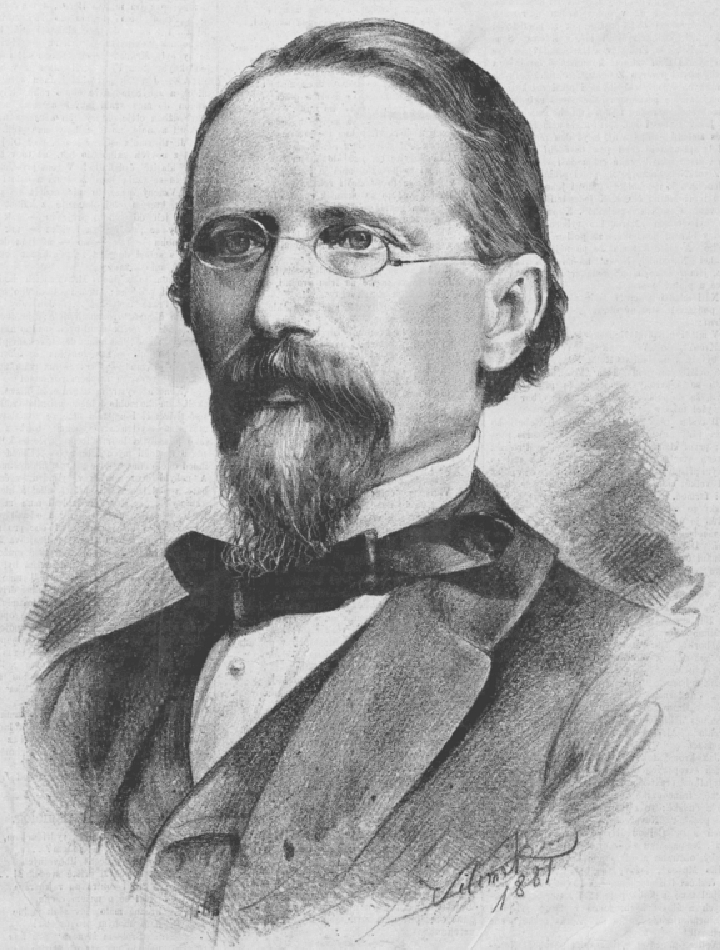
Václav Bolemír Nebeský
(1818–1882)

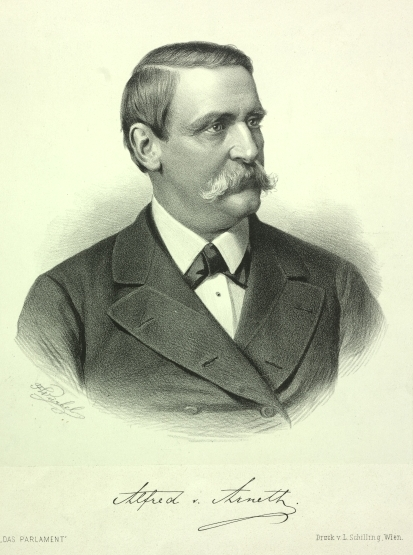
Alfred von Arneth
(1819–1897)

- Eleonore Auegg-Dilg (1811–1890), Porträt- und Miniaturmalerin
- Gustav Barth (1811–1897), Liederkomponist, Pianist und Chorleiter
- Ludwig von Fautz (1811–1880), Schiffskommandant, zuletzt Vizeadmiral und Befehlshaber der k.u.k. Marine
- Carl Ferdinand Füchs (1811–1848), Komponist und Geiger
- Eugene von Guerard (1811–1901), österreichisch-australisch-britischer Maler
- Johann Carl Hickel (1811–1855), Schriftsteller
- Joseph Heicke (1811–1861), Tier- und Landschaftsmaler, Aquarellist und Lithograph
- Alexander von Hübner (1811–1892), Diplomat
- Eduard Kuschée (1811–1890), Architekt
- Karl Oberhoffer (1811–1885), Opernsänger
- Eduard Pechmann von Massen (1811–1885), General und Geograf
- Leopold von Sternberg (1811–1899), österreichischer General der Kavallerie
- Moritz von Stubenrauch (1811–1865), Jurist
- Adolf Theer (1811–1868), Maler und Lithograf
- Rudolf von Alt (1812–1905), Landschafts- und Architekturmaler
- Johann Friedl (1812–1886), Stadtbaumeister
- Sigmund Handel (1812–1887), Statthaltereirat und Abgeordneter zum Österreichischen Abgeordnetenhaus
- Joseph Haßlwander (1812–1878), Zeichner, Maler und Zeichenlehrer
- Karl von Kleyle (1812–1859), Landwirtschaftsfachmann und Politiker
- Anton Georg Martin (1812–1882), Fotograf, Bibliothekar, Physiker und Techniker
- Eduard van der Nüll (1812–1868), Architekt
- Carl Rahl (1812–1865), Maler; Sohn des Kupferstechers Carl Heinrich Rahl
- Eduard Schulz (1812–1876), österreichisch-britischer Pianist, Musikdirektor und Lyriker
- Peter Wilhelm Friedrich von Voigtländer (1812–1878), deutsch-österreichischer Unternehmer, Optiker und Fotopionier
- Tassilo Festetics de Tolna (1813–1883), Offizier, zuletzt General der Kavallerie
- Ludwig Folliot de Crenneville (1813–1876), General der Kavallerie, Wirklicher Geheimer Rat und Inhaber des Husarenregiments Nr. 3
- Friedrich Egon von Fürstenberg (1813–1892), römisch-katholischer Kardinal, Erzbischof von Olmütz
- Franz von Miklosich, Miklošič (1813–1891), slowenischer Philologe, Gründer der Slawistik an der Universität Wien, Reichstagsabgeordneter
- Ludwig Gottfried Neumann (1813–1865), Beamter und Schriftsteller
- Alexander Patuzzi (1813–1869), Schriftsteller
- Ferdinand Prantner (1813–1871), Beamter und Schriftsteller
- Leonhard Schulz (1813–1860), Gitarrist und Komponist
- Eduard Uhl (1813–1892), Politiker und Jurist
- Joseph von Weber (1813–1906), kaiserlicher österreichischer Feldzeugmeister, General
- Sigmund Aichhorn (1814–1892), Geologe und Paläontologe
- Eduard von Bach (1814–1884), Politiker und Verwaltungsbeamter
- Sebastian Brunner (1814–1893), römisch-katholischer Theologe und Schriftsteller
- Cajetan von Felder (1814–1894), Rechtsanwalt, Entomologe, Politiker und von 1868 bis 1878 Bürgermeister von Wien
- Ignaz Gulz (1814–1874), Augen- und Ohrenarzt
- Franz Mayr (1814–1863), Kinderarzt und Hochschullehrer, kaiserlicher Leibarzt
- Betty Paoli (1814–1894), Schriftstellerin
- Joseph von Schneller (1814–1885), Arzt, Obermedizinalrat und Mitglied des Obersten Sanitätsrates
- Jakob Dont (1815–1888), Violinist
- Josephine Eder (1815–1868), Pianistin
- György Festetics (1815–1883), ungarischer Politiker, Minister und Hofbeamter
- Arnold Hirsch (1815–1896), böhmisch-österreichischer Arzt und Schriftsteller
- Moriz Hoernes (1815–1868), Geologe und Paläontologe
- Albert Theer (1815–1902), Maler und Lithograf
- Carl Binder (1816–1860), Komponist und Kapellmeister
- Eugenie Bolza (1816–1891), Beamtin, Schriftstellerin und Übersetzerin
- Gustav Dörstling (1816–1885), österreichisch-deutscher Fabrikant, Kaufmann und Politiker
- Josef Engel (1816–1899), Mediziner und Hochschullehrer
- Moritz Felicetti von Liebenfelss (1816–1889), Historiker und Dichter
- Ferdinand II. (1816–1885), König von Portugal aus dem Hause Sachsen-Coburg-Gotha
- Joseph Haier (1816–1891), Maler, Zeichner und Fotograf
- August Heinrich Mansfeld (1816–1901), Maler
- Josef Nikola (1816–1892), Politiker und Schriftsteller
- Karl von Patruban (1816–1880), Mediziner und Hochschullehrer
- Johannes Rath (1816–1903), lutherischer Missionar und Sprachwissenschaftler
- Wilhelm von Schwarz-Senborn (1816–1903), Wirtschaftsfachmann und Diplomat, Generaldirektor der Weltausstellung 1873
- Friedrich Treml (1816–1852), Genremaler und Aquarellist
- Joseph August Adam (1817–1891), Kapellmeister, Komponist und Tierpräparator
- Erzherzog Albrecht (1817–1895), Erzherzog von Österreich und Feldherr
- Rudolf Eitelberger (1817–1885), Kunsthistoriker
- Karl von Hammer-Purgstall (1817–1879), Offizier, Gutsbesitzer und Abgeordneter zum Österreichischen Abgeordnetenhaus
- Friedrich Hann (1817–1852), Publizist, Politiker, Rechtswissenschaftler und Hochschullehrer
- Joseph von Würth (1817–1855), Verwaltungsjurist und Mitglied der Frankfurter Nationalversammlung
- Josef Lauer (1818–1881), Maler
- Václav Bolemír Nebeský (1818–1882), tschechischer Dichter und Philosoph
- Alexander Julius Schindler (1818–1885), Schriftsteller und Politiker
- Anton Theodor Schindler (1818–1885), Gutsbesitzer und Politiker
- Alfred von Arneth (1819–1897), Historiker
- Johann Nepomuk Bachmayr (1819–1864), Jurist und Dramatiker
- Ernst Wilhelm von Brücke (1819–1892), deutsch-österreichischer Physiologe
- Ludwig Foglár (1819–1889), Jurist und Schriftsteller
- Eugen von Friedenfels (1819–1885), Verwaltungsbeamter und Historiker
- Heinrich Kreuzer (1819–1900), Opernsänger, Theaterregisseur und -leiter
- Karl Langer von Edenberg (1819–1887), Mediziner
- Josef Mansfeld (1819–1894), Maler
- Johann Meixner (1819–1872), Bildhauer
- Therese Pulszky (1819–1866), österreichisch-ungarische Schriftstellerin
- Rudolf Swoboda der Ältere (1819–1859), Maler
- Alfred II. zu Windisch-Grätz (1819–1876), Abgeordneter in Württemberg
- Friederike Bäuerle (1820–1896), Pianistin und Schriftstellerin
- Alexander von Bensa (1820–1902), Genre- und Schlachtenmaler
- Anton Joseph Gruscha (1820–1911), römisch-katholischer Erzbischof, Kardinal
- Eduard Herbst (1820–1892), Rechtsgelehrter und Politiker
- Friedrich Kaltenegger von Riedhorst (1820–1892), Beamter und Politiker
- Hermann Klee (1820–1894), Maler und Fotograf
- Euphemia von Kudriaffsky (1820–1881), Blumenmalerin und Schriftstellerin
- Wilhelm von Lucam (1820–1900), Vizegouverneur der Österreichischen Nationalbank
- Elisabeth Modell (1820–1865), Malerin
- Hermann von Ramberg (1820–1899), k.u.k. General der Kavallerie
- Mathilde Wildauer (1820–1878), Schauspielerin und Sängerin
- Anton Zampis (1820–1883), Karikaturist

### 1821–1830
- Franz Alt (1821–1914), Maler

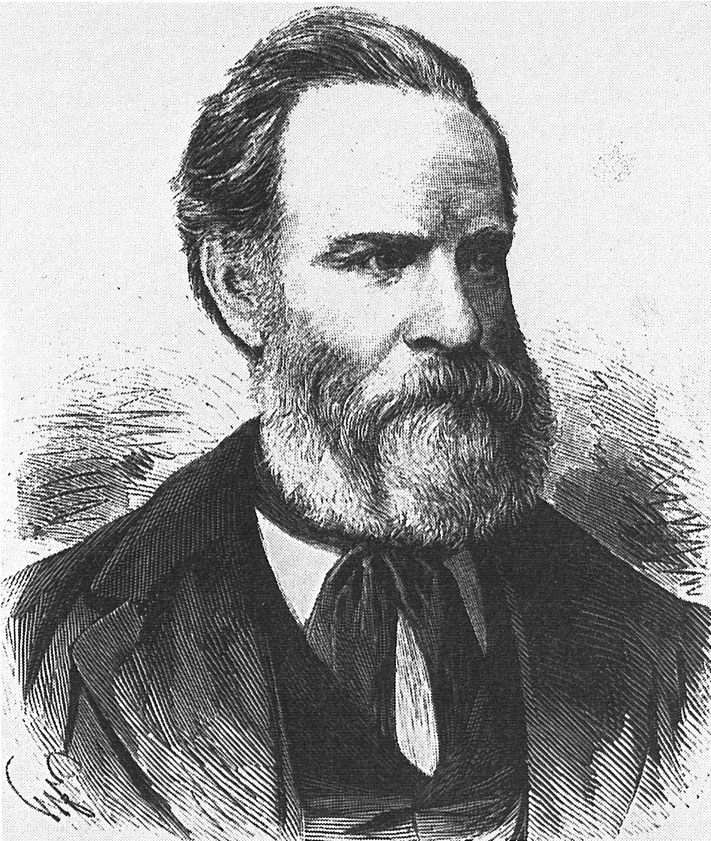
Ferdinand Kürnberger
(1821–1879)

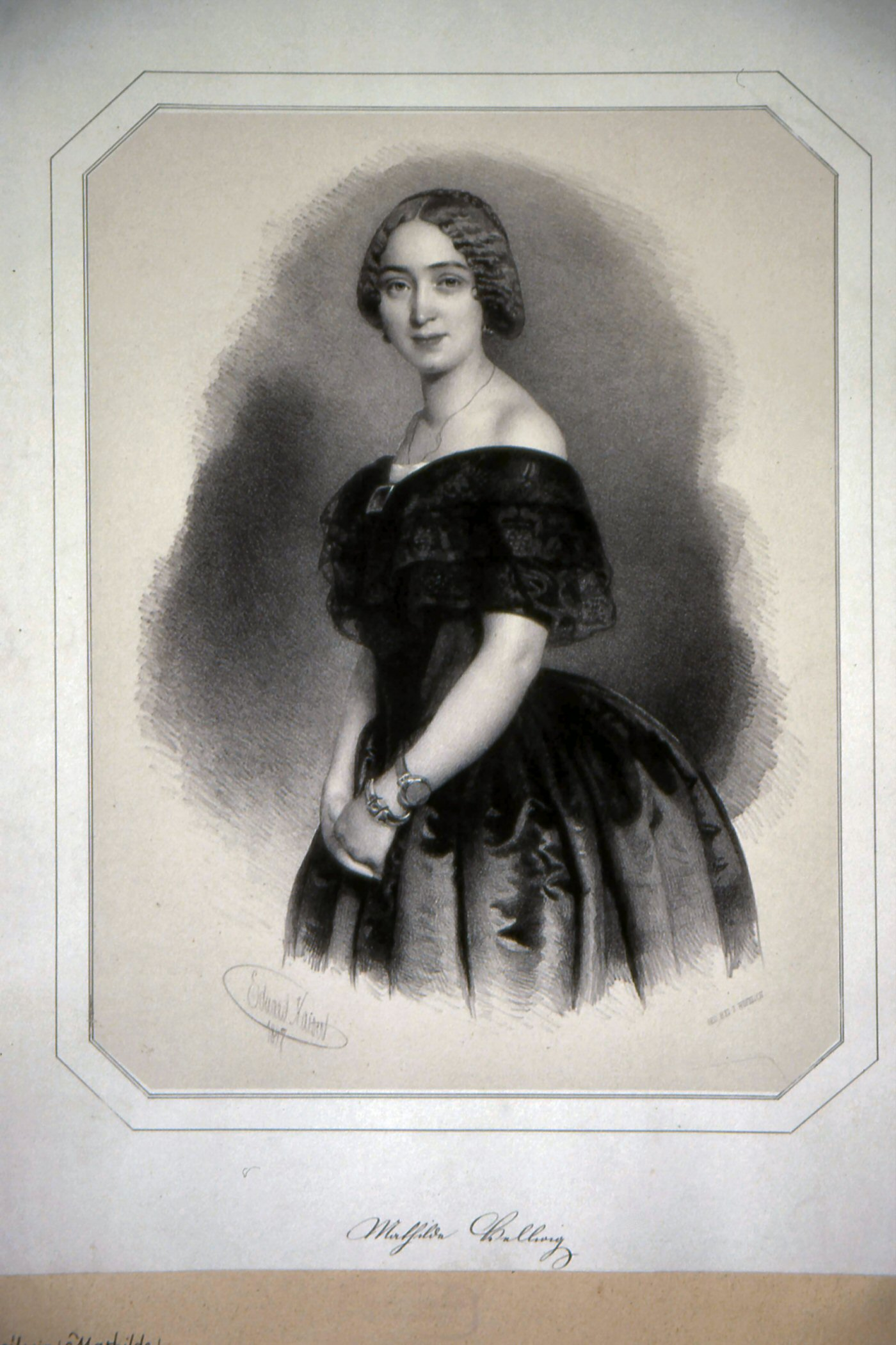
Mathilde Hellwig
(1825–1892)

Johann Decker-Schenk
(1826–1899)

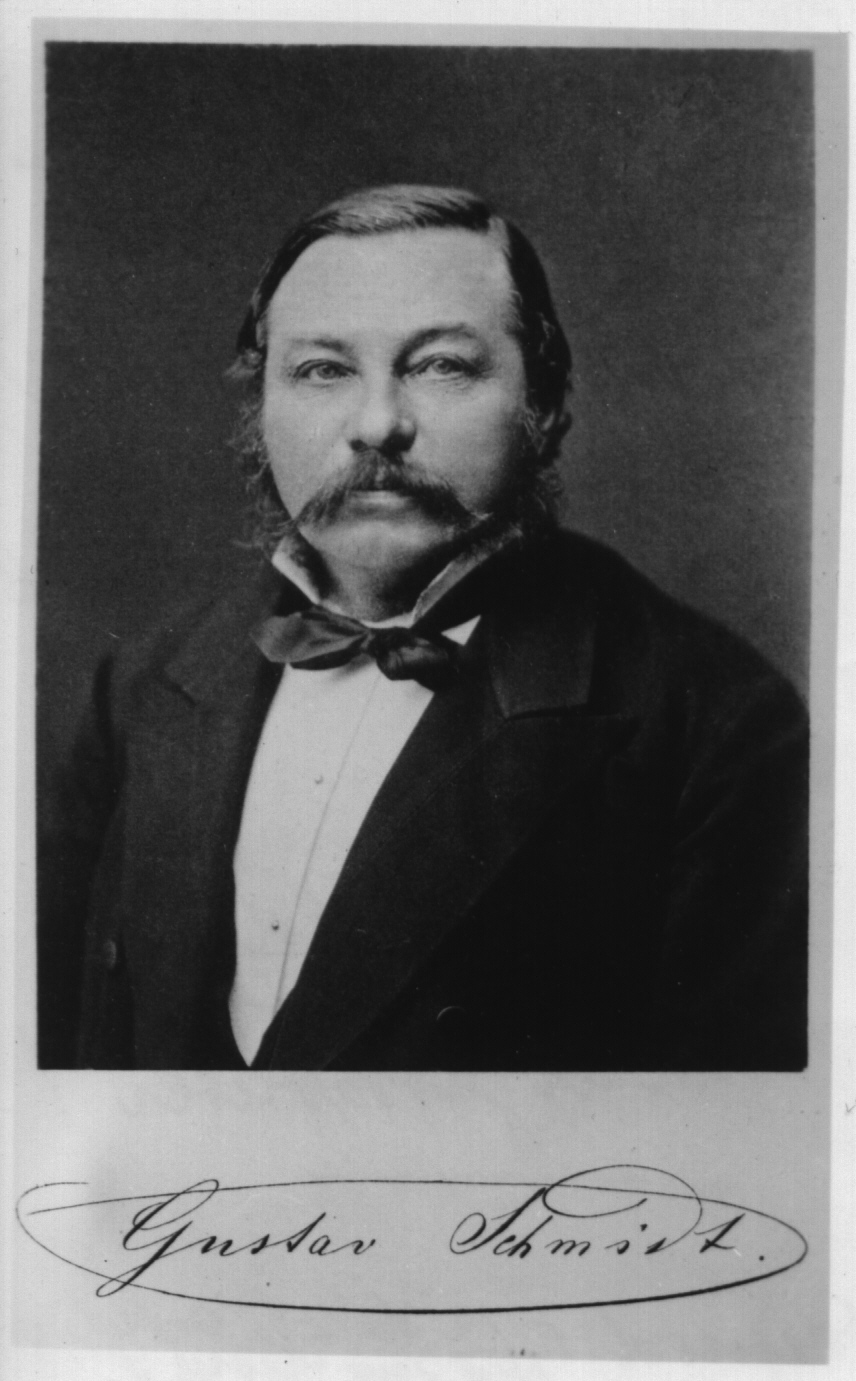
Gustav Schmidt
(1826–1883)

- Anton Elfinger (1821–1864), Arzt und Zeichner, Pseudonym Cajetan
- Alexander Gigl (1821–1878), Bibliothekar, Archivar und Schriftsteller
- Ferdinand Kirschner (1821–1896), Hofarchitekt
- Ferdinand Kürnberger (1821–1879), Schriftsteller, Erzähler und Feuilletonist
- Jakob Lohner (1821–1892), Unternehmer
- Aristides Oeconomo (1821–1887), Porträtmaler
- Georg Martin Ignaz Raab (1821–1885), Maler
- Josef Weyl (1821–1895), Humorist und Übersetzer
- Adolf Foglár (1822–1900), Jurist und Schriftsteller
- Franz von Hauer (1822–1899), Geologe und Paläontologe
- Leopold Friedrich von Hofmann (1822–1885), Diplomat, Minister und Generalintendant am Hoftheater Wien
- Edward Millard (1822–1906), Direktor der Bibelgesellschaft und Pionier der österreichischen Baptisten
- August Moll (1822–1886), Apotheker und k.u.k. Hoflieferant
- August von Pettenkofen (1822–1889), Maler und Illustrator
- Gustav von Reymond (1822–1887), Geograf
- Joseph Samuel Tauber (1822–1879), Schriftsteller und Journalist
- Sidonie Turba (1822–1902), Opernsängerin und Theaterschauspielerin
- Karl Foltz (1823–1886), kaiserlicher Rat und Abgeordneter zum Österreichischen Abgeordnetenhaus
- Adolf Franckel (1823–1896), Regisseur und Theaterleiter
- Georg Geyer (1823–1912), Maler
- Conrad Grefe (1823–1907), Maler, Lithograf und Schriftsteller
- Benedikt Gsell (1823–1901), Ordenspriester und Historiker
- Johann Evangelist Klein (1823–1883), Maler, Glasmaler und Hochschullehrer
- Adolf Lang (1823–1897), Pädagoge, Ministerialbeamter, Hofrat
- Madeleine Nottes (1823–1861), Opern- und Kammersängerin
- Anton Bruckner (1824–1896), Komponist, Organist und Musikpädagoge
- Gottfried Friton (1824–1904), Komponist, Militärkapellmeister und Arrangeur
- Ida von Fleischl-Marxow (1824–1899), deutsch-österreichische Salonniere
- Otto Bernhard Friedmann (1824–1880), Journalist, Zeitungsverleger und Publizist
- Carl Goebel (1824–1899), Maler
- Karl Maria Kertbeny (1824–1882), in Österreich gebürtiger Journalist und Menschenrechtler, der das Wort „homosexuell“ prägte
- Anton Langer (1824–1879), Schriftsteller und Journalist
- Julius Meinl I. (1824–1914), Kaufmann
- Julius Newald (1824–1897), Jurist und Politiker
- Friedrich Paulick (1824–1904), Kunsttischler und Zeichner
- Wilhelm Richter (1824–1892), Genre-, Jagd- und Militärmaler
- Athanasius Zuber (1824–1872), Kapuziner und Missionsbischof in Indien
- Rudolf Bayer (1825–1878), Architekt und Ingenieur
- Therese von Braunecker-Schäfer (1825–1888), Schauspielerin, Sängerin und Tänzerin
- Johann Fürst (1825–1882), Schauspieler und Theaterdirektor
- Eduard Hanslick (1825–1904), Musikkritiker
- Peter Harum (1825–1875), Rechtswissenschaftler und Hochschullehrer
- Mathilde Hellwig (1825–1892), Opernsängerin, Mitglied der Wiener Hofoper
- Anton Kangel (1825–1902), Bildhauer und Wiener Kommunalpolitiker
- Josef Pohl (1825–1900), Chemiker und Hochschullehrer
- Nina Stollewerk (1825–1914), Komponistin, Pianistin und Sängerin
- Johann Strauss (Sohn) (1825–1899), Kapellmeister und Komponist („Walzerkönig“)
- Imre Széchényi (1825–1898), ungarischer Großgrundbesitzer, Diplomat und Politiker
- Ferdinand von Trauttmansdorff-Weinsberg (1825–1896), Diplomat und Politiker
- Arthur Breycha (1826–1885), Beamter und Politiker
- Johann Decker-Schenk (1826–1899), Gitarrist, Sänger und Komponist
- Julius Finger (1826–1894), Ornithologe
- Carl von Lucam (1826–1907), Bank- und Versicherungsmanager
- Léon Minkus (1826–1917), Ballettkomponist
- Gustav Schmidt (1826–1883), Professor für Maschinenbau
- Alexander von Schönburg-Hartenstein (1826–1896), Diplomat, Politiker und Gutsbesitzer
- Josef Anton Strassgschwandtner (1826–1881), Pferde-, Militär-, Jagd- und Genremaler sowie Lithograph
- Karl Weiss (1826–1895), Archivar und Bibliothekar
- Ludwig Eckardt (1827–1871), Germanist, Revolutionär 1848/43ichter und Schriftsteller
- Oskar Falke (1827–1883), Autor, Industrieller, Gutsbesitzer und Abgeordneter zum Österreichischen Abgeordnetenhaus
- Franz von Falkenhayn (1827–1898), Gutsbesitzer, Forstmann und Politiker
- Rudolf Adam von Hackelberg-Landau (1827–1903), Oberleutnant und Abgeordneter zum Österreichischen Abgeordnetenhaus
- Josef Kopp (1827–1907), Jurist, Hof- und Gerichtsadvokat und Landtagsabgeordneter
- Josef Strauss (1827–1870), Ingenieur, Erfinder, Komponist und Dirigent
- Johann Till der Jüngere (1827–1894), Maler
- Hugo von Abensperg und Traun (1828–1904), Hofbeamter und Politiker
- Sigmund Engländer (1828–1902), Journalist und Publizist
- Heinrich von Ferstel (1828–1883), Architekt
- Josef Horky (1828–1909), Architekt und Hochschullehrer
- Alfred von Kremer (1828–1889), Orientalist
- Emil Kuh (1828–1876), Schriftsteller und Literaturkritiker
- Ferdinand Adalbert Junker von Langegg (1828–ca. 1901), Mediziner
- Ludwig Schrank (1828–1905), Fotograf, Fachschriftsteller und Komponist
- Alexander Schroth (1828–1899), Bildhauer und Gipsformer
- Josef Thoma (1828–1899), Maler
- Otto von Thoren (1828–1889), Offizier und Maler
- Joseph Unger (1828–1913), Jurist, Schriftsteller, Politiker und Reichsgerichtspräsident
- Adolf van der Venne (1828–1911), Genre- und Pferdemaler
- Joseph Weil Ritter von Weilen (1828–1889), Schriftsteller, Professor an der Kriegsschule, Direktor der Schauspielschule am Konservatorium
- Marie Dahn-Hausmann (1829–1909), Schauspielerin
- Julius von Falkenhayn (1829–1899), Politiker und Landwirtschaftsminister
- Ferdinand von Hochstetter (1829–1884), Geologe, Naturforscher und Entdecker
- Wilhelm Koller (1829–1884/85), Historienmaler
- Guido Kübeck (1829–1907), Statthalter und Abgeordneter zum Österreichischen Abgeordnetenhaus
- Karl Friedrich Stumpf-Brentano (1829–1882), Historiker
- Gyula Széchenyi (1829–1921), ungarischer Politiker und Hofbeamter
- Karl Wilhelm von Tinti (1829–1884), Adliger
- August Dehne (1830–1917), Gutsbesitzer und Abgeordneter zum Österreichischen Abgeordnetenhaus
- Nikolaus Dumba (1830–1900), Unternehmer, Kunstmäzen und Politiker
- Ludwig Heinrich Jeitteles (1830–1883), Pädagoge, Zoologe, Prähistoriker und Seismologe
- Gottlieb Fänner (1830–1899), k.k. Oberbaurat
- Heinrich Klinkosch (1830–1889), Gutsbesitzer, Bankier und Abgeordneter zum Österreichischen Abgeordnetenhaus
- Josef Leiter (1830–1892), Fabrikant chirurgischer Instrumente und Apparate
- Gustav Mayr (1830–1908), Lehrer, Käfersammler und Entomologe
- Josef von Mully (1830–1887), k.k. Generalmajor
- Adolf von Sacken (1830–1900), Feldmarschalleutnant und Archivar
- Josef von Storck (1830–1902), Architekt und Kunstgewerbler
- Leopold Till (1830–1893), Maler
- Leopold Heinrich Vöscher (1830–1877), Landschaftsmaler

### 1831–1840

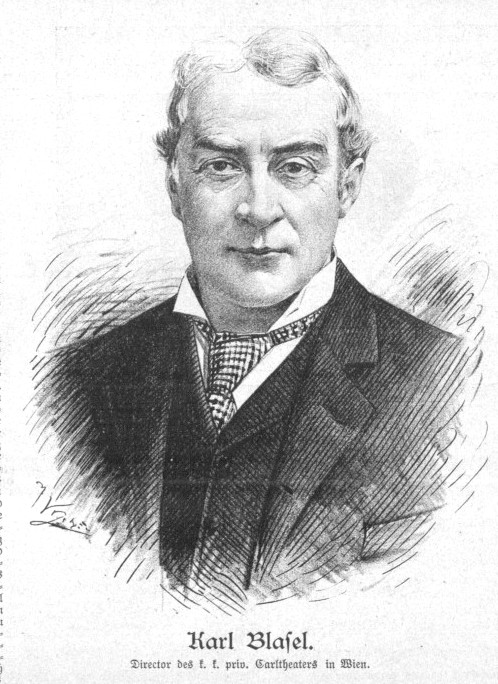
Karl Blasel
(1831–1922)

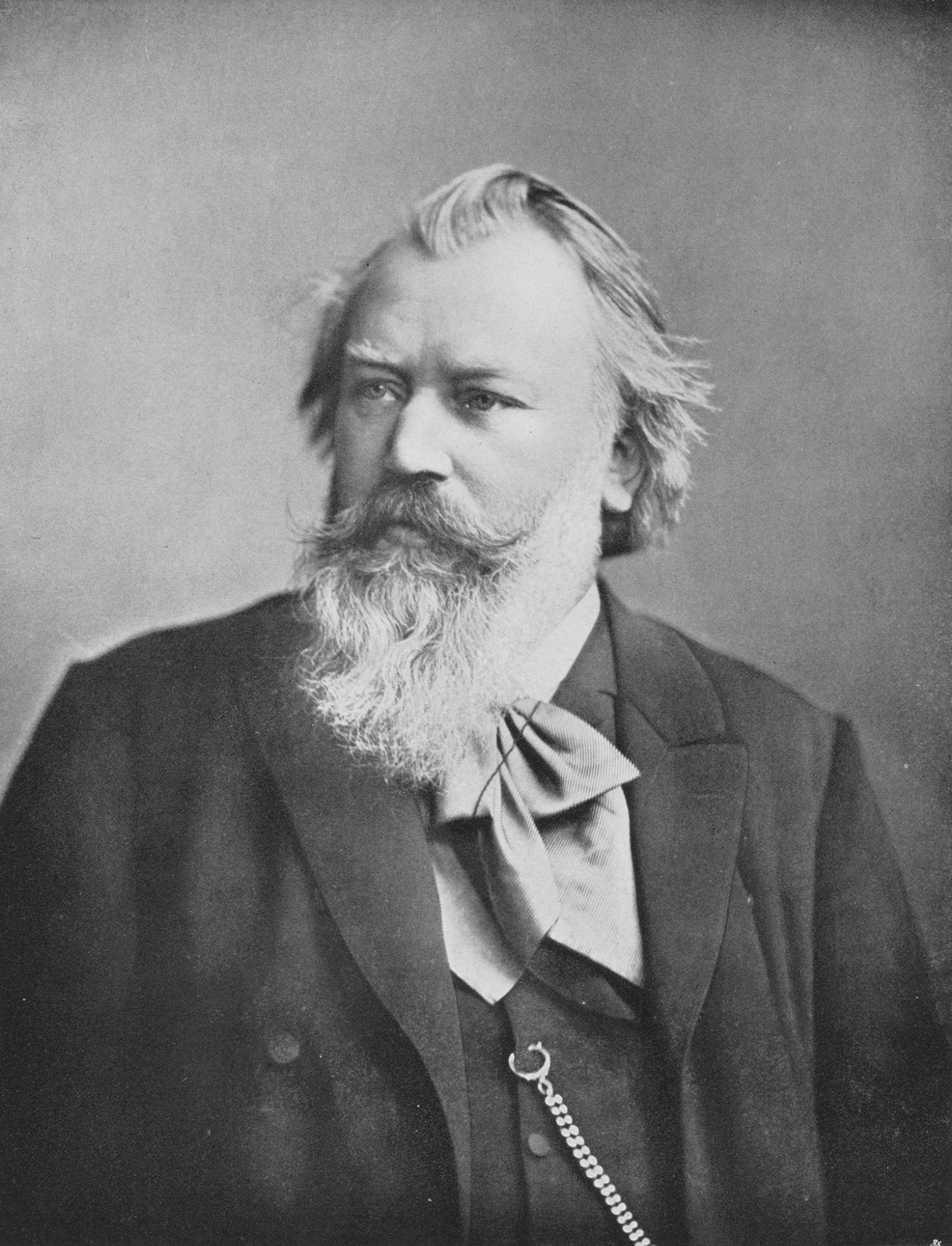
Johannes Brahms
(1833–1897)

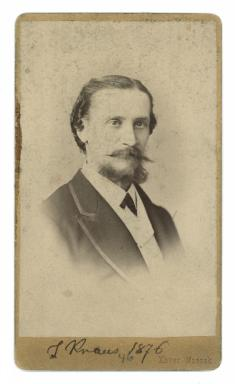
Franz Kraus
(1834–1897)

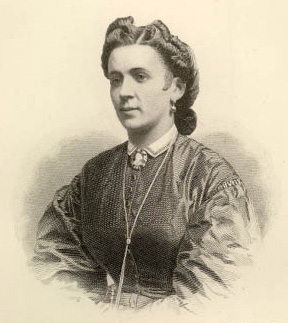
Eleonore de Ahna
(1838–1865)

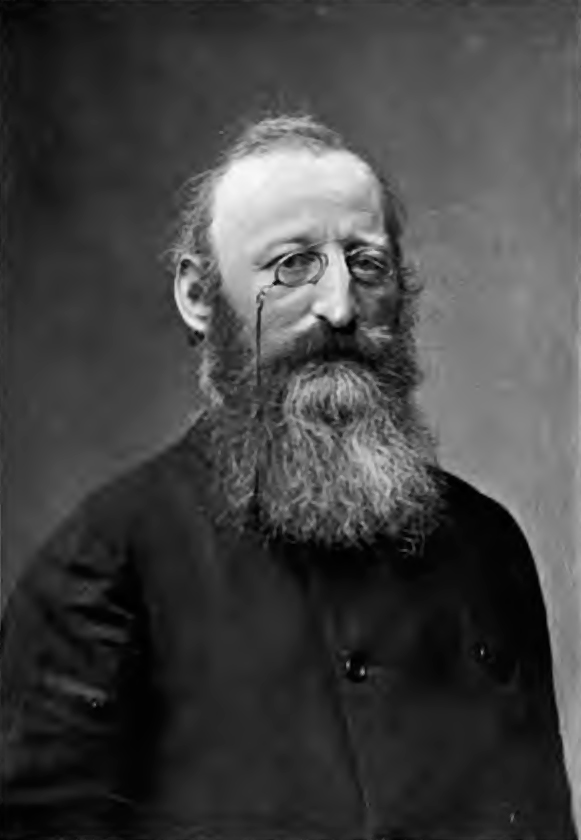
Ludwig Anzengruber
(1839–1889)

- Josef Salomon Federn (1831–1920), Internist und Hausarzt, Förderer der klinischen Blutdruckmessung
- Karl Blasel (1831–1922), Schauspieler und Theaterdirektor
- Karl Julius Ebersberg (1831–1870), Offizier und Schriftsteller
- Sophie Förster (1831–1899), deutsche Opern-, Konzert- und Bühnensängerin
- Moriz Funk, ab 1871 Ritter von Funk (1831–1905), Linienschiffkapitän
- Friedrich Hassaurek (1831–1885), Emigrant 1848, US-amerikanischer Journalist und Diplomat
- Johann von Herbeck (1831–1877), Dirigent und Komponist
- Josef Hoffmann (1831–1904), Maler und Bühnenbildner
- Franz von Jauner (1831–1900), Schauspieler und Theaterdirektor
- Siegfried Marcus (1831–1898), Automobilpionier
- Rudolf von Merkl (1831–1911), General und 1893 Kriegsminister von Österreich-Ungarn
- Franz von Raimann (1831–1899), Richter und Numismatiker
- Gustav Skřivan (1831–1866), Mathematiker
- Alfred Stern (1831–1918), Rechtsanwalt und Politiker
- Friedrich Brandstetter (1832–1900), Gutsbesitzer und Abgeordneter zum österreichischen Abgeordnetenhaus
- Heinrich von Förster (1832–1889), Architekt und Stadtbaumeister
- Ferdinand Laub (1832–1875), tschechischer Geiger
- Josef Matras (1832–1887), Schauspieler und Volkssänger
- Maximilian I. (1832–1867), Kaiser von Mexiko
- Moritz Manfroni von Montfort (1832–1889), Admiral der österreichisch-ungarischen Marine
- Franz Pönninger (1832–1906), Bildhauer und Medailleur
- Anton Romako (1832–1889), Maler
- Moritz Rosenthal (1832/1833–1889), Neurologe
- Otto Bach (1833–1893), Komponist, Kirchenmusiker und Kapellmeister
- Franz von Bellegarde (1833–1912), langjähriges Mitglied des Herrenhauses
- Johannes Brahms (1833–1897), deutscher Komponist der Romantik
- Ottokar Franz Ebersberg (1833–1886), Theaterdichter und Journalist
- Philipp von Grünne (1833–1902), General (Feldzeugmeister)
- Karl Freiherr von Hasenauer (1833–1894), Architekt
- Josef von Kühn (1833–1913), Philanthrop und Gründer des Wiener Volksküchenvereins
- Theodor Meynert (1833–1892), Psychiater, Neuroanatom und Lehrer von Sigmund Freud
- Eduard Peithner von Lichtenfels (1833–1913), Maler und Hochschullehrer
- Ferdinand von Saar (1833–1906), Schriftsteller, Dramatiker und Lyriker
- Aloys von Seiller (1833–1918), Diplomat, k.u.k. geheimer Rat, Minister und Gesandter
- Eduard Taaffe (1833–1895), Landeschef im Bundesland Salzburg, Oberösterreich und Tirol
- Rudolph von Vivenot (1833–1870), Arzt und Klimatologe
- Joseph Boehm (1834–1890), österreichisch-britischer Medailleur und Bildhauer
- Aglaia von Enderes (1834–1883), Autorin
- August George-Mayer (1834–1889), Maler
- Ferdinand Bonaventura Fürst Kinsky (1834–1904), bedeutender böhmischer Adliger
- Leonhard Kohl von Kohlenegg (1834–1875), Schriftsteller und Schauspieler
- Franz Kraus (1834–1897), Höhlenforschungspionier
- Quirin Ritter von Leitner (1834–1893), Historiker und Waffenkundler
- Anna Lynker (1834–nach 1909), Landschafts- und Genremalerin
- Franz Steindachner (1834–1919), Zoologe
- Marie Weißhappel (1834–1898), Schauspielerin
- Marie Wilt (1834–1891), Sopranistin
- Lorenz Allgayer (1835–1901), Maler, Bildhauer und Gymnasiallehrer
- Ferdinand Groß (1835–1909), Opernsänger und Theaterregisseur
- Konrad Adolf Hallenstein (1835–1892), deutscher Schauspieler (Burgtheater)
- Franz Kaiser (1835–unbekannt), Turner und Turnfunktionär
- Karl von Kielmansegg (1835–1915), Großgrundbesitzer und Abgeordneter zum Österreichischen Abgeordnetenhaus
- Oscar Kramer (1835–1892), Fotograf, Fotohändler, Fotoverleger und Kunsthändler
- Joseph Lewinsky (1835–1907), Schauspieler
- Georg Christian von Lobkowitz (1835–1908), böhmischer Adeliger und Politiker
- Antonie Mansfeld, geborene Montag (1835–1875), Volkssängerin
- Alberta von Maytner (1835–1898), Schriftstellerin
- Heinrich Wilhelm Reichardt (1835–1885), Botaniker, Leiter des Botanischen Hofcabinets
- Daniel Spitzer (1835–1893), Autor
- Josef Stefan (1835–1893), kärntnerslowenischer Dichter, Mathematiker und Physiker
- Eduard Strauß (1835–1916), Komponist und Kapellmeister
- Anna Collin-Tobisch (1836–1902), österreichisch-niederländische Konzertsängerin, Gesangslehrerin und Chorleiterin
- Gustav Gaul (1836–1888), Maler
- Carl Hasch (1836–1897), Maler
- Julius Lott (1836–1883), Eisenbahnpionier und Baubeamter
- Johann Nepomuk Prix (1836–1894), Politiker
- Carl Reichert (1836–1918), Maler
- Christian Ulrich (1836–1909), Architekt und Ingenieur
- Betty von Bocklet-Freiheim (1837–1901), Schauspielerin und Schauspiellehrerin
- Franz Xaver Gaul (1837–1906), Maler und Kostümbildner
- Franz von Gruber (1837–1918), Zivil- und Militärarchitekt
- Julius Magg (1837–1914), Advokat und Abgeordneter zum Österreichischen Abgeordnetenhaus
- Karl Mayrhofer (1837–1882), Gynäkologe und Hochschullehrer
- Franz Xaver von Neumann-Spallart (1837–1888), Volkswirt und Statistiker, Hochschullehrer
- Wilhelm Anton Neumann (1837–1919), römisch-katholischer Theologe, Archäologe, Mediävist und Hochschullehrer
- Eduard von Paar (1837–1919), Generaladjutant des Kaisers Franz Joseph I., Generaloberst
- Karl Riess (1837–1930), Architekt und Stadtbaumeister
- Johann Nepomuk Wilczek (1837–1922), Polarforscher und Kunstmäzen
- Eleonore de Ahna (1838–1865), Opernsängerin
- Heinrich Doblhoff-Dier (1838–1913), Großgrundbesitzer und Abgeordneter zum Österreichischen Abgeordnetenhaus
- Paul Grohmann (1838–1908), Alpinist
- Joseph Keppler (1838–1894), Karikaturist, in den Vereinigten Staaten tätig
- Eduard Kremser (1838–1914), Komponist, Arrangeur und Dirigent
- Carl Kundmann (1838–1919), Bildhauer
- Wilhelm Schaup (1838–1899), Brauereibesitzer, Gutsbesitzer und Abgeordneter zum Österreichischen Abgeordnetenhaus
- Nicolae Teclu (1838–1916), rumänischer Chemiker und Architekt
- Gundakar von Wurmbrand-Stuppach (1838–1901), Titulargraf und Politiker aus dem Adelsgeschlecht Wurmbrand-Stuppach
- Ludwig Anzengruber (1839–1889), Dramatiker, Erzähler und Dichter
- Hermann Eichler (1839–1901), Maler
- Ferdinand Ludwig (1839–1915), Maschineningenieur und Abgeordneter zum Österreichischen Abgeordnetenhaus
- Hermann Manz (1839–1896), deutscher Verleger, Buch- und Kunsthändler
- Franz von Meran (1839–1891), einziger Sohn des Erzherzogs Johann
- Albert Milde (1839–1904), Kunstschlosser und Bauingenieur
- Edmund Mojsisovics von Mojsvár (1839–1907), Paläontologe und Geologe
- Adolf Müller jun. (1839–1901), Kapellmeister und Operettenkomponist
- Eduard Rabensteiner, der Ältere (1839–1905), Tanzmeister
- Johann Faistenberger (1840–1898), Musiker
- Ernst Hartmann von Franzenshuld (1840–1884), Heraldiker und Numismatiker
- Viktor von Fuchs (1840–1921), Jurist und Politiker, Präsident des Abgeordnetenhauses
- Oswald Gruber (1840–1913), Architekt
- Rudolf Hausleithner (1840–1918), Porträt- und Genre-Maler
- Heinrich Hirsch (1840–1910), Schauspieler, Intendant, Theateragenturinhaber
- István Keglevich (1840–1905), ungarischer Politiker und Intendant
- Richard von Krafft-Ebing (1840–1902), Psychiater, Professor der Medizin und Leiter der Psychiatrischen Klinik
- Anna von Lucam (1840–1921), Sozialarbeiterin und Verbandsfunktionärin
- Maria Lutz (1840–1872), Schauspielerin und Operettensängerin
- Klara Ungar (1840–1916), Opernsängerin
- Victor Luntz (1840–1903), Architekt der Franz von Assisi-Kirche
- Viktor Wilhelm Russ (1840–1920), Verkehrsfachmann und Politiker

### 1841–1850

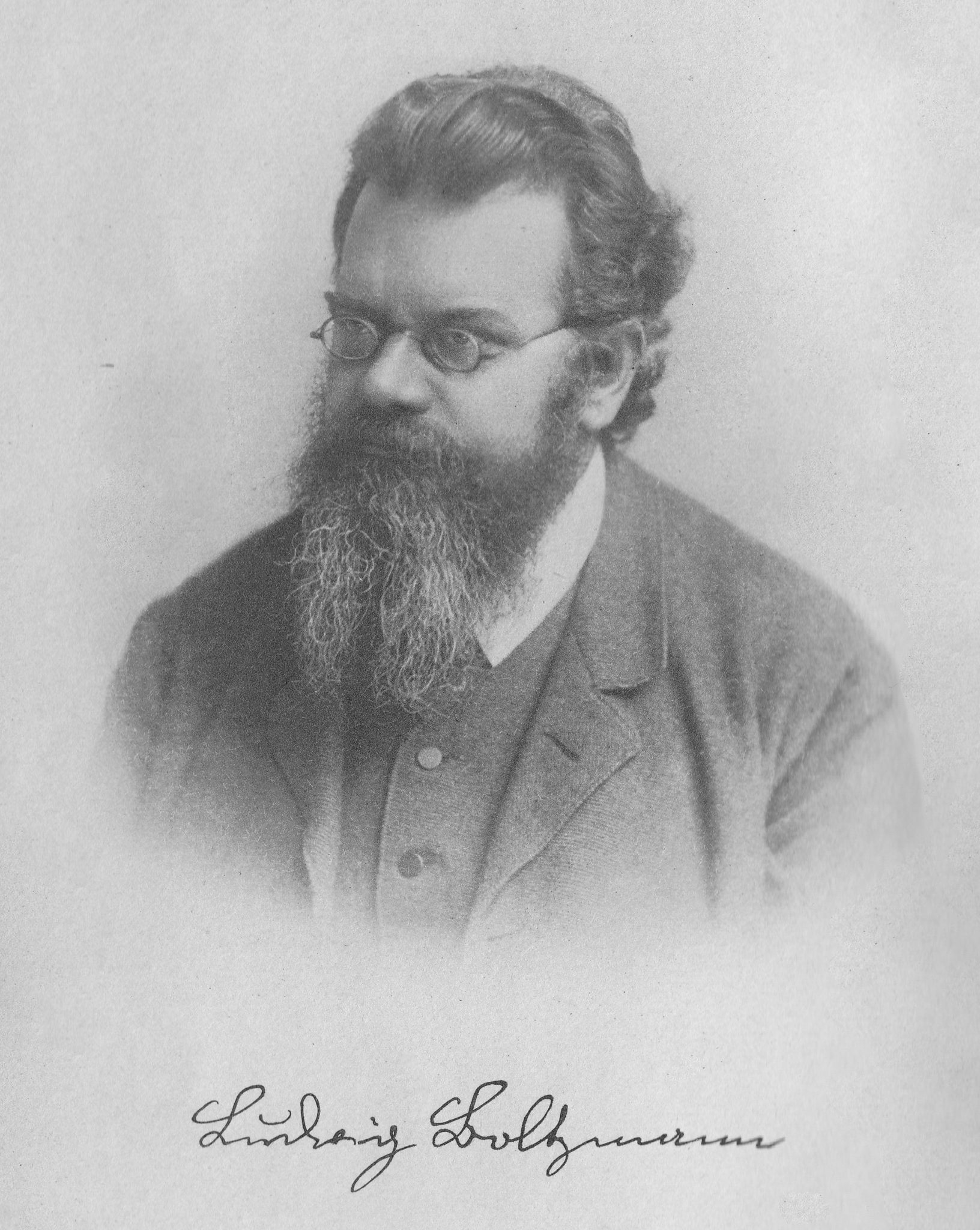
Ludwig Boltzmann
(1844–1906)

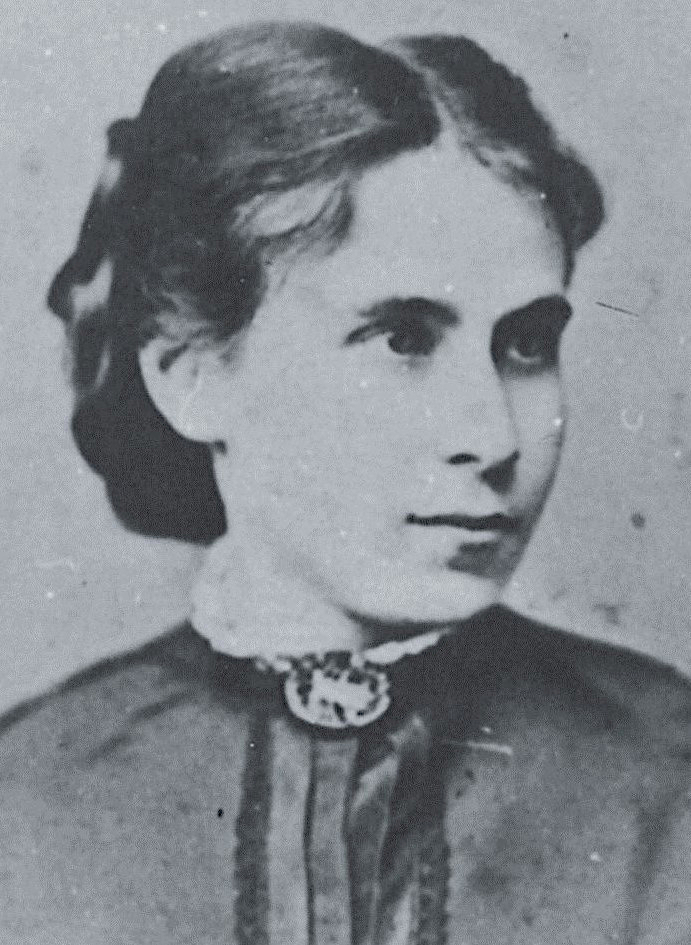
Tina Blau
(1845–1916)

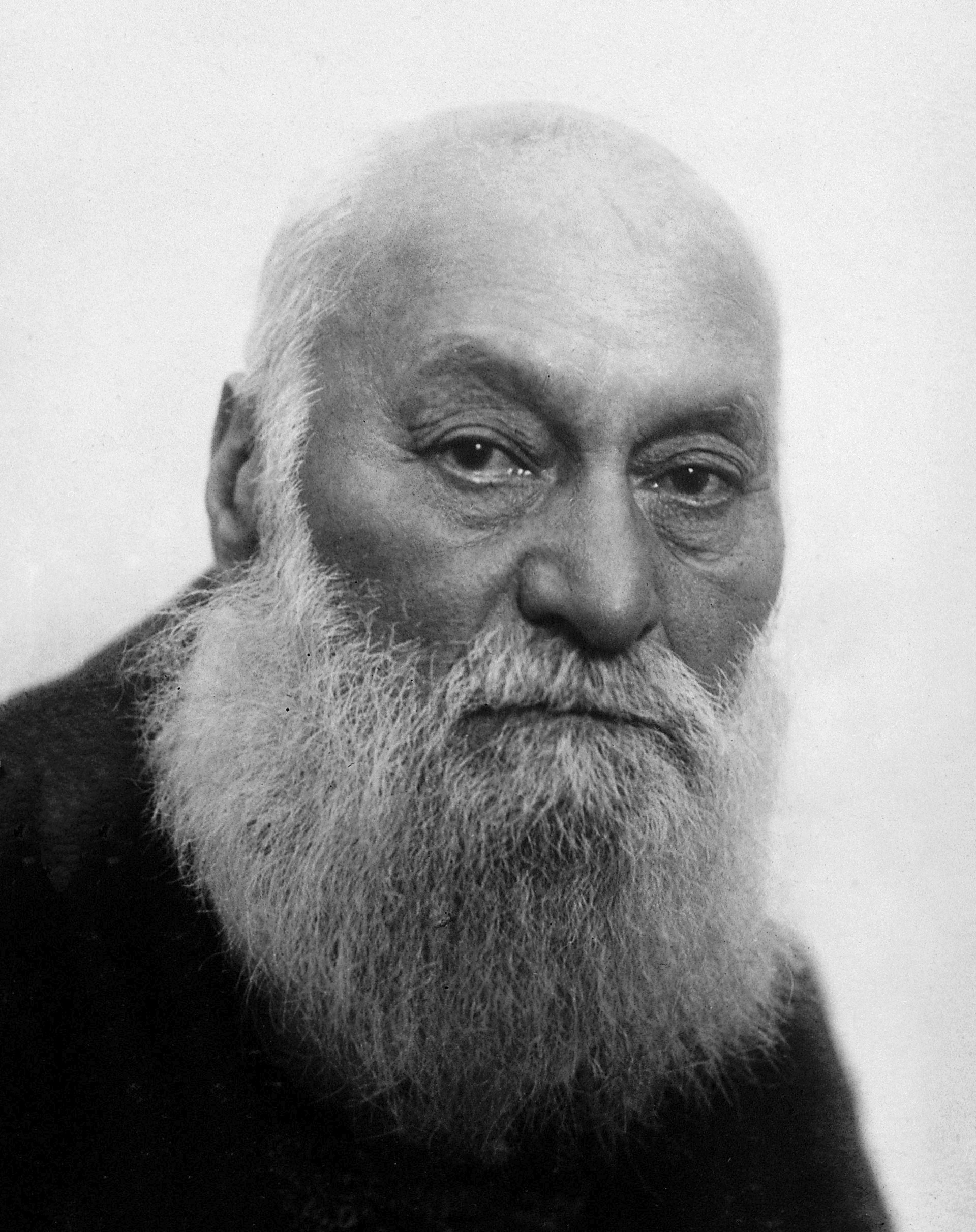
Siegmund Exner-Ewarten
(1846–1926)

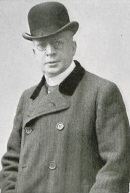
Adolf Klein
(1847–1931)

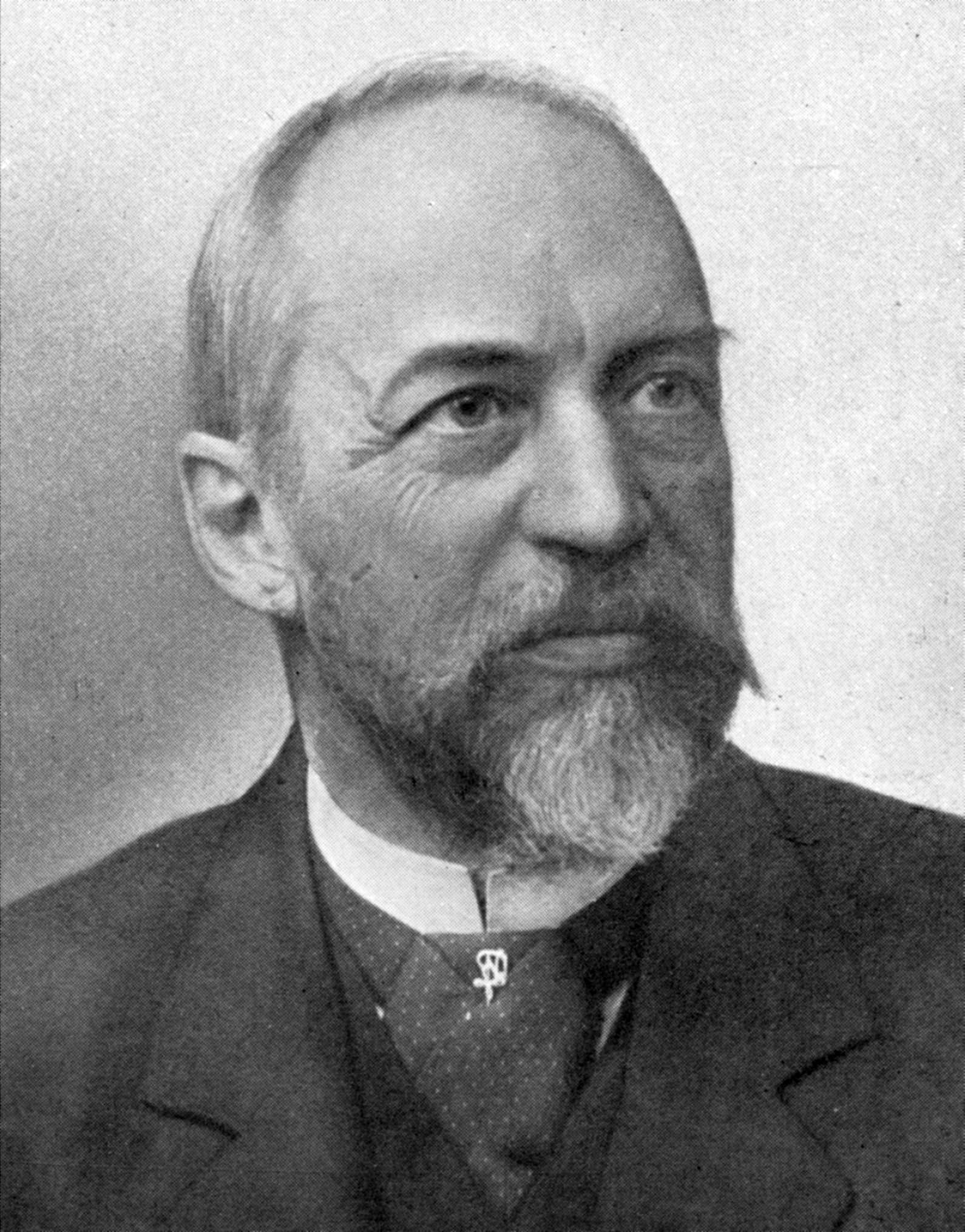
Rudolf Hoernes
(1850–1912)

- Gustav von Gerl (1841–1920), Mediziner und Fischereifachmann
- Albert Hirsch (1841–1927), Volkssänger und Schauspieler
- Karl König (1841–1915), Architekt des Historismus
- Pauline Lucca (1841–1908), Opernsängerin
- Hermann Nothnagel (1841–1905), deutscher Internist
- Heinrich Thalboth (1841–1896), Schauspieler, Regisseur und Dramatiker
- Otto Wagner (1841–1918), Architekt, Architekturtheoretiker und Stadtplaner
- Ludwig Weissel (1841–1886), Jurist, Dichter und Übersetzer, Gemeinderat von Wien
- Josef Breuer (1842–1925), Mitbegründer der Psychoanalyse
- Ludwig Eibl (1842–1918), Stilllebenmaler und Bildhauer
- Wilhelm Haas (1842–1918), Direktor der Universitätsbibliothek
- Emil von Hardt (1842–1929), Museumskurator, Bahn-Vizepräsident und Verwaltungsrat
- Max Kassowitz (1842–1913), Kinderarzt, Professor der Medizin
- Gabrielle Krauss (1842–1906), Opernsängerin
- Heinrich Leitner (1842–1913), österreichisch-deutscher Maler
- Hermann von Löhner (1842–1902), Dramatiker und Literaturhistoriker
- Leopold Markbreit (1842–1909), US-amerikanischer Politiker
- Carl Millöcker (1842–1899), Operettenkomponist
- Clementine Nielssen (1842–1928), Malerin
- Ludwig Viktor von Österreich (1842–1919), jüngster Bruder des Kaisers Franz Joseph I.
- Georg von Schönerer (1842–1921), Gutsbesitzer und Politiker
- Guido von Sommaruga (1842–1895), Rechtsanwalt und Parlamentarier
- Wilhelm Stiassny (1842–1910), Architekt
- Friedrich Weigand (1842–1913), österreichisch-deutscher Holzstecher
- Karl August Forstner (1843–1915), deutsch-österreichischer Pfarrer und Erzähler
- Theodor Gartner (1843–1925), Romanist
- Ludwig Hofbauer (1843–1923), Maler und Grafiker
- Louis Roth (1843–1929), Operetten-Komponist und Kapellmeister
- Eduard Sacher (1843–1892), Hotelbesitzer
- Camillo Sitte (1843–1903), Architekt und Städteplaner
- Joseph Strobl (1843–1924), Germanist und Bibliothekar
- Carl Michael Ziehrer (1843–1922), Komponist
- Ludwig Boltzmann (1844–1906), Physiker und Philosoph
- Guido Krafft (1844–1907), Landwirt und Autor von agrarwissenschaftlicher Fachliteratur
- Augustin Kupka (1844–1897), Rechtsanwalt und christlichsozialer Politiker
- Hermine Lang-Laris (1844–1919), Malerin
- Karl Lueger (1844–1910), Politiker, Wiener Bürgermeister
- Franz von Neumann der Jüngere (1844–1905), Architekt und Politiker
- Albert von Obermayer (1844–1915), Offizier und Generalmajor
- Karl von Schroff (1844–1892), Mediziner und Pharmakologe
- Tina Blau (1845–1916), Malerin
- Armand von Dumreicher (1845–1908), Ministerialbeamter und Bildungsreformer
- Anton Viktor von Felgel-Farnholz (1845–1930), Archivar
- Friedrich Franceschini (1845–1906), Porträtmaler
- Florentine Galliny (1845–1913), Autorin, Journalistin und Übersetzerin
- Carl Grasser (1845–1902), Unternehmer, Waffenfabrikant
- Edmund Krenn (1845–1902), Maler
- Johann Kundrat (1845–1893), Pathologe
- Julius Pollak (1845–1920), Maler
- Heinrich Scheu (1845–1926), Sozialdemokrat, Publizist und Xylograph
- Philipp Wilhelm von Schoeller (1845–1916), deutsch-österreichischer Großunternehmer und Kunstfotograph
- Konstanze von Breuning (1846–1914), Malerin
- Bertha von Brukenthal (1846–1908), Komponistin
- Marie Erhard (1846–1906), Opernsängerin, sächsische Kammersängerin
- Anton Erl (1846–1927), Opernsänger
- Siegmund Exner-Ewarten (1846–1926), Physiologe; wurde zum Ritter geschlagen
- Hermine Gartner (1846–1905), Malerin
- Franz Huber (1846–1919), Landwirt, Ziegeleibesitzer und Politiker
- Johann Josef Kirchner (1846–1889), Illustrator und Landschaftsmaler
- Franz Lorber (1846–1930), Hochschullehrer und Abgeordneter zum Österreichischen Abgeordnetenhaus
- Albrecht von Roretz (1846–1884), Arzt
- Amand von Schweiger-Lerchenfeld (1846–1910), Reisender, Schriftsteller und Offizier
- Emil Steinbach (1846–1907), Jurist, Politiker und Finanzminister
- Karl Wrabetz (1846–1924), Lithograf, Fotograf, Person des österreichischen Genossenschaftswesen
- Josef Bratfisch (1847–1892), Leibfiaker des Kronprinzen Rudolf und Wienerliedsänger
- Theodor Breitwieser (1847–1930), Genre- und Militärmaler
- Emil Bressler (1847–1921), Architekt des Historismus
- Ferdinand Fellner d. J. (1847–1916), Architekt
- Robert Fuchs (1847–1927), Komponist und Musikpädagoge
- Raimund Grübl (1847–1898), Jurist und Politiker
- Karl Höger (1847–1913), Buchdrucker, Redakteur, Gewerkschafter und Abgeordneter zum Österreichischen Abgeordnetenhaus
- Albert Ilg (1847–1896), Kunsthistoriker
- Richard Jordan (1847–1922), Architekt und Baumeister
- Adolf Klein (1847–1931), Schauspieler und Theaterdirektor
- Anna von Lieben (1847–1900), wurde bekannt als Patientin Cäcilie M. Sigmund Freuds
- Marie Müller (1847–1935), Malerin
- Karl von Pidoll zu Quintenbach (1847–1901), Maler
- Robert Russ (1847–1922), Maler
- Viktor Urbantschitsch (1847–1921), HNO-Arzt, Mitbegründer der modernen Ohrenheilkunde
- Gustav Wertheimer (1847–1902), Genre- und Porträtmaler
- Josef Büche (1848–1917), Maler
- Caroline Charles-Hirsch, geb. Groyß (1848–1931), Schauspielerin, Opernsängerin und Gesangspädagogin
- Robert Eder (1848–1918), Heimatforscher, Ornithologe und Volkskundler
- Ernestine Federn (1848–1930), Schulgründerin, Malerin und Vereinsfunktionärin
- Carl Fröschl (1848–1934), Maler
- Julius Hermann (1848–1908), Architekt und Dombaumeister von St. Stephan
- Antonie Janisch (1848–1920), Schauspielerin am Wiener Burgtheater
- Guido von List (1848–1919), okkulter Autor und Begründer der Ariosophie
- Bertha Mathilde Müller (1848–1937), Malerin
- Elek Nopcsa (1848–1918), ungarischer Politiker, Intendant und Reichstagsabgeordneter
- Anna Schultzen von Asten (1848–1903), Sängerin
- Hans Tauber (1848–1913), Heimatforscher der Weststeiermark
- Johannes Emmer (1849–1928), Journalist und Funktionär des Alpenvereins
- Christoph Hartung von Hartungen (IV, 1849–1917), Arzt
- Hermann Helmer (1849–1919), Architekt
- Mina Hoegel (1849–1929), Malerin und Restauratorin
- Luise Montag, eigentlich Aloisia Pintzker (1849–1927), Volkssängerin
- Bettina Wirth (1849–1926), Schriftstellerin, Redakteurin und Korrespondentin
- Minna von Budinszky (1850–1913), Malerin und Zeichnerin
- Richard von Drasche-Wartinberg (1850–1923), Asienforscher, Industrieller und Maler
- Tasziló Festetics (1850–1933), ungarischer Politiker, Pferdezüchter und Hofbeamter
- Marie Fillunger (1850–1930), Sängerin
- August Fournier (1850–1920), Historiker und Politiker
- Auguste Groner (1850–1929), Schriftstellerin
- Edmund von Hellmer (1850–1935), Bildhauer
- Rudolf Hoernes (1850–1912), Geologe, Paläontologe und Hochschullehrer
- Carl Karlweis, eigentlich Karl Weiss (1850–1901), Dramatiker und Erzähler
- Leopold Krenn (1850–1930), Schriftsteller, Couplettexter, Librettist, Bühnenautor und Drehbuchautor
- Josef Lampel (1850–1924), Archivar und Historiker
- Paul Lange (1850–1890), Architekt
- Josef Mark (1850–1916), Theaterschauspieler und Opernsänger
- Franz Müller (1850–nach 1900), Theaterschauspieler, -regisseur und -leiter
- Engelbert Pernerstorfer (1850–1918), Politiker und Journalist
- Josef Schmied-Kowarzik (1850–1935), Privatgelehrter, Publizist, Fechtsporthistoriker
- Ernst Schneider (1850–1913), Gewerbetreibender und Politiker

### 1851–1860

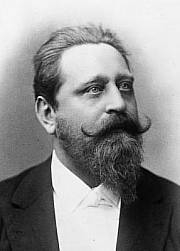
Josef Bayer
(1852–1913)

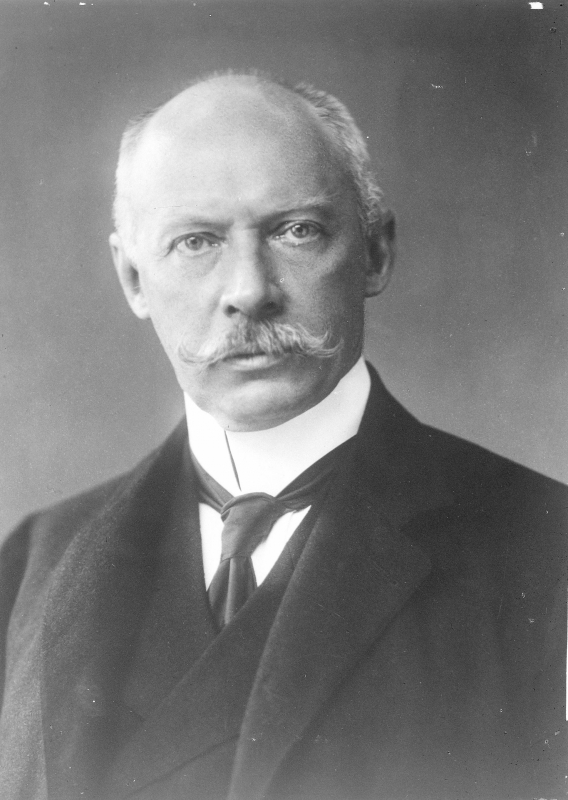
Max Wladimir Freiherr von Beck
(1854–1943)

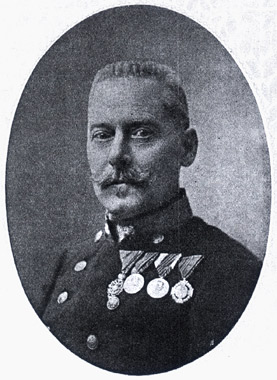
Alois Koch
(1854–1917)

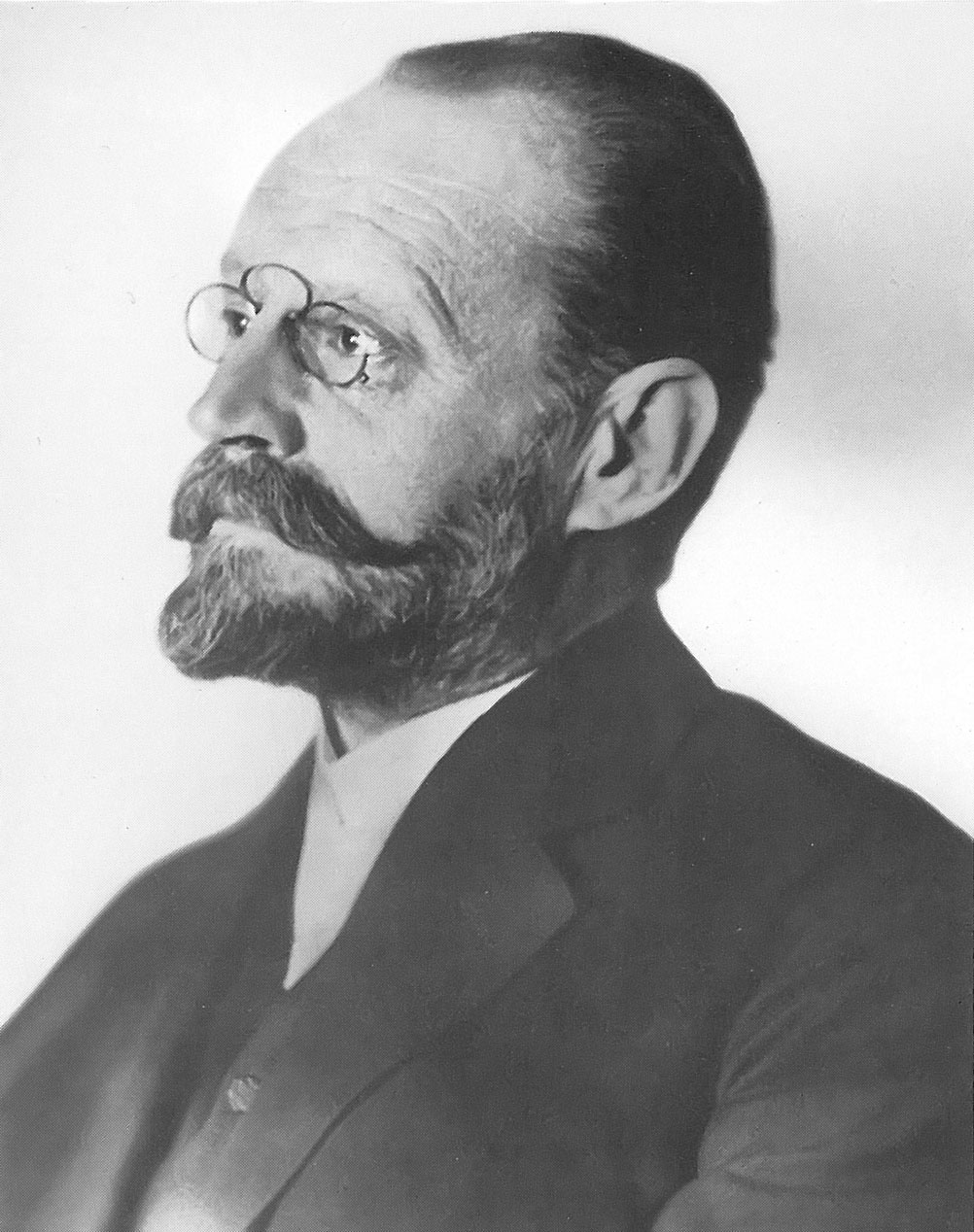
Carl Auer von Welsbach
(1858–1929)

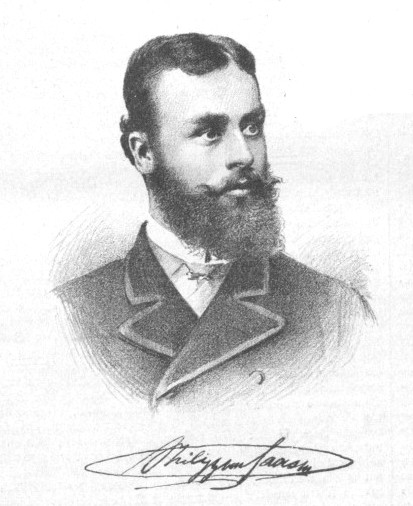
Philipp Haas von Teichen
(1859–1926)

- Eugen Jaromir Franz Czernin von und zu Chudenitz (1851–1925), Politiker
- Antonie Fürst, verheiratete Strakosch (1851–1873), Schauspielerin
- Ernst von Hesse-Wartegg (1851–1918), Reisender und Schriftsteller
- Bertha Mohr (1851–1906), österreichisch-deutsche Lehrerin, Schauspielerin und Autorin
- Gabrielle von Neumann-Spallart (1851–1930), Komponistin
- Leopold Theyer (1851–1937), Architekt
- Ferdinand Tusel (1851–1935), Oberkondukteur der k.k. Staatsbahnen und Abgeordneter zum Österreichischen Abgeordnetenhaus
- Maximiliane von Weißenthurn (1851–1931), Schriftstellerin, Essayistin und Übersetzerin
- Friedrich von Wieser (1851–1926), Ökonom
- Josef Bayer (1852–1913), Komponist
- Carl Breus (1852–1914), Gynäkologe und Hochschullehrer
- Manfred von Clary und Aldringen (1852–1928), Politiker, Statthalter der Steiermark
- Philipp Forchheimer (1852–1933), Hydrologe und Ingenieur
- Heinz Gerl (1852–1908), Architekt
- Viktor von Hacker (1852–1933), Chirurg und Hochschullehrer
- Alois Raimund Hein (1852–1937), Maler, Fachschriftsteller und Vereinsgründer
- Moriz Hoernes (1852–1917), Prähistoriker und Hochschullehrer
- Melanie Horsetzky von Hornthal (1852–1931), Bildhauerin
- Mila Kupfer-Berger (1852–1905), Opernsängerin und Gesangspädagogin
- Oskar Peithner von Lichtenfels (1852–1923), Mathematiker und Hochschullehrer
- Hugo Ranzenberg (1852–1896), Schauspieler und Regisseur
- Josef Schrammel (1852–1895), Komponist und Musiker
- Viktor Stauffer (1852–1934), Genre- und Porträtmaler
- Alfred von Berger (1853–1912), Dramaturg, Theaterdirektor und Schriftsteller
- Leopold Deutsch (1853–1930), Schauspieler und Sänger
- Richard Groner (1853–1931), Historiker und Journalist
- Adele Groß (1853–1902), Schauspielerin
- Karl Lindau (1853–1934), Schauspieler und Schriftsteller
- Anton Eduard Müller (1853–1897), Maler
- Jakob Reumann (1853–1925), sozialdemokratischer Politiker, Bürgermeister von Wien und erster Landeshauptmann des neuen Bundeslandes Wien
- Paul Eduard von Schoeller (1853–1920), Montanindustrieller
- Moriz Schroth (1853–1937), Bildhauer und Gipsgießer
- Albert Constantin Swoboda (1853–1941), Architekt des Historismus
- Franz Zweybrück (1853–1925), Historiker und Journalist
- Max Wladimir Freiherr von Beck (1854–1943), Politiker und Ministerpräsident
- Paula Dürrnberger (1854–1915), Pianistin und Klavierpädagogin
- Rudolf Ernst (1854–1932), Maler und Grafiker
- Willy Gunz (1854–1942), österreichisch-deutscher Schauspieler
- Franz Haid (1854–1906), Theaterschauspieler und -regisseur
- Franz Klein (1854–1926), Jurist, Hochschullehrer und Politiker
- Alois Koch (1854–1917), Architekt
- Marie Magyar (1854–1942), Malerin und Grafikerin
- Alfred von Montenuovo (1854–1927), Obersthofmeister des Kaisers
- Richard von Perger (1854–1911), Komponist, Dirigent und Musikpädagoge
- Julius Schmid (1854–1935), Maler und Zeichner
- Robert von Schneider (1854–1909), Klassischer Archäologe, Institutsdirektor
- Joseph Maria Stowasser (1854–1910), Altphilologe und Lexikograf
- Hugo Thimig (1854–1944), deutsch-österreichischer Schauspieler, Regisseur und Burgtheaterdirektor
- Adolf Wallnöfer (1854–1946), Komponist und klassischer Tenor
- Karl Maria von Coudenhove (1855–1913), Verwaltungsjurist
- Ludwig Deutsch (1855–1935), Philosoph
- Eleonore Doelter (1855–1937), Grafikerin und Malerin
- August Engel von Mainfelden (1855–1941), Finanzfachmann und Finanzminister Cisleithaniens
- Alfred Finger (1855–1936), Violinist und Hochschullehrer
- Hermine Haader (1855–1928), Malerin
- Alois Hönlinger (1855–1920), Gutsbesitzer und Politiker
- Louise Kaulich-Lazarich (1855–1939), Opernsängerin
- Robert Meyer (1855–1914), Jurist, Ökonom und Politiker, österreichischer Finanzminister
- Sophie Friederike von Österreich (1855–1857), Erzherzogin von Österreich
- Theodor Köstlin (1855–1939), Schauspieler, Regisseur und Dramaturg
- Franz Xaver Nagl (1855–1913), römisch-katholischer Erzbischof und Kardinal
- Adolf Winds (1855–1927), Schauspieler, Theaterregisseur, Schriftsteller
- Adolf Fischer (1856–1914), Kunstsammler und Stifter in Köln
- Sigmund Freud (1856–1939), Begründer der Psychoanalyse
- Camilla Friedländer (1856–1928), Malerin
- Sophie Grünfeld, geborene Schneider (1856–1952), Vereinsfunktionärin und Philanthropin
- Ernst Karl Heinrich Hoyos-Sprinzenstein (1856–1940), Adeliger und Grundbesitzer
- Ernst Lecher (1856–1926), Physiker
- Gustav Lind (1856–1903), Metallbildner
- Clara Ruge (1856–1937), österreichisch-amerikanische Autorin, Journalistin und Malerin
- Heinrich Swoboda (1856–1926), Althistoriker und Hochschullehrer
- Ernst Berger (1857–1919), Maler und Fachautor
- Marie von Bülow (1857–1941), Schauspielerin und Mäzenin
- Eugen Guglia (1857–1919), Historiker, Journalist und Schriftsteller
- Regine Klein (1857–1939), Operetten- und Opernsängerin
- Gustav Lukas (1857–1926), Turnpädagoge
- Siegmund Lustgarten (1857–1911), Arzt
- Hermann Mandl (1857–1922), österreichisch-ungarischer Großhändler
- Robert Neumann-Ettenreich (1857–1926), Jurist, Mitglied des Reichsgerichts und des Verfassungsgerichtshofs
- Joseph Paneth (1857–1890), Physiologe
- Eduard Valenta (1857–1937), Chemiker
- Albertine Zehme (1857–1946), Schauspielerin, Sängerin und Rezitatorin
- Max Reischle (1858–1905), evangelischer Theologe und Hochschullehrer
- Carl Auer von Welsbach (1858–1929), Chemiker und Unternehmer
- Theodor Bach (1858–1938), Architekt
- August Böhm von Böhmersheim (1858–1930), Geograph und Alpinist
- Andrä Heinrich Fogowitz (1858–nach 1909), Schriftsteller, Verfasser von Jugendschriften und Abenteuerbüchern
- Julius Gans-Ludassy (1858–1922), Schriftsteller
- Paul Hofmann von Wellenhof (1858–1944), Lehrer, Literaturwissenschaftler und Politiker
- Carl Kaiser-Herbst (1858–1940), Maler
- Karl Kapeller (1858–1918), Theaterkapellmeister und Komponist
- Cornelius Kirschner (1858–1931), Schauspieler
- Marie Lang, geborene Wissgrill (1858–1934), Theosophin und Frauenrechtlerin
- Rosa Mayreder (1858–1938), Frauenrechtlerin
- Franz Neidl (1858–1926), Sänger
- István Rakovszky (1858–1931), ungarischer Politiker und Präsident der Nationalversammlung
- Max Reischle (1858–1905), evangelischer Theologe
- Erwin Schwartzenau (1858–1926), Beamter, Statthalter und Minister
- Désiré Thomassin (1858–1933), Maler, Komponist
- Arthur Winkler von Hermaden (1858–1934), Feldmarschalleutnant der k.u.k. Armee
- Franz Theodor Würbel (1858–1941), Maler, Plakatkünstler, Illustrator und Lithograph
- Peter Altenberg (1859–1919), Schriftsteller
- Karl Maria Alexander von Auersperg (1859–1927), Gutsbesitzer und Politiker
- Karl Bayer (1859–1940), Schauspieler
- Karl Blodig (1859–1956), Bergsteiger, Augenarzt und Autor
- Josef Dell (1859–1945), Architekt und Bauforscher und Hochschullehrer
- Philipp Haas von Teichen (1859–1926), Unternehmer
- Rudolf Meringer (1859–1931), Sprachwissenschaftler
- Moriz Nähr (1859–1945), Fotograf
- Bertha Pappenheim (1859–1936), Frauenrechtlerin und Sozialarbeiterin
- Georg Alexander Pick (1859–1942), Mathematiker
- Heinrich Prechtler, eigentlich Heinrich Pollak (1859–1917), Schauspieler
- Anna Sacher (1859–1930), Ehefrau von Eduard Sacher
- Robert Scheffer (1859–1934), Maler, Begründer der Scheffer-Malschule
- Theodor Franz Schild (1859–1929), Komponist
- Maria Schöffmann (1859–1941), Malerin und Restauratorin
- Leopold Simony (1859–1929), Architekt
- Adele von Stark (1859–1923), Emailkünstlerin
- Rudolf Swoboda der Jüngere (1859–1914), Maler
- Karl Tinter (1859–1899), Holzstecher
- Friedrich Widter (1859–1944), Lehrer, Kunsthistoriker und Maler
- Paula Conrad-Schlenther (1860–1938), Theaterschauspielerin
- Emil Ertl (1860–1935), Schriftsteller
- Alfred Friedländer, ab 1889 Ritter von Malheim (1860–1933), Maler
- Otto Friedmann (1860–1901), Jurist und Hochschullehrer
- Rudolf Hawel (1860–1923), Schriftsteller
- Camilla Jellinek (1860–1940), österreichisch-deutsche Frauenrechtlerin und Juristin
- Theodor Khuen (1860–1922), Bildhauer
- Franz Kopallik (1860–1931), Maler
- Maximilian Lenz (1860–1948), Maler, Graphiker und Bildhauer
- Gustav Mahler (1860–1911), Komponist und Dirigent
- Camillo Morgan (1860–1925), Jagdschriftsteller
- Rudolf Muchsel (1860–1945), Regierungsbeamter und Komponist
- Hans Schneider (1860–1921), Architekt und Politiker
- Paul Schulz (1860–1919), Jurist, Beamter und Abgeordneter
- Johanna von Schuster-Wittek (1860–1945), Malerin
- Samuel Singer (1860–1948), Schweizer Germanist österreichischer Herkunft
- Eduard Spiegler (1860–1908), Dermatologe
- Ludwig Wahrmund (1860–1932), Jurist
- Ella Weber (1860–nach 1914), Bildhauerin
- Josephine Wessely (1860–1887), Schauspielerin
- Otto Zsigmondy (1860–1917), Zahnarzt und Bergsteiger

### 1861–1870

#### 1861–1865

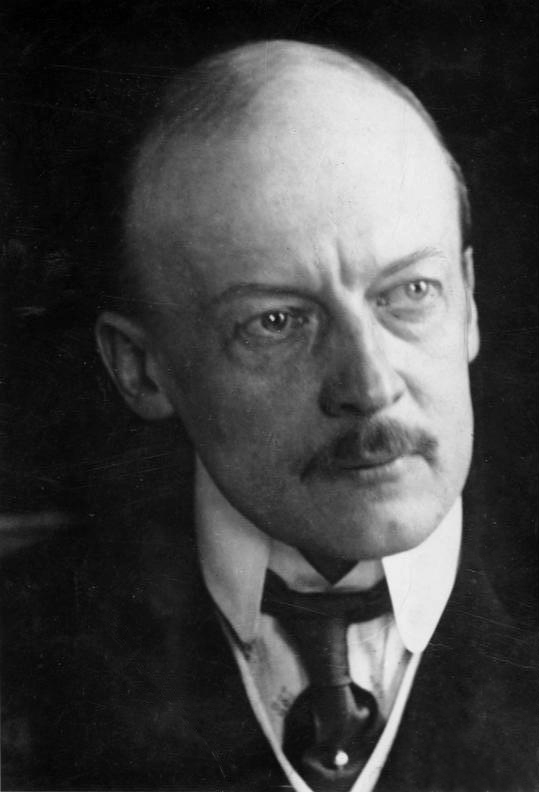
Leopold Berchtold
(1863–1942)

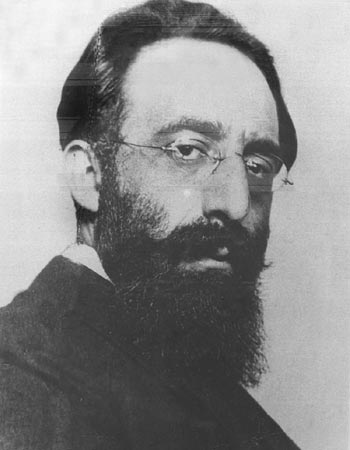
Nathan Birnbaum
(1864–1937)

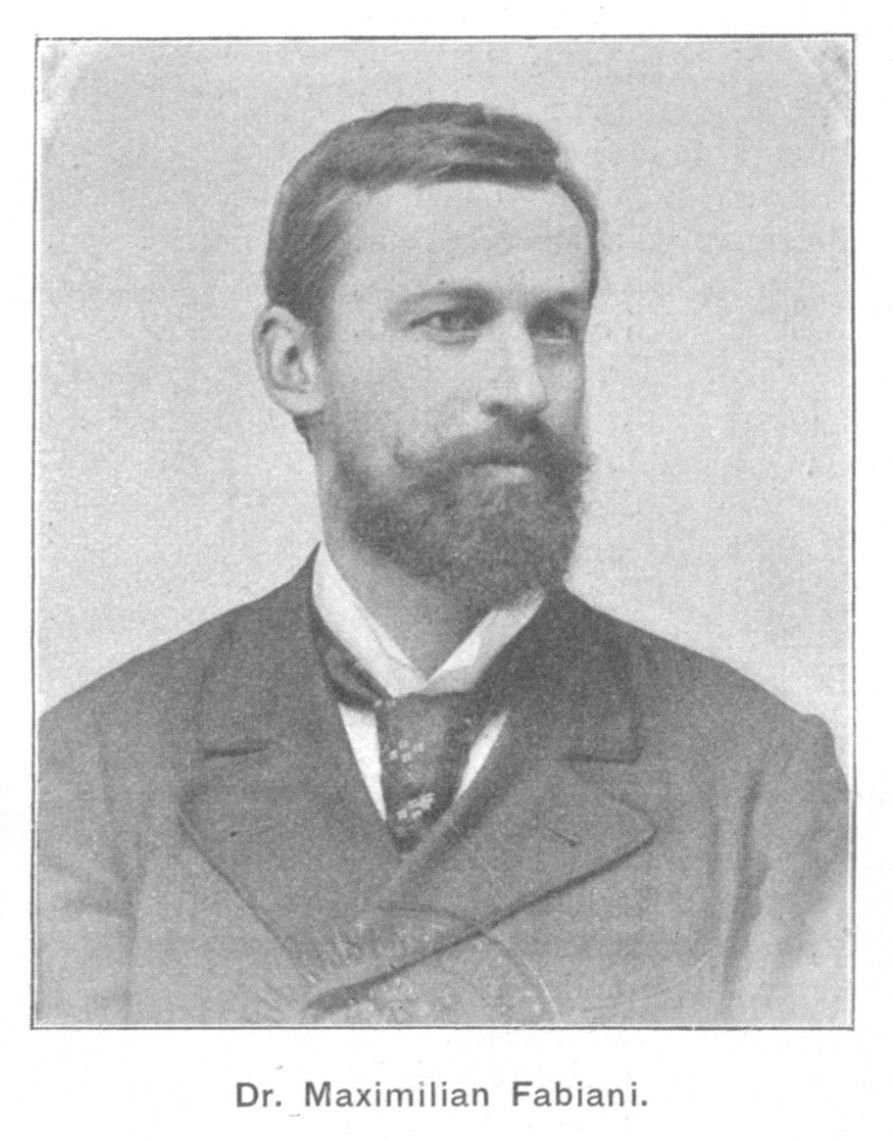
Max Fabiani
(1865–1962)

- Josef Johann Beyer (1861–1933), Maler und Grafiker
- Adolf Boehm (1861–1927), Maler und Grafiker, Hochschullehrer
- Ferdinand I. (1861–1948), Fürst und Zar von Bulgarien aus der Dynastie Sachsen-Coburg-Koháry
- Rudolf Geyer (1861–1929), Orientalist, Hochschullehrer
- Karl Gölsdorf (1861–1916), Ingenieur und Lokomotiv-Konstrukteur
- Alfred Halm, eigentlich Alfred Hahn (1861–1951), Schauspieler, Theaterleiter, Drehbuchautor und Filmregisseur
- Wilhelm Hein (1861–1903), Sprachforscher, Volkskundler, Orientalist und Ethnograph
- Karl Kässmayer (1861–1897), Maler
- Eduard Klingler (1861–1916), Architekt
- Leopold Kuhn (1861–1902), Theaterdirektor, Kapellmeister und Komponist
- Franz Matsch (1861–1942), Maler und Bildhauer des österreichischen Jugendstils
- Carl Moll (1861–1945), Maler des Jugendstils
- Max Schmidt (1861–1935), Möbelfabrikant und Mäzen
- Josefine Swoboda (1861–1924), Malerin und Grafikerin
- Anton Richard Tauber (1861–1942), Schauspieler, Theaterdirektor, Generalintendant
- Franz Vogl (1861–1921), Bildhauer
- Julius Wahle (1861–1940), österreichisch-deutscher Literaturwissenschaftler und Herausgeber der Briefe Johann Wolfgang von Goethes
- Emil Zsigmondy (1861–1885), Bergsteiger
- Hans Falke von Lilienstein (1862–1932), Jurist und Dichter
- Otto von Falke (1862–1942), Kunsthistoriker, Generaldirektor der Berliner Museen
- Johanna Fischer (1862–1941), Sängerin
- Carl Goetz, eigentlich Karl Perl (1862–1932), Schauspieler
- Rudolf Hammel (1862–1937), Architekt und Kunsthandwerker
- Emil Viktor Kohl (1862–1924), Physiker und Hochschullehrer
- August Theodor Kirsch senior (1862–1931), Zeitungsherausgeber
- Otto Kirsch (1862–1932), Theaterschauspieler
- Emil Viktor Kohl (1862–1924), Physiker und Hochschullehrer
- Franz Xaver Neumann der Jüngere (1862–1905), Architekt
- Richard Preßburger (1862–1938), Jurist, Rechtsanwalt
- Arthur Schnitzler (1862–1931), Erzähler und Dramatiker
- Eugen Schroth (1862–1945), Genre-, Landschafts- und Historienmaler und Zeichenlehrer
- Hans Wessely (1862–1926), Geiger und Musikpädagoge
- Kunigunde Ansion (1863–1922), Schriftstellerin
- Alois Ausobsky (1863–1927), Drechsler, Redakteur, Gewerkschaftssekretär und Abgeordneter zum Österreichischen Abgeordnetenhaus
- Leopold Berchtold (1863–1942), österreichisch-ungarischer Außenminister beim Ausbruch des Ersten Weltkriegs
- Ottilie Collin (1863–1960), Theaterschauspielerin und Sängerin
- Franz Drobny (1863–1924), Architekt, Hochschullehrer und Autor
- Clara Ebert-Stockinger (1863–unbekannt), deutsche Buchautorin
- Hedwig Friedländer (1863–1945), Malerin
- Leo Grünhut (1863–1921), Lebensmittelchemiker
- Richard Hampe (1863–1931), Beamter und Politiker
- Franz Hillebrand (1863–1926), Philosoph
- Paul Kuh-Chrobak (1863–1931), Beamter, Leiter des k.u.k. Finanzministeriums
- Rudolf Max Ludloff (1863–1933), Architekt
- Hans Rehn (1863–1920), Cellist, Schlagwerker, Komponist und Musikerzieher
- Emil Reisch (1863–1933), Klassischer Archäologe, Hochschullehrer
- Richard Schultz (1863–1928), Schauspieler und Theaterleiter
- Friedrich Schuster (1863–1932), Manager und Politiker
- Friedrich Sträßle (1863–1927), Journalist
- Raoul Walter (1863–1917), österreichisch-deutscher Opernsänger
- Alexander von Weilen (1863–1918), Literaturhistoriker, Professor an der Universität und am Konservatorium
- Oskar Baumann (1864–1899), Afrikaforscher, Philosoph, Ethnologe, Geograph und Kartograph
- Nathan Birnbaum (1864–1937), jüdischer Philosoph und Zionist
- Karl Brandler-Pracht (1864–1939), Schauspieler, Autor und Astrologe
- Franz Chvostek junior (1864–1944), Internist
- Viktor Eisenmenger (1864–1932), Laryngologe
- Eduard Engelmann junior (1864–1944), Eiskunstläufer
- Alfred Hermann Fried (1864–1921), Pazifist, Publizist, Friedensnobelpreisträger
- Isidor H. Groß (1864–1914), Theaterschauspieler und Opernregisseur
- Philipp zu Hohenlohe-Schillingsfürst (1864–1942), Priester
- Georg Janny (1864–1935), Maler
- Carl Junker (1864–1928), Syndikus des Vereines der österreichisch-ungarischen Buchhändler und Historiker
- Hans Joseph Wilhelm Kautsky (1864–1937), königlich preußischer Hoftheatermaler in Wien und Berlin
- Rudolf Konopa (1864–1936), Porträt-, Landschafts-, Stillleben- und Genremaler
- Emil Kralik (1864–1906), Schriftsteller, Journalist und Humorist
- Max von Mauch (1864–1905), Bildhauer, Landschafts- und Porträtmaler
- Robert Franz Müller (1864–1933), Forscher im Bereich Musiker
- Rudolf Münsterberg (1864–1926), Numismatiker
- Albert Narath (1864–1924), Anatom und Chirurg
- Richard Nepalleck (1864–1940), Psychiater
- Rudolf Pollak (1864–1939), Jurist und Hochschullehrer
- Adele Radnitzky-Mandlick (1864–1932), Pianistin
- Fritz Ruß (1864–1934), Theater- und Stummfilmschauspieler
- Robert Sieger (1864–1926), Geograph und Hochschullehrer
- Oskar Walzel (1864–1944), österreichisch-deutscher Literaturwissenschaftler
- Rudolf Wiener-Welten (1864–1938), Offizier, Gestütsbesitzer und Gutsherr
- Berta Zuckerkandl-Szeps (1864–1945), Schriftstellerin, Journalistin und Kritikerin
- Albrecht Herzog von Württemberg (1865–1939), deutscher Adliger, Generalfeldmarschall
- Josef Maria Auchentaller (1865–1949), Maler, Zeichner und Grafiker
- Fritz Blau (1865–1929), Chemiker und Erfinder
- Edgar Bolz (1865–1936), Schauspieler und Regisseur
- Jenny Broch, verheiratete Stern (um 1865–nach 1911), Opernsängerin und Schauspielerin
- Ottmar Dittrich (1865–1951), Sprachwissenschaftler und Philosoph an der Universität Leipzig
- Max Fabiani (1865–1962), slowenischer Architekt
- Franz Haag (1865–1925), Bildhauer
- Sigmund Herland (1865–1954), Schachspieler und Schachkomponist
- Peter von Hofmann (1865–1923), General der Infanterie im Ersten Weltkrieg
- Émile Jaques-Dalcroze (1865–1950), Schweizer Komponist und Musikpädagoge; Begründer der rhythmisch-musikalischen Erziehung
- Carl Kauba (1865–1922), Bildhauer und Kleinplastiker
- Rudolf König (1865–1927), Pelzhändler und Amateurastronom
- Franz von Krauß (1865–1942), Architekt
- Ferdinand Löwe (1865–1925), Dirigent
- Josef Manner (1865–1947), Unternehmer
- Humbert Walcher von Molthein (1865–1926), Architekt
- Karl Eugen Neumann (1865–1915), Übersetzer buddhistischer Schriften, Wegbereiter des Buddhismus im Westen
- Franz Xaver Pawlik (1865–1906), Kunsthandwerker, Stempelmacher und Medailleur
- Richard Riedl (1865–1944), Wirtschaftspolitiker und Diplomat
- Ludwig Rösch (1865–1936), Maler und Lithograph
- Theodor Anton Ruf (1865–1943), Architekt und Baumeister
- Carlo Schanzer (1865–1953), italienischer Politiker
- Theodor Scheimpflug (1865–1911), Entdecker der fotografischen Regel
- Natalie Schultheiss (1865–1952), österreichisch-deutsche Stilllebenmalerin
- Rudolf Schüssler (1865–1942), Mathematiker
- Benedikta zu Schwarzenberg (1865–1943), Benediktinerin, Äbtissin
- Marianne Strobl (1865–1917), Industriefotografin
- Karl Troll (1865–1954), Architekt
- Fritzi Ulreich (1865–1936), Kriegsmalerin
- Johanna Witasek (1865–1910), Botanikerin
- Richard Zsigmondy (1865–1929), Chemiker

#### 1866–1870

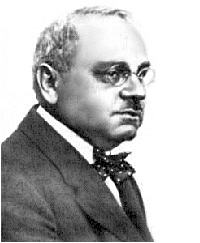
Alfred Adler
(1870–1937)

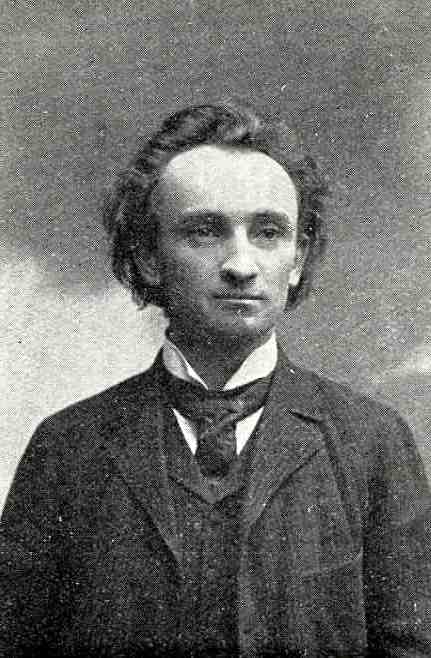
Ludvík Vítězslav Čelanský
(1870–1931)

- Richard Beer-Hofmann (1866–1945), Dramatiker und Lyriker
- Adele Berger (1866–1900), Schriftstellerin und Übersetzerin
- Franz Bretschneider (1866–1950), Politiker
- Ignaz Dörfler (1866–1950), Botaniker
- Emil Fuchs (1866–1929), Bildhauer, Medailleur, Grafiker und Maler
- Josef Gruntzel (1866–1934), Nationalökonom
- Heinrich Ewald Hering (1866–1948), Mediziner und Hochschullehrer
- Johann Paul Karplus (1866–1936), Neurophysiologe und Psychiater
- Ludwig Koch (1866–1934), Maler, Bildhauer und Illustrator
- Hans Nowack (1866–1918), Aquarellist und Innenarchitekt
- Albert Hans Pecha (1866–1909), Architekt
- Richard Reisch (1866–1938), Jurist, Politiker und Präsident der Oesterreichischen Nationalbank
- Johann Strauss Enkel (1866–1939), Komponist und Kapellmeister
- Karl Alexander von Ungelter (1866–20. Jahrhundert), Jurist und Landrat in Bayern
- Wilhelm Weinberger (1866–1932), klassischer Philologe und Paläograf
- Karl Maria Wiligut (1866–1946), nationalsozialistischer Esoteriker
- Barbara Zweig (1866–1929), Dramatikerin
- Gaston Bodart (1867–1940), Militärhistoriker, Statistiker und Regierungsbeamter
- Oskar Braun (1867 – nach 1940), Opernsänger und Theaterschauspieler
- Georg Drah (1867–1922), Maler, Freskant und Aquarellist
- August Duesberg (1867–1922), Violinist und Musikpädagoge
- Carla Ernst (1867–1925), Theaterschauspielerin
- Oskar Grüner (1867–1921), Dekorations- und Architekturmaler
- Josef Grünhut (1867–1939), Bildhauer
- Ida Hiedler (1867–1932), Opernsängerin
- Anna Hottner-Grefe (1867–1946), Schriftstellerin
- Adolf Jäger (1867–1935), Architekt
- Josefine Joseffy (1867–1961), Schauspielerin
- Hugo Koller (1867–1949), Industrieller, Kunstfreund und Bibliophiler
- Elsbeth Krukenberg-Conze (1867–1954), Schriftstellerin und Frauenrechtlerin
- Hermine Munsch (1867–1904), Malerin
- Hugo Neumann (1867–nach 1922), Jurist und Schriftsteller
- Ricka Schönn (1867–1936), Malerin
- Franz Eduard Suess (1867–1941), Geologe und Hochschullehrer
- Carl Anselm Zinsler (1867–1940), Bildhauer
- Karl Zsigmondy (1867–1925), Mathematiker und Hochschullehrer
- Josef von Baechlé (1868–1933), Jurist und Politiker
- Tony Binder (1868–1944), Orientmaler und Illustrator
- Rudolf Fuchs (1868–1918), Maler
- Egbert Wilhelm von Hochstetter (1868–1906), Bergingenieur
- Benno Karpeles (1868–1938), Sozialdemokrat und Publizist
- Marie Keller-Hermann (1868–1952), Malerin
- Carl von Kraus (1868–1952), österreichisch-deutscher Altgermanist und Hochschullehrer
- Adolf Lenz (1868–1959), Jurist, Kriminologe und Hochschullehrer
- Alfred Ottokar Lorenz (1868–1939), Musikwissenschaftler
- Gustav Meyrink (1868–1932), Schriftsteller
- Koloman Moser (1868–1918), Maler, Grafiker und Kunsthandwerker
- Johanna Müller-Hermann (1868–1941), Komponistin
- Maria Ortwin (1868–nach 1890), Schauspielerin
- Marietta Peyfuss (1868–1945), Malerin, Grafikerin und Kunstgewerblerin
- Adolf Schwarz (1868–1926), Maler und Fotograf
- Fritz Wärndorfer (1868–1939), Kunstmäzen
- Alois Anderle (1869–1929), Schwimmer
- Friedrich Becker (1869 – nach 1913), Theaterschauspieler, Sänger und Komiker
- Rudolf Braun (1869–1925), Komponist, Pianist und Musikpädagoge
- Oskar Brüch (1869–1943), Porträt- und Militärmaler
- Ferdinand Grimm (1869–1948), Finanzminister und Finanzfachmann
- Theodor Heller (1869–1938), Heilpädagoge
- Hermann Julius Hermann (1869–1953), Kunsthistoriker und Hochschullehrer
- Laura Hilgermann, geborene Oberländer (1869–1945), Opernsängerin und Gesangspädagogin
- Isidor Klimont (1869–1926), Chemiker und Hochschullehrer
- Josef Jungwirth (1869–1950), Maler
- Julius Meinl II. (1869–1944), Unternehmer
- Josef Minichthaler (1869–1945), Priester und katechetischer Autor
- Karl Antal Mühlberger (1869–1943), Künstler und Politiker
- Oskar Reichel (1869–1943), Internist
- Therese Schachner (1869–1950), Malerin
- Marie Schuster-Schörgarn (1869–1947), Malerin
- Karl Seitz (1869–1950), Politiker
- Franz Stein (1869–1943), Journalist und Politiker
- Josef Stolzing-Czerny (1869–1942), österreichisch-deutscher Schriftsteller und Drehbuchautor
- Gabriel Winter (1869–1907), Elektroingenieur
- Adolf Wolf (1869–1952), Politiker, Bürgermeister von Klagenfurt
- Alfred Adler (1870–1937), Psychologe
- Oscar Bondy (1870–1944), Unternehmer und Kunstsammler
- Ludvík Vítězslav Čelanský (1870–1931), tschechischer Dirigent und Komponist
- Alfred Deutsch-German (1870–1943), Journalist, Schriftsteller, Drehbuchautor und Filmregisseur
- Leopold Doppler (1870–1945), Gerichtskanzleidirektor und Politiker
- Marie Franzos (1870–1941), Frauenrechtlerin, Schriftstellerin und Übersetzerin
- Adolf Albrecht Friedländer (1870–1949), Psychiater
- Franz Fuchs (1870–1925), Fotograf
- Moriz Glattauer (1870–1943), Geiger und langjähriges Mitglied der Wiener Philharmoniker
- Max Haupt (1870–1932), Baumeister und Architekt
- Arnold Heymann (1870–1950), Architekt
- Josef Klein (1870–1933), Geiger, Kapellmeister und Komponist
- Leopoldine Kolbe (1870–1912), Grafikerin und Zeichenlehrerin
- Felix von Kraus (1870–1937), Sänger und Hochschullehrer
- Helene von Krauß (1870–1950), Malerin
- Luigi von Kunits (1870–1931), Dirigent, Komponist, Geiger und Musikpädagoge
- Edmund Loewe (1870–1931), Schauspieler und Operettensänger
- Adolf Loos (1870–1933), Journalist und Architekt
- Camillo Müller (1870–19??), Fechter und Sportfunktionär
- Grace Palotta (* ca. 1870–1959), britische Schauspielerin und Schriftstellerin
- Franz Ramharter (1870–1919), Regisseur und Schauspieler
- Eduard Rösch (1870–1937), Politiker und Parteisekretär
- Berthold Rosé (1870–1925), Schauspieler, Sänger und Regisseur
- Rosalia Rothansl (1870–1945), Künstlerin
- Hugo Max Schulz (1870–1933), Journalist, Schriftsteller und Militärexperte
- Richard Specht (1870–1932), Lyriker, Dramatiker, Schriftsteller und Musikwissenschaftler
- Armin Springer (1870–1942), Schauspieler, Komiker und Gesangshumorist
- Dora von Stockert-Meynert (1870–1947), Schriftstellerin
- Oscar Straus (1870–1954), Operettenkomponist

### 1871–1880

#### 1871
- Märta Améen (1871–1940), schwedische Bildhauerin und Malerin
- Ferdinand Andri (1871–1956), Maler
- Julius Bankó (1871–1945), Archäologe
- Franz Blei (1871–1942), Schriftsteller, Übersetzer, Herausgeber und Literaturkritiker
- Auguste Döll (1871–1955), Malerin
- Bruno von Enderes (1871–1934), Eisenbahnfachmann und Beamter
- Gustav Glück (1871–1952), Kunsthistoriker und Museumsdirektor
- Camilla Göbl (1871–1965), Malerin, Grafikerin und Kunstpädagogin
- August von Hayek (1871–1928), Botaniker
- Fritz Hellwag (1871–1950), Kunsthistoriker
- Olga von Holzhausen (1871–1944), Malerin
- Käthe Huth, geborene Friese (1871–nach 1902), Kinderdarstellerin, Schauspielerin
- Leopold Kunschak (1871–1953), Politiker
- Carl Raimund Lorenz (1871–1945), Maler
- Joseph August Lux (1871–1947), Schriftsteller
- Hans Leopold Meyer (1871–1942), Chemiker und Hochschullehrer
- Maria Assunta Nagl (1871–1944), Althistorikerin
- Sándor Nákó (1871–1923), Politiker und Gouverneur von Fiume
- Franz Quidenus (1871–1936), Architekt
- Arnold Riese (1871–1912), Wegbereiter der Sozialdemokratie
- Richard von Schoeller (1871–1950), Montanindustrieller
- Arthur Stein (1871–1950), österreichisch-tschechischer Althistoriker und Überlebender des Holocaust
- Viktor Thiel (1871–1946), Historiker und Archivar
- Marie Tomschik, verheiratete Mosel (1871–1930), Opernsängerin
- Erich Tschermak-Seysenegg (1871–1962), Botaniker
- Mary Vetsera (1871–1889), Adlige, Geliebte von Kronprinz Rudolf
- Alexander von Zemlinsky (1871–1942), Komponist und Dirigent

#### 1872
- Cenci Flendrofsky (1872–1900), Radsportlerin
- Richard von Foregger (1872–1960), Chemiker, Industrieller und olympischer Schwimmer
- Fritz Gareis (1872–1925), Karikaturist, Illustrator und Maler
- Rudolf Goebel (1872–1952), Architekt
- Josef Grafl (1872–1915), Gewichtheber
- Arthur Günsburg (1872–1949), Theaterleiter, Filmproduzent und -regisseur
- Ludwig Herzer, bürgerlich Herzl (1872–1939), Arzt und Librettist
- Anton Hans Karlinsky (1872–1945), Landschafts- und Porträtmaler
- Josef Koller (1872–1945), Volkssänger, Schauspieler, Schriftsteller und Volksliedforscher
- Mizzi Langer-Kauba (1872–1955), Schifahrerin, Alpinistin und Geschäftsfrau
- Emil Lind (1872–1948), Schauspieler, Theaterregisseur und Schauspiellehrer
- Mila von Luttich (1872–1929), Künstlerin
- Stefan Meyer (1872–1949), Physiker, Pionier der Erforschung der Radioaktivität
- Anna von Mildenburg (1872–1947), Opernsängerin
- Karl Philipp (1872–1949), Bildhauer und Medailleur
- Jože Plečnik (1872–1957), slowenischer Architekt
- Adolf Pohl (1872–1930), Bildhauer und Kunstgewerbler
- Olga Prager (1872–1930), Malerin
- Edmund Rumpler (1872–1940), Ingenieur
- Carl Sternberg (1872–1935), Pathologe
- Rudolf Vidossich (1872–1929), General und Heeresinspektor
- Otto Volker (1872–1938), Bürgerschuldirektor und Politiker
- Rudolf Weber (1872–1949), Maler
- Arpad Weixlgärtner (1872–1961), Kunsthistoriker
- Erwin von Zach (1872–1942), Sinologe

#### 1873
- Anni Marie Abdoullah-Hammerschmidt (1873–1916), Malerin
- John Quincy Adams (1873–1933), Maler
- Max Adler (1873–1937), Soziologe und Vertreter des Austromarxismus
- Hanns Barth (1873–1944), Autor, Redakteur und Alpenvereins-Funktionär
- Hans Baumgartner (1873–1950), Offizier
- Ludwig Biber (1873–1959), Architekt und Politiker
- Friedrich Julius Bieber (1873–1924), Afrikaforscher und Publizist
- Dominik Brosick (1873–1935), Maler und Lehrer
- Paul Deutsch (1873–1958), Journalist
- Rudolf Eisler (1873–1926), Philosoph
- Raimundo Lorenzo de Equevilley Montjustín (1873–im 20. Jahrhundert), spanischer Ingenieur und U-Boot-Pionier
- Alfred Götzl (1873–1946), Hochschullehrer für Innere Medizin und Sozialmediziner
- Edmund von Hellmer (1873–1950), Richter, Musikschriftsteller und Journalist
- Richard Hering (1873–1936), Koch, Küchendirektor und Fachautor
- Hilde Hofer-Pittschau, geborene Schützenhofer (1873–1961), Theaterschauspielerin
- Emma Hrnčzyrz (1873–1923), Radiererin
- Isa Jechl (1873–1961), Malerin
- Georg Kapsch (1873–1934), Bauingenieur
- Max Hegele (1873–1945), Architekt
- Viktor Kienböck (1873–1956), Politiker und Jurist
- Gisela Klein (1873–1919), Schauspielerin
- Max Landa (1873–1933), Stummfilmschauspieler
- Josef Adolf Lang (1873–1936), Maler, Lithograf und Grafiker
- Johann Löwenfeld-Russ (1873–1945), Politiker, Staatssekretär
- Ernst Ludwig (1873–1932), Schauspieler und Regisseur
- Rudolf Marschall (1873–1967), Bildhauer, Plakettenkünstler und Medailleur
- Hans Müller (1873–1937), Bildhauer
- Gustav Müller (1873–1936), Schauspieler, Operetten-Sänger, Bühnen-Regisseur und Theaterleiter
- Wilhelm Neumann-Walter (1873–1926), Jurist und Politiker
- Alfred Polgar (1873–1955), Schriftsteller
- Rudolf Popper (1873–1967), Landschafts- und Porträtmaler
- Karl Rosner (1873–1951), Schriftsteller
- Gisela Rottonara (1873–1943), Malerin
- Joseph Schnetz (1873–1952), Philologe
- Egon Schweidler (1873–1948), Physiker, wies die magnetische Ablenkbarkeit der Beta-Strahlung nach
- Moriz Viktor Silbermark (1873–1938), Chirurg, Militärarzt und Chefarzt am Allgemeinen Krankenhaus Wien
- Emmerich Spielmann (1873–1952), Architekt und Erfinder
- Hermann Swoboda (1873–1963), Psychologe und Hochschullehrer
- Bernhard Tittel (1873–1942), Dirigent und Komponist
- Else Unger (1873–1936), Kunsthandwerkerin
- Carl Vaugoin (1873–1949), Politiker
- Alice Wanke (1873–1939), Illustratorin, Grafikerin, Malerin und Kunstgewerblerin
- Paul Wilhelm (1873–1916), Journalist
- Josefine Winter (1873–1943), Malerin, Komponistin, Schriftstellerin

#### 1874
- Paul Abel (1874–1971), britischer Jurist
- Franz Josef Böhm (1874–1938), Fotograf, Schauspieler, Autor und Museumsdirektor
- Bertha Eckstein-Diener (1874–1948), Schriftstellerin und Reisejournalistin
- Else Federn (1874–1946), Fürsorgerin
- Gabor von Ferenchich (1874–1928), Zeichner, Maler und Illustrator
- Raoul Heinrich Francé (1874–1943), Bioniker und Naturphilosoph
- Adolf Franke (1874–1964), Chemiker und Hochschullehrer
- Robert Friedlaender-Prechtl (1874–1950). österreichisch-deutscher Unternehmer, Publizist und Schriftsteller
- Alfred Gold (1874–1958), Literat, Feuilletonist, Kunsthistoriker, -vermittler und -sammler
- Ludwig Gruber (1874–1964), Komponist, Sänger, Schriftsteller und Dirigent
- Gustav Gugitz (1874–1964), Heimatforscher, Volkskundler und Kulturhistoriker
- Arthur Halberstadt (1874–1950), Volksmusikforscher und -sammler
- Friedrich Hasenöhrl (1874–1915), Physiker
- Leo Held (1874–1903), Kapellmeister und Komponist
- Hermine Heller-Ostersetzer (1874–1909), Malerin und Grafikerin
- Franz Hofer (1874–1933), Pädagoge und Politiker
- Mathilde Hofer, geborene Scheinberger  (1874–1942), Ehefrau des Malers Karl Hofer, Opfer des Holocaust
- Hugo von Hofmannsthal (1874–1929), Schriftsteller, Dramatiker, Lyriker
- Hans Homma (1874–1943), Schauspieler und Filmregisseur
- Karl Kraus (1874–1936), Schriftsteller des beginnenden 20. Jahrhunderts, Publizist und scharfer Kritiker der Presse
- Robert Lach (1874–1958), Musikwissenschaftler
- Jörg Lanz von Liebenfels (1874–1954), Rassenideologe
- Friedrich Leitner (1874–1945), Wirtschaftswissenschaftler in Berlin
- Josef Maschat (1874–1943), Generaldirektor der Österreichischen Bundesbahnen
- Theodor Heinrich Mayer (1874–1956), Architekt
- Oskar von Mitis (1874–1955), Historiker und Diplomatiker
- Richard Moser (1874–1924), Maler, Zeichner und Radierer
- Heinrich Michael Neustetter (1874–1958), Entomologe und Insektenhändler
- Felix Oppenheimer (1874–1938), Schriftsteller
- Leopold Ramsauer (1874–1916), Architekt
- Georg Sailer (1874–1935), Politiker, Mitglied des Nationalrates
- Carl Schlechter (1874–1918), Schachspieler
- Franz Schmidt (1874–1939), Komponist
- Arnold Schönberg (1874–1951), Komponist
- Arthur Schönberg (1874–1943), Maschinenbauingenieur, Opfer des Nationalsozialismus
- Johann Schorsch (1874–1952), Politiker
- Hermann Schulz (1874–1926), Verbandsfunktionär, Politiker, Mitglied des Nationalrates
- Rudolf Seibold, eigentlich Rudolf Seiboldny (1874–1952), Schauspieler und Operettensänger
- Adolf Simatschek (1874–1919), Bildhauer
- Richard Stöhr (1874–1967), österreichisch-amerikanischer Musiktheoretiker und Komponist
- Julius von Twardowski-Skrzypna (1874–1945), österreichisch-polnischer Jurist, Politiker, Diplomat und Schriftsteller
- Franz Visintini (1874–1950), Bauingenieur
- Leo von Zumbusch (1874–1940), österreichisch-deutscher Dermatologe

#### 1875
- Emil Abel (1875–1958), Chemiker

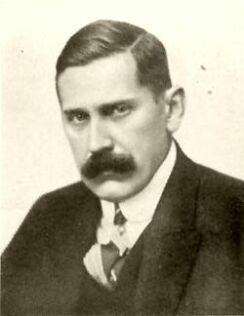
Othenio Abel
(1875–1946)

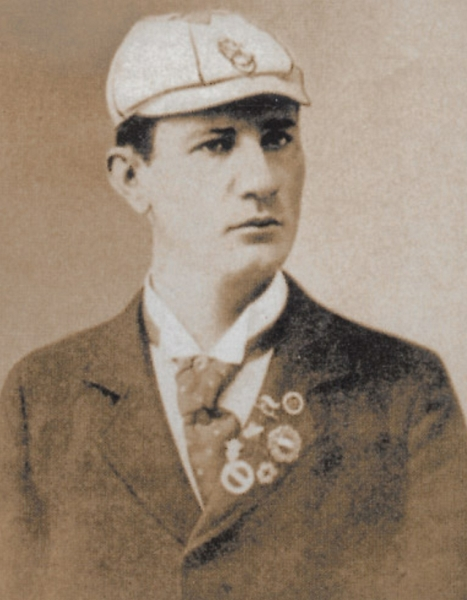
Paul Neumann
(1875–1932)

- Othenio Abel (1875–1946), Paläontologe und Evolutionsbiologe
- Oskar Adler (1875–1955), Musiker und Astrologe
- Adolf Heinrich Bercht (1875–1940), Politiker
- Arthur Bergen (1875–1943), Schauspieler und Filmregisseur
- Paul Clairmont (1875–1942), Chirurg
- Friedrich Eichberg (1875–1941), Maschinenbauingenieur, Vorstandsmitglied der AEG
- Emil Epstein (1875–1951), Pathologe
- Hans von Frisch (1875–1941), Rechtswissenschaftler
- Wolfgang Geiger (1875–1961), Schauspieler, Drehbuchautor und Regisseur
- Richard von Goldberger (1875–1927), Komponist
- Hans von Haberer (1875–1958), Chirurg, Sanitätsoffizier und Hochschullehrer
- Eugen Herz (1875–1944), Industrieller
- Albert Hetényi Heidelberg (1875–1951), ungarischer Komponist für Operette, Kabarett, Chanson
- Josef Hofbauer (1875–1936), Architekt und Baumeister
- Alexander Hold-Ferneck (1875–1955), Rechtswissenschaftler
- Viktor Junk (1875–1948), Literaturwissenschaftler und Komponist
- Raphael Kirchner (1875–1917), Maler und Illustrator
- Heinrich Klang (1875–1954), Rechtswissenschaftler
- Alois Kolb (1875–1942), Radierer und Maler
- Berthold König (1875–1954), Politiker
- Paula Krauß (1875–nach 1904), Schauspielerin
- Fritz Kreisler (1875–1962), Wiener Violinist und Komponist
- Georg Heinrich Kührner (1875–1949), Maler
- Julius Lenhart (1875–1962), Turner
- Alfred von und zu Liechtenstein (1875–1930), Mitglied des Hauses Liechtenstein, kaiserlich-königlicher Rittmeister und interimistischer Regierungschef des Fürstentums Liechtenstein
- Henriette Amalie Lieser (1875–1943), Mäzenin der Kunstszene Wiens
- Paul Neumann (1875–1932), Mediziner, Schwimmer und Olympiasieger
- Hansi Niese (1875–1934), Schauspielerin
- Franz Ottmann (1875–1962), Kunsthistoriker
- Otto Porsch (1875–1959), Botaniker
- Carl Reinhart (1875–1919), Operettensänger
- Otto Richter (1875–1919), Architekt
- Rudolf Schanzer (1875–1945), Dramatiker und Journalist
- Ferdinand Schebek (1875–1949), Maler
- Hans Schimitzek (1875–1957), Architekt
- Franz Spalowsky (1875–1938), Politiker und Gewerkschafter
- Agnes Speyer (1875–1942), Malerin, Graphikerin und Bildhauerin
- Fanny Starhemberg (1875–1943), Politikerin
- Ludwig Stepski-Doliwa (1875–1965), Politiker und Berufsoffizier
- Otto Stoessl (1875–1936), Schriftsteller
- Ludwig Karl Strauch (1875–1959), Offizier und Maler
- Leonie Taliansky (1875–1942), Theater- und Stummfilmschauspielerin
- Carl Toldt (1875–1961), Zoologe
- Hella Unger (1875–1934), Bildhauerin und Medailleurin
- Emanuel Hugo Vogel (1875–1946), Wirtschaftswissenschaftler, Hochschullehrer
- Zeno von Singalewicz (1875–?), Schwimmer
- Rudolf Walther-Fein (1875–1933), Schauspieler, Filmregisseur, Produktionsleiter und Drehbuchautor
- Ernst Welisch (1875–1941), Dramatiker und Theaterregisseur
- Richard Wiesner (1875–1954), Pathologe und Bakteriologe

#### 1876

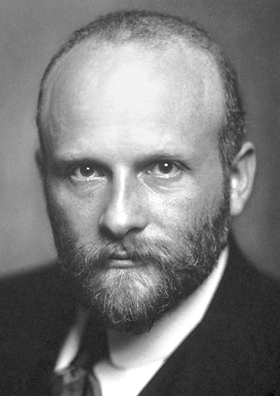
Robert Bárány
(1876–1936)

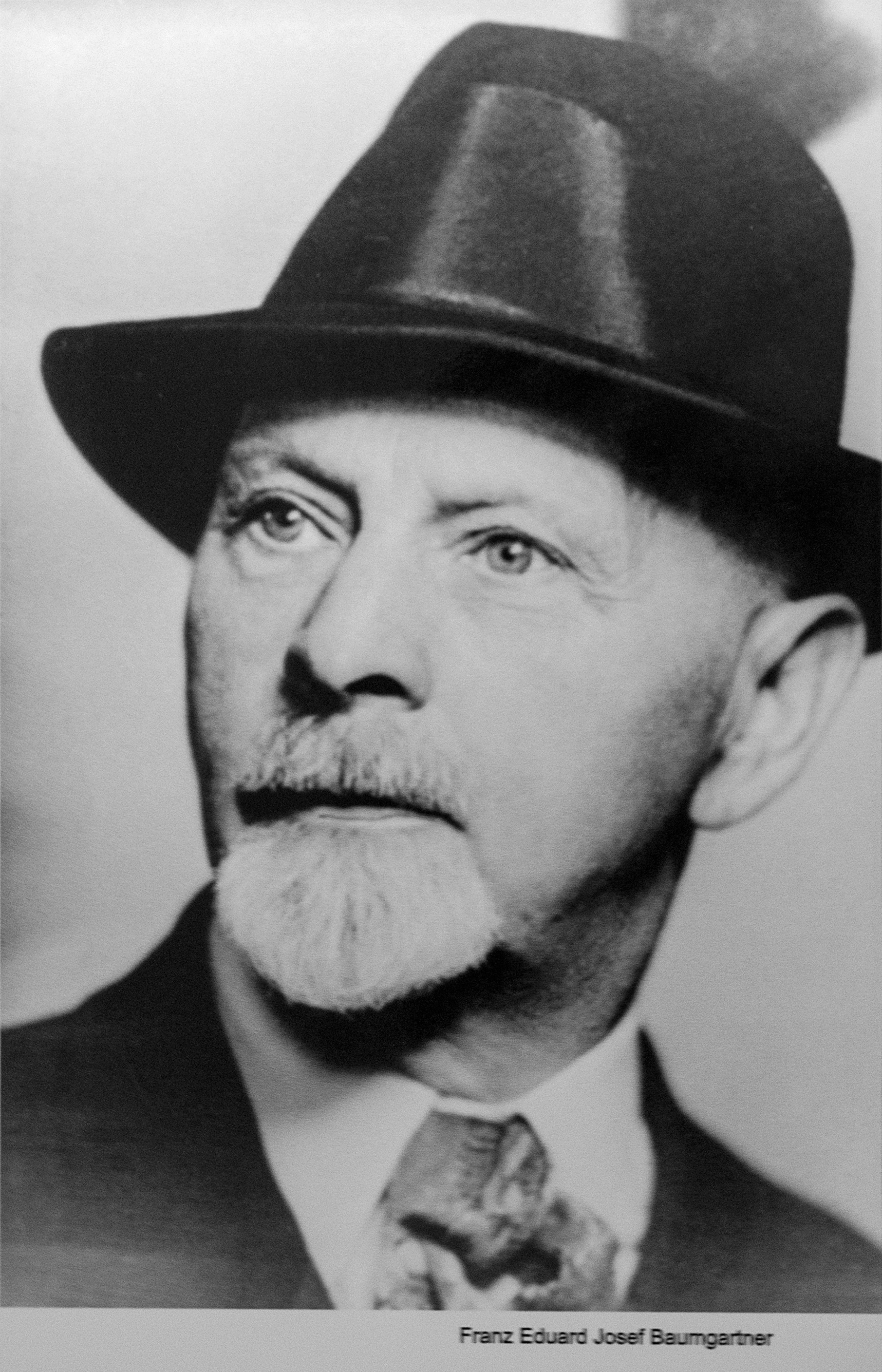
Franz Baumgartner
(1876–1946)

- Felix Adler (1876 oder 1878–1927), österreichisch-tschechoslowakischer Musikkritiker und Journalist
- Ludwig Adler (1876–1958), Geburtshelfer und Gynäkologe
- Raoul Auernheimer (1876–1948), Jurist und Schriftsteller
- Robert Bárány (1876–1936), österreichisch-ungarischer Mediziner, Neurochemiker und Nobelpreisträger
- Otto Barth (1876–1916), Maler, Grafiker und Alpinist
- Alfred Basel (1876–1920), Maler und Radierer
- Franz Baumgartner (1876–1946), Architekt
- Josef Bohatec (1876–1954), tschechisch-österreichischer Philosoph und Theologe
- Toni Braun (1876–1911), Schauspielerin und Sängerin
- Heinrich Brunar (1876–1933), tschechoslowakischer Notar, Politiker und Parlamentsabgeordneter
- Ivan Cankar (1876–1918), slowenischer Schriftsteller der Wiener Vorstädte
- Victor Conrad (1876–1962), österreichisch-amerikanischer Klimatologe und Geophysiker
- Félice Desclabissac (1876–1938), deutsche Malerin
- Emil Frankfurter (1876–1950), deutsch-österreichischer, jüdischer Journalist
- Ilka Grüning, eigentlich Ilka Grünzweig (1876–1964), Schauspielerin
- Leo Heller (1876–1941), Schriftsteller, Lyriker, Kritiker, Feuilletonist und Journalist
- Andreas von Horn (1876–1946), Stummfilmschauspieler und Regisseur
- Ernst Klein (1876–1951), Journalist und Schriftsteller
- Julius Klinger (1876–1942), Maler und Grafiker
- Karl Leopold von Möller (1876–1943), Politiker, Autor und Journalist
- Simon Orlik (1876–1942), Schwimmer
- Marie Ottmann (1876–nach 1913), Operettensängerin
- Oskar Pisko (1876–1939), Rechtswissenschaftler
- Robert von Pohl (1876–1947), Offizier, stellvertretender Heeresinspekteur
- Franz Riess (1876–1954), Baumeister und Architekt
- Viktor Schufinsky (1876–1947), Maler und Grafiker
- Ignaz Seipel (1876–1932), Theologe und Politiker
- Josef Stein (1876–1937), Schauspieler und Regisseur
- Karl Stiegler (1876–1932), Hornist
- Bruno Walter (1876–1962), Dirigent, Pianist und Komponist, Assistent Gustav Mahlers an der Wiener Hofoper und künstlerischer Berater mit umfassenden Kompetenzen an der Wiener Staatsoper
- Josefine Welsch (1876–1959), Politikerin

#### 1877
- Angela Adler (1877–1927), Malerin

Lisa Baumfeld
(1877–1897)

- Max Adler (1877–1968), deutscher Journalist und Schriftsteller
- Rudolf Bachmann (1877–1933), Maler, Architekt und Medailleur
- Lisa Baumfeld (1877–1897), Schriftstellerin
- Artur Bodanzky (1877–1939), Dirigent
- Wilhelmina Böhl (1877–1934), österreichisch-niederländische Malerin, Zeichnerin und Grafikerin
- Siegfried Boxer (1877–1949), österreichisch-US-amerikanischer Gynäkologe, Primararzt und NS-Verfolgter
- Otto Bruenauer (1877–1912), Maler
- Ernst Franzos (1877–1941), Filmkaufmann, -produzent und Produktionsleiter
- Selma Freud (1877–1962), zweite Frau, die in Wien in Physik promovierte und Begründerin der Wiener Gemeinde der Heilsarmee
- Adolf Grün (1877–1947), Chemiker
- Emil Gutmann (1877–1938), Konzertunternehmer
- Fritz Hafner (1877–1964), Maler und Kunsterzieher
- Hugo Hassinger (1877–1952), Geograph
- Otto Herschmann (1877–1942), Schwimmer, Fechter und Sportfunktionär
- Fritz von Herzmanovsky-Orlando (1877–1954), Schriftsteller und Zeichner
- Rudolf Hilferding (1877–1941), deutsch-österreichischer Politiker
- Ernst Hochschartner (1877–1947), Porträt-, Historien- und Genremaler
- Erich von Hornbostel (1877–1935), Musikethnologe
- Wilhelm John (1877–1934), Historiker
- Clementine Krauss (1877–1938), Tänzerin, Schauspielerin und Opernsängerin
- Felix Kwieton (1877–1958), Mittel- und Langstreckenläufer
- Anton Mader (1877–1953), Komponist und Militärkapellmeister
- Cornelia Marmorek (1877–1944), Grafikerin und Malerin
- Heinrich Mataja (1877–1937), Rechtsanwalt und Politiker
- Hans Mayr (1877–1918), Architekt
- Stefan von Müller (1877–1938), Jurist, Politikwissenschaftler und Journalist
- Wilhelm Ohr (1877–1916), Historiker
- Max Pallenberg (1877–1934), Sänger, Schauspieler und Komiker
- Adolf Pilz (1877–1947), Rechtswissenschaftler, Richter und Politiker
- Carl Josef Pollak (1877–1937), Karikaturist, Pressezeichner und Gebrauchsgraphiker
- Robert Adam Pollak (1877–1961), Schriftsteller
- Heinz Reichert (1877–1940), Librettist
- Ferdinand Robert (1877–1948), Schauspieler
- Othmar Ruzicka (1877–1962), Porträt- und Genremaler
- Karl Schuster (1877–1935), österreichischer und tschechoslowakischer sozialdemokratischer Gewerkschafter und Politiker
- Franz Schwaiger (1877–1926), Schauspieler, Theaterleiter und -regisseur
- Hans Steffan (1877–1939), Ingenieur und Lokomotivkonstrukteur

#### 1878

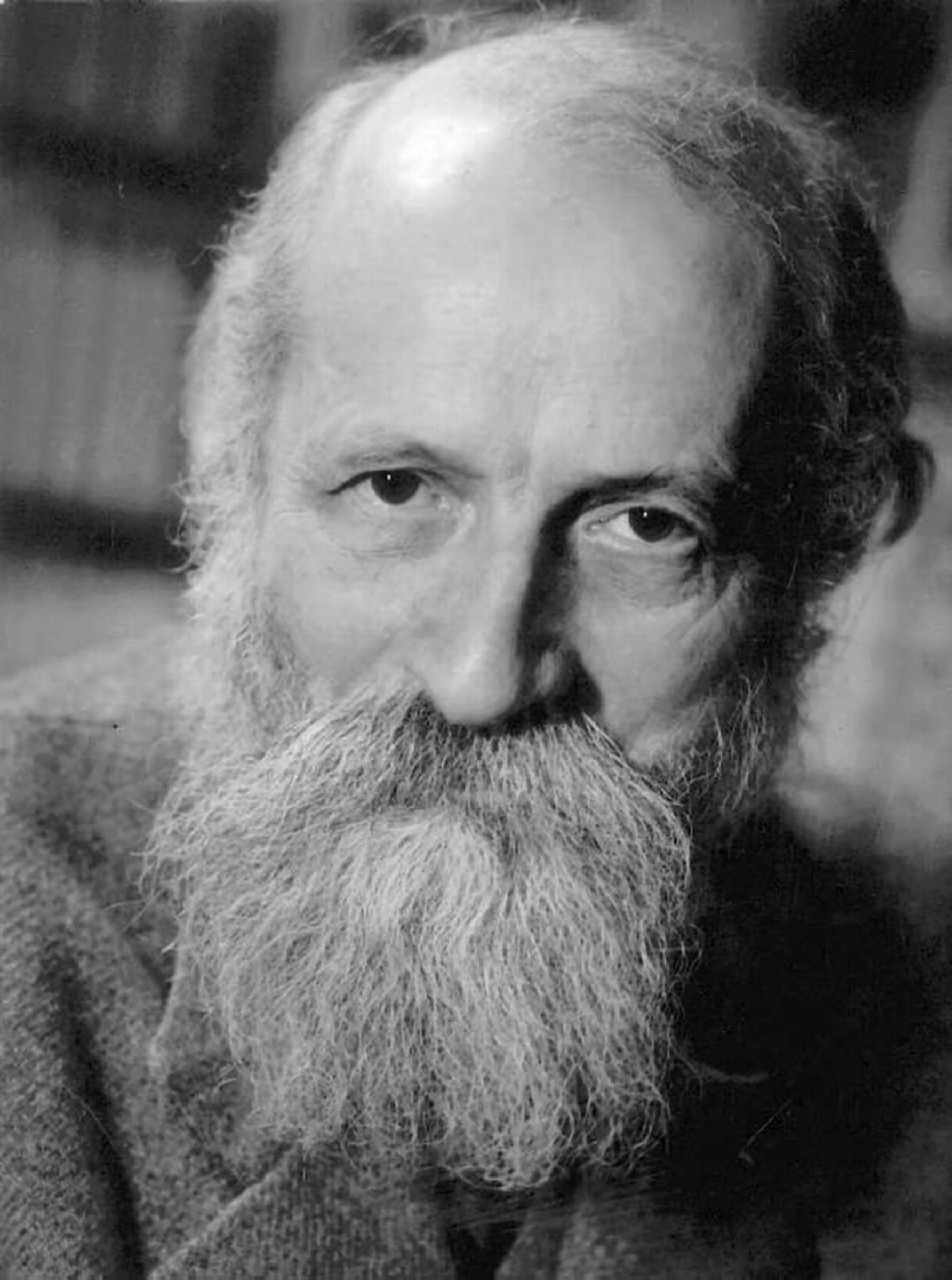
Martin Buber
(1878–1965)

- August Aichhorn (1878–1949), Pädagoge und Psychoanalytiker
- Martin Buber (1878–1965), österreichisch-israelischer jüdischer Religionsphilosoph
- Poldi Czernitz-Renn (1878–1955), Schauspielerin
- Robert Federn (1878–1959 oder 1967), Verleger, Kunsthändler und Schriftsteller
- Rosa Feri-Fliegelmann (1878–1966), österreichisch-US-amerikanische Schulgründerin
- Grete Forst (1878–1942), Sopranistin, Opfer des Holocaust
- Louise Fraenkel-Hahn (1878–1939), Malerin und Grafikerin
- Egon Friedell (1878–1938), Schriftsteller, Journalist, Schauspieler, Kabarettist und Theaterkritiker
- Hans Maria Glatz (1878–1930), Maler und Grafiker
- Rudolf Gomperz (1878–1942), Bauingenieur und Fremdenverkehrspionier
- Hans Hauswirth (1878–1914), Offizier der k.u.k. Armee und Pionier der österreichischen Luftfahrt
- Frederick Hertz (1878–1964), österreichisch-britischer Soziologe, Nationalökonom und Kulturhistoriker
- Marcel Kammerer (1878–1959), Architekt und Maler
- Claudius Kraushaar (1878–1955), Theaterintendant
- Leo Lenz, geboren als Josef Rudolf Leo Schwanzara (1878–1962), Schriftsteller
- Robert von Lieben (1878–1913), Physiker
- Friedrich Mahler (1878–1948), Architekt und Stadtbaumeister
- Alphonse Maier von Rothschild (1878–1942), Sohn von Albert Salomon Anselm von Rothschild und ein Vertreter des österreichischen Zweigs der Bankiersfamilie Rothschild
- Schiller Marmorek (1878–1943), Jurist und Schriftsteller
- Wilhelm von Medinger (1878–1934), österreichisch-tschechoslowakischer Politiker
- Lise Meitner (1878–1968), Atomphysikerin
- Max Prels (1878–1926), Schriftsteller und Publizist
- Otto Schönthal (1878–1961), Architekt
- Michl Schwarz (1878–1968), Arzt und Fußballfunktionär
- Carl Seebald (1878–1941), Fotograf
- Hans Stalzer (1878–1940), Landschafts-, Porträt- und Kriegsmaler
- Bohumil Střemcha (1878–1966), Fotograf
- Hans Thaler (1878–1926), Gynäkologe und Geburtshelfer
- Franz Tomaschu (1878–1948), Maler
- Conrad Wiene (1878–1934), Theaterschauspieler, Filmregisseur, Filmproduzent und Drehbuchautor

#### 1879

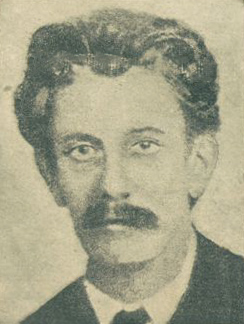
Friedrich Adler
(1879–1960)

- Friedrich Adler (1879–1960), Politiker, Lobbyist und Revolutionär
- Robert Bodanzky (1879–1923), Operetten- und Schlagerautor, Regisseur, Journalist, Schauspieler und Conférencier
- Hugo von Bouvard (1879–1959), Landschafts-, Porträt- und Militärmaler
- Karl Brabbée (1879–nach 1940), Ingenieur und Hochschullehrer
- Hermine Cloeter (1879–1970), Schriftstellerin und Kulturhistorikerin
- Albert Eichler (1879–1953), Anglist und Hochschullehrer
- Karl Etlinger (1879–1946), österreichisch-deutscher Schauspieler und Regisseur
- Alfred Fekete (1879–1924), Schriftsteller und Drehbuchautor
- Marie Ferron (1879–1971), Schauspielerin
- Martin Gerlach junior (1879–1944), Photograph
- Hans Hahn (1879–1934), Mathematiker
- Lambert Hofer (1879–1938), Kostümbildner und Verleih-Unternehmer
- Alfred Hofmann (1879–1958), Bildhauer, Medailleur, Gemmenschneider und Holzschnitzer
- Karl Gottfried Hugelmann (1879–1959), Rechtswissenschaftler und Politiker
- Johanna Kampmann-Freund (1888–1940), Malerin und Grafikerin
- Karl Anton Klammer (1879–1959), Offizier, Verlagsleiter, literarischer Übersetzer
- Sofie Korner (1879 – nach 4. Juni 1942), Malerin und Grafikerin
- Alma Mahler-Werfel (1879–1964), Persönlichkeit der Kunst-, Musik- und Literaturszene
- Paul Marx (1879–1956), Bühnen-Schauspieler, Dramaturg und Regisseur
- Hans Mauer (1879–1962), Bildhauer
- Hans Mayer (1879–1955), Wirtschaftswissenschaftler
- Robert Müller (1879–1968), Schauspieler
- Richard Neumann (1879–1961), Industrieller und Kunstsammler
- Rudolf Oldenburg (1879–1932), Handelsreisender, Afrikaforscher und Fotograf
- Fritzi Scheff (1879–1954), Opernsängerin und Schauspielerin
- Oskar Strnad (1879–1935), Bühnenbildner, Kunsthandwerker, Designer und Architekt
- Oskar Thiede (1879–1961), Bildhauer und Medailleur
- Alfred Till (1879–1959), Paläontologe, Bodenkundler, Geologe und Universitätsrektor
- Therese Trethan (1879–1957), Kunsthandwerkerin, Modeentwerferin und Malerin
- Eugen August Tutter (1879–1937), österreichisch-deutscher Journalist
- Moriz Violin (1879–1956), austroamerikanischer Pianist, Komponist und Klavierlehrer
- Otto Wahle (1879–1963), Schwimmer
- Karl Weigl (1879–1982), Politiker
- Friedrich Andreas Willfort (1879–1956), Bauingenieur
- Wolfgang von Wurzbach (1879–1957), Romanist, Literaturwissenschaftler und Sammler

#### 1880

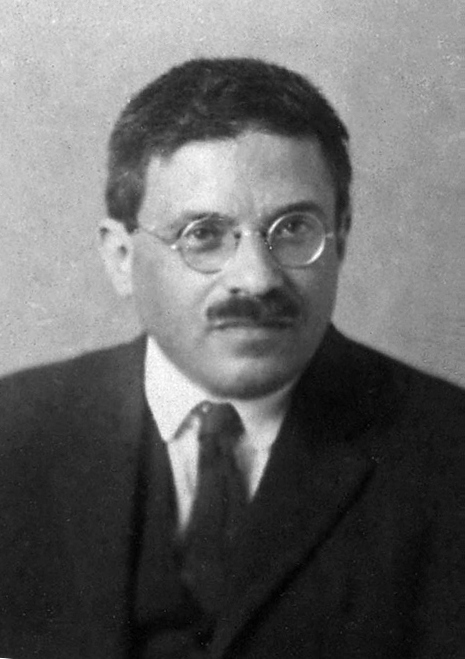
Paul Ehrenfest
(1880–1933)

- Hans Adler (1880–1957), Schriftsteller
- Franz Arens (1880–1946), Historiker, Kulturwissenschaftler und Übersetzer
- Maria Augustin (1880–1949), österreichisch-ungarische Malerin und Grafikerin
- Egon Berger-Waldenegg (1880–1960), Jurist, Politiker und Gutsbesitzer
- Rudolf Bernauer (1880–1953), Chanson-Autor, Operetten-Librettist und Theaterdirektor
- Hedwig Brecher-Eibuschitz (1880–1959), Malerin und Grafikerin
- Anton Breinl (1880–1944), australischer Tropenmediziner
- Ernst Theodor von Brücke (1880–1941), Arzt und Physiologe, Hochschullehrer
- Josef Bruckmüller (1880–1932), deutsch-österreichischer Kunstgewerbler
- Frances Deri (1880–1971), österreichisch-amerikanische Psychoanalytikerin
- Paul Ehrenfest (1880–1933), Physiker
- Mizzi Friese (1880–unbekannt), Theaterschauspielerin
- Tilla Durieux (eigentlich Ottilie Godeffroy, 1880–1971), deutsche Schauspielerin
- Erhard Hartung von Hartungen (III, 1880–1962), Arzt
- Johann Karl Hellmer (1880–1950), Kulturjournalist
- Paul Kammerer (1880–1926), Zoologe
- Viktor Kolassa (1880–1962), Politiker
- Victor Kraft (1880–1975), Wissenschaftstheoretiker, Philosoph und Generalstaatsbibliothekar
- Joe May, eigentlich Julius Otto Mandl (1880–1954), Filmregisseur und -produzent
- Alfred Mell (1880–1962), Historiker und Museumsdirektor
- Hans Moser (1880–1964), Schauspieler
- Richard Oswald (1880–1963), Filmregisseur und Drehbuchautor
- Wilhelm Peters (1880–1963), Psychologe und Hochschullehrer
- Robert Pollack, Geiger und Musikpädagoge
- Josef Resch (1880–1939), Politiker und Jurist
- Oswald Roux (1880–1961), Tier- und Landschaftsmaler, Radierer und Lithograph
- Else von Ruttersheim (1880–1962), Schauspielerin
- Theodor Scheidl (1880–1959), Sportler und Olympiateilnehmer, Opernsänger
- Irene Seidner (1880–1959), österreichisch-US-amerikanische Schauspielerin
- Viktor Seiller (1880–1969), Offizier, Militärattaché und Beamter im Bundeskanzleramt
- Gustav Siegel (1880–1970), Innenarchitekt und Möbeldesigner
- Eugen Gustav Steinhof (1880–1952), Architekt, Maler und Bildhauer
- Hans Tietze (1880–1954), Kunsthistoriker
- Arthur Trebitsch (1880–1927), Schriftsteller und Philosoph
- Else Volk-Friedland (1880–1953), Frauenärztin, Autorin und Herausgeberin sowie NS-Verfolgte
- Otto Weininger (1880–1903), Philosoph
- Rudolf Zu der Luth (1880–1961), Generalmajor und Geograph

### 1881–1890

#### 1881
- Kornel Abel (1881–1940), Offizier

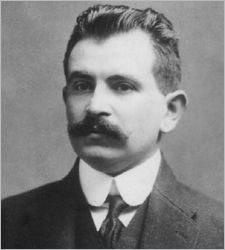
Otto Bauer
(1881–1938)

- Otto Bauer (1881–1938), Politiker, Sozialdemokrat
- Gertrud Bien (1881–1940), Kinderärztin
- Paul Eger (1881–1947), österreichisch-schweizerischer Schriftsteller, Regisseur und Intendant
- Ernst Epstein (1881–1938), Architekt
- Karl Figdor (1881–1957), Journalist und Schriftsteller
- Rudolf Frieß (1881–1965), deutscher Oberförster, Jäger und Fachautor
- Paul von Goldberger (1881–1942), Fußballspieler
- Anton Grath (1881–1956), Bildhauer und Medailleur
- Robert Hecht (1881–1938), Jurist und Spitzenbeamter zur Zeit Ständestaats
- Georg C. Horsetzky (1881–1954), Produktionsleiter beim deutschen und französischen Film
- Anton Kling (1881–1963), Maler
- Adele Kment (1881–1950), Schriftstellerin
- Otto Martin Julius Koenig (1881–1955), Pädagoge, Wissenschaftler und Schriftsteller
- Madame d’Ora (1881–1963), Fotografin
- Margarete Merores (1881–1959), britische Historikerin
- Rudolf Österreicher (1881–1966), Autor, Librettist und Biograf
- Gustav Pirchan (1881–1945), tschechoslowakischer Archivar, Mediävist und Historiker
- Hanns Sachs (1881–1947), Jurist, Psychoanalytiker, Mitarbeiter Sigmund Freuds
- Wolfgang Schultz (1881–1936), Philosoph, Schriftsteller und Hochschullehrer
- Otto Soyka (1881–1955), Schriftsteller
- Anton Tiller (1881–1967), Schauspieler, Rezitator und Theaterleiter
- Robert Weil (1881–1960), Autor und Kabarettist
- Anton Wildgans (1881–1932), Dramatiker und Lyriker
- Albert Winkler (1881–1945), Entomologe
- Stefan Zweig (1881–1942), Schriftsteller

#### 1882
- Marie Deutsch (1882–1969), tschechoslowakische Politikerin
- Karl Ehmann (1882–1967), Schauspieler
- Hans Erl (1882–1942), Opernsänger
- Felix Frankfurter (1882–1965), Jurist, Richter am Obersten Gerichtshof der Vereinigten Staaten
- Olga Hahn-Neurath (1882–1937), Mathematikerin und Philosophin
- Robert Häuser (1882–1927), Politiker, Abgeordneter zum Landtag von Niederösterreich
- Victor Hammer (1882–1967), Schriftdesigner, Maler, Bildhauer und Grafiker
- Jakob Hegner (1882–1962), Drucker, Verleger, Übersetzer
- Alois Hitler junior (1882–1956), Halbbruder von Adolf Hitler
- Heinrich Höfflinger (1882–1963), Offizier, Banker, Publizist und Genealoge
- Franz Horst (1882–1950), Maler
- Lili Hutterstrasser-Scheidl (1882–1942), Komponistin
- Alfred Karen (1882–1965), Opernsänger und Schauspieler
- Max Klein (1882–1957), Politiker, Mitglied des Österreichischen Bundesrates
- Melanie Klein (1882–1960), österreichisch-britische Psychoanalytikerin
- Otto König (1882–1932), Schriftsteller, Lyriker und Redakteur
- Robert Krasser (1882–1958), Pädagoge und Politiker
- Maximilian Lambertz (1882–1963), Albanaloge und Hochschullehrer
- Adolf Lantz (1882–1949), Theaterleiter, -regisseur und Drehbuchautor
- Otto Loeb (1882–1969), Rechtsgelehrter, Dichter und Soldat
- August von Loehr (1882–1965), Numismatiker und Geldhistoriker
- Egbert Mannlicher (1882–1973), Verfassungs- und Verwaltungsjurist
- Hubert Marischka (1882–1959), Regisseur und Drehbuchautor
- Fritzi Massary (1882–1969), österreichisch-US-amerikanische Sängerin und Schauspielerin
- Silvio Mohr (1882–1965), Architekt
- Otto Neurath (1882–1945), Philosoph, Soziologe und Ökonom
- Laura Polanyi Stricker (1882–1959), ungarisch-US-amerikanische Historikerin
- Felix Angelo Pollak (1882–1936), Architekt
- Edgar Richter (1882–1952), Opernsänger
- Grete Schmahl-Wolf (1882–1942), Journalistin und Schriftstellerin
- Franz Skaupy (1882–1969), österreichischer Physiker
- Alfred Stix (1882–1957), Kunsthistoriker und Museumsdirektor
- Karl Swoboda (1882–1933), Gewichtheber
- Otto Walter (1882–1965), Archäologe
- Rudolf Watzl (1882–1915), Ringer in der Leichtgewichtsklasse
- Martina Wied (1882–1957), Schriftstellerin
- Arnold Winkler (1882–1969), Historiker, Hochschullehrer
- Maria Zeiller-Uchatius (1882–1958), Malerin, Grafikerin, Kunstgewerblerin, Hochschullehrerin
- Friderike Maria Zweig, geborene Burger (1882–1971), Schriftstellerin, Journalistin und Lehrerin

#### 1883
- Otto Erich Deutsch (1883–1967), Musikwissenschaftler
- Benedikt Fred Dolbin, geborener Pollak (1883–1971), Pressezeichner
- Johann Eibel (1883–1966), Gewichtheber, Weltmeister
- Dagobert Frey (1883–1962), Kunsthistoriker
- Richard Gerstl (1883–1908), Maler
- Angela Hammitzsch (1883–1949), Halbschwester von Adolf Hitler
- Moritz Herrgesell (1883–1952), Möbeldesigner und Innenarchitekt
- Josef Karma (1883–1963), österreichisch-deutscher Schauspieler
- Karl Krist (1883–1941), Architekt
- Ernst Lichtblau (1883–1963), Architekt und Designer
- Lola Lorme (1883–1964), Journalistin, Literaturwissenschaftlerin, Dramatikerin und Übersetzerin
- Gertrud Löw (1883–1964), von Gustav Klimt porträtiert
- Hugo Mayer (1883–1930), Architekt
- Alexander Meißner (1883–1958), deutscher Physiker
- Editha Moser (1883–1969), Grafikerin
- Theophil Niemann (1883–1962), Architekt
- Rudolf Nilius (1883–1962), Dirigent und Komponist
- Klaus Pohl (1883–1958), Schauspieler
- Helmuth Pommer (1883–1967), evangelischer Theologe, Pfarrer und Volksliedsammler
- Karl Reichert (1883–1953), Optiker
- Wilhelm Matthäus Schmidt (1883–1936), Physiker, Meteorologe und Klimatologe
- Robert Schuloff (1883–1935), Chemiker
- Leopold Schulz (1883–1945), Architekt und Baumeister
- Ida Schwetz-Lehmann (1883–1971), Bildhauerin und Keramikerin
- Alma Sorell (1883–1966), Schauspielerin
- Rudolf Spielmann (1883–1942), Schachgroßmeister
- Johanna Staude (1883–1967), Sprachlehrerin, von Gustav Klimt porträtiert
- Hugo Suchomel (1883–1957), Jurist und Ministerialbeamter
- Erica Tietze-Conrat (1883–1958), österreichisch-US-amerikanische Kunsthistorikerin
- Anton Webern (1883–1945), Komponist und Dirigent

#### 1884
- Rudolf Buchfelder (1884–1967), Wasserballspieler
- Fritz Demmer (1884–1967), Chirurg
- Felix Deutsch (1884–1964), österreichisch-US-amerikanischer Mediziner, Pionier der Psychosomatik
- Paul Ebner (1884–1930), Filmproduzent
- Karl Ehn (1884–1959), Architekt (prominentester Vertreter des Wiener „Gemeindebaustils“)
- Gustav Entz (1884–1957), Theologe und Hochschullehrer
- Lotte Erol (1884–1961), Schauspielerin und Sängerin
- Pauline Feldmann (1884–1986), Gynäkologin
- Philipp Frank (1884–1966), Philosoph, Physiker und Mathematiker
- Mitzi Friedmann-Otten (1884–1955), Grafikerin und Kunstgewerblerin
- Rudolf Geyer (1884–1972), Grafikdesigner
- Ada Gomperz (1884–1954), US-amerikanisch-österreichische Innenarchitektin
- Alfred Grünwald (1884–1951), Operettenlibrettist
- Robert Haardt (1884–1962), Ingenieur und Privatgelehrter
- Else Heller (1884–1951), Theater- und Filmschauspielerin
- Fritz Hofbauer (1884–1968), Schauspieler und Hörspielsprecher
- Erich Hürden (1884–1969), Maler und Graphiker
- Frieda Konstantin (1884–1918), Malerin, Radiererin und Grafikerin
- Dietrich Kralik (1884–1959), Altgermanist
- Hugo Kreisler (1884–1929), Cellist
- Otto Lehmann (1884–1941), österreichisch-schweizerischer Geograph
- Ernst Liebenauer (1884–1970), Maler
- Mia May (1884–1980), Stummfilmschauspielerin
- Theodor Heinrich Mayer (1884–1949), Apotheker und Schriftsteller
- Johann Neubauer (1884–1971), Politiker (SDAP/SPÖ) und Lehrer
- Sophie Noske (1884–1958), Malerin, Grafikerin, Goldschmiedin und Emailleurin
- Alexander Pawlowitz (1884–1964), Porträt-, Landschafts- und Kriegsmaler
- Karl Pink (1884–1965), römisch-katholischer Priester, Pädagoge und Numismatiker
- Camillo Praschniker (1884–1949), Klassischer Archäologe
- Otto Rank, geboren als Otto Rosenfeld (1884–1939), Psychoanalytiker
- Josef Franz Riedl (1884–1965), Bildhauer und Maler
- Rosa Rosà, bürgerlich Edith von Haynau, verheiratete Arnaldi, (1884–1978), italienische Schriftstellerin und Künstlerin
- Karl Schartelmüller (1884–1947), Architekt
- Hans Hermann Schmid (1884–1963), Mediziner, Hochschullehrer und -rektor
- Eugenie Sendrey (1884–1955), amerikanische Sopranistin österreich-ungarischer Herkunft
- Lilly Steiner (1884–1961), Malerin und Grafikerin
- Adolf Stöckl (1884–1944), Architekt
- Erich V. Strohmer (1884–1962), Kunsthistoriker
- Andreas Thom (1884–1943), Schriftsteller
- Mizzi Vogl (1884–1968), Kunsthandwerkerin, Textilkünstlerin und Fachklassenleiterin
- Moriz Weinzierl (1884–1955), Jurist und Ministerialbeamter
- Josef Carl Wirth (1884–1959), Journalist, Leiter Pressedienst des Bundeskanzleramtes
- Leopold Zechner (1884–1968), Politiker

#### 1885
- Leo Abl (1885–1961), deutscher Landwirtschaftswissenschaftler und Hochschullehrer
- Alban Berg (1885–1935), Komponist der sogenannten Zweiten Wiener Schule
- Helene Berg, geborene Nahowski (1885–1976), Sängerin, Ehefrau von Alban Berg
- Edmund Bernhardt (1885–1976), österreichisch-britischer Sportler
- Felix Braun (1885–1973), Schriftsteller, Dichter und Dramatiker
- Franz Theodor Csokor (1885–1969), Schriftsteller und Dramatiker
- Robert Danneberg (1885–1942), Jurist und Politiker, Opfer des Nationalsozialismus
- Gertrude Dengg (1885–1953), Bildhauerin und Keramikerin
- Wilhelm Doskar (1885–1967), Bankdirektor und Politiker
- Rudolf Eger (1885–1965), Schriftsteller und Regisseur
- Ludwig Flamm (1885–1964), Physiker, Hochschullehrer und -rektor
- Josef Frank (1885–1967), Architekt
- Paul Frank (1885–1976), Schriftsteller und Drehbuchautor
- Raimund Fürst (1885–1968), Fossiliensammler
- Karl Grune (1885–1962), Filmregisseur
- Carl Günther (1885–1951), Schauspieler
- Emmy Heim (1885–1954), Sängerin und Musikpädagogin
- Alexander Hornig (1885–1947), Komponist und Pianist
- Heinz Lang (1885–1904), Kaffeehauslierat, literarisches Vorbild für Arthur Schnitzlers Drama Das Wort
- Ernst Latzko (1885–1957), zweiter Kapellmeister am Hoftheater Weimar
- Max Oppenheimer (1885–1954), Maler
- Otto Polak-Hellwig (1885–1958), Architekt
- Friedrich Rosenthal (1885–1942), Regisseur und Dramaturg
- Colin Ross (1885–1945), Journalist und Reiseschriftsteller
- Marianne Saxl-Deutsch (1885–1942), Malerin und Grafikerin, Opfer des Nationalsozialismus
- Walter Schmidt (1885–1945), Geologe, Petrograph und Mineraloge
- Lene Schneider-Kainer (1885–1971), Malerin und Illustratorin
- Erwin Stein (1885–1958), Komponist, Dirigent und Musiktheoretiker
- Walter Steinhauser (1885–1980), Germanist und Hochschullehrer
- Erich von Stroheim (1885–1957), österreichisch-US-amerikanischer Regisseur und Schauspieler
- Hans Strohofer (1885–1961), Maler und Grafiker
- Arthur Ullmann (1885–1958), Schauspieler und Regisseur
- Berthold Viertel (1885–1953), Regisseur und Schriftsteller
- Leopold Walk (1885–1949), Ethnologe
- Erwin Weill (1885–1942), Schriftsteller, Opfer des Nationalsozialismus
- Franz Xaver Weiss (1885–1956), österreichisch-tschechoslowakischer Wirtschaftswissenschaftler
- Egon Wellesz (1885–1974), österreichisch-britischer Komponist und Musikwissenschaftler
- Alfred Winterstein (1885–1958), Psychoanalytiker
- Karl Wisoko-Meytsky (1885–1965), österreichischer Beamter und Verwaltungsjurist

#### 1886

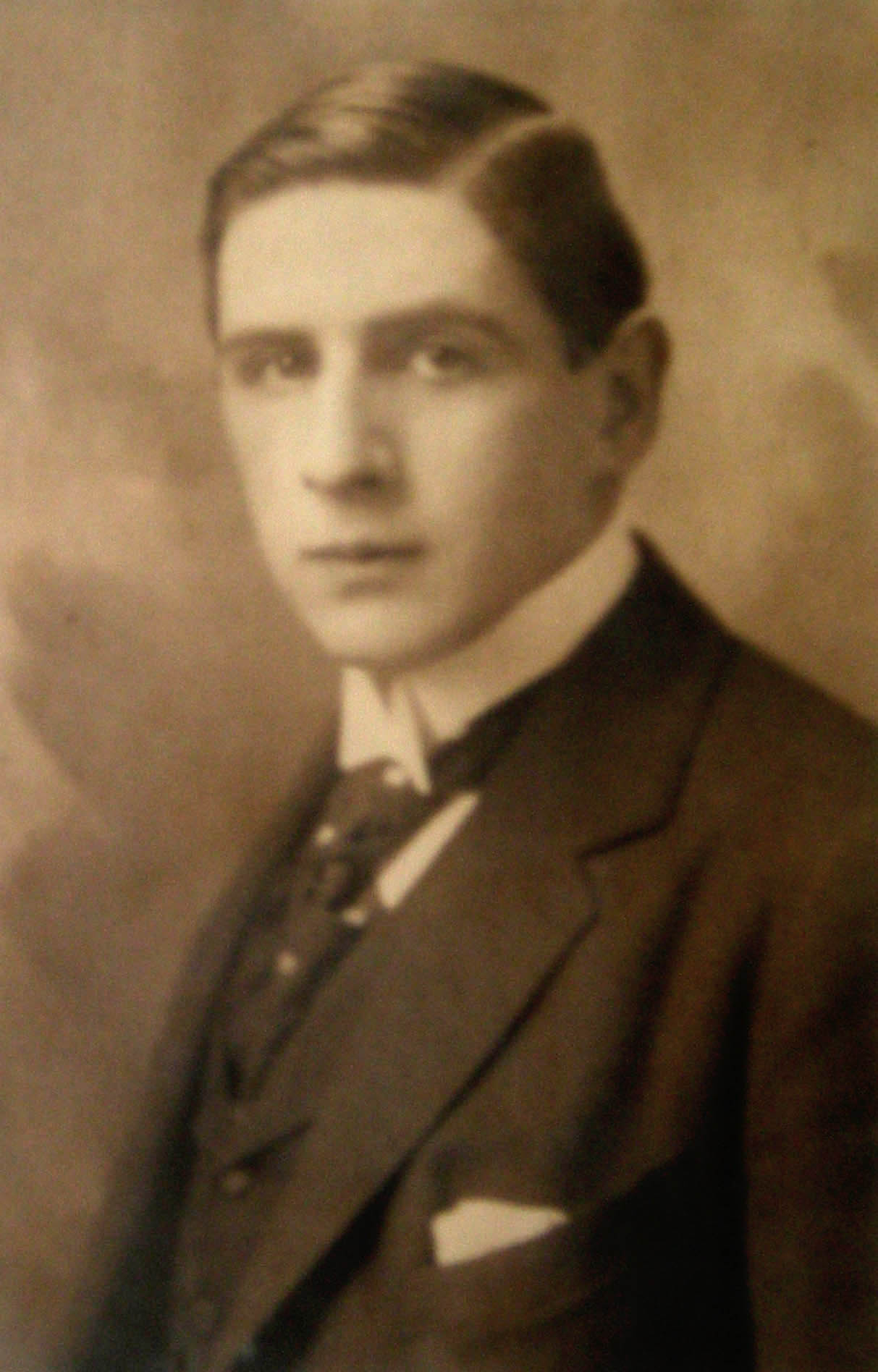
Hermann Broch
(1886–1951)

- Heinrich Benedikt (1886–1981), Jurist und Historiker
- Hermann Broch (1886–1951), Schriftsteller
- Hans Demel (1886–1951), Ägyptologe
- Albert Ehrenstein (1886–1950), Lyriker und Erzähler
- Alfons Erle (1886–1939), Offizier und SA-Funktionär
- Franz Felix (1886–1963), Opernsänger, Theaterregisseur und -leiter
- Emil Fey (1886–1938), Politiker der Ersten Republik von Österreich
- Hans Folnesics (1886–1922), Kunsthistoriker
- Ernst Ludwig Franke (1886–1948), Maler, Plakatkünstler und Werbegraphiker
- Paul Theodore Frankl (1886–1958), österreichisch-amerikanischer Architekt, Innenarchitekt, Möbeldesigner, Autor und Galerist
- Karl von Frisch (1886–1982), Biologe, Zoologe, Nobelpreisträger
- Lili Frohlich-Bume (1886–1981), Kunsthistorikerin, Kunsthändlerin und Kunstkritikerin
- Maxim Galitzenstein (1886–1932), Filmproduzent
- Raoul Hausmann (1886–1971), österreichisch-deutscher Künstler des Dadaismus
- Rudolf Haybach (1886–1983), Verleger, Ingenieur, Theaterleiter, Maler und Schriftsteller
- Gabriele Herz (1886–1957), Lehrerin und Autobiografin
- Friedrich Heydenau, Geburtsname Oppenheimer (1886–1960), Schriftsteller
- Josef Hofbauer (1886–1948), Journalist und Schriftsteller
- Artur Hohenberg (1886–1938), Filmproduzent
- Oskar Icha (1886–1945), Bildhauer
- Fides Karny (1886–1934), Malerin
- Rudolf Kramer (1886–unbek.), Radsportler
- Erwin Lang (1886–1962), Maler und Grafiker
- Henry Lehrman (1886–1946), Stummfilmschauspieler, -regisseur und -produzent
- Ella Margold (1886–1961), Textilkünstlerin
- Hans May (1886–1958), Komponist
- Joe May (1880–1954), Regisseur und Produzent
- Gustav Meyrink (1868–1932), Schriftsteller und Übersetzer
- Ernst Molden (1886–1953), Journalist, Historiker und Diplomat
- Ferdinand Molzer der Jüngere (1886–1970), Drehorgelbauer und Orgelbauer
- Paul Morgan (1886–1938), Schauspieler und Komiker
- Karl Polanyi (1886–1964), ungarischer Wirtschaftswissenschaftler und Wirtschaftstheoretiker
- Kurt Rathe (1886–1952), Kunsthistoriker
- Karl Sachs (1886–1980), Schweizer Elektroingenieur
- Alexander Scherban (1886–1964), Maler
- Franz Xaver Setzer (1886–1939), Fotograf
- Georg von Seybel (1886–1924), Schriftsteller
- Josef Luitpold Stern (1886–1966), Dichter und Bildungsfunktionär der Arbeiterbewegung
- Josef Wagner (1886–?), Wasserballspieler
- Adolf Warchalowski (1886–1928), Luftfahrtpionier und Industrieller
- Pepi Weixlgärtner (1886–1981), Bildhauerin und Grafikerin

#### 1887
- Willy Bardas (1887–1924), Pianist und Musikpädagoge
- Josef Böhm (1887–1954), deutscher Politiker (SPD)
- Ernst Deutsch-Dryden (1887–1938), Kostümbildner und Gebrauchsgrafiker
- Alice Ehlers, geborene Pulay (1887–1981), österreichisch-US-amerikanische Cembalistin und Musikpädagogin
- Fritz Eichler (1887–1971), klassischer Archäologe
- Anton Faistauer (1887–1930), Maler
- Karl Falkenberg (1887–1936), Schauspieler
- Albert Paris Gütersloh (1887–1973), Maler und Schriftsteller
- Maria Jeritza (1887–1982), Opernsängerin
- Paul Klemperer (1887–1964), US-amerikanischer Pathologe
- Fritz Krenn (1887–1963), Opernsänger
- Gabriele Lagus-Möschl (1887–1961), österreichisch-amerikanische Malerin, Grafikerin und Kunstgewerblerin
- Auguste Lazar (1887–1970), Schriftstellerin
- Erich Franz Leischner (1887–1970), Architekt
- Hermann L’Estocq (1887–1940), Verwaltungsjurist
- Egon Lustgarten (1887–1961), Dirigent und Komponist
- Georg Mannheimer (1887–1942), österreichisch-tschechoslowakischer Journalist und Schriftsteller
- Otto Mayr (1887–1977), Rechtsanwalt und Mäzen
- Robert Merz (1887–1914), Fußball-Nationalspieler
- Herbert Müller-Guttenbrunn (1887–1945), Publizist, Schriftsteller und Satiriker
- Robert Müller (1887–1924), Schriftsteller, Journalist und Verleger
- Fritz Paneth (1887–1958), deutsch-österreichischer Chemiker
- Bernhard Paumgartner (1887–1971), Musiker
- Konstantin Peller (1887–1969), Architekt
- Hans Pernter (1887–1951), Beamter und Politiker
- Hans Prager (1887–1940), Autor, Philosoph und Literaturwissenschaftler
- Paula Preradović (1887–1951), Lyrikerin und Schriftstellerin
- Johann Reif (1887–1949), Pädagoge und Politiker (SPÖ)
- Wilhelm Heinrich Schab (1887–1975), austroamerikanischer Buchantiquar und Kunsthändler
- Walter Schachtitz (1887–1979), Wasserballspieler
- Rudolph Michael Schindler (1887–1953), österreichisch-amerikanischer Architekt
- Max Schneider (1887–nach 1939), Fotograf und Kunstmaler
- Erwin Schrödinger (1887–1961), Physiker und Nobelpreisträger
- Paul Schwarz (1887–1980), Kammersänger, Conférencier und Rundfunkmitarbeiter
- Johann Seits (1887–1967), Maler
- René A. Spitz (1887–1974), Psychoanalytiker
- Otto Hellmuth Stowasser (1887–1934), Mediävist und Archivar
- Ernst Toch (1887–1964), deutsch-österreichischer Komponist
- Ludwig Ullmann (1887–1959), austroamerikanischer Journalist
- Franz Wallack (1887–1966), Planer und Techniker
- Armand Weiser (1887–1933), Architekt und Fachschriftsteller
- Paul Wittgenstein (1887–1961), US-amerikanischer Pianist österreichischer Herkunft

#### 1888

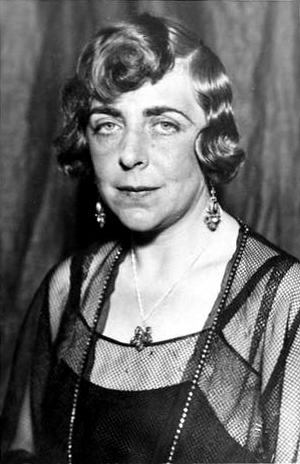
Vicki Baum
(1888–1960)

- Vicki Baum (1888–1960), Harfenistin und Schriftstellerin
- Vera Bern (1888–1967), Schriftstellerin
- Helene Bernatzik (1888–1967), Textilkünstlerin und Kunsthandwerkerin
- August Blaha (1888–1961), Fußballspieler
- Käthe Braun-Prager (1888–1967), Schriftstellerin und Malerin
- Hans Karl Breslauer (1888–1965), Schauspieler, Filmregisseur, Drehbuchautor und Schriftsteller
- Louise Demuth (1888–1939), Sängerin und Komponistin
- Hedwig Denk (1888 – nach 1927), Kunsthandwerkerin, Textilkünstlerin und Grafikerin
- Oskar Dietrich (1888–1978), Komponist und Lyriker
- Viktor Ebenstein (1888–1968), Pianist und Musikpädagoge
- Anton Filkuka (1888–1957), Maler
- Hedwig Fischer-Hofmann (1888–1983), Dermatologin, Frauenrechtlerin und NS-Verfolgte
- Otto Hahn (1888–1946), sozialdemokratischer Politiker der deutschen Minderheit in der Tschechoslowakei
- Melitta Heim (1888–1950), Opernsängerin
- Stefan Hofer (1888–1959), Romanist und Hochschullehrer
- Ella Iranyi (1888–1942), Grafikerin und Malerin
- Paul Irrl (1888–1961), Fußballspieler
- Hans Jiricek (1888–1959), Politiker
- Karl Knapp (1888–1944), Politiker, Opfer des Nationalsozialismus
- Hermann Leopoldi (1888–1959), Komponist, Kabarettist und Klavierhumorist
- Emanuel List (1888–1967), Opernsänger
- Alfred Macalik (1888–1979), österreichisch-rumänischer Landschaftsmaler, Graphiker, Bildhauer und Komponist
- Hans Maurer (1888–1976), Journalist und Politiker
- Adolf Miesz (1888–1955), Fußballschiedsrichter
- Johann Müller (1888–1964), Textilarbeiter und Politiker, Abgeordneter zum Landtag von Niederösterreich
- Hans Neumann (1888–1960), Grafiker
- Eugen Paunel (1888–1966), Bibliothekar
- Walther Penck (1888–1923), deutscher Geomorphologe und Geologe
- Theodor Reik (1888–1969), österreichisch-US-amerikanischer Psychoanalytiker
- Annie Rosar (1888–1963), Schauspielerin
- Hans Schachinger (1888–1952), Porträt- und Genremaler
- Heinrich Schmid (1888–1968), Diplomat, Botschafter
- Dionys Schönecker (1888–1938), österreichischer Fußballspieler, Trainer und Funktionär
- Friedrich Schorr (1888–1953), Opernsänger
- Edwin Schuster (1888–1942), Politiker und Widerstandskämpfer
- Hanns Schwarz (1888–1945), Filmregisseur
- Marianne Stein (1888–nach August 1944), Anatomin und Sozialmedizinerin
- Max Steiner (1888–1971), österreichisch-US-amerikanischer Komponist
- Gustav Stolper (1888–1947), Nationalökonom, Wirtschaftsjournalist und Politiker
- Benjamin Strasser (1888–1955), Maler und Grafiker
- Leopold Thaller (1888–1971), Politiker
- Hans Thirring (1888–1976), Physiker und Politiker (SPÖ)
- Hans Rudolf Waldburg (1888–1952), österreichisch-deutscher Opernsänger, Schauspieler und Opernregisseur
- Friedrich Wild (1888–1966), Anglist

#### 1889
- Hermann Buchfelder (1889–1969), Wasserballspieler
- Ernst Heinrich Buschbeck (1889–1963), Kunsthistoriker
- Anton Cargnelli (1889–1974), Fußballspieler und -trainer
- Willy Eisenschitz (1889–1974), österreichisch-französischer Landschafts- und Porträtmaler sowie Illustrator
- Erna Clara von Engel-Baiersdorf (1889–1970), Malerin, Bildhauerin
- Friedrich Fehér (1889–1950), Schauspieler und Filmregisseur
- Hermann Felsner (1889–1977), Fußballtrainer
- Otto Forst de Battaglia (1889–1965), Historiker und Literaturkritiker
- Oskar Maurus Fontana (1889–1969), Erzähler, Dramatiker, Lyriker, Theaterkritiker und Journalist
- Otto Friedländer (1889–1963), Schriftsteller und Pazifist
- Anton Frisch (1889–1963), Hochschullehrer und Politiker
- Heinrich Glück (1889–1930), Kunsthistoriker
- Erik Jan Hanussen (1889–1933), Pseudonym des deutsch-österreichischen Hellsehers Hermann Steinschneider
- Tom Held (1889–1962), Filmeditor, zweifach für den Oscar nominiert
- Adolf Hitler (1889–1945), Kontakt mit pseudowissenschaftlichen und neureligiösen Schriften des Rassenideologen und Antisemiten Jörg Lanz von Liebenfels
- Elise Hofmann (1889–1955), Paläobotanikerin und Hochschullehrerin
- Albert Janesch (1889–1973), Porträt- und Genremaler
- Mercédès Jellinek (1889–1929), Tochter des österreichisch-ungarischen Diplomaten und Autohändlers Emil Jellinek
- Marta Karlweis (1889–1965), Schriftstellerin
- Georg Kotek (1889–1977), Volksmusikkundler
- Alexander Krüzner (1889–1954), Politiker
- Jenny Liese (1889–1971), Operettensängerin und Schauspielerin
- Frederick Mors, geboren als Carl Menarik (1889–nach 1916), Serienmörder
- Ludwig Münz (1889–1957), Kunsthistoriker
- Heinrich Oppenheim (1889–1941), Fußballspieler und -trainer
- Adolf Riebe (1889–1966), Fußballspieler und -trainer
- Franz Roubal (1889–1967), Landschafts- und Tiermaler sowie Bildhauer
- Leopold Sailer (1889–1944), Archivar
- Wilhelm Schich (1889–1940), Schauspieler und Theaterregisseur
- Hedwig Schmidl (1889–1965), Künstlerin
- Karl Schubert (1889–1949), Heilpädagoge und Waldorfpädagoge
- Otto Schulhof (1889–1958), Konzertpianist, Komponist und Hochschullehrer
- Fritz Schwarz-Waldegg (1889–1942), Maler
- Leonore Schwarz-Neumaier (1889–1942), Opernsängerin
- Louise Sommer (1889–1964), Wirtschaftswissenschaftlerin
- Gustav Steinbauer (1889–1961), Jurist
- Helene Thimig (1889–1974), Schauspielerin
- Josef Thorak (1889–1952), österreichisch-deutscher Bildhauer
- Camillo Wiethe (1889–1949), Hals-Nasen-Ohren-Arzt
- Ludwig Wittgenstein (1889–1951), Philosoph

#### 1890
- Arthur Baar (1890–1984), österreichisch-israelischer Fußballmanager
- Marie Buckwitz (1890–1951), Chemikerin und Sprachpädagogin
- Lilly Charlemont (1890–1981), Malerin
- Leopold Dirtl (1890–1948), österreichischer Motorradrennfahrer
- Tilly Feiner (1890–1942), Sängerin, Bühnen- und Filmschauspielerin
- Hans Gál (1890–1987), Komponist und Musikwissenschaftler
- Emil Gelny (1890–1961), Euthanasiearzt in den niederösterreichischen Heil- und Pflegeanstalten Gugging und Mauer-Öhling
- Berthold Hirsch (1890–1941), Verlagsbuchhändler
- Dora Sophie Kellner (1890–1964), Journalistin, Schriftstellerin und Übersetzerin
- Gerhard Kirsch (1890–1956), Geo- und Kernphysiker
- Erich Kleiber (1890–1956), Dirigent
- Anton Kuh (1890–1941), Journalist, Schriftsteller und Vortragskünstler
- Fritz Lang (1890–1976), Filmregisseur
- Karl Leiter (1890–1957), Filmregisseur und -dramaturg, Drehbuchautor und Schauspieler
- Josef Lense (1890–1985), Mathematiker
- Karl Maisel (1890–1982), Gewerkschafter und Politiker
- Adolf Julius Merkl (1890–1970), Staats- und Verwaltungsrechtler
- Anitta Müller-Cohen (1890–1962), Sozialarbeiterin, Politikerin und Journalistin
- Hans Pfann (1890–1973), Architekt
- Károly Rémi (1890–1914), ungarischer Wasserballspieler
- Hans Roth (1890–?), deutscher Turner
- Fritz Saxl (1890–1948), Kunsthistoriker
- Franz Josef Scheidl (1890–1971), Jurist und Autor
- Ernst Steffan, geboren als Ernst Steiner (1890–1967), Komponist, Librettist und Dirigent
- Toni Stolper (1890–1988), Wirtschaftswissenschaftlerin und Journalistin
- Wilhelm Thiele (1890–1975), österreichisch-US-amerikanischer Filmregisseur und Drehbuchautor
- Hermann Thimig (1890–1982), Schauspieler
- Viktor Tischler (1890–1951), Porträt- und Landschaftsmaler
- Alfred Weiss (1890–1974), Unternehmer, Kunstsammler und Förderer der Kultur
- Heinz Werner (1890–1964), österreichisch-jüdischer Psychologe
- Arthur Winkler-Hermaden (1890–1963), Geologe und Hochschullehrer
- Leopold Zahn (1890–1970), Schriftsteller und Kunsthistoriker
- Katharina Zirner (1890–1927), Malerin und Graphikerin
- Emmy Zweybrück (1890–1956), österreichisch-amerikanische Grafikerin, Kunstpädagogin, Textil- und Modedesignerin

### 1891–1900

#### 1891
- Solomon Birnbaum (1891–1989), jiddischer und hebräischer Sprachwissenschaftler und Kunsthistoriker
- Auguste Flach (1891–1972), Psychologin
- Friedrich von Franek (1891–1976), Generalleutnant im Zweiten Weltkrieg
- Richard Freund (1891–1974), Politiker, Gewerkschaftsfunktionär
- George Froeschel (1891–1979), Schriftsteller und Drehbuchautor
- Walter Fuchs (1891–1957), Chemiker
- Karl Egon V. zu Fürstenberg (1891–1973), Chef des Hauses Fürstenberg
- Ferdinand Geißlinger (1891–1969), Bundesbahnbeamter und Politiker
- Rudolf Geyer (1891–1958), Wirtschaftshistoriker, Archivar und Direktor
- Adolf Härtel (1891–1949), Maschinenbau-Ingenieur, Hochschullehrer und nationalsozialistischer Wissenschaftsfunktionär
- Leopold Hainisch (1891–1979), Schauspieler, Opernsänger und Regisseur
- Oskar Halecki (1891–1973), polnischer Historiker
- Stéphanie zu Hohenlohe-Waldenburg-Schillingsfürst (1891–1972), Spionin im Dienste Deutschlands mit ungarischer Staatsangehörigkeit
- Fritz Imhoff (1891–1961), Schauspieler und Sänger
- Paul Kaspar (1891–1953), Maler
- Emil Kaufmann (1891–1953), Kunst- und Architekturhistoriker
- Josefa Kellner (1891–1965), Schwimmerin
- Karl Krisch (1891–1959), Gewerkschafter und Politiker
- Leopold Krauss-Elka (1891–1964), Komponist
- Simon Kronberg (1891–1947), Schriftsteller
- Dina Kuhn (1891–1963), Keramikerin
- Lilith Lang, verheiratete von Förster (1891–1952), Künstlerin, Modell Oskar Kokoschkas
- Paula Lustig (1891–1983), Kunsthandwerkerin und Textilkünstlerin
- Paula Maly (1891–1974), Malerin und Grafikerin
- Paul Hermann Meixner (1891–1950), Marineoffizier und Jurist
- Anna Muzik (1891–1943), Metallarbeiterin und Widerstandskämpferin
- Otto Neumann (1891–1956), Barbetreiber und Unterhaltungssänger
- Marianne Pollak, geborene Springer (1891–1963), Politikerin, Nationalrätin
- Alexander Popovich (1891–1952), Fußballspieler und -trainer
- Albertina Rasch (1891–1967), eingebürgerte amerikanische Tänzerin, Kompaniechefin und Choreografin
- Leo Reuss (1891–1946), Schauspieler und Regisseur
- Theodor Schmidt (1891–1973), Sportfunktionär
- Franz Schuh (1891–1936), Schwimmer
- Susi Singer (1891–1955), Keramikerin
- Walter Johannes Stein (1891–1957), Anthroposoph, Waldorflehrer, Heilpraktiker und Autor
- Gisela Weiss (1891–1975), Astronomin
- Karl Wiener (1891–1942), Komponist, Dirigent, Pianist und Musikschriftsteller
- Alexander Wienerberger (1891–1955), Chemieingenieur und Fotograf des Holodomor
- Edgar Zilsel (1891–1944), Philosoph

#### 1892
- Franziska Appel, geborene Rind (1892–1943), Schneiderin und Widerstandskämpferin, Opfer des Nationalsozialismus
- Karl Appel (1892–1967), Politiker
- Ernst Arnold (1892–1962), Komponist, Texter und Sänger von Wienerliedern
- Jacques Bachrach (1892–1954), Drehbuchautor
- Ernst Bachrich (1892–1942), Komponist, Klavierbegleiter und Dirigent
- Artur Berger (1892–1981), Filmarchitekt und Szenenbildner
- Ferdinand Birnbaum (1892–1947), Pädagoge und Psychologe
- Gustav Blenk (1892–1977), Bibliothekar, Historiker und Gewerkschafter
- Joseph Braunstein (1892–1996), Musiker, Schriftsteller und Bergsteiger
- Max Deutsch (1892–1982), französischer Komponist, Dirigent und Musikpädagoge
- Otto Hild Ehrlich (1892–1979), austroamerikanischer Wirtschaftswissenschaftler
- Julius Endlweber (1892–1947), Landschafts- und Vedutenmaler
- Maria Fein (1892–1965), Schauspielerin und Theaterregisseurin
- Jacques Hannak (1892–1973), Publizist und Journalist
- Paul Hatvani (1892–1975), Schriftsteller, Chemiker und Übersetzer
- Heinrich Herglotz (1892–1953), Politiker und Bankier
- Ignaz Hochhäusler (1892–1983), Fotograf
- Richard Hoffmann (1892–1961), Literaturübersetzer, Schriftsteller und Kulturredakteur
- Ludwig Kapeller (1892–1967), Rundfunkjournalist, Zeitschriftenchefredakteur und Schriftsteller
- Bohuslav Kokoschka (1892–1976), Maler, Grafiker und Schriftsteller
- Maxim Kopf (1892–1958), tschechischer Maler und Bildhauer
- Fritz Kortner (1892–1970), deutscher Schauspieler und Theaterregisseur
- Othmar Kühn (1892–1969), Geologe, Paläontologe und Hochschullehrer
- Ernst Lauda (1892–1963), Internist und Hochschullehrer
- Katharina Leipelt (1892–1943), Chemikerin und Mitglied der Weißen Rose Hamburg
- Fritzi Löw (1892–1975), Illustratorin, Designerin, Grafikerin und Mitarbeiterin der Wiener Werkstätte
- Maria Mayen, verheiratete Reimers, (1892–1978), Kammerschauspielerin
- Gustav Aurel Mindszenty (1892–1965), Filmschaffender
- Vilma Mönckeberg-Kollmar, geborene Pratl (1892–1985), Literaturwissenschaftlerin, Sprachpädagogin und Rezitatorin
- Otto Muck (1892–1956), Techniker, Erfinder und Wissenschaftler, Atlantis-Forscher
- Elisabeth Muhr-Jordan (1892–1971), Lehrerin und Politikerin
- Roderich Müller-Guttenbrunn (1892–1956), Schriftsteller
- Friedl Münzer (1892–1967), Schauspielerin
- Paul Pella (1892–1965), Kapellmeister, Dirigent und Musikdirektor
- Erwin H. Rainalter (1892–1960), Journalist und Schriftsteller
- Franz Schuster (1892–1972), Architekt und Möbeldesigner
- Franz Sedlacek (1892–1933), Fußballspieler und -trainer
- Franziska Seidl geb. Vicari (1892–1983), Physikerin
- Arthur Stadler (1892–1937), Grafiker und Sänger
- Paul Ludwig Stein (1892–1951), Schauspieler und Filmregisseur
- Roland Strasser (1892–1974), Maler und Grafiker
- Walther Tritsch (1892–1961), Schriftsteller, Übersetzer und Historiker
- Anton Velim (1892–1954), Maler
- Josef Weinheber (1892–1945), Lyriker, Erzähler und Essayist
- Franz Winterer (1892–1971), Politiker und Unterstaatssekretär

#### 1893
- Anna Helene Askanasy (1893–1970), österreichisch-kanadische Schriftstellerin, Feministin und Friedensaktivistin
- Karl Ausch (1893–1976), Nationalökonom, Journalist und Funktionär der SDAP bzw. SPÖ
- Menachem Birnbaum (1893–≈1944), jüdischer Buchkünstler, Porträtzeichner und Illustrator
- Siegmund Bosel (1893–1942), Großkaufmann, Bankier und Börsenspekulant
- Ernst Egli (1893–1974), Architekt und Stadtplaner
- Ferdinand Eypeltauer (1893–1979), Jurist
- Karl Farkas (1893–1971), Schauspieler und Kabarettist
- Fritz Flandrak (1893–1945), Rechtsanwalt und Schriftsteller
- Karl Borromäus Frank (1893–1969), Publizist
- Otto Fuchs (1893–1968), Fußball-Nationalspieler
- Hilda Geiringer (1893–1973), Mathematikerin
- Ernst Grünfeld (1893–1962), Schachgroßmeister
- Rudolf Hafner (1893–1951), Maler und Bühnenbildner
- Franz Hančar (1893–1968), Prähistoriker
- Stella Hay, bürgerlich Stella Ehrlich (1893–1943), Schauspielerin
- Fritz Heller (1893–1966), Schauspieler und Kabarettist
- Karl Hoffmann (1893–1972), Maler
- Karl Höfler (1893–1973), Botaniker, Pflanzenphysiologe und Hochschullehrer
- Gina Kaus (1893–1985), Schriftstellerin, Übersetzerin und Drehbuchautorin
- Edith Klemperer (1893 oder 1898–1987), österreichisch-US-amerikanische Medizinerin
- Heinrich Körner, ursprünglich Heinrich Krczal (1893–1961), Fußballspieler und -trainer
- Clemens Krauss (1893–1954), Dirigent
- Sascha Kronburg (1893–1985), Malerin, Grafikerin und Illustratorin
- Gerda Laski (1893–1928), Physikerin
- Ernst Marischka (1893–1963), Regisseur
- Theo Matejko (1893–1946), Pressezeichner und Illustrator
- Richard Maux (1893–1971), Komponist
- Karl M. May, geboren als Karl Michael Mayer  (1893–1943), Komponist
- Paul Amadeus Pisk (1893–1990), österreichisch-US-amerikanischer Musikwissenschaftler und Komponist
- Oscar Pollak (1893–1963), Journalist
- Felice Rix-Ueno (1893–1967), Malerin, Grafikerin und Textilkünstlerin
- Ernst Römer (1893–1974), österreichisch-mexikanischer Dirigent, Musikpädagoge und Komponist
- Josef Rufer (1893–1985), deutscher Musikwissenschaftler und Publizist
- Ignaz Schlosser (1893–1971), Kunsthistoriker
- Mela Spira (1893–1967), Schauspielerin und Schriftstellerin
- Leopold Stein (1893–1969), Logopäde und Psychiater
- Carl Stephenson (1893–20. Jahrhundert), österreichisch-deutscher Autor und Verleger
- Georgine Tangl (1893–1972), Historikerin
- Marcel Tyberg (1893–1944), Komponist
- Karl Weissenberg (1893–1976), Physiker und einer der ersten Rheologen
- Darija Wikonska (1893–1945), österreichisch-sowjetisch-ukrainische Schriftstellerin und Übersetzerin

#### 1894
- Ernst Angel (1894–1986), Dichter, Schriftsteller, Verleger, Filmschaffender, Psychologe
- Frank Arnau (1894–1976), schweizerisch-deutscher Schriftsteller
- Lilian Belmont (1894–1972), Schauspielerin und Schriftstellerin
- Alfred Fredl Berger (1894–1966), Eiskunstläufer, Olympiasieger und Weltmeister
- Fritzi Berger (1894–1967 oder 1968), Gebrauchsgrafikerin und Modedesignerin
- Uriel Birnbaum (1894–1956), jüdischer Maler, Karikaturist, Schriftsteller und Dichter
- Marietta Blau (1894–1970), Physikerin
- Jella Braun-Fernwald (1894–1965), Opern- und Konzertsängerin
- Oswald Dutch, eigentlich Otto Erich Deutsch (1894–1983), österreichisch-britischer Journalist und Schriftsteller
- Edgar Fried (1894–1987), Sportfunktionär
- Josef Haist (1894–1950), Fußballspieler und -trainer
- Heinz Hartmann (1894–1970), Psychiater und Psychoanalytiker
- Carl Hofer (1894–1954), Filmproduktionsleiter, Produzent und Herstellungsleiter
- Hans Kmoch (1894–1973), Schachspieler
- Gustav Krist (1894–1937), Reiseschriftsteller
- Helene Lahr, verheiratete Birti-Lavarone (1894–1958), Schriftstellerin und Übersetzerin
- Wilhelm Marinelli (1894–1973), Zoologe, Anatom und Volksbildner
- Erich August Mayer (1894–1945), Schriftsteller
- Wilhelmine Moik (1894–1970), Politikerin
- Fritz Obrutschka (1894–1956), Politiker und Hotelier
- Roland Paris (1894–1945), deutscher Karikaturist, Maler und Bildhauer des Art déco
- Anton Piëch (1894–1952), Rechtsanwalt und Wirtschaftsmanager
- Max Pistorius (1894–1960), Maler
- Richard Raphael Pokorny (1894–1978), österreichisch-israelischer Graphologe
- Maria Potesil (1894–1984), Pflegemutter und als Gerechte unter den Völkern ausgezeichnet
- Lili Réthi (1894–1969), österreichisch-amerikanische Malerin und Grafikerin
- Otto Rössler (1894–unbekannt), nationalsozialistischer Kreisleiter im Kreis Scheibbs
- Hans Schima (1894–1979), Jurist
- Hermann Ritter von Schmeidel (1894–1953), Dirigent, Komponist und Musikpädagoge
- Leo Schidrowitz (1894–1956), Journalist und Verleger
- Rudolf Schmidt (1894–1955), Unternehmer und Erfinder
- Rudolf Schmidt (1894–1980), Bildhauer, Medailleur und Kunsthistoriker
- Wilhelm Schwediauer (1894–1976), Direktor der Landwirtschaftskrankenkasse und Politiker
- Irma Silzer (1894–nach 1965), Übersetzerin
- Karl Maria Stepan (1894–1972), Politiker
- Josef von Sternberg (1894–1969), österreichisch-amerikanischer Regisseur
- Josephine Sticker (1894–1960), Schwimmerin
- Alfred Strauß (1894–1966), österreichisch-amerikanischer Sänger und Gesangspädagoge
- Josef Tichy (1894–1973), Übersetzer
- William Wernigk (1894–1973), Opernsänger

#### 1895
- Helene Adolf (1895–1998), österreichisch-amerikanische Literaturwissenschaftlerin und Linguistin
- Jakob Baxa (1895–1979), Soziologe, Kulturhistoriker, Literaturhistoriker und Dichter
- Sybille Binder (1895–1962), Schauspielerin
- Elisabeth Bormann (1895–1986), Physikerin
- Klara Bornett (1895–1939), Wasserspringerin
- Arnolt Bronnen (1895–1959), Schriftsteller, Theaterautor und Regisseur
- Lothar Dirmhirn (1895–1943), Stadtinspektor und Widerstandskämpfer
- Nora Duesberg (1895–1982), Violinistin und Konzertmeisterin
- Paul Emerich (1895–1977), austroamerikanischer Musiker
- Wilhelm Ergert (1895–1966), Offizier der Wehrmacht und Kryptologe
- Robert Fecker (1895–1982), Jurist und Landrat
- Trude Fleischmann (1895–1990), österreichisch-US-amerikanische Fotografin
- Leonhard Franz (1895–1974), Prähistoriker
- Anna Freud (1895–1982), österreichisch-englische Psychoanalytikerin; Tochter von Sigmund Freud
- Charly Gaudriot (1895–1978), Musiker und Komponist
- Franz Glaser (1895–unbekannt), Bauingenieur und Hochschullehrer
- Hugo Gold (1895–1974), Historiker, Essayist, Herausgeber und Verleger
- Otto Günther (1895–1963), Zeitschriftenverleger
- Liane Haid (1895–2000), Schauspielerin und Sängerin
- Wilhelm Halpern (1895–1973), Fußball-Nationalspieler
- Karl Heinz (1895–1965), Politiker, Abgeordneter zum Nationalrat
- Peter Herz  (1895–1987), Schriftsteller, Librettist, und Feuilletonist
- Friedrich Hillegeist (1895–1973), Politiker
- Heddi Hirsch (1895–1947), Textil- und Modedesignerin, Illustratorin und Grafikerin
- Martha Hofmann (1895–1975), Schriftstellerin
- Friedrich Karas (1895–1942), römisch-katholischer Priester, Gegner und Opfer des Nationalsozialismus
- Robert Kautsky (1895–1963), Theatermaler, Bühnen- und Kostümbildner
- Leo Keller (1895–1966), Architekt
- Maria Lazar (1895–1948), Schriftstellerin, Publizistin, Übersetzerin und Dramatikerin
- Käthe Leichter (1895–1942), sozialistische Gewerkschafterin und Autorin sozialpolitischer Werke
- Hilde Loewe-Flatter, ursprünglich Hilda Löwi, (1895–1976), Pianistin und Komponistin
- Hermann F. Mark (1895–1992), österreichisch-US-amerikanischer Chemiker und Hochschullehrer
- Anna Plischke (1895–1983), österreichisch-neuseeländische Gartenarchitektin
- Julius Schlegel (1895–1958), Offizier, Retter der Kunstschätze von Montecassino
- Friedrich Sedlak (1895–1977), Violinist und Dirigent in Wien
- Ernest Adolf Spiegel (1895–1985), Neurologe
- Georg Stetter (1895–1988),  Physiker
- Josef Uridil (1895–1962), Fußballspieler
- Fritz Weber (1895–1972), Schriftsteller und Erzähler
- Ernst Karl Winter (1895–1959), Soziologe und Politiker
- Max Wittmann (1895–1971), Schauspieler

#### 1896
- Hans Adametz (1896–1966), Keramiker, Bildhauer und Kunsterzieher
- Margarete Adler (1896–1990), Schwimmerin
- Albert Becker (1896–1984), Schachmeister
- Gabriele Bitterlich (1896–1978), römisch-katholische Neuoffenbarerin und Gründerin des Engelwerkes
- Franz Blauensteiner (1896–1939), Maler
- Erich Boltenstern (1896–1991), Architekt
- Robert Braun (1896–1972), Dichter, Essayist und Bibliothekar
- Hugo Burghauser (1896–1982), Fagottist
- Heimito von Doderer (1896–1966), Schriftsteller
- Ludwig Draxler (1896–1972), Rechtsanwalt und Politiker
- Carl Dreher (1896–1976), Tontechniker
- Maria Eis (1896–1954), Burgschauspielerin
- Esti Freud (1896–1980), österreichisch-amerikanische Logopädin
- Rolf Frey (1896–1937), Werbegrafiker
- Friedrich Glauser (1896–1938), Schweizer Krimi-Schriftsteller
- Georg Gruener (1896–1960), Fußballspieler und -funktionär
- Karl Hauschka (1896–1981), Architekt
- Karl Hellmer (1896–1974), Schauspieler
- Felix Hupka (1896–1966), Pianist, Dirigent, Komponist und Musikpädagoge
- Fritz Kaufmann (1896–1991), austroamerikanischer Journalist
- Arnold Köster (1896–1960), Baptistenprediger
- Albert Krassnigg (1896–1971), Pädagoge, Landesschulinspektor
- Hella Kürty (1896–1954), Schauspielerin und Operettensängerin
- Hans Lauda (1896–1974), Industrieller
- Marianne Leisching (1896–1971), Kunsthandwerkerin, Textilkünstlerin und Emailkünstlerin
- Fritz Links (1896–1976), Schauspieler und Synchronsprecher
- Leopold Mayer (1896–1971), Professor für Betriebswirtschaftslehre
- Adelbert Muhr (1896–1977), Schriftsteller, Journalist und Übersetzer
- Hans Müller (1896–1971), Schachmeister und Theoretiker
- Rudolf Prikryl (1896–1965), Bürgermeister von Wien
- Rudolf Saar (1896–1986), Funktionär des österreichischen Sängerbundes
- Joseph Schildkraut (1896–1964), österreichisch-US-amerikanischer Schauspieler
- Philipp Schneider (1896–1954), Rechtsmediziner und Hochschullehrer
- Magda Schwelle (1896–1975), Opern- und Konzertsängerin
- Lilia Skala (1896–1994), Film- und Theaterschauspielerin
- Andreas Stadler (1896–1941), Gewichtheber, Silbermedaillen-Gewinner bei Olympia
- Arthur Steiner (1896–1983), Journalist
- Fritz Steiner (1896–1976), österreichisch-niederländischer Schauspieler, Komiker und Tänzer
- Richard Suchenwirth (1896–1965), nationalsozialistischer Historiker und Politiker
- Erich Swoboda (1896–1964), Althistoriker, Archäologe und Hochschullehrer
- Friedrich Waismann (1896–1959), Philosoph
- Ernst Waldinger (1896–1970), Lyriker und Essayist
- Friedrich Walter (1896–1968), Historiker und Hochschullehrer
- Wolfgang von Weisl (1896–1974), zionistischer Aktivist; Arzt und Journalist
- Angela Weschler (1896–1961), austroamerikanische Pianistin und Klavierpädagogin
- Adolf Wohlbrück (1896–1967), Schauspieler

#### 1897
- Richard Arvay (1897–1970), Schriftsteller, Drehbuchautor und Stummfilmregisseur
- Toni Birkmeyer (1897–1973), Balletttänzer und Choreograf
- Otto Breuer (1897–1938), Architekt und Möbeldesigner
- Fritz Brügel (1897–1955), (später tschechoslowakischer) Bibliothekar, Diplomat und Schriftsteller
- Julius Bürger (1897–1995), österreichisch-amerikanischer Komponist, Pianist und Dirigent
- Veza Canetti (1897–1963), Schriftstellerin und Übersetzerin
- Hermann Chiari (1897–1969), Pathologe
- Hermann Erben (1897–1985), österreichisch-US-amerikanischer Arzt und Spion
- Alfredo Gartenberg (1897–1982), austrobrasilianischer Journalist und Verbandsfunktionär
- Fritz Groß (1897–1946), Redakteur und Schriftsteller
- Georg Hann (1897–1950), Kammersänger (Bass)
- Franz Maria Hickmann (1897–1960), Journalist und Schriftsteller
- Hans Hoff (1897–1969), Psychiater, Neurologe und Hochschullehrer
- Anja Killmer-Korn (1897–1981), deutsche Widerstandskämpferin gegen den Nationalsozialismus
- Ladislaus Kmoch (1897–1971), Karikaturist und Comiczeichner
- Erwin von Lahousen (1897–1955), Generalmajor der Wehrmacht
- Karl Lakowitsch (1897–1975), Schustermeister und Politiker
- Otto Leichter (1897–1973), Sozialist, Journalist und Autor
- Alexander Lernet-Holenia (1897–1976), Schriftsteller, Dramatiker, Lyriker
- Martha Marek, geboren als Karolina Löwenstein (1897–1938), Serienmörderin
- Robert Neumann (1897–1975), österreichisch-britischer Schriftsteller
- Leopold Nitsch (1897–1977), Fußballspieler und -trainer
- Sonik Rainer (1897–1981), Schauspielerin und Synchronsprecherin
- Max Riederer von Paar (1897–1964), deutscher Jurist, Gutsbesitzer und Politiker
- Hansl Schmid (1897–1987), Wienerliedsänger
- Hans Schmitz (1897–1970), Rechtswissenschaftler und Hochschullehrer
- Fritz Schreier (1897–1981), österreichischer Jurist und US-amerikanischer Ökonom
- Emil Stejnar (1897–1983), Architekt
- Rudolf Stundl (1897–1990), Musterentwerfer und Tapisserist
- Gustav Wegerer (1897–1954), Kommunist und Chemieingenieur, ehemaliger politischer Häftling im KZ Buchenwald
- Udo Weith (1897–1935), Maler, Graphiker und Restaurator

#### 1898
- Anny Angel-Katan, geborene Rosenberg (1898–1992), österreichisch-US-amerikanische Psychoanalytikerin
- Emil Artin (1898–1962), Mathematiker
- Josef Berger (1898–1989), Architekt und Designer
- Joseph Binder (1898–1972), Grafikdesigner
- Felix Bloch (1898–1944), Maler, Zeichner und Werbegrafiker
- Josef Blum (1898–1956), Fußballspieler und -trainer
- Hansi Burg (1898–1975), Schauspielerin
- Suzanne Clauser (1898–1981), Übersetzerin und Autorin
- Oskar Robert Donau, auch Dogarth (1898–1961), Maler
- Dely Drexler (1898–1969), Schauspielerin
- Mary Duras (1898–1982), Bildhauerin
- Viktor Eisenbach (1898–1974), Aufnahmeleiter und Filmproduzent
- Franz Elsner (1898–1978), Maler
- Franz Engel (1898–1944), Komiker, Conférencier, Coupletsänger und Schauspieler
- Helene Engelmann, verheiratete Jaroschka (1898–1985), Eiskunstläuferin, Olympiasiegerin und Weltmeisterin
- Willy Fränzl (1898–1982), Solotänzer
- Alfred Eduard Frauenfeld (1898–1977), nationalsozialistischer Politiker
- Robert Samuel Haas (1898–1997), Kalligraf, Typograf, Fotojournalist und Kunstsammler
- Karoline Hafner-Scholz (1898–1984), Malerin
- Othmar Peter Hartmann (1898–1973), Maler
- Oskar Homolka (1898–1978), österreichisch-US-amerikanischer Schauspieler
- Alfred Horn (1898–1959), Politiker, Bürgermeister von Schwechat
- Aladar Josipovich (1898–1971), Fußballspieler, -schiedsrichter und -funktionär
- Lotte Lenya (1898–1981), österreichisch-US-amerikanische Schauspielerin und Sängerin
- Helene Lieser (1898–1962), Staatswissenschaftlerin und Nationalökonomin
- Alois Lutz (1898–1918), Eiskunstläufer, Namensgeber des Sprungs Lutz
- Robert Mark (1898–1981), österreichisch-deutscher Internist und Hochschullehrer
- Josef Mayer (1898–1948), Politiker, Mitglied des Bundesrates
- Grete Mecenseffy (1898–1985), Historikerin und Theologin
- Franz Mück (1898–1957), Jazzpianist, Komponist und Arrangeur
- Edwin Müller (1898–1962), Philatelist und Auktionator
- Julius Overhoff (1898–1977), Jurist, Unternehmer und Schriftsteller
- Leopoldine Padaurek (1898–1944), Widerstandskämpferin (KPÖ)
- Julius Patzak (1898–1974), Opern- und Liedsänger (Tenor)
- Alois Podhajsky (1898–1973), Oberst, Leiter der Spanischen Hofreitschule
- Egon Gitschi Pollak (1898–1984), Fußballspieler und -trainer
- Franz Prinke (1898–1969), Politiker
- Willi Reich (1898–1980), österreichisch-schweizerischer Musikwissenschaftler und -kritiker
- Herbert Schimkowitz (1898–1938), Grafiker und Illustrator
- Martin Johann Schmid (1898–1980), Architekt
- Maria Schneider (1898–1979), Lehrerin und Politikerin
- Anny Schröder-Ehrenfest (1898–1972), Malerin, Grafikerin und Textilkünstlerin
- Franz Stadler (1898–1999), Zauberkünstler
- Emil Swoboda (1898–1934), Widerstandskämpfer, Mitglied des Republikanischen Schutzbundes
- Paul Maximilian Tedesco (1898–1980), austroamerikanischer Sprachwissenschaftler
- Frederick Ungar (1898–1988), austroamerikanischer Verleger
- Otto Weber (1898–1969), Politiker
- Helene Weilen (1898–1987), Schriftstellerin
- Paul Weiss (1898–1967), österreichisch-US-amerikanischer Geiger, Dirigent und Komponist
- Paul Alfred Weiss (1898–1989), österreichisch-US-amerikanischer Biologe
- Hans Werner (1898–1980), Textdichter, Autor und Co-Autor von vielen bekannten klassischen Wienerliedern und Chansons
- August Wildam (1898–1975), Hockey- und Tischtennisspieler
- Emanuel Winternitz (1898–1983), österreichischer Jurist und US-amerikanischer Musikwissenschaftler

#### 1899
- Melly Bachrich (1899–1984), Exlibriskünstlerin
- Frederick Block (1899–1945), Komponist
- Roland von Bohr (1899–1982), Bildhauer
- Viktor Braun (1899–1971), Schauspieler und Hörspielsprecher
- Walter Dell (1899–1980), Kunstmaler
- Gustav Diessl (1899–1948), Bühnen- und Filmschauspieler
- Wilhelm Czermak (1889–1953), Ägyptologe, Afrikanist und Hochschullehrer
- Josef Herbert Furth (1899–1995), austroamerikanischer Ökonom
- Hanna Gaertner (1899–1948), US-amerikanisch-österreichische Bildhauerin
- Eberhard Geyer (1899–1943), Anthropologe und Hochschullehrer
- Karl Geyer (1899–1998), Fußballspieler und Fußball-Nationaltrainer
- Erich Gold (1899–1979), Karikaturist, Porträtist, Cartoonist
- Anna Goldsteiner (1899–1944), Widerstandskämpferin gegen das NS-Regime
- Franz Gschnitzer (1899–1968), Jurist und Politiker
- Oswald Haerdtl (1899–1959), Architekt und Designer
- Otto Halpern (1899–1982), Physiker und Hochschullehrer
- Karl Hartl (1899–1978), Filmregisseur
- Friedrich Hayek (1899–1992), Ökonom, Nobelpreisträger
- Heinrich Heilinger (1899–1945), Schauspieler
- Hildegard Hetzer (1899–1991), Psychologin und Hochschullehrerin
- Grete Hinterhofer (1899–1985), Pianistin, Musikpädagogin und Komponistin
- Otto Isakower (1899–1972), austroamerikanischer Psychiater und Psychoanalytiker
- Franz Jonas (1899–1974), Wiener Bürgermeister und Bundespräsident
- Emil König (1899–1943), Arbeiter, Widerstandskämpfer und Opfer des Nationalsozialismus
- Franziska Krämer (1899–1988), Politikerin, Mitglied des Bundesrates
- Heinrich Lochner (1899–1943), Arbeiter, Widerstandskämpfer und Opfer des Nationalsozialismus
- Josef Lokvenc (1899–1974), Schachspieler
- Otto Margulies (1899–1925), österreichischer Alpinist
- Theodor F. Meysels (1899–1963), österreichisch-israelischer Journalist
- Heinrich Nitschmann (1899–1965), Tischtennisfunktionär
- Erwin Nossig (1899–unbekannt), Hockeyspieler
- Karl Ortner (1899–1967), österreichisch-deutscher Kunsthistoriker
- Anton Powolny (1899–nach 1938), Fußballspieler
- Riki Raab, bürgerlich Friederike Anton (1899–1997), Tänzerin, Musikschriftstellerin und Essayistin
- Herbert Reichner (1899–1971), Verleger, Autor und Antiquar
- Franz zu Salm-Reifferscheidt-Dyck (1899–1958), Unternehmer
- Alfred Schütz (1899–1959), Soziologe
- Otto Sperling (1899–2002), austroamerikanischer Psychoanalytiker
- Ernst Rüdiger Starhemberg (1899–1956), Politiker und Heimwehrführer
- Hans Stigleitner (1899–1945), Jurist und Politiker
- Gustav Tauschek (1899–1945), Computerpionier
- Jules Thorn (1899–1980), Unternehmer in Großbritannien
- Friedrich Trözmüller (1899–1957), Erfinder
- Marie Karoline Tschiedel (1899–1980), Fotografin
- Gustav Ucicky (1899–1961), deutscher Filmregisseur
- Ludwig Weber (1899–1974), Opernsänger (Bass)
- Stefan Weiß (1899–1984), Filmkomponist, Liedtexter und Schlagerkomponist
- Leopold Wolf (1899–1964), Politiker, Abgeordneter zum Nationalrat
- Josef Wolfsthal (1899–1931), Violinist, Orchesterleiter und Musikpädagoge
- Grete von Zieritz (1899–2001), österreichisch-deutsche Pianistin und Komponistin
- Leopold Zimmerl (1899–1945), Jurist in der Zeit des Nationalsozialismus
- Alfred Zmeck (1899–1971), österreichisch-tschechoslowakischer Jurist und Richter am Volksgerichtshof in Berlin

#### 1900
- Alois Beranek (1900–1983), Fußballschiedsrichter
- Eilfriede Berbalk (1900–1987), erste österreichische Silberschmiedemeisterin
- Franz Borkenau (1900–1957), Geschichtsphilosoph, Kulturhistoriker und Soziologe
- Herbert Brück (1900–1974), Eishockey-, Bandy- und Feldhockeyspieler
- Walter Brück (1900–1968), Eishockey- und Bandyspieler, Eishockeyfunktionär und -trainer
- Paula Buchner (1900–1963), österreichisch-deutsche Opernsängerin
- Otto Maria Carpeaux (1900–1978), austrobrasilianischer Journalist und Literaturkritiker
- Frederick David (1900–1992), australischer Luftfahrtingenieur deutscher Abstammung
- Antonia Dietrich (1900–1975), deutsche Schauspielerin
- Norbert Garai (1900–1948), Bühnenautor, Drehbuchautor und Librettist
- Maximilian Gold (1900–1961), Fußball-Nationalspieler
- Grit Haid (1900–1938), Schauspielerin
- Irene Harand (1900–1975), Autorin und Antifaschistin
- Viktor Hierländer (1900–1981), Fußballspieler und -trainer
- Leopold Hofmann (1900–1945), Widerstandskämpfer gegen das NS-Regime
- Hans Holfelder (1900–1929), Führer der völkischen Artamanen-Bewegung
- Erich Hula (1900–1987), US-amerikanischer Politikwissenschaftler
- Alois Kieslinger (1900–1975), Geologe
- Georg Klaren (1900–1962), Regisseur und Drehbuchautor
- Ludwig Klein (1900–1959), Politiker
- Ernst Krenek (1900–1991), Komponist
- Ernst Kris (1900–1957), österreichisch-US-amerikanischer Kunsthistoriker und Psychoanalytiker
- Richard Kuhn (1900–1967), österreichisch-deutscher Chemiker, Nobelpreisträger 1938
- Rita Kurzmann-Leuchter (1900–1942), Pianistin und Musikpädagogin
- Lotte Lang (1900–1985), Schauspielerin
- Bruno Marek (1900–1991), Bürgermeister von Wien
- Karl Mark (1900–1991), Politiker und Nationalratsabgeordneter
- Herbert Mitscha-Märheim (1900–1976), Prähistoriker
- Rudolfine Muhr (1900–1984), Politikerin
- Fritz Naschitz (1900–1989), österreichisch-israelischer Manager und Schriftsteller
- Alfred Neumann (1900–1968), Architekt
- Elisabeth Neumann-Viertel (1900–1994), Schauspielerin
- Fritz Egon Pamer (1900–1923), Komponist, Autor und Musikwissenschaftler
- Wolfgang Pauli (1900–1958), Physiker, Nobelpreisträger
- Anton Pucher (1900–1980), Kameramann
- Fred Raymond (1900–1954), Operetten- und Schlagerkomponist
- Heinrich Reif-Gintl (1900–1974), Intendant und Direktor der Wiener Staatsoper
- Albert Römer (1900–1977), Unternehmer und Politiker
- Fritz Rotter (1900–1984), Autor und Komponist
- Karl Hans Sailer (1900–1957), Journalist und Parteifunktionär
- Otto Rudolf Schatz (1900–1961), Maler und Grafiker
- Anton Schmid (1900–1942), Installateur, Unteroffizier und Gerechter unter den Völkern
- Hans Thimig (1900–1991), Schauspieler und Regisseur
- Eleonore Vondenhoff (1900–1994), Sammlerin und Schauspielerin
- Helene Weigel (1900–1971), österreichisch-deutsche Schauspielerin
- Winfried Wolf (1900–1982), österreichisch-deutscher Pianist, Komponist und Musikpädagoge
- Friedrich Wührer (1900–1975), deutsch-österreichischer Pianist

## 20. Jahrhundert

### 1901–1910

#### 1901
- Franz Ackerl (1901–1988), Hochschulprofessor für Geodäsie und Fotogrammetrie
- Franz Bauer (1901–1964), Politiker
- Lucie Begov (1901–1990), Holocaustüberlebende
- Alfred Victor Berger-Voesendorf (1901–1980), austroamerikanischer Ökonom
- Rudolf Brunngraber (1901–1960), Schriftsteller, Journalist und Maler
- Karl Demerer (1901–1973), österreichisch-polnischer Bankangestellter
- Julius Epstein (1901–1975), österreichisch-US-amerikanischer Journalist, Autor und Politikwissenschaftler
- František Faltus (1901–1989), tschechoslowakischer Bauingenieur
- Walter Felsenstein (1901–1975), Regisseur und ab 1947 Intendant der Komischen Oper Ost-Berlin
- Wilhelm Franke (1901–1979), Lehrer und Schriftsteller
- Siegfried Freiberg (1901–1985), Schriftsteller und Bibliothekar
- Friedrich Gschweidl (1901–1970), Fußballspieler
- Ludovica Hainisch-Marchet (1901–1993), Pädagogin und Frauenrechtlerin
- Marianne Haitinger (* 1906), Schriftstellerin
- Otto Höfler (1901–1987), Mediävist und Hochschullehrer
- Friedrich Inhauser (1901–1970), Maler und Grafiker
- Hanns Jelinek (1901–1969), Komponist und Musikpädagoge
- Rosa Jochmann (1901–1994), Politikerin
- Franz Königshofer (1901–1970), Komponist
- Josef M. Kratky (1901–1975), Kapellmeister, Alleinunterhalter und Komponist
- Gertrud Kraus (1901–1977), Tänzerin und Choreographin
- Karl Kysela (1901–1967), Schriftsetzer und Politiker
- Paul Felix Lazarsfeld (1901–1976), österreichisch-US-amerikanischer Soziologe
- Fritz Mahler (1901–1973), österreichisch-US-amerikanischer Dirigent
- Richard Mazur (1901–1957), Gewerbetreibender und Politiker
- Alfred Migsch (1901–1975), Politiker
- Vinzenz Oberhammer (1901–1993), Kunsthistoriker
- Karl Papesch (1901–1983), deutscher Maler
- Walter Reisp (1910–1993), Feldhandballspieler
- Alfons Riedel (1901–1969), Bildhauer
- Kitty Rix-Tichacek (1901–1951), Keramikerin
- Leopold Schmid (1901–1989), Maler, Bildhauer, Graphiker und Keramiker
- Wilhelm Szabo (1901–1986), Dichter, Poet, Autor, Übersetzer und Lehrer
- Richard Übelhör (1901–1977), Urologe und Hochschullehrer
- Grete Volters, gebürtig Margarethe Lauer (1901–1996), Kostümbildnerin
- Otto Waffenschmied, eigentlich Otto Wawrzyckek (1901–1971), Illustrator, Comiczeichner und -autor
- Hilde Wagner-Ascher (1901–1999), Malerin, Designerin und Textilkünstlerin
- Otto Waldis (1901–1974), Schauspieler
- Ernst Weber (1901–1996), österreichisch-US-amerikanischer Ingenieur, Richtfunk-Pionier
- Alexander Weinmann (1901–1987), Musikhistoriker, Bibliograph und Komponist
- Franz Weiser (1901–1986), Theologe und Schriftsteller
- Otto Winter (1901–1973), Politiker und Kammeramtsdirektor
- Erich Woldan (1901–1989), Verwaltungsjurist, Privatgelehrter und Sammler

#### 1902

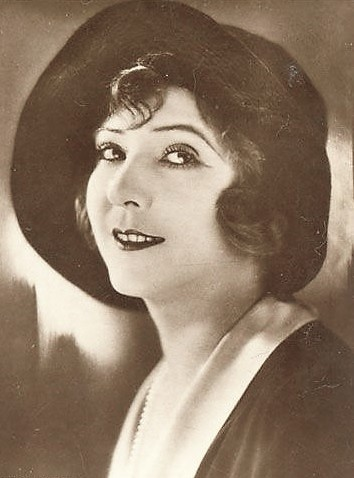
Lucie Englisch
(1902–1965)

- Gustav Abel (1902–1963), Filmarchitekt und Bühnenbildner
- Carl Bamberger (1902–1987), österreichisch-US-amerikanischer Dirigent und Musikpädagoge
- Friedrich Bayer (1902–1954), Musikkritiker und Musiktheoretiker
- Josef Berger  (1902–1983), Musiker und Komponist
- Elisabeth Bertram (1902–1999), Schauspielerin und Hörspielsprecherin
- Rudolf Bing (1902–1997), österreichisch-britischer Sänger und Leiter der Metropolitan Opera in New York
- Hans von Dohnanyi (1902–1945), deutscher Jurist und Widerstandskämpfer
- Albert Drach (1902–1995), Jurist und Schriftsteller
- Robert Eberan von Eberhorst (1902–1982), Konstrukteur
- Ferdinand Eckhardt (1902–1995), kanadischer Kunsthistoriker
- Hans Effenberger (1902–1955), Theater-, Stummfilmschauspieler und Bühnenautor
- Willy Eichberger (1902–2004), Schauspieler
- Lucie Englisch (1902–1965), Schauspielerin
- Friedrich Feld (1902–1987), Journalist und Schriftsteller
- Karl Gerstl (1902–unbekannt), nationalsozialistischer Kreisleiter im Kreis Lilienfeld
- Gustav Glück (1902–1973), Bankier
- Viktor Griessmaier (1902–1989), Kunsthistoriker
- Hans Grünhut (1902–1979), Sänger
- Peter Hammerschlag (1902–1942), Dichter und Kabarettist
- Karl Ferdinand Helleiner (1902–1984), austrokanadischer Wirtschaftshistoriker
- Curt Herzstark (1902–1988), Erfinder und Büromaschinenmechaniker
- Maximilian Hohenberg (1902–1962), Oberhaupt des Hauses Hohenberg, Bürgermeister von Artstetten
- Eduard Holzmair (1902–1971), Numismatiker und Geldhistoriker
- Johann Alexander Hübler-Kahla (1902–1965), Filmregisseur, Drehbuchautor und Filmproduzent
- Stella Kadmon (1902–1989), Schauspielerin, Theaterdirektorin
- Josef Kaspar (1902–1978), Politiker, Mitglied des Bundesrates
- August Theodor Kirsch junior (1902–1959), Zeitungsherausgeber
- Fritz Kolb (1902–1983), Reformpädagoge und Diplomat
- Anny Konetzni (1902–1968), Opernsängerin
- Karl König (1902–1966), Begründer der internationalen Camphill-Bewegung
- Trude Krakauer, geborene Keller (1902–1995), Übersetzerin und Schriftstellerin
- Walther Kraus (1902–1997), Klassischer Philologe, Rektor der Universität Wien
- Leopold Lindtberg (1902–1984), Regisseur
- Brunhilde Lenk (1903–1983), Althistorikerin
- Ferdinand Marian (1902–1946), Schauspieler
- Eva May (1902–1924), Stummfilmschauspielerin
- Karl Menger (1902–1985), Mathematiker
- Josef Menschik (1902–1980), Schauspieler und Operettenbuffo
- Viktor Müllner (1902–1988), Politiker
- Edith Neumann (1902–2002), Chemikerin und Mikrobiologin
- Sepp Nigg (1902–1954), Schauspieler
- Franz Nusser (1902–1987), Polarforscher
- Kurt Overhoff (1902–1986), Dirigent, Komponist und Musikpädagoge
- Karl Popper (1902–1994), österreichisch-britischer Philosoph und Wissenschaftstheoretiker
- Alfred Porges (1902–1978), Politiker
- Helene Potetz (1902–1987), Politikerin
- Johann Radfux (1902–1984), Politiker
- Annie Reich (1902–1971), österreichisch-US-amerikanische Psychoanalytikerin
- Hanns Leo Reich (1902–1959), Schauspieler, Drehbuchautor, Journalist und Schriftsteller
- Harold Reitterer (1902–1987), Maler
- Alfred Rosé (1902–1975), österreichisch-US-amerikanisch-kanadischer Pianist, Dirigent, Komponist
- Felix Samuely (1902–1959), Bauingenieur
- Karlo Štajner, geboren als Karl Steiner (1902–1992), jugoslawischer Kommunist
- Erwin Stengel (1902–1973), österreichisch-britischer Psychiater und Hochschullehrer
- Elli Stoi (1902–1994), Künstlerin, Kunsthandwerkerin und Sammlerin von Spielzeug
- Herma Szabó (1902–1986), Eiskunstläuferin
- Willy Trenk-Trebitsch (1902–1983), Schauspieler
- Egon Waldmann (1902–1972), Schweizer Schauspieler, Operettensänger und Theaterregisseur
- Leopold Matthias Walzel (1902–1970), Komponist und Musikkritiker
- Emmerich Wenger (1902–1973), Politiker, Abgeordneter zum Landtag von Niederösterreich

#### 1903

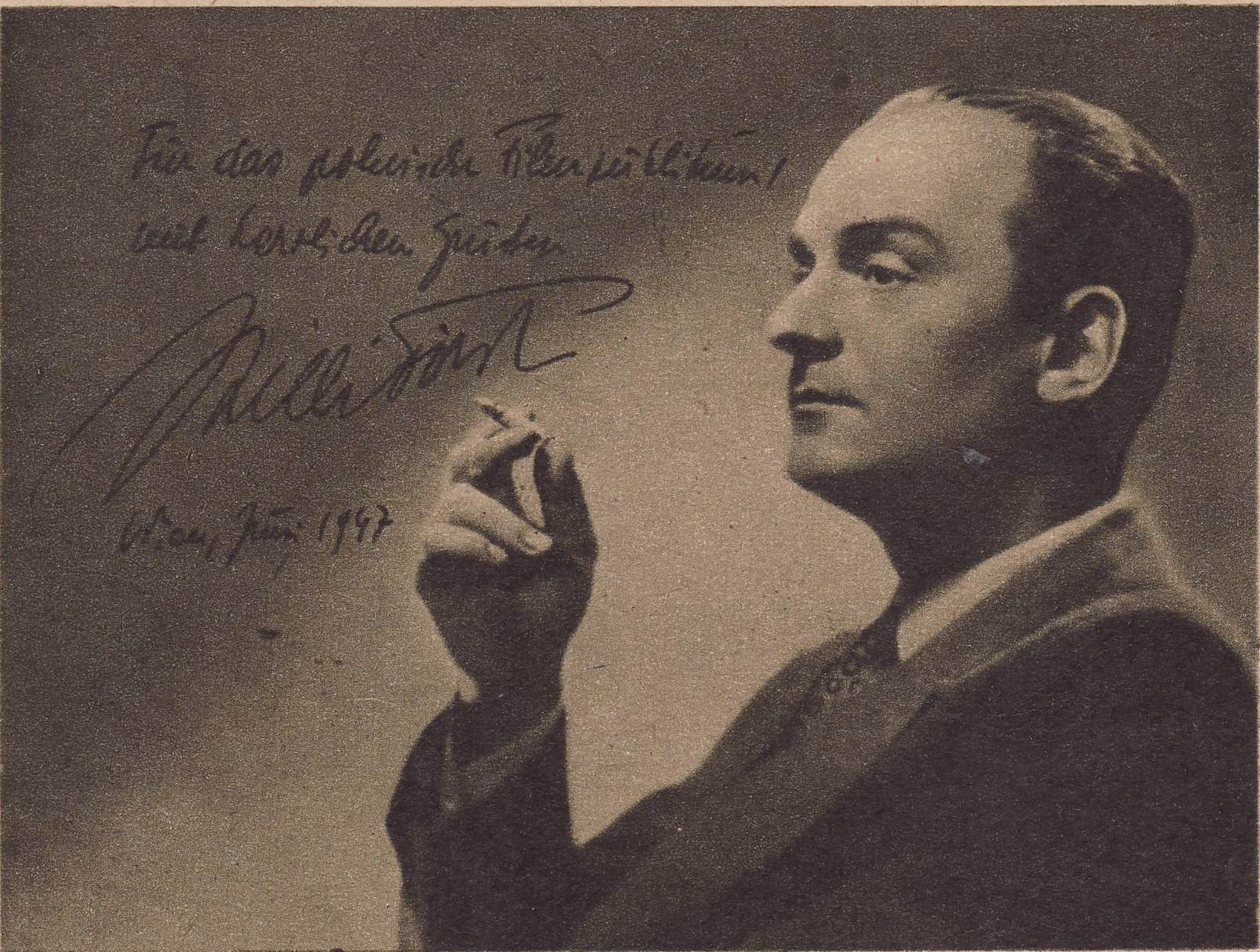
Willi Forst
(1903–1980)

- Karl Aichhorn (1903–1967), Politiker, Abgeordneter zum Nationalrat
- Luise George Bachmann (1903–1976), Schriftstellerin, Sängerin und Organistin
- Franz Bader (1903–1994), austroamerikanischer Buchhändler, Kunsthändler, Galerist und Fotograf
- Hans Bayer (1903–1965), Wirtschafts- und Sozialwissenschaftler
- Rosa Benesch-Hennig (1903–1986), Malerin
- Rudolf Bereis (1903–1966), Mathematiker und Hochschullehrer
- Bruno Bettelheim (1903–1990), US-amerikanischer Psychoanalytiker und Kinderpsychologe
- Karl Bodingbauer (1903–1946), Bildhauer und Graveur
- Hilde Braunthal (1903–2001), österreichisch-amerikanische Sozialdemokratin und Sozialarbeiterin
- Fritz Brunn (1903–1955), österreichisch-US-amerikanischer Schauspieler und Filmproduzent
- Mathilde Danegger (1903–1988), deutsche Schauspielerin
- Milan Dubrović (1903–1994), Publizist, Chefredakteur, Herausgeber und Diplomat
- Christa Ehrlich (1903–1995), Kunstgewerblerin
- Willi Forst (1903–1980), Schauspieler, Drehbuchautor, Regisseur und Produzent
- Martin Fuchs (1903–1969), Journalist und Diplomat, Botschafter der Republik Österreich
- Karl Gall (1903–1939), Motorradrennfahrer
- Franz Goldner (1903–1992), österreichisch-US-amerikanischer Rechtsanwalt und Publizist
- Josef Gregor (1903–1987), deutscher Volksliedpädagoge
- Victor Gruen (1903–1980), jüdischer Stadtplaner und Architekt
- Friedrich Hecht (1903–1980), Chemiker und Schriftsteller
- Anny Helm-Sbisà (1903–1993), Opernsängerin
- Max Hoff, eigentlich Maximilian Hofbauer (1903–1985), Illustrator
- Albert Holfelder (1903–1968), Pädagoge und leitender Beamter im Reichserziehungsministerium
- Emmerich Huber (1903–1979), Werbezeichner, Comiczeichner, Illustrator und Karikaturist
- Hermann Ingram (1903–1995), Bankprokurist
- Walter Jurmann (1903–1971), Komponist
- Greta Keller (1903–1977), Chanson-Sängerin
- Arthur Kleiner (1903–1980), österreichisch-US-amerikanischer Filmkomponist
- Otto Krammer (1903–2007), Ministerialbeamter und Studentenhistoriker
- Kurt Landau (1903–1937), Publizist und Kommunist
- Herta Leng (1903–1997), österreichisch-amerikanisch Physikerin
- Brunhilde Lenk (1903–1983), Althistorikerin
- Frieda Litschauer-Krause (1903–1992), Cellistin
- Konrad Lorenz (1903–1989), Biologe, Verhaltensforscher und Nobelpreisträger
- Anton E. Mayer (1903–1942), Mathematiker
- Julius Meinl III. (1903–1991), Unternehmer
- Rudolf Aladár Métall (1903–1975), Jurist
- Adolfine Mikes (1903–1942), österreichische Widerstandskämpferin
- Walter Reisch (1903–1983), österreichisch-US-amerikanischer Drehbuchautor und Filmregisseur
- Hermine Riss (1903–1980), beherbergte Verfolgte, Gerechte unter den Völkern
- Justus Schmidt (1903–1970), Kunsthistoriker und Kunstsammler
- Heribert Seidler (1903–1984), Maschinenbauer, SA-Brigadeführer und Ratsherr
- Rudolf Sigmund (1903–1976), Politiker (SPÖ)
- Hertha Wambacher (1903–1950), Physikerin
- Hans Weiner-Dillmann (1903–1990), Operetten-, Wienerlied- und Schlagerkomponist
- John H. Winge (1903–1968), austroamerikanischer Theaterregisseur, Filmpublizist und -kritiker
- Erwin Zucker-Schilling (1903–1985), Journalist, Publizist, Marxist

#### 1904
- Anni Berger (1904–1990), deutsche Rosenzüchterin
- Maria Berner (1904–2000), österreichische Widerstandskämpferin
- Anton Böhm (1904–1998), Journalist und Publizist
- Franz Bredendick (1904–1981), deutscher Ingenieur und Hochschullehrer
- Elise Braun Barnett (1904–1994), Pianistin und Montessoripädagogin
- Doddy Delissen (1904–1987), Tänzerin, Diseuse und Filmschauspielerin
- Susanne Engelhart (1904–1967), Schauspielerin
- Alfred Farau (1904–1972), österreichisch-amerikanischer Psychotherapeut und Schriftsteller
- Paul Fasal (1904–1991), österreichisch-amerikanischer Dermatologe, Lepraforscher und NS-Verfolgter
- Roger Adolf Freeman (1904–1991), austroamerikanischer Ökonom
- Otto Frisch (1904–1979), österreichisch-britischer Physiker
- Josef Fuchs (1904–1989), Astronom, Geophysiker und Amateurfunk-Pionier
- Walter Heinrich Fuchs (1904–1981), Phytomediziner und Hochschullehrer
- Mario von Galli (1904–1987), Jesuit, theologischer Redaktor und Publizist
- Georg Gruber (1904–1979), Musikwissenschaftler und Chorleiter
- Lili Grün (1904–1942), Schriftstellerin und Schauspielerin, Opfer des Nationalsozialismus
- Otto Guglia (1904–1984), Historiker, Geograph und Naturforscher
- Otto Hartmann (1904–1994), Schauspieler
- Anna Herbrich (1904–1943), Schneiderin und Widerstandskämpferin
- Max Hoffman (1904–1981), US-amerikanischer Autohändler für europäische Importfahrzeuge
- Franz Holzweber (1904–1934), Nationalsozialist und Putschist
- Peter Igelhoff (1904–1978), Musiker und Komponist
- Walter Jander (1904–unbekannt), deutscher Kaufmann und Wirtschaftsfunktionär
- Berta Karlik (1904–1990), Physikerin
- Alfred Klahr (1904–1944), Kommunist und Journalist
- Charles Koch (1904–1970), Philosoph, Jurist und Entomologe
- Mila Kopp (1904–1973), Schauspielerin
- Luise Kremlacek (1904–1990), Galeristin
- Albert Lauterbach (1904–1986), austroamerikanischer Ökonom
- Joe Lederer (1904–1987), Journalistin und Schriftstellerin
- Robert Lucas (1904–1984), Schriftsteller und Kabarettist
- Anna Mahler (1904–1988), Bildhauerin
- Josef Mertin (1904–1998), Musiktheoretiker, Instrumentenbauer und -sammler, Professor an der Akademie für Musik und darstellende Kunst in Wien
- Oskar Müller (1904–??), Fußballtrainer
- Emmerich Nagy (1904–1929), Motorradrennfahrer
- Walter Pach (1904–1977), Organist und Komponist
- Richard Pöttschacher (1904–2008), Sänger
- Marianne Rath (1904–1985), Glaskünstlerin
- Fred Schiller (1904–2003), Drehbuchautor
- Karl Schlechta (1904–1985), deutscher Philosoph
- Maria Schöpfer-Volderauer (1904–1994), Schriftstellerin
- Franz Schuster (1904–1943), Sozialdemokrat, Kommunist, Widerstandskämpfer gegen den Nationalsozialismus und Mitglied im Internationalen Lagerkomitee Buchenwald
- Hans Schwarz (1904–1970), Marxist und Widerstandskämpfer gegen den Nationalsozialismus
- Wilhelm Staude (1904–1977), österreichisch-französischer Kunsthistoriker und Ethnologe
- Poldi Steinbach (1904–1944), Boxer, Europameister
- Maximilian Steiner (1904–1988), deutscher Biologe
- Robert Stumpfl (1904–1937), Philologie und Theaterwissenschaftler
- Eduard Volters, gebürtig Eduard Vodicka (1904–1972), Schauspieler, Regisseur und Dramaturg
- Hugo Wiener (1904–1993), Komponist und Pianist
- George Victor Wolfe (1904–1990), österreichisch-US-amerikanischer Politikwissenschaftler, Hochschullehrer
- Konrad Zweig (1904–1980), österreichisch-britischer Wirtschaftswissenschaftler

#### 1905

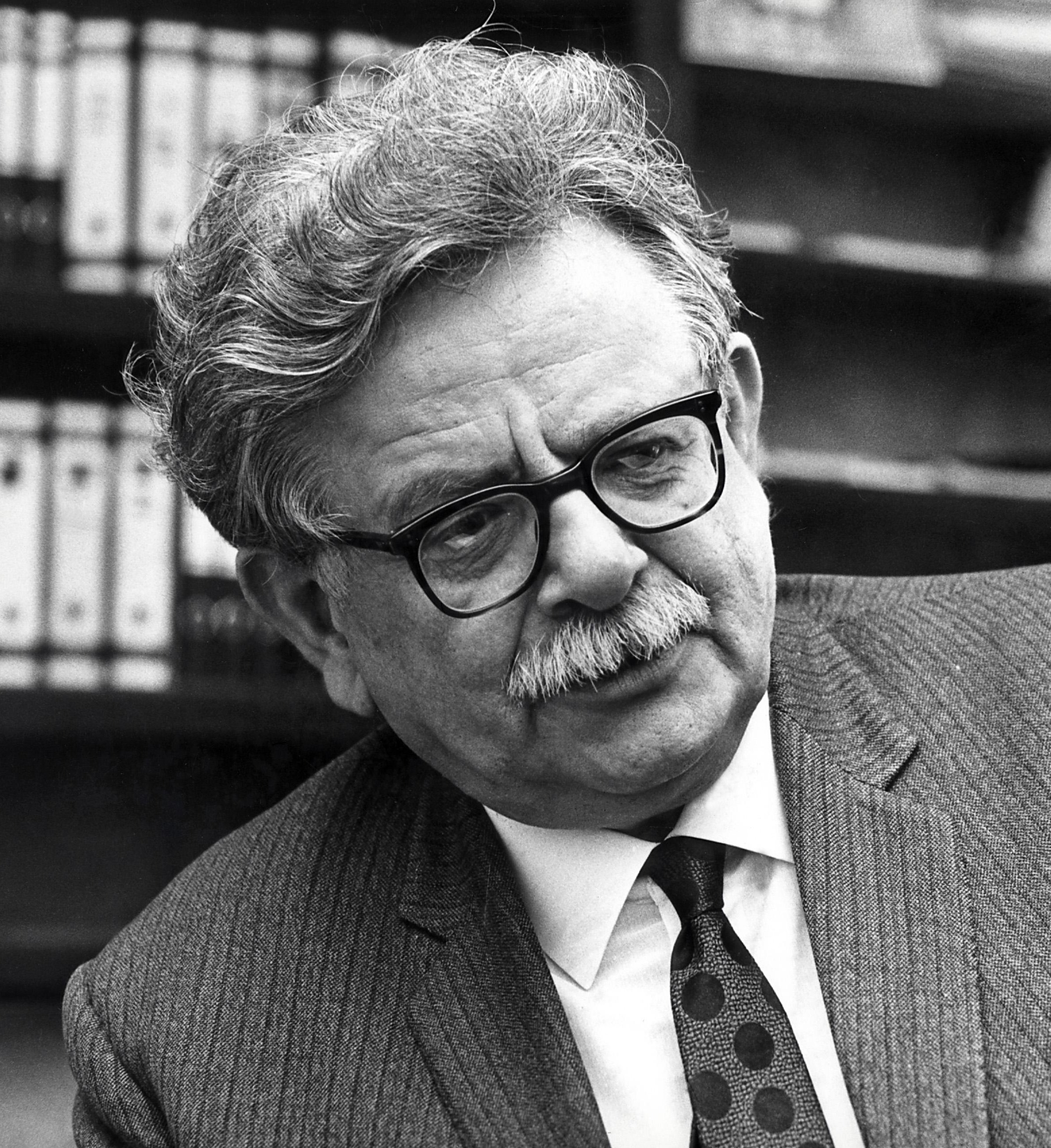
Elias Canetti
(1905–1994)

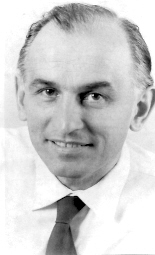
Klaus Conrad
(1905–1961)

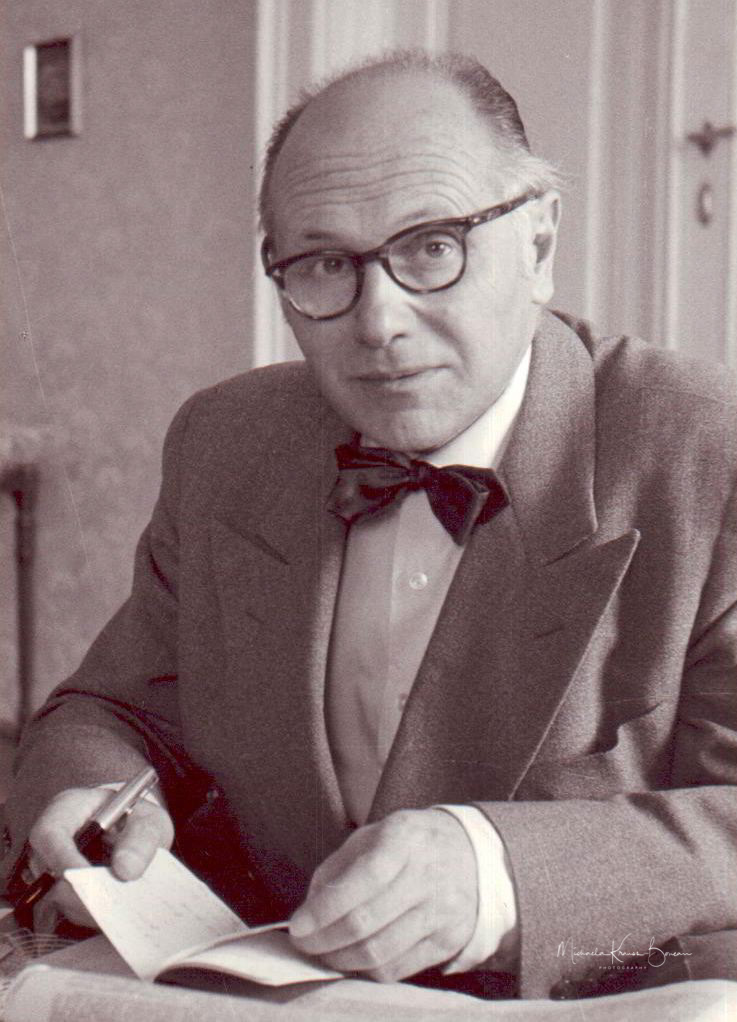
Helmuth Krauss
(1905–1963)

- Wolfgang Abel (1905–1997), Anthropologe
- Paul Stefan Aigner (1905–1984), Werbegrafiker, Portraitzeichner und Aktkunstmaler
- Franz Augsberger (1905–1945), SS-Brigadeführer und Generalmajor der Waffen-SS
- Camilla Birke (1905–1988), Textilkünstlerin und Kunstgewerblerin
- Karl Böttcher (Jurist) (1905–1963), Verwaltungs- und Versicherungsjurist, Landrat in der Neumark, Ministerialbeamter
- Alfred Burger (1905–2000), US-amerikanischer Chemiker
- Elias Canetti (1905–1994), Schriftsteller, Literaturnobelpreisträger 1981
- Klaus Conrad (1905–1961), deutscher Neurologe und Psychiater
- Johannes Leopold Dewton (1905–1985), austroamerikanischer Bibliothekar
- Hermine Dirmhirn (1905–1943), Modistin und Widerstandskämpferin
- Stanley F. Donath (1905–1980), österreichisch-US-amerikanischer Schriftsteller und Dramaturg
- Walter Firner (1905–2002), Schauspieler, Schriftsteller, Regisseur, Theaterdirektor und Verleger
- Viktor Emil Frankl (1905–1997), Neurologe und Psychiater, Begründer der Logotherapie und Existenzanalyse
- Albert Fuchs (1905–1946), Jurist und Kulturhistoriker
- Karl Gall (1905–1943), Fußballspieler
- Ernst Joseph Görlich (1905–1973), Historiker und Schriftsteller
- Hugo Gottschlich (1905–1984), Kammerschauspieler
- Roland Graßberger (1905–1991), Jurist, Kriminologe sowie Hochschullehrer
- Mimi Grossberg (1905–1997), Exilschriftstellerin
- Georg Haas (1905–1981), israelischer Herpetologe und Paläontologe
- Jolanthe Haßlwander (1905–1997), Schriftstellerin und Lehrerin
- Eduard Heilingsetzer (1905–1997), Politiker und Minister
- Leopold Hofmann (1905–1976), Fußballspieler
- Hilde Holger (1905–2001), österreichische expressionistische Tänzerin, Tanzlehrerin und Choreographin
- Adolf Homburger (1905–1978), österreichisch-US-amerikanischer Rechtswissenschaftler
- Bobby John (1905–1966), Kabarettist
- Anna Katschenka (1905–1980), Krankenschwester und Beteiligte an der nationalsozialistischen Kinder-„Euthanasie“
- Hans Kloss (1905–1986), Bankdirektor
- Hilde Konetzni (1905–1980), Opernsängerin
- Elfi König (1905–1991), Operettensängerin und Schauspielerin
- Robert Kramreiter-Klein (1905–1965), Architekt
- Egon Krauss (1905–1985), Maschinenbauingenieur, Orgelforscher und Bergführer
- Helmuth Krauss (1905–1963), Schauspieler und Schauspiellehrer
- Reny Lohner (1905–1981), Malerin, Zeichnerin und Bühnenbildnerin
- Kurt Marholz (1905–1984), Maler und Grafiker
- Erika Morini (1905–1995), Violinistin
- Margarethe Noé von Nordberg (1905–1995), Schauspielerin
- Rudolf Pinker (1905–1987), Ingenieur und Lepidopterologe
- Bruno Pittermann (1905–1983), Politiker und Staatsmann
- Erwin Puschmann (1905–1943), Widerstandskämpfer
- Rudolf Prack (1905–1981), Schauspieler
- Otto Preminger (1905–1986), US-amerikanischer Regisseur und Filmproduzent
- Karl Rappan (1905–1995), Fußballspieler und -trainer
- Johann Rotter (1905–1973), Politiker
- Gustav Friedrich Schmiedl (1905–1989), Erfinder und Unternehmer
- Rudolf Schwarz (1905–1994), österreichisch-britischer Pianist und Dirigent
- Antonie Stockinger (1905–1943), Kürschnerin und Widerstandskämpferin
- Joseph Streidt (1905–1961), Weihbischof in Wien
- Gertrud Thausing (1905–1997), Ägyptologin
- Maria Augusta von Trapp (1905–1987), US-amerikanische Sängerin und Schriftstellerin
- Alfons Übelhör (1905–1967), Rundfunkmanager und Politiker
- My Ullmann (1905–1995), Malerin, Grafikerin, Bühnen- und Kostümbildnerin sowie Fotografin
- Raimund Warta (1905–1986), Filmeditor, Schauspieler und Drehbuchautor
- Joseph Joshua Weiss (1905–1972), österreichisch-britischer Chemiker, Haber-Weiss-Reaktion
- Eduard Weikhart (1905–1986), Politiker
- Ferry Wondra (1905–1976), Komiker, Conférencier, Sänger, Kabarettist, Autor, Komponist sowie Schauspieler bei Film und Fernsehen
- Erich Zeisl (1905–1959), Komponist und Musikpädagoge

#### 1906

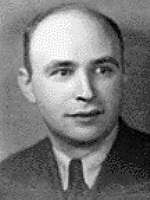
Gustav Bergmann
(1906–1987)

- Wolf Albach-Retty (1906–1967), Schauspieler
- Hans Asperger (1906–1980), Kinderarzt und Heilpädagoge (Asperger-Syndrom)
- Gustav Bergmann (1906–1987), Wissenschaftstheoretiker und Philosoph
- Ludwig Bieler (1906–1981), Philologe
- Waldemar Bloch (1906–1984), Komponist, Pianist und Musikpädagoge
- Friedrich Brabec (1906–1963), Verleger
- Thomas Otto Brandt (1906–1968), austroamerikanischer Germanist und Schriftsteller
- Karl Bruckner (1906–1982), Schriftsteller
- Hans Deutsch (1906–2002), Rechtsanwalt, Verleger und Kulturmäzen
- Marianne Frostig (1906–1985), Sozialarbeiterin, Lehrerin und Psychologin
- Petronella Göring (1906–1968), Pianistin und Komponistin
- Hans Haas (1906–1973), Gewichtheber
- Michael Franz Haas (1906–1942), Widerstandskämpfer
- Franz Hagenauer (1906–1986), Bildhauer
- Franz Hintermayer (1906–2000), Manager der Energiewirtschaft
- Hans Jaray (1906–1990), Kammerschauspieler, Regisseur und Autor
- Robert A. Kann (1906–1981), Jurist, Historiker und wissenschaftlicher Autor
- Anton Karas (1906–1985), Komponist und Musiker
- Fritz Klenner (1906–1997), Autor, Banker, Gewerkschafter und Politiker
- Hilde Körber (1906–1969), Schauspielerin
- Gustav Müller (1906–1987), Architekt
- Ernest Müller (1906–1962), Filmkaufmann und Filmproduzent
- Karl Oettinger (1906–1979), Kunsthistoriker und Hochschullehrer
- Mirjam Prager OSB (1906–1987), Benediktinerin, Montressoripädagogin, Autorin
- Leopold Redl (1906–1986), Turner
- Franz Hieronymus Riedl (1906–1994), Journalist und Volkstumsforscher
- Tonio Riedl (1906–1995), Schauspieler
- Elise Riesel (1906–1989), österreichisch-sowjetische Germanistin, Sprachwissenschaftlerin und Stilforscherin
- Alma Rosé (1906–1944), Violinistin jüdischer Abstammung; leitete das Mädchenorchester in Auschwitz
- Christian Altgraf zu Salm (1906–1973), Kunsthistoriker
- Otto Schindler (1906–1959), Zoologe und Ichthyologe
- Adalbert Schmidt (1906–1999), Germanist und Hochschullehrer
- Karl Schott (1906–1985), Fußball-Nationalspieler
- Walter Sell (1906–1966), Eishockey- und Bandyspieler
- Karl Sesta (1906–1974), Fußballspieler
- Fritz Spielmann (1906–1997), Pianist, Sänger und Komponist
- Rudolf Till (1906–1973), Historiker und Archivar
- Karl Waldbrunner (1906–1980), Politiker
- Camillo Wanausek (1906–1999), Flötist
- Margrit Weiler (1906–1986), Schauspielerin, Theaterregisseurin und Schauspiellehrerin
- Egon Weiner (1906–1987), austroamerikanischer Bildhauer
- Guido Wieland (1906–1993), Kammer- und Filmschauspieler, Regisseur und Operettenbuffo
- Franz Zedtwitz (1906–1942), Zoologe und Schriftsteller
- Ludwig Zirner (1906–1971), österreichisch-amerikanischer Musiker und Opernregisseur
- Ludwig Zwickl (1906–1975), Komiker, Musiker, Conférencier, Kabarettist, Autor, Komponist und Schauspieler

#### 1907
- Bernard Amtmann (1907–1979), austrokanadischer Buchantiquar
- Leon Askin (1907–2005), österreichisch-US-amerikanischer Schauspieler, Schauspiellehrer, Regisseur, Drehbuchautor und Produzent
- Sylvia Bayr-Klimpfinger (1907–1980), Psychologin und Professorin für Psychologie an der Universität Wien
- Anton Böhm (1907–1988), Politiker, Nationalrat
- Oswald Bosko (1907–1944), Polizist und Gerechter unter den Völkern
- Georg Schurl Braun (1907–1963), Fußballspieler, Trainer und Mitglied des Wunderteams
- Ernest Dichter (1907–1991), österreichisch-US-amerikanischer Psychologe und Pionier der Marktpsychologie
- Edmund Engelman (1907–2000), austroamerikanischer Ingenieur und Fotograf
- Irene Kaminka Fischer (1907–2009), US-amerikanische Mathematikerin und Geodätin
- Ebba-Margareta von Freymann (1907–1995), erste Übersetzerin einiger Gedichte von J.R.R. Tolkien ins Deutsche
- Theo Frisch-Gerlach (1907–1983), Schauspieler, Theaterregisseur, Hörspielsprecher und Hörspielautor
- Peter Gerhard (1907–1994), Schauspieler
- Käthe Gold (1907–1997), Schauspielerin
- Eric Halpern (1907–1991), Journalist
- Alois Hammer (1907–1983), Kaufmann und Politiker
- Marte Harell (1907–1996), Bühnen- und Filmschauspielerin
- Erwin Hesse (1907–1992), katholischer Theologe
- Lambert Hofer (1907–1997), Kostümbildner und Verleih-Unternehmer
- Josef Holaubek (1907–1999), Polizeipräsident in Wien
- Leopold Horacek (1907–1977), Politiker
- Walter Hrich (1907–1974), Kameramann
- Marie Jahoda (1907–2001), Sozialpsychologin
- Peter Koller (1907–1996), österreichisch-deutscher Architekt und Stadtplaner
- Giuseppe Koschier (1907–1987), Fußballspieler und -funktionär
- Ludwig Kostroun (1907–1972), Schneider und Politiker
- Greta Kraus (1907–1998), kanadische Pianistin, Cembalistin und Musikpädagogin
- Hans Peter Kraus (1907–1988), österreichisch-amerikanischer Buchhändler, Antiquar und Sammler
- Kurt Maix (1907–1968), Bergsteiger, Bergführer, Journalist und Schriftsteller
- Friedrich Mayer-Beck (1907–1977), Grafiker und Illustrator
- Joseph Edward Morton (1907–1976), US-amerikanischer Wirtschaftsstatistiker
- Petar Graf Orssich (1907–1961), Automobilrennfahrer und Adeliger
- Kurt Pahlen (1907–2003), Dirigent, Komponist und Musikwissenschaftler
- Helene Reschovsky (1907–1994), österreichisch-US-amerikanische Mathematikerin und Hochschullehrerin
- Anton Schall (1907–1947), Fußballspieler
- Josef Scheidl (1907–1985), Politiker, Mitglied des Bundesrates
- Martin Schneeweiss (1907–1947), Motorradrennfahrer
- Ernst Schön (1907–2010), Musiker und Sänger
- Hans Selye (1907–1982), kanadischer Mediziner
- Emil Stöhr, eigentlich Emil Paryla (1907–1997), Schauspieler und Regisseur
- Mitzi Tesar (1907–1983), Operettensängerin und Schauspielerin
- Diego Viga, geboren als Paul Engel (1907–1997), ecuadorianischer Mediziner und Schriftsteller
- Ernst Waldbrunn (1907–1977), Schauspieler und Kabarettist
- Felix de Weldon (1907–2003), austroamerikanischer Bildhauer
- Paul Weis (1907–1991), Jurist des Völker- und Asylrechts
- Lili Werner-Rizzolli (1907–1992), Operettensängerin und Schauspielerin
- Paula Wessely (1907–2000), Schauspielerin
- George Winter (1907–1982), österreichisch-US-amerikanischer Bauingenieur, Hochschullehrer
- Käthe Wolf (1907–1967), austroamerikanische Kinderpsychologin
- Fritz Wotruba (1907–1975), Bildhauer
- Rosalie Wunderlich (1907–1990), Botanikerin und Embryologin
- Fred Zinnemann (1907–1997), österreichisch-US-amerikanischer Filmregisseur

#### 1908
- Carlo Abarth (1908–1979), in Italien lebender Automobilrennfahrer und Tuner
- Erich Bielka (1908–1992), Diplomat, ehemaliger Bundesminister für Auswärtige Angelegenheiten
- Gerti Deutsch (1908–1979), österreichisch-britische Fotografin
- Franz Dusika (1908–1984), Radrennfahrer
- Gottfried von Freiberg (1908–1962), Hornist
- Herta Freitag (1908–2000), österreichisch-US-amerikanische Mathematikerin
- Erik Frey (1908–1988), Schauspieler
- Eduard Frühwirth (1908–1973), Fußballspieler und -trainer
- Hans Eberhard Goldschmidt (1908–1984), Verleger und Antiquar
- Amon Göth (1908–1946), KZ-Kommandant
- Hans Grassl (1908–1980), Bauingenieur
- Karl Gruber (1908–1958), Politiker
- Alfred Guth (1908–1996), austroamerikanischer Schwimmer
- Johann Hoffmann (1908–1974), Fußballspieler
- Herbert von Karajan (1908–1989), Dirigent
- Ruth Körner, geboren als Elisabeth Schwarz (1908–1995), Autorin
- Otto Kurz (1908–1975), österreichisch-britischer Kunsthistoriker, Orientalist und Hochschullehrer
- Hans Lang (1908–1992), Komponist
- Gertrude Langer, geborene Fröschel (1908–1984), österreichisch-australische Kunsthistorikerin
- Ella Lingens-Reiner (1908–2002), Juristin und Ärztin, Gerechte unter den Völkern
- Oswald Lutz (1908–1974), Komponist, Geiger, Kritiker und Musikpädagoge
- Aenne Michalsky (1908–1986), Opernsängerin
- Karl Pannos (1908–1944), Turner
- Josef Petrak (1908–1979), Liedtexter und Komponist
- Franz Reichert (1908–1998), Schauspieler, Regisseur und Theaterintendant
- Kamila Rosenbaumová (1908–1988), tschechoslowakische Tänzerin und Choreographin
- Lotte von Schaukal (1908–1993), Übersetzerin und Herausgeberin
- Erich Schmid (1908–1984), Maler und Grafiker
- Otto Skorzeny (1908–1975), Offizier der Waffen-SS, führte Kommandoeinsätze im Zweiten Weltkrieg durch
- Christopher Tietze (1908–1984), österreichisch-US-amerikanische Arzt und Demograf
- Josef Toch (1908–1983), Schriftsteller
- Friedrich Torberg (1908–1979), Schriftsteller, Journalist, Publizist, Drehbuchautor und Herausgeber
- Edith Tudor-Hart, geborene Suschitzky (1908–1973), österreichisch-britische Fotografin und KGB-Agentin
- Johann Wana (1908–1950), Fußballspieler
- Hans Weigel (1908–1991), Schriftsteller und Theaterkritiker
- Ruth Weiss (1908–2006), Lehrerin, Journalistin, Lektorin, Augenzeugin des chinesischen Bürgerkriegs
- Walter Wodak (1908–1974), Diplomat
- Karl Anton Wolf (1908–1989), Maler und Bildhauer
- Alfred Zeller (1908–1976), Agrikulturchemiker, Pflanzenphysiologe, Hochschullehrer
- Luise Pompe (1908–2022), Altersrekordlerin

#### 1909
- Ludwig Babinski (1909–1990), Jazz- und Unterhaltungsmusiker
- Franz Böheim, gebürtig Franz Böhm (1909–1963), Schauspieler
- Karl Bohmann (1909–1999), Motorradrennfahrer
- Katharina Boll-Dornberger (1909–1981), österreichisch-deutsche Physikerin
- Johann Wolfgang Breitenbach (1908–1978), Chemiker und Hochschullehrer
- Robert Breuer (1909–1996), austroamerikanischer Journalist und Musikkritiker
- Franziska Cechal (1909–2002), Gerechter unter den Völkern
- Willi Boskovsky (1909–1991), Geiger und Dirigent
- Margit Doppler, geb. Margit Kovács (1909–2001), Illustratorin und Plakatkünstlerin
- Peter Drucker (1909–2005), Pionier der Managementlehre
- Franz Essel (1909–1973), Schauspieler, Theaterregisseur und Hörspielsprecher
- Hertha Firnberg (1909–1994), erste sozialdemokratische Ministerin Österreichs
- Alois Forer (1909–2001), Organist, Organist der Hofburgkapelle
- Georg Friedel (1909–1978), Entomologe und Ingenieur
- Hermine Frühwirth (1909–1991), Architektin
- Miep Gies (1909–2010), Gefährtin von Anne Frank
- Ernst Gombrich (1909–2001), Kunsthistoriker, der am Warburg Institute in London wirkte
- Robert Grün (1909–1975), Schriftsteller
- Anna-Maria Haas (1909–1996), Gerechte unter den Völkern
- Karl Hartl (1909–1979), Politiker, Diplomat und Schriftsteller
- Rudolf Häuser (1909–2000), Politiker, Bundesminister und Vizekanzler
- Hans Holt (1909–2001), Schauspieler
- Michael Horatczuk (1909–1977), Jesuit, katholischer Theologe und Autor
- Fritz Jahoda (1909–2008), österreichisch-US-amerikanischer Pianist und Dirigent
- Karl Kirchberger (1909–1956), Eishockey-Nationalspieler
- Rudolf Kompfner (eigentlich Kömpfner, 1909–1977), österreichisch-britischer Ingenieur, Miterfinder der Wanderfeldröhre
- Erich Kunz (1909–1995), Opernsänger (Bariton)
- Harald Langer-Hansel (1909–1998), Jurist und Beamter des Handelsministeriums
- Josefine Lauterbach (1909–1972), Mittelstreckenläuferin, Handballerin und Fußballerin
- Karl Lederer (1909–1944), Jurist und Widerstandskämpfer gegen das Dritte Reich
- Boško Milenković (1909–1955), jugoslawischer Automobilrennfahrer
- Karl Mühlhauser (1909–1979), Politiker
- Vladimír Neff (1909–1983), tschechischer Schriftsteller, Übersetzer, Drehbuchautor
- Albin Neumann (Künstlername Allan, 1909–1990), Zauberkünstler
- Willibrord Neumüller (1909–1978), Lehrer, Gelehrter und Schriftsteller
- Fritz Polcar (1909–1975), Politiker (ÖVP)
- Felix Pollak (1909–1987), austroamerikanischer Schriftsteller, Übersetzer und Bibliothekar
- Fred Rauch (1909–1997), Sänger, Texter sowie Radiomoderator
- Franz Reisz (1909–1984), österreichisch-US-amerikanischer Illustrator
- Karl Schäfer (1909–1976), Eiskunstläufer
- Karl Schönböck (1909–2001), Schauspieler
- Kurt L. Schwarz (1909–1983), Antiquar und Kunsthistoriker
- Wolfgang Speiser (1909–1994), Rechtsanwalt und Erwachsenenbildner
- Wilhelm Stemmer (1909–1984), Politiker (SDAP/SPÖ) und Lehrer
- Franz Stoß (1909–1995), Schauspieler, Regisseur, Direktor des Theaters in der Josefstadt
- Hans E. Suess (1909–1993), physikalischer Chemiker und Kernphysiker
- Johann Tauscher (1909–1979), Feldhandballspieler
- Alfred Uhl (1909–1992), Komponist und Dirigent
- Stephan Verosta (1909–1998), Völkerrechtler und Diplomat
- Cilli Wang (1909–2005), Kabarettistin und Tänzerin
- Rudolf Wertz (1909–1966), Arzt und Gerechter unter den Völkern
- Fritz Valjavec (1909–1960), Historiker
- August Vogl (1909–1994), Chirurg und Anthropologe
- Wilhelm Waneck (1909–nach 1974), Gruppenleiter im Nachrichtendienst des Reichssicherheitshauptamts
- Frank Zwillinger (1909–1989), Schriftsteller

#### 1910

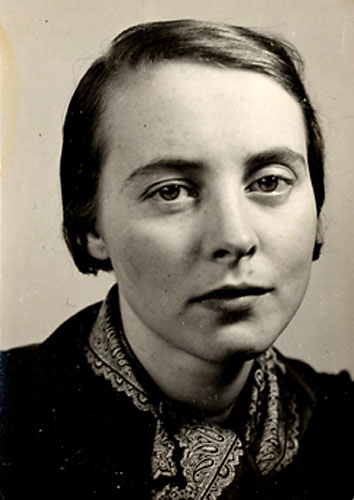
Hanna Berger
(1910–1962)

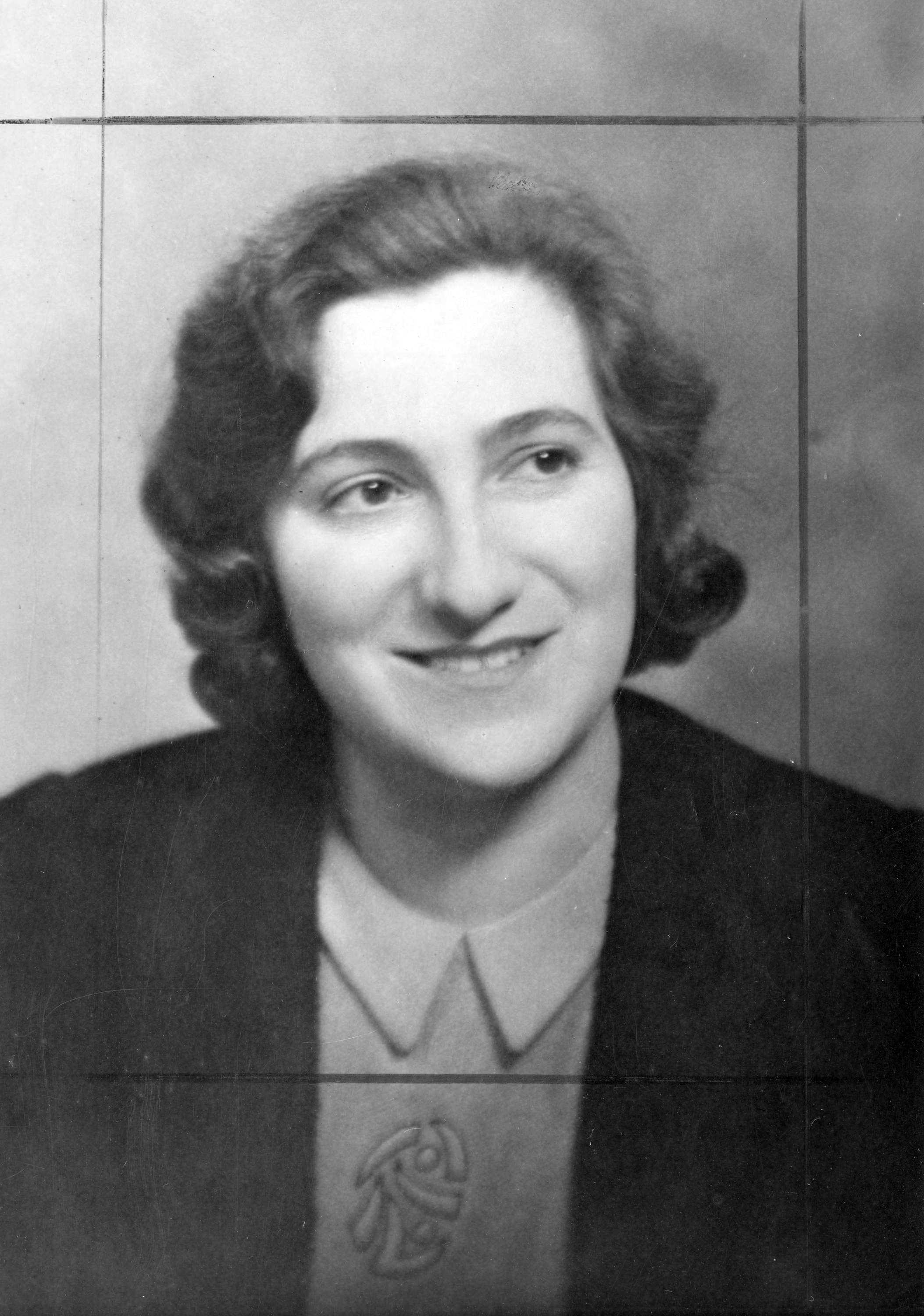
Ida Halpern
(1910–1987)

- Karl Adamek (1910–2000), Fußballspieler und -trainer
- George Aldor (1910–1999), US-amerikanischer Verleger
- Franz Alt (1910–2011), österreichisch-US-amerikanischer Mathematiker, Informatiker
- Heinrich Appelt (1910–1998), Historiker und Diplomatiker
- Franzi Ascher-Nash (1910–1991), österreichisch-amerikanische Musikkritikerin
- John Banner (1910–1973), Schauspieler, 1938 in die USA emigriert
- Hanna Berger (1910–1962), Tänzerin, Choreografin, Pädagogin, Regisseurin, Theaterleiterin, Autorin und Nazigegnerin
- Otto Binder (1910–2005), Generaldirektor
- Anton Burghardt (1910–1980), Wirtschaftssoziologe und katholischer Sozialreformer
- Margit Czernetz (1910–1996), Politikerin (SPÖ) und Widerstandsaktivistin
- Emanuel Edel (1910–1991), Arzt und Kommunist
- Wolfgang Foges (1910–1986), österreichisch-britischer Verleger
- Ferdinand Gerstner (1910–1979), Diplomingenieur für Maschinenbau und Verfahrenstechnik
- Francis Golffing (1910–2012), austroamerikanischer Schriftsteller
- Wilhelm Gründorfer (1910–2000), Kommunist, Arzt und Journalist
- Willibald Hahn (1910–1999), Fußballspieler und -trainer
- Ida Halpern, geborene Ruhdörfer (1910–1987), österreichisch-kanadische Musikwissenschaftlerin
- Herbert Hassinger (1910–1992), Historiker
- Franz Jachym (1910–1984), Weihbischof von Wien
- Elisabeth Kallina (1910–2004), Kammerschauspielerin
- Josef Kamenitzky Steiner (1910–1981), Maler
- Johann M. Kauffmann (1910–1965), Orgelbauer und Domorgelbaumeister
- Walter Krause (1910–2007), Mediziner und Hochschullehrer
- Hilde Krones (1910–1948), Politikerin
- Hilde Kurz (1910–1981), österreichisch-britische Kunsthistorikerin
- Felix Landau  (1910–1983), SS-Hauptscharführer
- Marie Langer (1910–1987), österreichisch-argentinische Psychoanalytikerin und Ärztin
- Charlotte Leitmaier (1910–1997), Juristin
- Bogislav von Lindheim (1910–1971), deutscher Anglist
- Robert Mühlher (1910–2003), Germanist und Literaturwissenschaftler
- Etta Neumann (1910–1990), Tennis- und Tischtennisspielerin
- Franz Olah (1910–2009), Politiker und Gewerkschafter
- Ambros Josef Pfiffig (1910–1998), Etruskologe
- Grete Rehor (1910–1987), Politikerin (ÖVP); erste österreichische Ministerin
- Edwin Rosner (1910–2011), Medizinalrat und Autor
- Oscar Roth (1910–1981), österreichischer-US-amerikanischer Mediziner und Offizier
- Alois Schnabel (1910–1982), Feldhandballspieler
- Ilse Schneider (1910–1991), deutsche Kunsterzieherin und Malerin
- Erwin Straus (1910–1966), Komponist
- Eduard Strauss II (1910–1969), Dirigent
- Max Thurn (1910–1991), Ökonom
- Luise Ullrich (1910–1985), deutsch-österreichische Schauspielerin
- Hedwig Urach (1910–1943), österreichische Schneiderin und Widerstandskämpferin
- Adolf Adi Vogl (1910–1993), Fußballspieler, Angehöriger des Wunderteams
- Lisl Weil (1910–2006), österreichisch-US-amerikanische Graphikerin und Schriftstellerin
- Robert Weisz (1910–1987), Politiker, Volksanwalt der Republik Österreich
- Susi Witt (1910–1989), Schauspielerin
- Wilfried Zeller-Zellenberg (1910–1989), Buchillustrator und Autor

### 1911–1920

#### 1911
- Karl Ammer (1911–1970), österreichischer Sprachwissenschaftler, Indologe und Hochschullehrer
- Robert Anhegger (1911–2001), deutscher Germanist und Turkologe
- Carl Appel (1911–1997), Architekt
- Etta Becker-Donner (1911–1975), Ethnologin
- Robert Beinlich (1911–1962), Fußballschiedsrichter
- Fritz Bock (1911–1993), Politiker; Mitbegründer der ÖVP
- Alice Brandt (1911–1986), Schauspielerin
- Walter Edhofer (1911–1971), Schauspieler und Résistancekämpfer
- Walter Engel (1911–1990), austroamerikanischer Journalist und Schauspieler
- Ernst Essel (1911–1984), Schauspieler
- Kurt Farbowsky (1911–1999), Diplomat
- Heinz von Foerster (1911–2002), Mitbegründer der kybernetischen Wissenschaft
- Margarete Fries (1911–2012), Schauspielerin
- Alfred Geiringer (1911–1996), österreichisch-britischer Journalist
- Anna Hand (1911–1987), Widerstandskämpferin und KPÖ-Funktionärin
- Leopold Hawelka (1911–2011), Cafétier
- Richard Herzog (1911–1999), österreichisch-US-amerikanischer Physiker
- Fritz Hochwälder (1911–1986), Schriftsteller
- Walter Hollitscher (1911–1986), Philosoph, Marxist und Psychoanalytiker
- Willibald Jentschke (1911–2002), Kern- und Teilchen-Physiker, Begründer des DESY
- Anna Maria Jokl (1911–2001), österreichisch-israelische Schriftstellerin
- Fritz Kalmar (1911–2008), Exilautor und General-Honorarkonsul in Uruguay
- Teddy Kollek (1911–2007), israelischer Politiker
- Bruno Kreisky (1911–1990), Politiker
- Anton Krenn (1911–1993), Fußballspieler, Medaillengewinner bei Olympia
- Herta Natzler (1911–1985), austroamerikanische Schauspielerin
- Hans Franz Neubauer (1911–1989), deutsch-österreichischer Botaniker und Hochschullehrer
- Anton Perwein (1911–1981), Feldhandballspieler
- Johann Pesser (1911–1986), Fußballspieler und -trainer
- Marcel Prawy (1911–2003), Dramaturg und Opernkritiker
- Alfred Preis (1911–1994), austroamerikanischer Architekt
- Otto Probst (1911–1978), Politiker (SPÖ), Verkehrsminister und Nationalrat
- Rudolf Raftl (1911–1994), Fußballtorwart
- Lilly Joss Reich (1911–2006), österreichisch-US-amerikanische Fotografin
- Hans Riedl (1911–nach 1932), Segler
- Franz Roth (1911–1943), Fotograf
- Heinz Sandauer (1911–1979), Dirigent, Komponist und Schriftsteller
- Fritz Schajowicz (1911–1992), emigrierter Knochenpathologe
- Emil Schieche (1911–1985), Historiker und Archivar
- Ernest Schimmel (1911–1977), Architekt, Maler und Grafiker
- Ludwig Schuberth (1911–1989), Feldhandballspieler
- Franz Schüßler (1911–1942), Eishockeyspieler
- Gottfried W. Stix (1911–2010), Dichter und Literaturhistoriker
- Hilde Spiel (1911–1990), Journalistin und Schriftstellerin
- Federica Spitzer (1911–2002), Überlebende des Holocaust, Schriftstellerin und Aktivistin
- Edmund Stierschneider (1911–1995), Maler, Kunstlehrer und Zeitungsverleger
- Erich Strauss (1911–1981), britischer Ökonom österreichischer Abstammung
- Oskar Weihs (1911–1978), Politiker, Bundesminister
- Otto Wiener (1911–2000), Opernsänger
- Hans Zeisner (1911–1978), Komponist, Geiger und Kapellmeister

#### 1912

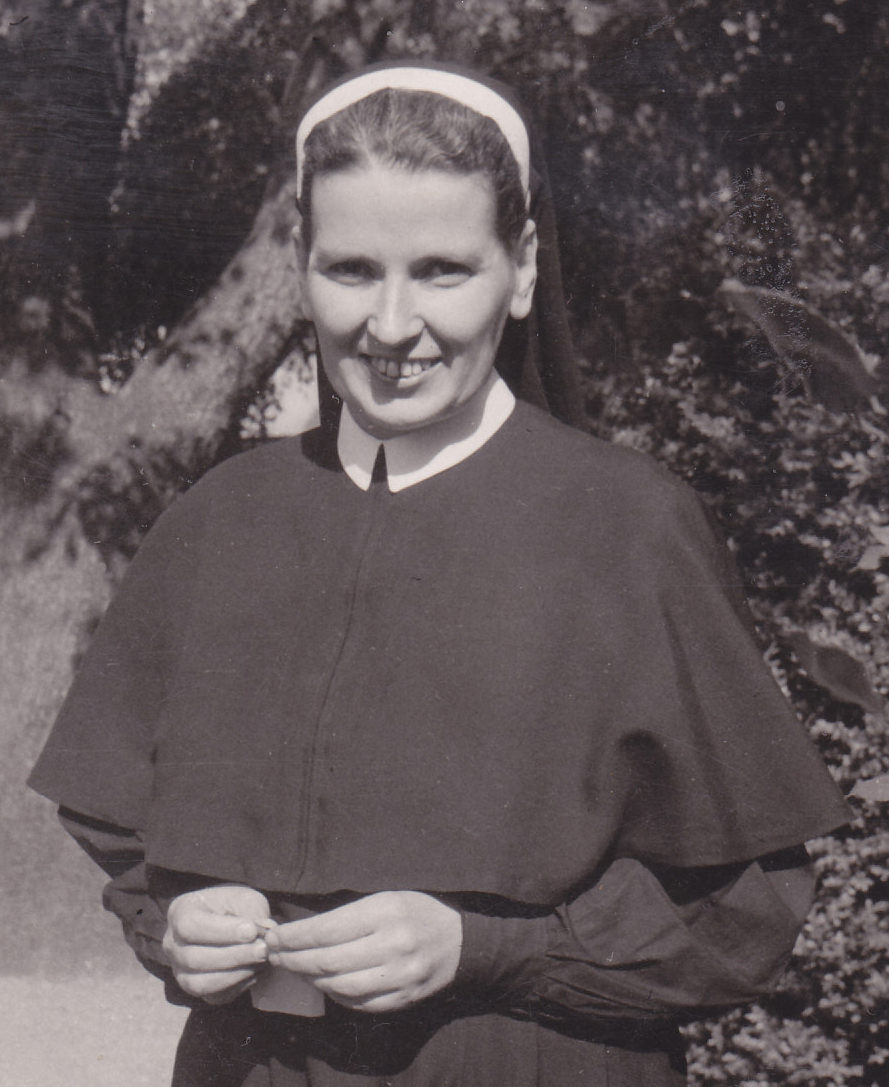
Margarete Schörl
(1912–1991)

- John Albert (1912–1981), austroamerikanischer Journalist
- Jean Améry (1912–1978), Schriftsteller
- Anton Benya (1912–2001), Elektromechaniker, Gewerkschafter und Politiker (SPÖ)
- Friedrich Donenfeld (1912–1976), Fußballspieler und -trainer
- Heinrich Drimmel (1912–1991), Politiker und Jurist
- Otto Falvay (1912–unbekannt), Sänger
- Walter Geyerhahn (1912–1990), brasilianischer Buchhändler und Verleger
- Paul Hofmann (1912–2008), österreichisch-US-amerikanischer Journalist
- Emil Juracka (1912–1944), Feldhandballspieler
- Franz Eugen Klein (1912–1944), Dirigent an der Wiener Staatsoper, Komponist, Pianist
- Károly Kővári (1912–1978), ungarischer Wintersportler
- Josef Kripsch (1912–?), SS-Obersturmführer und Leiter der SD-Außenstelle Scheibbs
- Eduard Edi Lang (1912–1995), Schausteller, Unternehmer
- Hermann Langbein (1912–1995), kämpfte im spanischen Bürgerkrieg auf der Seite der Internationalen Brigaden
- Erich Leinsdorf (1912–1993), österreichisch-US-amerikanischer Dirigent
- Antonia Mück, geb. Pospichal (1912–1942), Arbeiterin, Widerstandskämpferin gegen den Nationalsozialismus
- Barbara Pflaum, geborene Gebhardt (1912–2002), Fotografin und Fotojournalistin
- Elisabeth Philipp (1912–1988), Physikerin
- Karl Rix (1912–1989), Maler und Grafiker
- Trude Rosen, geboren als Gertrude Rosenstock (1912–1995), Schauspielerin
- Elizabeth Scheu Close (1912–2011), Architektin
- Alfred Schmalzer (1912–1944), Handballspieler
- Leopold Schmidt (1912–1981), Volkskundler, Kulturwissenschaftler und Erzählforscher
- Margarete Schörl (1912–1991), Pädagogin, Klosterfrau
- Ludwig Schwarzer (1912–1989), Maler
- Felix Slavik (1912–1980), Politiker
- Elisabeth Söderberg (1912–1991), Malerin, Grafikerin und Schriftstellerin
- Kurt Steiner (1912–2003), österreichisch-US-amerikanischer Politikwissenschaftler, Hochschullehrer
- Lilly Stepanek (1912–2004), Schauspielerin
- Wolfgang F. Stolper (1912–2002), österreichisch-US-amerikanischer Ökonom, Hochschullehrer
- Franz Strahammer (1912–1995), Bildhauer
- Herbert Tichy (1912–1987), Reiseschriftsteller, Geologe, Journalist und Bergsteiger
- Bruno Uher (1912–1976), Komponist
- Walter Wasservogel (1912–1986), Musiker, Komponist und Arrangeur
- Ernst Weiss (1912–1997), Profiboxer, Europameister
- Erwin Weiss (1912–2004), Komponist
- Gusti Wolf (1912–2007), Kammerschauspielerin
- Hans Zehetner (1912–1942), Handballspieler

#### 1913
- Franz Antel (1913–2007), Filmregisseur, Drehbuchautor, Filmproduzent
- Ady Berber (1913–1966), Freistilringer und Schauspieler
- Lilly Bruck (1913–2020), österreichisch-US-amerikanische Sozialpädagogin
- Heinz Conrads (1913–1986), Schauspieler, Conférencier und Wienerlied-Interpret
- Johann Fellinger (1913–1988), Gewerkschafter und Politiker
- Otto John Firestone (1913–1993), kanadischer Ökonom
- Harry Fuss (1913–1996), Schauspieler
- Herbert Gruber (1913–1999), Filmproduzent und Firmenmanager
- Viktor Hammer (1913–1986), Bildhauer
- Josef Hans (1913–1985), Politiker
- Edith Hauer (1913–2004), Gerechte unter den Völkern
- Josefine Hawelka (1913–2005), Kaffeehausbetreiberin, Ehefrau von Leopold Hawelka
- Kurt Hirsch (1913–1999), Publizist
- Franz Horr (1913–1974), Politiker und Präsident des Wiener Fußballverbandes
- Heinz Kohut (1913–1981), deutscher Psychologe, begründete die selbstpsychologische Richtung der Psychoanalyse
- Edith Kraus (1913–2013), israelische Pianistin
- Astrid Krebsbach (1913–1995), deutsche Tischtennisspielerin
- Anton Leeb (1913–2008), Generaltruppeninspektor des Bundesheeres
- Mira Lobe (1913–1995), Kinderbuchautorin
- Franz Mayer (1913–1977), Schneider und Politiker, Mitglied des Bundesrates
- Josef Meinrad (1913–1996), Kammerschauspieler
- Erwin Melichar (1913–2000), Jurist und Präsident des Verfassungsgerichtshofs der Republik Österreich
- Ludwig Merwart (1913–1979), Maler und Grafiker
- Alfred Mohr (1913–unbekannt), Radrennfahrer
- Blanche Christine Olschak (1913–1989), Sozialwissenschaftlerin und Tibetologin
- Anastáz Opasek (1913–1999), Erzabt des Klosters Břevnov
- Adolf K. Placzek (1913–2000), Bibliothekar und Architekturhistoriker
- Eric Pohlmann (1913–1979), nach Großbritannien emigrierter Schauspieler
- Kurt Ponger (1913–1979), österreichisch-US-amerikanischer Journalist
- Walter A. Rosenblith (1913–2002), österreichisch-amerikanischer Biophysiker
- Herta Rosmini (1913–unbekannt), Skirennläuferin
- Lilly von Sauter (1913–1972), Schriftstellerin und Übersetzerin
- Eva Schmidt-Kolmer (1913–1991), österreichisch-deutsche Medizinerin und Hochschullehrerin
- Hans Schneider (1913–1993), Eishockeyspieler
- Robert Schollum (1913–1987), Komponist und Dirigent
- Fritz Schwager (1913–1966), Politiker
- Gustav Slanec (1913–1974), Eisschnellläufer
- Bil Spira (1913–1999), österreichisch-französischer Illustrator und Karikaturist
- Karl R. Stadler, geboren als Karl Rudolf Stavaritsch (1913–1987), Historiker
- Josef Stroh (1913–1991), Fußballspieler und -trainer
- Heinrich Treichl (1913–2014), Bankier
- Martha Weiser (1913–2008), Politikerin
- Helmuth Zapfe (1913–1996), Paläontologe

#### 1914

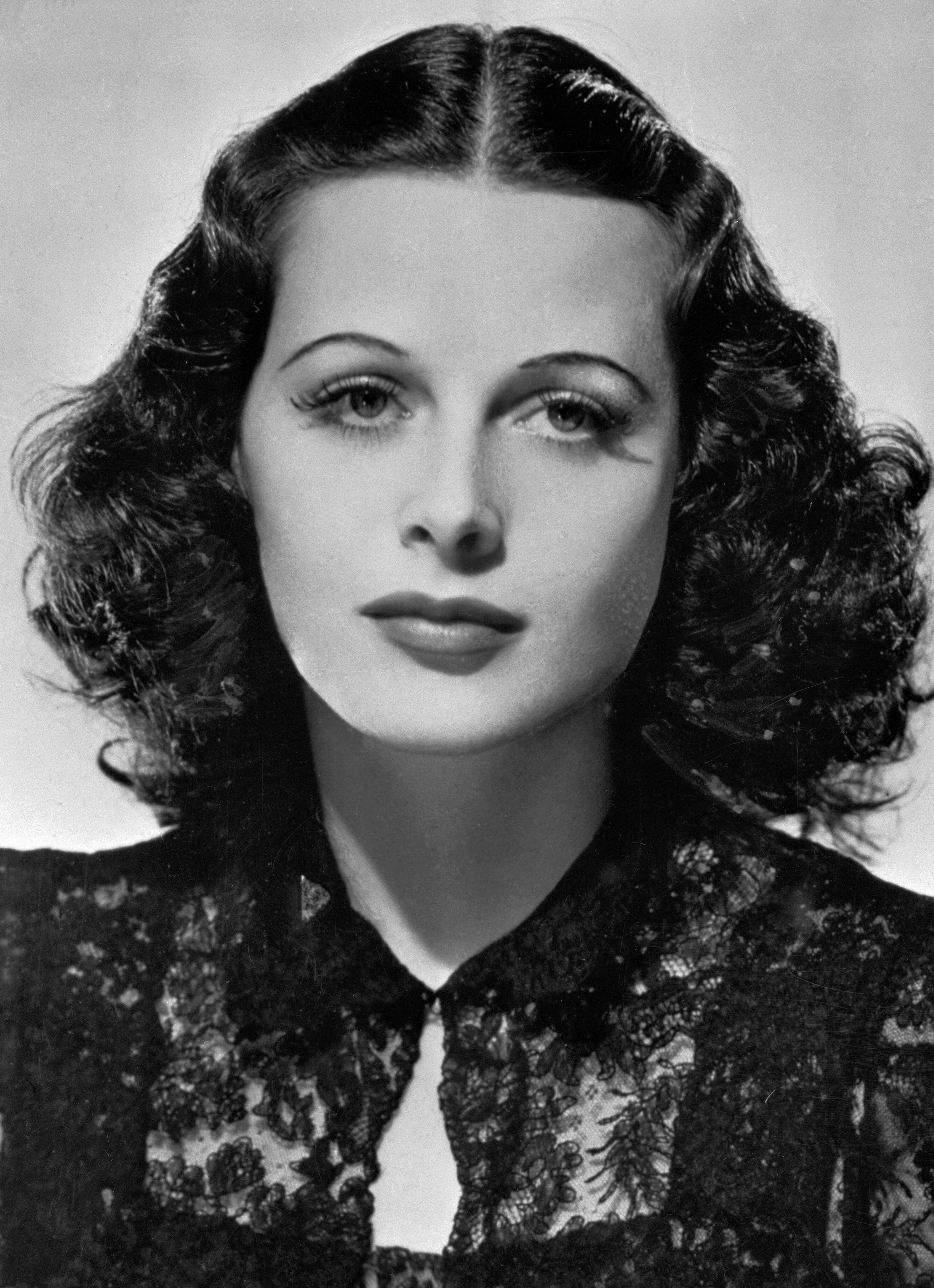
Hedy Lamarr
(1914–2000)

- Isolde Ahlgrimm (1914–1995), Cembalistin
- Erica Anderson (1914–1976), österreichisch-amerikanische Fotografin, Kamerafrau und Dokumentarfilmerin
- Mila Bjelik (1914–1991), Malerin und Grafikerin
- Hans Bock (1914–2002), Politiker
- Robert Nikolaus Braun (1914–2007), Allgemeinmediziner
- Michael Danzinger (1914–2007), Pianist, Unterhaltungskünstler und Komponist
- Ernst Federn (1914–2007), Psychoanalytiker und trotzkistischer Widerstandskämpfer
- Cäcilia Fischer (1914–2001), Benediktinerin, Äbtissin der Abtei St. Gabriel
- Leo Glueckselig (1914–2003), austroamerikanischer Illustrator und Grafiker
- Wilhelm Graetzer (Guillermo Graetzer, 1914–1993), argentinischer Komponist, Musikpädagoge und -wissenschaftler
- Friedrich Hacker (1914–1989), österreichisch-US-amerikanischer Psychiater, Psychoanalytiker und Aggressionsforscher
- Edith Hahn Beer (1914–2009), Juristin
- Wilhelm Hahnemann (1914–1991), Fußballspieler und -trainer
- Rudolf Hausner (1914–1995), Maler und Graphiker und bedeutender Vertreter der Wiener Schule des Phantastischen Realismus
- Friedrich Hedrich (1914–1944), Radiotechniker, Widerstandskämpfer gegen das NS-Regime
- Maria Hlawka (1914–2005), Politikerin
- Otto Hoffmann-Ostenhof (1914–1992), Biochemiker und Hochschullehrer
- Herbert Hunger (1914–2000), Byzantinist und Hochschullehrer
- Otto Koenig (1914–1992), Verhaltensforscher, Zoologe und Schriftsteller
- Dora Komar (1914–2006), Tänzerin, Filmschauspielerin und Opernsängerin
- Karl Kotratschek (1914–1941), Leichtathlet
- Vojtěch Kubašta (1914–1992), tschechischer Architekt und Maler
- Hedy Lamarr (1914–2000), Schauspielerin und Erfinderin
- Ernst Landl (1914–1983), Jazz- und Unterhaltungsmusiker
- Willy Lorenz (1914–1995), Schriftsteller und Verleger
- Fiorenzo Marini (1914–1991), italienischer Fechter
- Hilde Meisel, Hilda Monte (1914–1945), Sozialistin und Publizistin
- Georg von Metaxa (1914–1944), Tennisspieler
- Herta Mohr (1914–1945), Ägyptologin
- Maria Müller-Lussnigg (1914–2012), Schauspielerin, Radiomoderatorin und Schriftstellerin
- Ferdinand Muschik (1914–2013), Leichtathlet
- Ruth Neuberger-Donath (1914–2009), österreichisch-israelische Philologin
- Friedrich Nowakowski (1914–1987), Jurist, Staatsanwalt
- Ricardo Odnoposoff (1914–2004), österreichisch-US-amerikanischer Musiker (Violine)
- Max Ferdinand Perutz (1914–2002), österreichisch-englischer Chemiker
- George F. Rohrlich (1914–1995), austroamerikanischer Ökonom und Hochschullehrer
- Erwin Scharf (1914–1994), Politiker und Gründer der Partei der Links-Sozialisten
- Gretl Schörg (1914–2006), Sängerin
- Karl Schwetter (1914–2002), Schauspieler und Filmproduktionsleiter
- Dora Thaler (1914–1970), Schriftstellerin
- Andreas Tietze (1914–2003), Turkologe und Hochschullehrer
- Marianne Türk (1914–2003), Medizinerin, verurteilte Kinder-Euthanasie-Täterin
- Fritz Walden (1914–1992), Publizist, Kulturredakteur sowie Film-, Literatur-, Musik- und Theaterkritiker
- Waluliso (1914–1996), Friedensaktivist und stadtbekanntes Original in Wien
- Karl Wazulek (1914–1958), Eisschnellläufer
- Frida Weber de Kurlat (1914–1981), argentinische Hispanistin
- Peter Wehle (1914–1986), Komponist, Autor und Kabarettist
- Thomas Weihs (1914–1983), Arzt, Bauer und Heilpädagoge

#### 1915
- Rudolf Appel (1915–1967), Politiker, Abgeordneter zum Nationalrat und Mitglied des Bundesrates
- Hans Battista (1915–1995), Mediziner und SS-Führer
- Herma Bauma (1915–2003), Leichtathletin und Handballerin
- Karl Bednarik (1915–2001), Maler und Schriftsteller
- Paul Blau (1915–2005), Chefredakteur und Publizist
- Christine Busta (1915–1987), Lyrikerin
- Margarete Ehrlich (1915–2007), austroamerikanische Physikerin
- Ernst Frey (1915–1994), Legionär und Autor
- Gerhard Frey (1915–2002), Philosoph und Wissenschaftstheoretiker
- Heinrich Gross (1915–2005), Arzt, Stationsleiter der „Reichsausschuß-Abteilung“ an der Wiener „Euthanasie“-Klinik Am Spiegelgrund
- Josef Hendrichs (1915–2009), Schauspieler und Hörspielsprecher
- Stella K. Hershan (1915–2014), Schriftstellerin
- Wilhelm Höttl (1915–1999), Mitarbeiter im Reichssicherheitshauptamt sowie Schulleiter
- Walter Jurecka (1915–1994), Bauingenieur
- Felix Kaspar (1915–2003), Eiskunstläufer
- Frank William Kolmin (1915–2002), US-amerikanischer Ökonom
- Kurt Koppel (1915–nach 1945), Funktionär der KPÖ, V-Mann und Gestapo-Agent
- Franz Müller (1915–1999), Politiker, Mitglied des Bundesrates, Abgeordneter zum Nationalrat
- Kurt Nachmann (1915–1984), Drehbuchautor, Regisseur und Schauspieler
- Rosemarie Ostwald (1915–1984), österreichisch-US-amerikanische Biochemikerin und Hochschullehrerin
- Adolf Papp (1915–1983), Paläontologe
- Margarethe Poch-Kalous (1915–1974), Kunsthistorikerin
- Fred Pressburger (1915–1998), österreich-US-amerikanischer Filmschaffender
- Mimi Reinhardt (1915–2022), Sekretärin
- Georg Scheuer (1915–1996), Widerstandskämpfer, Journalist und Publizist
- Wolfgang Schneiderhan (1915–2002), Musiker (Violine)
- Emmerich Schrenk (1915–1988), Schauspieler
- Alice Schwarz-Gardos (1915–2007), israelische Journalistin
- Frieda Sembach-Krone (1915–1995), deutsche Artistin und Zirkusdirektorin
- Mona Lisa Steiner (1915–2000), Tropenbotanikerin
- Gerta Stern (1915–2018), Schauspielerin und Kosmetikerin
- Heinrich Strobele (1915–1993), Schauspieler
- Carl Szokoll (1915–2004), Widerstandskämpfer, Autor, Verleger und Filmproduzent
- Hermann Vetters (1915–1993), Archäologe
- Jaroslav Volak (1915–??), Feldhandballspieler
- Gustav Wendelberger (1915–2008), Botaniker

#### 1916
- Maxi Böhm (1916–1982), Schauspieler und Kabarettist
- Christian Broda (1916–1987), Politiker (SPÖ)
- Gertrud Burgsthaler-Schuster (1916–2004), Opernsängerin und Gesangspädagogin
- Rudolf Christ (1916–1982), Opernsänger (Tenor)
- Hertha Feiler (1916–1970), Schauspielerin
- Robert Freitag (1916–2010), österreichisch-schweizerischer Schauspieler und Regisseur
- Joseph Fürst (1916–2005), Schauspieler
- Ernst Haeusserman (1916–1984), Schauspieler, Regisseur, Burgtheaterdirektor und Direktor des Theaters in der Josefstadt
- Erika Hanel (1916–1965), Journalistin, Schriftstellerin und Übersetzerin
- Josef Hindels (1916–1990), Widerstandskämpfer im Dritten Reich
- Erich Huber (1916–1996), Bildender Künstler und Pädagoge
- Gerti Kammerzell (1916–1973), Schauspielerin
- Friederike Klauner (1916–1993), Kunsthistorikerin
- Edith Kramer (1916–2014), österreichisch-US-amerikanische Malerin und Pionierin der Kunsttherapie
- Robert Lindner (1916–1967), Schauspieler
- Franzi Löw (1916–1997), Widerstandskämpferin gegen den Nationalsozialismus
- Wilhelm Löwinger (1916–2013), Eisschnellläufer
- Willy Mattes (1916–2002), Komponist, Arrangeur und Dirigent
- Maria Metzker (1916–2010), Politikerin (SPÖ), Abgeordnete zum Nationalrat
- Gertrude Müller (1916–1944), Kontoristin und NS-Widerstandskämpferin
- Herbert Mytteis (1916–1967), Jazz- und Unterhaltungsmusiker
- Erika Pelikowsky (1916–1990), Schauspielerin
- Edeltrud Posiles (1916–2016), „Gerechte unter den Völkern“
- Friedrich Rennhofer (1916–1987), Theologe, Historiker und Bibliothekar
- Karl Rössel-Majdan (1916–2000), Kulturwissenschaftler, Anthroposoph und Widerstandskämpfer gegen das NS-Regime
- Stella Rotenberg (1916–2013), Schriftstellerin und Lyrikerin
- Otto Schulmeister (1916–2001), Publizist, langjähriger Chefredakteur
- Ernst Schwarz (1916–2003), Sinologe, Schriftsteller und Übersetzer
- Karl Stephani (1916–1994), Offizier und Politiker, Staatssekretär
- Sophie Templer-Kuh (1916–2021), Ehrenvorsitzende der Internationalen Otto Gross Gesellschaft e. V.
- Hans Ungar (1916–2004), Buchhändler
- Wilhelm Weber (1916–2005), Nationalökonom, Hochschullehrer
- Josef Wurm (1916–1981), Eishockeytorwart, WM-Bronzemedaillengewinner

#### 1917
- Fritz Aurada (1917–2004), Kartograph, Geograph und Autor
- Erwin Axer (1917–2012), polnischer Theaterregisseur
- Carlo Böhm (1917–1997), Schauspieler
- Hans Braun (1917–1992), Opernsänger
- Martin Deutsch (1917–2002), österreichisch-US-amerikanischer Physiker und Hochschullehrer
- Otto Edelmann (1917–2003), Opernsänger (Bassbariton)
- Otto Eiselsberg (1917–2001), Diplomat
- Gretl Elb (1917–2006), Schauspielerin
- Frederick Gerard Friedlander (1917–2001), britischer Mathematiker österreichischer Herkunft
- Hans-Paul Ganter-Gilmans (1917–1955), deutscher Politiker, Staatssekretär der DDR
- Walter Goldschmidt (1917–1986), Kapellmeister und Komponist
- Gertrude Grob-Prandl (1917–1995), Opernsängerin
- Hilde Güden (1917–1988), Koloratursopranistin und Kammersängerin
- Lisl Handl (1917–1996), österreichisch-US-amerikanische Schauspielerin und Tänzerin
- Walter Klein (1917–1987), österreichisch-deutscher Diplomat der DDR und Schriftsteller
- Martha Kyrle (1917–2017), Medizinerin und Philanthropin
- Bobby Lugano, bürgerlich Kurt Drössler (1917–1994), Unterhaltungskünstler und ORF-Fernsehzauberer
- Ines Mandl (1917–2016), österreichisch-US-amerikanische Biochemikerin
- Erica Mann (1917–2007), österreichisch-britische Architektin und Stadtplanerin
- Georg Franz Meyer (1917–nach 1981), SS-Obersturmführer und Arzt
- Paul Patera, geboren als Paul Deutsch (1917–2004), schwedisch-österreichischer Publizist und Theaterleiter
- Adalbert Pilch (1917–2004), Maler und Graphiker
- Erich Pohl (1917–2002), deutscher Mediziner und Politiker
- Viktor Pollak (1917–1999), tschechisch-österreichisch-kanadischer Medizintechniker, Hochschullehrer
- Theodor Prager (1917–1986), Ökonom und Journalist
- Josef Rambacher (1917–1992), Fußballspieler und -trainer
- Ruth Rogers-Altmann (1917–2015), Malerin und Modedesignerin
- Otto Rösch (1917–1995), Politiker (SPÖ) und Jurist
- Herbert Otto Roth (1917–1994), österreichisch-neuseeländischer Historiker und Bibliothekar
- Eli Sternberg (1917–1988), österreichisch-US-amerikanischer Ingenieurwissenschaftler
- Paul Streeten, geboren als Paul Hornig (1917–2019), Ökonom und Hochschullehrer
- Georg Tintner (1917–1999), österreichisch-neuseeländischer Dirigent
- Ernst Vasovec (1917–1993), Schriftsteller
- Fred Wander (1917–2006), Schriftsteller
- Erika Weihs (1917–2010), österreichisch-US-amerikanische Illustratorin und Malerin
- Karl Wlaschek (1917–2015), Unternehmer
- Herbert Wunsch (1917–1970), Tischtennisspieler

#### 1918

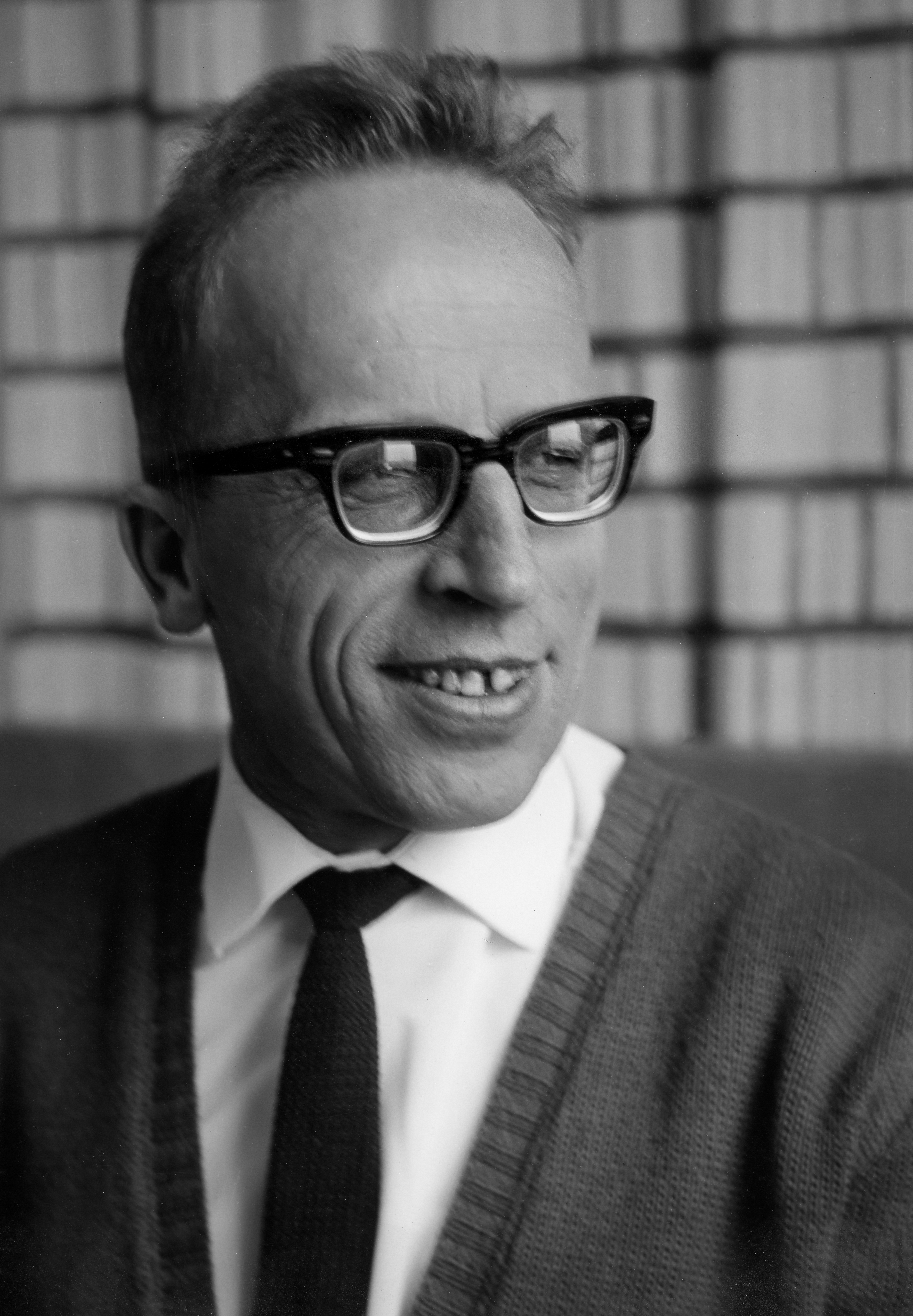
Karl Fischer
(1918–1963)

- Lukas Aurednik (1918–1997), Fußballspieler
- Karl Babor (1918–1964), SS-Hauptsturmführer und Lagerarzt in mehreren Konzentrationslagern
- Peter Blau (1918–2002), österreichisch-US-amerikanischer Soziologe und Hochschullehrer
- Judith Deutsch-Haspel (1918–2004), österreichisch-israelische Schwimmerin
- Karl Fischer (1918–1963), trotzkistischer Politiker und Widerstandskämpfer gegen den Austrofaschismus, Nationalsozialismus und Stalinismus
- Silvia Grohs (1918–2009), Schauspielerin, Tänzerin und Chansonniére
- Walter Grossmann (1918–1992), US-amerikanischer Bibliothekar und Historiker
- Ernst Gruber (1918–1979), deutscher Opernsänger (Heldentenor)
- Dagmar Hermann (1918–1997), Opernsängerin
- Hannes Hoffmann (1918–1988), Operettensänger und Besitzer des Künstlertreffs „Gutruf“
- Karl Kerbach (1918–1994), Fußballspieler
- Gotfrid Köchert (1918–1986), Automobilrennfahrer
- Cissy Kraner (1918–2012), Schauspielerin, Sängerin und Kabarettistin
- Leopold Mayer (1918–2003), Dirigent, Intendant und Musikwissenschaftler
- Max Merkel (1918–2006), Fußballspieler und -trainer
- Walter Niesner (1918–2003), Radiosprecher
- Johanna Pohl-Rüling (1918–2009), Physikerin
- Josef Reich (1918–2006), Politiker, Abgeordneter zum Österreichischen Nationalrat
- Elizabeth Sgalitzer Ettinghausen (1918–2016), österreichisch-US-amerikanische Kunsthistorikerin
- Elisa Springer (1918–2004), österreichisch-italienische Holocaustüberlebende
- Otto Friedrich Winter (1918–2003), Historiker, Archivdirektor und Politiker

#### 1919

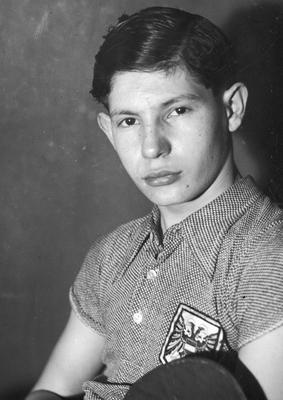
Richard Bergmann
(1919–1970)

- Vera Auer (1919–1996), Akkordeonistin und Vibraphonistin
- Kuno Beller (1919–2010), Entwicklungspsychologe und Pädagoge
- Johann Benda (1919–2012), Eisenbahndesigner
- Walter Berger (1919–1976), Geologe und Paläontologe
- Richard Bergmann (1919–1970), Tischtennisspieler
- Rudolph Carl Blitz (1919–2002), US-amerikanischer Ökonom
- Hermann Bondi (1919–2005), britischer Mathematiker und Kosmologe
- Hermine Braunsteiner-Ryan (1919–1999), Aufseherin in den KZ Ravensbrück und Majdanek
- Frederick Arthur Breier (1919–1975), US-amerikanischer Ökonom
- Heinz Gerstinger (1919–2016), Dramaturg, Schriftsteller und Historiker
- Hans Hermann Groër (1919–2003), römisch-katholischer Bischof, Kardinal
- Hans Hass (1919–2013), Biologe und Tauchpionier
- Kurt Heller (1919–1990), Politiker, Mitglied des Bundesrates
- Fran Hosken (1919–2006), Designerin und Aktivistin
- Hans Keller (1919–1985), britischer Musiker, Musikwissenschaftler und Radiomoderator
- Johann Knobloch (1919–2010), Sprachwissenschaftler
- Karl Kordina (1919–2005), Bauingenieur
- Hans Lebert (1919–1993), Schriftsteller und Opernsänger
- Ingrid Leodolter (1919–1986), Politikerin und Gesundheitsministerin
- Marianne Lunzer (1919–2021), Publizistikwissenschaftlerin und Professorin an der Universität Wien
- Lia Mann (1919–2020), jüdische Schriftstellerin und Aktivistin
- Karl Robert Marz (1919–1977), Komponist, Kapellmeister, Pianist und Übersetzer
- Fritz Muliar (1919–2009), Kammerschauspieler und Regisseur
- Friedl Pöltinger (1919–1997), Opernsängerin und Hochschullehrerin
- Heinz Otto Quilitzsch (1919–1983), Schriftsteller
- Werner Rieder (1919–2006), Elektrophysiker
- Leopold Schmetterer (1919–2004), Statistiker und Wahrscheinlichkeitstheoretiker
- Otto Schweda (1919–2011), Politiker
- Irmgard Seefried (1919–1988), Sopranistin
- Heinz Spielmann (1919–1994), österreichisch-US-amerikanischer Agrarökonom und Hochschullehrer
- Greta W. Stanton (1919–2011), US-amerikanische Sozialarbeitswissenschaftlerin
- Vilma Steindling (1919–1989), Sozialarbeiterin, Kommunistin und Widerstandskämpferin gegen den Nationalsozialismus
- René Taube (1919–2013), Literaturwissenschaftler und Hochschullehrer
- Ernst Topitsch (1919–2003), Philosoph und Soziologe
- Rosa Weber (1919–1967), Politikerin, Nationalrätin
- Franz Wimmer-Lamquet (1919–2010), SS- und Abwehroffizier

#### 1920
- Kurt Adel (1920–2009), Literatur- und Sprachwissenschaftler
- Walter Arlen, geboren als Walter Aptowitzer (1920–2023), österreichisch-US-amerikanischer Musikkritiker, Musikpädagoge und Komponist
- Yosl Bergner (1920–2017), Maler
- Alfred Böhm (1920–1995), Kammerschauspieler
- Lotte Brainin, geboren als Charlotte Sontag (1920–2020), Widerstandskämpferin, Überlebende des Holocausts
- Ruth Deutsch Lechuga (1920–2004), Ärztin, Anthropologin und Fotografin
- Elisabeth Eisler (1920–1976), Keramikerin und Grafikerin
- Fritz Felgenhauer (1920–2009), Prähistoriker
- Richard Frey (1920–2004), chinesischer Arzt und Politiker österreichischer Herkunft
- Anton Fuchs (1920–1995), Schriftsteller
- Hans G. Furth (1920–1999), US-amerikanischer Psychologe und Hochschullehrer
- Leopold Gernhardt (1920–2013), Fußballspieler und -trainer
- Thomas Gold (1920–2004), Astrophysiker
- Walther Gross (1920–2014), Maler
- Adolf Gruber (1920–1994), Langstreckenläufer, Olympiateilnehmer
- Joseph Grunwald (1920–1997), US-amerikanischer Wirtschaftswissenschaftler
- Kurt Hacker (1920–2001), Polizist, Widerstandskämpfer und Präsident des Internationalen Auschwitz Komitees
- Roman Haller (1920–2010), Maler
- Paul Hamburger (1920–2004), Pianist, Träger des österreichischen Ehrenkreuzes für Wissenschaft und Kunst und Gründer des Mozart-Quartetts
- Theo Harisch (1920–2010), Szenenbildner und Maler bei Film und Fernsehen
- Peter Heller (1920–1998), österreichisch-amerikanischer Germanist, Hochschullehrer
- Hans Holzer (1920–2009), österreichisch-amerikanischer Schriftsteller und Parapsychologe
- Josef Huber (1920–unbekannt), Musiker und Rundfunkredakteur
- Hans Igler (1920–2010), Ökonom, Verbandspräsident und Politiker
- Hubert Jurasek (1920–2011), Jurist und Widerstandskämpfer gegen das NS-Regime
- Walter Kämpf (1920–1943), Hilfsarbeiter und Widerstandskämpfer gegen den Nationalsozialismus
- Hans Klecatsky (1920–2015), Rechtswissenschaftler und Justizminister
- Hermann Lein (1920–2006), Widerstandskämpfer gegen den Nationalsozialismus, Lehrer und Autor
- Ruth Maier (1920–1942), jüdische Emigrantin und Autorin
- Franz Muxeneder (1920–1988), Schauspieler
- Richard Nimmerrichter (1920–2022), Journalist und Kolumnist
- Romuald Pekny (1920–2007), Bühnen-, Film- und Fernsehschauspieler
- Erwin Pektor (1920–1996), Speerwerfer
- Hubert Pfoch (1920–2008), Politiker
- Gertrude Pritzi (1920–1968), Tischtennisspielerin
- Franz Richter Herf (1920–1989), Komponist, Kapellmeister und Musiktheoretiker
- Rudolf Rössner (1920–1980), Bühnen-, Film und Fernsehschauspieler
- Josef Rötzer (1920–2010), Mediziner
- Elisabeth Schmidt (1920–2012), Politikerin, Mitglied des Bundesrates und Abgeordnete zum Nationalrat
- Marianne Schönauer (1920–1997), Schauspielerin
- Irma Schwager (1920–2015), Politikerin, Philanthropin und Widerstandskämpferin
- Eduard Sekler (1920–2017), Architekt, Architekturhistoriker und Hochschullehrer
- Walter Spiel (1920–2003), Psychiater, Neurologe und Vertreter der Individualpsychologie
- Albrecht Stanek (1920–1944), Student und Widerstandskämpfer
- Carl Erich Steiner (1920–1971), Fußballschiedsrichter
- Ludwig Streicher (1920–2003), Musiker (Kontrabass), Wiener Philharmoniker
- Felicitas Svejda (1920–2016), kanadische Botanikerin, Statistikerin und Genetikerin
- Friedrich Weiss, Pseudonym Fritz Wöss (1920–2004), Schriftsteller
- Franz Wurst (1920–2008), Kinderarzt
- Hilde Wundsam, nach Heirat Hilde Zimmermann (1920–2002), Widerstandskämpferin gegen den Nationalsozialismus und politische Aktivistin
- Heinz Zemanek (1920–2014), Computerpionier

### 1921–1930

#### 1921

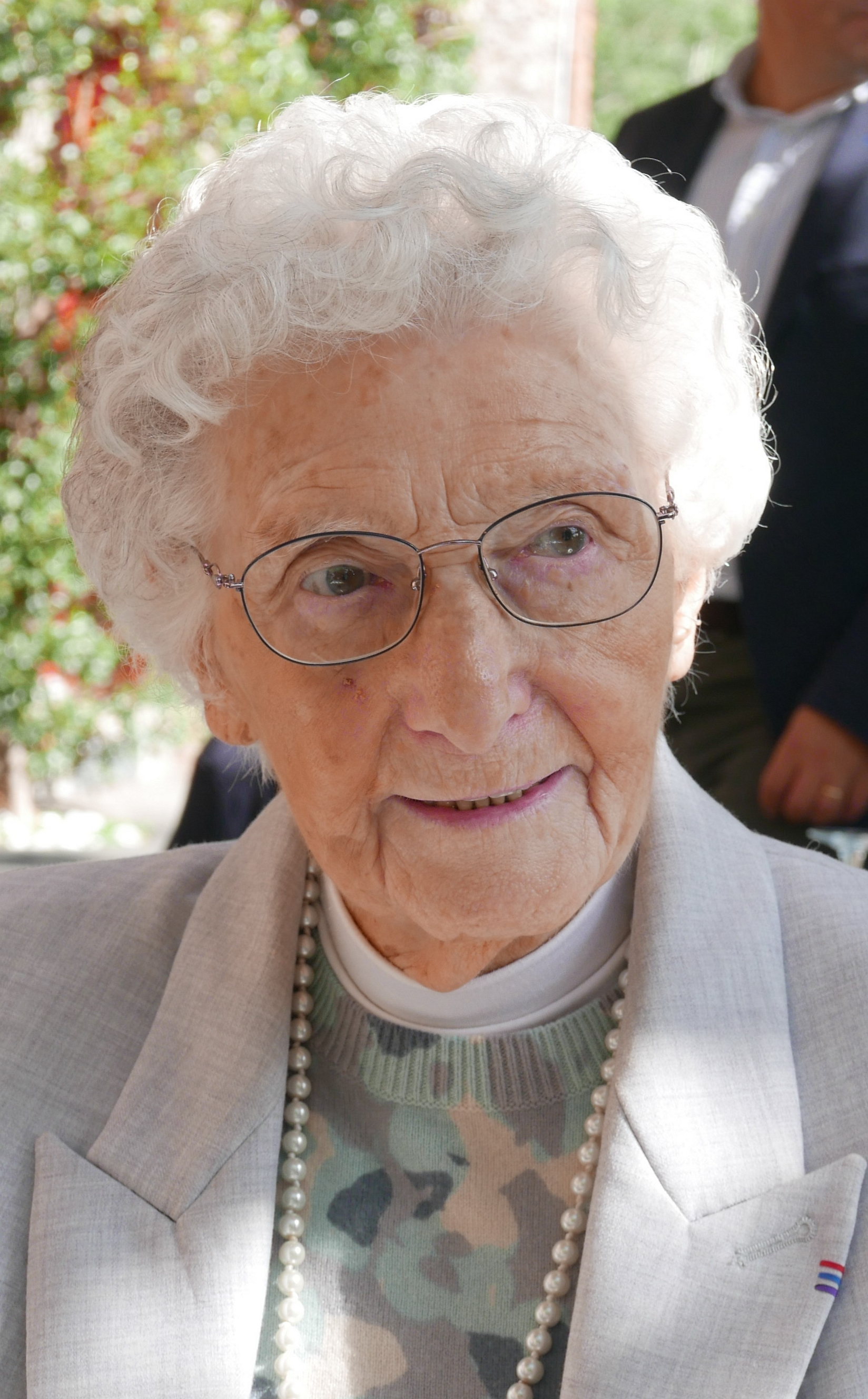
Mélanie Berger-Volle
(* 1921)

- Ilse Aichinger (1921–2016), Schriftstellerin
- Hans Carl Artmann (1921–2000), Poet, Schriftsteller und Übersetzer
- Margrit Aust (1921–2014), Schauspielerin
- Harald Benesch (1921–1994), Regisseur und Schauspieler
- Asher Ben-Natan (1921–2014), israelischer Diplomat und Botschafter des Staates Israel in der Bundesrepublik Deutschland
- Mélanie Berger-Volle (* 1921), österreichisch-französische Schneiderin, trotzkistische Widerstandskämpferin
- Karl Decker (1921–2005), Fußballspieler, Cheftrainer der österreichischen Nationalmannschaft
- Alois Duchon (1921–1954), Fußballspieler und -trainer
- Hans Eichner (1921–2009), kanadischer Germanist
- Lieselotte Eltz-Hoffmann (1921–2019), Bibliothekarin, Publizistin und Autorin
- Frederick Charles Engelmann (1921–2008), kanadischer Politikwissenschaftler
- Franz Eppel (1921–1976), Kunsthistoriker
- Walter Fembeck (1921–2020), deutscher Sportfunktionär
- Ernst Fettner (1921–2021), Journalist
- George Frankl (1921–2004), Psychoanalytiker, Philosoph und Autor
- Erich Fried (1921–1988), Lyriker, Übersetzer und Essayist
- József Galambos (1921–1979), kommunistischer Parteifunktionär und Offizier der Volksrepublik Ungarn
- Ernest Gold (eigentlich Ernst Siegmund Goldner, 1921–1999), Komponist
- Helene Gröger-Wurm (1921–2005), austro-australische Ethnologin
- Fred Gruen (1921–1997), australischer Wirtschaftswissenschaftler
- Ernst Haas (1921–1986), österreichisch-US-amerikanischer Fotograf
- Elfriede Hartmann (1921–1943), Studentin, Widerstandskämpferin, Opfer des Nationalsozialismus
- Gerda Hoffer (1921–2012), israelische Schriftstellerin
- Hellmut Hofmann (1921–2009), Physiker und Hochschullehrer sowie Parapsychologie
- Hans Jura (1921–1996), Kameramann
- Hans Koller (1921–2003), Jazz-Musiker und Kunst-Maler
- Winfried Kralik (1921–2000), Jurist
- Hannes Krasser (1921–2018), Jurist und Politiker, Stadtrat in Wien
- Othmar Franz Lang (1921–2005), Schriftsteller
- Ruth Langer (1921–1999), österreichisch-britische Schwimmerin
- Hans Conrad Leipelt (1921–1945), deutscher Student und Mitglied der Weißen Rose
- Thea Leitner (1921–2016), Autorin und Journalistin
- Wolfgang Leonhard (1921–2014), Historiker
- Johann Millendorfer (1921–2001), Entwicklungsforscher
- Carl Möhner (1921–2005), Schauspieler und Maler
- Leo Moser (1921–1970), Mathematiker und Hochschullehrer
- Günther Nenning (1921–2006), Journalist, Autor und politischer Aktivist
- Helga Pohl (1921–1963), Schriftstellerin
- Isabel del Puerto (1921–2014), mexikanisch-amerikanisches Model, Schauspielerin, Tänzerin, Schriftstellerin, Fotojournalistin, Maklerin und Unternehmerin
- Hans Reiter (1921–1992), Mathematiker
- Lily Renée (1921–2022), US-amerikanische Zeichnerin und Illustratorin
- Fritz Riha (1921–2016), Journalist, Kabarettist und Autor
- Walter Rudin (1921–2010), US-amerikanischer Mathematiker
- Max Schneider (1921–2010), kommunistischer Politiker
- Philipp von Schoeller (1921–2008), Wirtschaftsfunktionär und Ehrenmitglied im IOC
- Pierre Séguy (1921–2004), Widerstandskämpfer, Rundfunkpionier und Chansonexperte
- Gitta Sereny (1921–2012), ungarischstämmige britische Biographin, Historikerin und Journalistin
- Kurt Sonnenfeld (1921–1997), Musiker und Komponist jüdischer Herkunft
- Josef Staribacher (1921–2014), Politiker
- Elisabeth Stiepl (1921–2007), Schauspielerin
- Francisco Tanzer (1921–2003), deutscher Schriftsteller
- Georg Stefan Troller (* 1921), Schriftsteller, Fernsehjournalist, Drehbuchautor, Regisseur und Dokumentarfilmer
- Lilly Ungar (gebürtig Lilly Bleier; 1921–2023), Buch- und Kunsthändlerin
- Amos Vogel (gebürtig Amos Vogelbaum; 1921–2012), US-amerikanischer Filmwissenschaftler und -kritiker
- Robert Weinlich (1921–2007), Architekt
- Erhart Winkler (1921–2005), Wirtschaftswissenschaftler, Geograph und Hochschullehrer

#### 1922

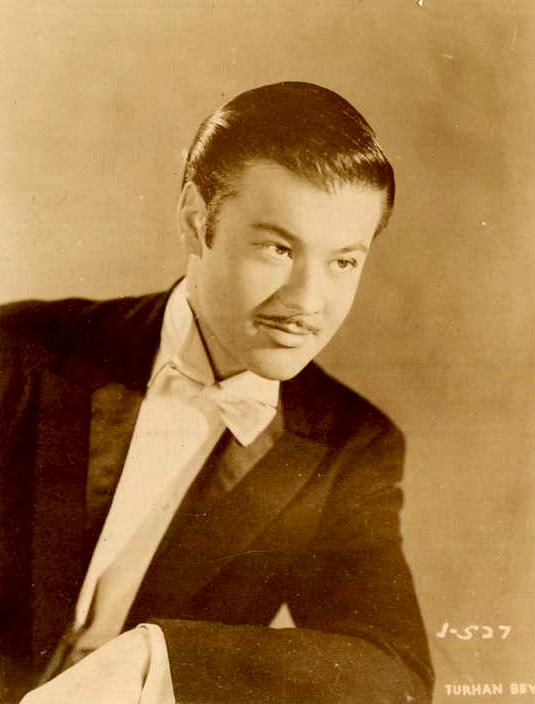
Turhan Bey
(1922–2012)

- Hellmut Andics (1922–1998), Journalist und Autor
- Andre Asriel (1922–2019), österreichisch-deutscher Komponist
- Christa Beran (1922–1992), Gerechter unter den Völkern
- Gottfried Berger (1922–2012), Germanist und Buchhändler
- Turhan Bey (1922–2012), Schauspieler und Fotograf
- Leopold Böhm (1922–2007), Unternehmer
- Gerhard Bronner (1922–2007), Komponist, Musiker und Kabarettist
- Susan Cernyak-Spatz (1922–2019), US-amerikanische Germanistin und Historikerin österreichischer Herkunft
- Erika Danneberg (1922–2007), Autorin und Psychoanalytikerin
- Elfriede Datzig (1922–1946), Filmschauspielerin
- T. Scarlett Epstein (1922–2014), österreichisch-britische Sozialanthropologin
- Fritz Fellner (1922–2012), Historiker
- Kurt Rudolf Fischer (1922–2014), jüdischer Philosoph
- Josef Fleischer (1922–2002), Architekt
- Inge Ginsberg, geborene Neufeld (1922–2021), Journalistin, Autorin und Sängerin
- Franz Golobic (1922–2010), Fußballspieler
- Henry Grunwald (1922–2005), Chefredakteur der Times und US-amerikanischer Botschafter in Österreich
- Rosa Heinz (1922–2010), Politikerin, Mitglied des Bundesrates
- Fritz Herrmann (1922–2003), Journalist, Publizist, Kulturtheoretiker, Politiker
- Elfriede Huber-Abrahamowicz (1922–2001), österreichisch-schweizerische Schriftstellerin
- Edmund Klein (1922–1999), US-amerikanischer Mediziner, Pionier der Krebs-Immunologie
- Karl Kowarik (1922–2002), Musiker
- Henry Kreisel (1922–1991), kanadischer Literaturwissenschaftler und Schriftsteller österreichischer Herkunft
- Georg Kreisler (1922–2011), Kabarettist, Komponist, Satiriker und Schriftsteller
- Frank Kreith (1922–2018), US-amerikanischer Maschinenbau- und Energieingenieur
- Pinchas Lapide (1922–1997), jüdischer Theologe und Religionswissenschaftler
- Eva Leiter (* 1922), Schauspielerin und Tänzerin
- Herta Mayen eigentlich Herta Mayer (1922–2015), Schauspielerin und Tänzerin
- Inge Merkel (1922–2006), Schriftstellerin
- Kurt Müller-Reitzner (1922–2002), Schauspieler, Hörspielsprecher, Theaterregisseur und -leiter
- Susan Perl (1922–1983), Illustratorin
- Kurt Rapf (1922–2007), Komponist, Dirigent und Organist
- Friedrich Rollwagen (1922–2005), Architekt und Ziviltechniker
- Sepp Schindler (1922–2012), Psychoanalytiker und Hochschullehrer
- Albert Schmidt (1922–2007), Politiker, Ministerialrat
- Walter Schmiedl (1922–2001), Filmarchitekt
- Egon Schwarz (1922–2017), österreichisch-US-amerikanischer Literaturwissenschaftler und Hochschullehrer
- Renate Seeliger (1922–2008), Schriftstellerin und Lyrikerin
- Otto Stark (1922–2018), Kabarettist, Schauspieler und Regisseur
- Gerald Erich Tauber (1922–1989), israelischer Astrophysiker
- Kurt P. Tauber (1922–2024), österreichisch-US-amerikanischer politischer Wissenschaftler und Hochschullehrer
- Georges Maxime Temmer (1922–1997), US-amerikanischer Physiker
- Elfriede Tungl (1922–1981), Bauingenieurin
- Alois Vogel (1922–2005), Schriftsteller und Herausgeber
- Oskar Werner (1922–1984), Schauspieler und Deklamator
- Arthur West, geborener Rosenthal (1922–2000), Lyriker, Schriftsteller und Journalist
- Elisabeth Wild (1922–2020), österreichisch-schweizerische Malerin
- Othmar Wundsam (1922–2014), Zeitzeuge über die NS-Zeit, Widerstandskämpfer gegen den Nationalsozialismus und Künstler
- Harald Zusanek (1922–1989), Schriftsteller

#### 1923
- Hiltraud Ast (1923–2020), Volkskundlerin und Heimatforscherin
- Erich Auer (1923–2004), Schauspieler
- Norbert Brainin (1923–2005), österreichisch-britischer Violinist
- Herbert Braunsteiner (1923–2006), Mediziner und Widerstandskämpfer gegen den Nationalsozialismus
- Friedrich Czerny (1923–2000), Bauingenieur
- Fritz Eheim (1923–1985), Archivar und Historiker
- Gertrude Ehrlich (* 1923), österreichisch-US-amerikanische Mathematikerin und Hochschullehrerin
- Reinhard Federmann (1923–1976), Schriftsteller
- Vera Ferra-Mikura (1923–1997), Kinder- und Jugendbuchautorin
- Herbert Flugelman (1923–2013), Künstler
- Sulamith Goldhaber (1923–1965), österreichisch-US-amerikanische Nuklearphysikerin
- André Gorz (1923–2007), Sozialphilosoph
- Arthur Gregor, geboren als Arthur Goldenberg (1923–2013), österreichisch-US-amerikanischer Dichter und Hochschullehrer
- Carl de Groof (1923–2007), Komponist, Filmkomponist, Arrangeur und Kapellmeister
- Erwin Halletz (1923–2008), Komponist, Arrangeur und Dirigent
- Anton Heiller (1923–1979), Komponist, Organist und Musikpädagoge
- Ilse Helbich (1923–2024), Publizistin und Schriftstellerin
- Rudolf Höfer (1923–2023), Nuklearmediziner und Schilddrüsen-Spezialist
- Eduard Klein (1923–1999), Schriftsteller und Übersetzer
- Gerda Klimek (1923–2015), Schauspielerin, Kabarettistin und Buchautorin
- Walter Kohn (1923–2016), österreichisch-US-amerikanischer Physiker
- Elisabeth Koller-Glück (1923–2019), Journalistin, Grafikerin und Kunsthistorikerin
- Heinrich Kraus (1923–2018), Theaterwissenschaftler und Theaterdirektor
- Franz Krenn (1923–2000), Politiker, Abgeordneter zum Landtag von Niederösterreich
- Karl Lukan (1923–2014), Bergsteiger, Amateurarchäologe und Autor
- Zwi Nigal, geboren als Hermann Heinz Engel (1923–2023), österreichisch-israelischer Zeitzeuge
- Karl Österreicher (1923–1995), Dirigent, Professor an der Akademie für Musik und darstellende Kunst in Wien
- Fritz Riedl (1923–2012), Künstler und abstrakter Bildweber
- Liane B. Russell (1923–2019), US-amerikanische Genetikerin
- Walther Schaumann (1923–2004), Offizier, Bergsteiger, Historiker und Autor
- Gerda Scheyrer (1923–1999), Sängerin (Sopran) und Schauspielerin
- Wolfgang Schmitz (1923–2008), Politiker
- Kurt Schubert (1923–2007), Judaist
- Rudi Seeliger (1923–1983), Eiskunstläufer
- Beate Sirota (1923–2012), österreichisch-US-amerikanische Frauenrechtlerin
- Rudolf Sommer (1923–2013), Politiker
- Herbert Steiner (1923–2001), Historiker
- Jacob Taubes (1923–1987), Judaist, Religionssoziologe, Philosoph
- Frederick Terna (1923–2022), Maler und Holocaustüberlebender
- Curth Anatol Tichy (1923–2004), Schauspieler
- Johann Tretter (1923–2014), General des Bundesheeres
- Eberhard Trumler (1923–1991), Verhaltensforscher
- Gerhard Wimberger (1923–2016), Komponist und Dirigent
- Ernst Florian Winter (1923–2014), Historiker und Politikwissenschaftler
- Alfred Wolf (1923–2024), Ingenieur und Heimatforscher
- Eric Wolf (1923–1999), österreichisch-US-amerikanischer Anthropologe, Hochschullehrer
- Josef Zemann (1923–2022), Mineraloge und Geologe

#### 1924
- Trude Ackermann-Wölkart (1924–2018), Schauspielerin und Autorin
- Alfred Bader (1924–2018), kanadischer Chemiker, Unternehmer, Kunstsammler und Mäzen
- Chaim Bar-Lew (1924–1994), israelischer Generalstabschefs der israelischen Armee
- Heribert Bastel (1924–2021), römisch-katholischer Priester und Theologe
- Jitzhak Ben-Ari (1924–2004), israelischer Diplomat und Botschafter des Staates Israel in der Bundesrepublik Deutschland
- Gottfried Biegelmeier (1924–2007), Physiker
- Hugo Brainin (* 1924), Überlebender und Zeitzeuge des Holocaust
- Josef Brück (1924–2013), Maler und Grafiker
- Elfi von Dassanowsky (1924–2007), Sängerin, Pianistin und Filmproduzentin
- Walter Davy (1924–2003), Regisseur und Schauspieler
- Gitta Deutsch (1924–1998), österreichisch-britische Schriftstellerin und Übersetzerin
- Josef Eisinger (* 1924), österreichisch-kanadischer Naturwissenschaftler und Zeitzeuge des Nationalsozialismus
- Paul Feyerabend (1924–1994), Philosoph und Wissenschaftstheoretiker
- Hermann Fillitz (1924–2022), Kunsthistoriker
- Franz Fleischmann (1924–1978), Politiker, Ministerialrat, Abgeordneter zum Nationalrat
- Walter Flöttl (1924–2009), Banker
- Hilde Forster (1924–1991), Schriftstellerin
- Gerhard Fritsch (1924–1969), Schriftsteller
- Harald Goertz (1924–2019), Dirigent, Pianist und Musikforscher
- Ernst Grandegger (1924–1995), Kunstschmied und Metallkünstler
- Lily Greenham (1924–2001), österreichisch-britische Op-Art-Künstlerin, Performerin, Komponistin und Vertreterin von Klangpoesie und Konkreter Poesie
- Christoph Groh (* 1924), Mediziner und Hochschullehrer
- Fritz Hahn (1924–2002), Politiker, Abgeordneter zum Nationalrat
- Günther Hamann (1924–1994), Historiker
- Rudolf Hansen (1924–2004), Jazzmusiker
- Kurt Heintel (1924–2002), Bühnen- und Filmschauspieler
- Otto Hietsch (1924–2010), Anglist, Sprachwissenschaftler und Hochschullehrer
- Raimund Hinkel (1924–2002), Schulleiter, Heimatforscher, Autor
- Friedl Hofbauer (1924–2014), Kinder- und Jugendbuchautoren
- Frederic de Hoffmann (1924–1989), US-amerikanischer Physiker
- Ruth Hubbard (1924–2016), österreichisch-amerikanische Biochemikerin, erste ordentliche Professorin in den Naturwissenschaften an der Harvard University
- Elisabeth Jäger (1924–2019), Journalistin, Antifaschistin und Überlebende des KZ Ravensbrück
- Peter Janisch (1924–2015), Filmschauspieler
- Ora Kedem, geboren als Orah Katz (* 1924), israelische Professorin für Physikalische Chemie
- Erwin Klein (1924–1983), Unternehmer
- Heinrich Koller (1924–2013), Historiker
- Inge Konradi (1924–2002), Film-, Kammer- und Theaterschauspielerin
- Robert Körner (1924–1989), Fußball-Nationalspieler und Trainer
- Genro Koudela (1924–2010), Zen-Mönch und Zen-Lehrer
- Wolfgang Kraus (1924–1998), Sachbuch-Autor, Moderator, Literaturkritiker und Essayist
- Helmut Krebs (1924–1997), Beamter, Tourismusdirektor Wiens
- Felix Landau (1924–2003), Kunsthändler
- Alfred Lehr (1924–2011), Bankkaufmann, Filmwissenschaftler, -manager und -produzent
- Hans Maria Loew (* 1924), Herausgeber
- Jörg Mauthe (1924–1986), Journalist, Schriftsteller und Kulturpolitiker
- Friederike Mayröcker (1924–2021), Schriftstellerin
- Willy Meerwald (1924–2005), Jazzmusiker
- Fritz Molden (1924–2014), Widerstandskämpfer, Journalist, Verleger und Diplomat
- Frederic Morton (1924–2015), Schriftsteller
- Herbert Muck (1924–2008), Theologe und Kunsthistoriker, Hochschullehrer
- Franz Nekula (1924–2011), Politiker
- Wilhelm Neusser (1924–1994), Glasermeister und Politiker
- Eric Pleskow (1924–2019), österreichisch-amerikanischer Filmproduzent
- Siegfried Ramler (1924–2020), austroamerikanischer Dolmetscher, Lehrer und Bildungsmanager
- Eva Reich (1924–2008), österreichisch-US-amerikanische Medizinerin
- Anita Rivin (1924–2004), österreichisch-israelische Pädagogin und Schriftstellerin
- Lotte Rysanek (1924–2016), Kammersängerin
- Edwin Salpeter (1924–2008), Astrophysiker
- Friedrich Schächter (1924–2002), Erfinder
- Gerhard Schmidt (1924–2010), Universitätsprofessor für Kunstgeschichte
- Rudolf Sieber-Lonati (1924–1990), Zeichner und Illustrator
- Johannes Mario Simmel (1924–2009), Schriftsteller
- Siegfried Frederick Singer (1924–2020), österreichisch-US-amerikanischer Atmosphärenphysiker
- Hilde Sochor (1924–2017), Schauspielerin
- Gisela Stein (1924–2005), US-amerikanische Germanistin und Literaturwissenschaftlerin
- Helmut Swoboda (1924–2003), Journalist und Schriftsteller
- Hans Tuppy (1924–2024), Politiker und Biochemiker
- Friedrich Walter (1924–1980), Eishockeyspieler
- Franz Weinberg (1924–2016), Liechtensteiner Maschinenbauingenieur, Betriebswissenschaftler und Professor an der ETH Zürich
- Thea Weis (1924–1999), Schauspielerin
- Dorit B. Whiteman (1924–2022), Psychologin
- Ernst Wimmer (1924–1991), marxistischer Theoretiker und Politiker und Publizist
- Reuven Yaron (1924–2014), Rechtshistoriker

#### 1925

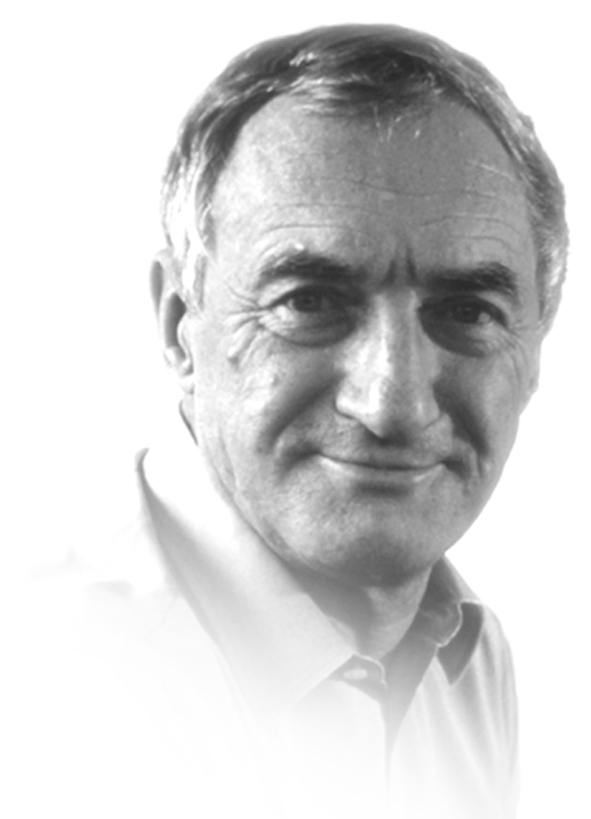
Rupert Riedl
(1925–2005)

- Kurt Absolon (1925–1958), Maler und Graphiker
- Heimrad Bäcker (1925–2003), freier Schriftsteller
- Erni Bieler (1925–2002), Jazz- und Schlagersängerin
- Peter Blum (1925–1990), Schriftsteller
- Annie Bousquet (1925–1956), französisch-österreichische Automobilrennfahrerin
- Ernest Braun (1925–2015), Technikforscher und Hochschullehrer
- Dora Bruck-Heinz (1925–2011), Kunsthistorikerin und Autorin
- Peter Clive (1925–2022), kanadischer Literatur- und Musikwissenschaftler österreichischer Abstammung
- Heinrich Deutsch (1925–2004), Bildhauer
- Günther Feuerstein (1925–2021), österreichischer Architekt und Architekturtheoretiker
- Eva Fleischner (1925–2020), österreichisch-US-amerikanische Religionswissenschaftlerin und Hochschullehrerin
- Leo Frank (1925–2004), Krimi-Schriftsteller
- Harry Glück (1925–2016), Architekt und Bühnenbildner
- Anna Gräf (1925–1944), Schneiderin und Widerstandskämpferin gegen den Nationalsozialismus
- Paul Grosz (1925–2009), Kürschner und Präsident der Israelitischen Kultusgemeinde Wien
- Ernst Happel (1925–1992), Fußballspieler, Fußballtrainer
- Viktor Heller (1925–1987), Jurist, Präsident des österreichischen Verwaltungsgerichtshofs
- Charles Herzfeld (1925–2017), österreichisch-amerikanischer Wissenschaftler und Manager
- Harry Hochstadt (1925–2009), österreichisch-US-amerikanischer Mathematiker, Hochschullehrer
- Ernst Hofbauer (1925–1984), Filmregisseur und Drehbuchautor
- Eva Ibbotson (1925–2010), britische Schriftstellerin
- Ernst Jandl (1925–2000), Dichter
- Frederick Kanfer (1925–2002), österreichisch-US-amerikanischer Psychologe und Verhaltenstherapeut
- Walter Karlberger (1925–2018), Autor, Regisseur, Komponist und Produzent
- Horst Knapp (1925–1996), Wirtschaftsjournalist
- Siegfried Korninger (1925–2006), Anglist und Hochschullehrer
- Erika Krenn (1925–2018), Volksschuldirektorin und Politikerin
- Hilde Leiter (1925–2015), Illustratorin, Schriftstellerin und bildende Künstlerin
- Elisabeth Lichtenberger (1925–2017), Geographin und Stadtforscherin
- Wilma Lipp (1925–2019), Opern- und Operettensängerin
- Herbert Müller-Hartburg (1925–2011), Architekt
- Elfriede Ott (1925–2019), Kammerschauspielerin, Sängerin und Regisseurin
- Franz Pelikan (1925–1994), Fußballspieler
- Erwin Plevan (1925–2005), Architekt
- Roman Rautner (1925–2001), Politiker
- Rupert Riedl (1925–2005), Zoologe
- Gerhard Riedmann (1925–2004), Schauspieler
- Leopold Rosenmayr (1925–2016), Soziologie, Sozialphilosoph und Hochschullehrer
- Erne Seder (1925–2006), Schauspielerin und Autorin
- Kurt Skalnik (1925–1997), Journalist und Sektionschef
- Josefine Sokole (1925–2007), Bildhauerin
- Alois Stacher (1925–2013), Mediziner und Politiker
- Gerold Stoll (1925–2017), Rechtswissenschaftler
- Ellen Umlauf (1925–2000), Schauspielerin
- Elisabeth Urbancic (1925–2021), Kostüm- und Bühnenbildnerin sowie Theatermalerin und Grafikerin
- Ernst Wangermann (1925–2021), Historiker
- Erika Weinzierl (1925–2014), Historikerin
- Rudolf Wessely (1925–2016), Schauspieler
- Max Wichtl (1925–2019), Professor für Pharmakologie
- Henry Wolf (1925–2005), US-amerikanischer Fotograf und Grafikdesigner
- Gerhard Wuensch (1925–2007), österreichisch-kanadischer Komponist, Musikpädagoge und Pianist

#### 1926
- Robert Heinz Abeles (1926–2000), US-amerikanischer Chemiker
- Peter Alexander (1926–2011), Sänger und Schauspieler
- Alfred Bachmann (1926–2003), Polizeibeamter und Paläontologe
- Otto Back (1926–2018), Slawist und Sprachwissenschaftler
- Ingeborg Bukor (1926–1986), deutsche Bildhauerin
- Gandolf Buschbeck (1926–2011), Bühnen- und Filmschauspieler sowie Bühnenregisseur und Intendant
- Friedrich Cerha (1926–2023), Komponist und Dirigent
- Erich Coufal Kieswetter (1926–2021), österreichisch-mexikanischer Architekt
- Felix Czeike (1926–2006), Historiker
- Alfred Dallinger (1926–1989), Politiker (SPÖ)
- Friedrich Daume (1926–1977), Mediziner und berufsständischer Funktionär
- Hans Domenego, geboren als Helmut Leiter (1926–1990), Schriftsteller
- Gert Ehrlich (1926–2012), Chemiker und Physiker
- Bernard B. Fall (1926–1967), Resistance Kämpfer, Mitarbeiter an den Nürnberger Prozessen und Vietnam-Korrespondent
- Johannes Fehring (1926–2004), Jazzkomponist und -musiker, Produzent und Bandleader
- Helmuth Feigl (1926–2008), Historiker und Archivar
- John Friedmann (1926–2017), US-amerikanischer Stadt- und Regionalplaner österreichischer Herkunft
- Paul Walter Fürst (1926–2013), Musiker, Komponist und Verbandsfunktionär
- Eugene T. Gendlin (1926–2017), Philosoph, Psychologe und Psychotherapeut
- Ferry Gruber (1926–2004), Opern- und Operettensänger (Tenor)
- Raul Hilberg (1926–2007), US-amerikanischer Historiker
- Kurt Hirschhorn (1926–2022), österreichisch-US-amerikanischer Genetiker und Hochschullehrer
- Joseph Horovitz (1926–2022), britischer Komponist
- Ivan Illich (1926–2002), Pädagoge, Philosoph, Theologe
- Jörg Iro (1926–2017), Politiker
- Tom Karen (1926–2022), britischer Designer tschechischer Herkunft
- Shmuel Katz, geboren als Alexander Katz (1926–2010), ungarisch-israelischer Maler, Grafiker und Karikaturist
- Franz Kiener (1926–2023), Architekt
- Karl Kohn (1926–2024), US-amerikanischer Komponist, Pianist und Musikpädagoge
- Alfred Körner (1926–2020), Fußball-Nationalspieler
- Felicitas Kuhn (1926–2022), Bilder- und Kinderbuchillustratorin
- Herbert Lederer (1926–2021), Schauspieler und Regisseur
- Elisabeth Leopold (1926–2024), Augenärztin und Kunstsammlerin
- Helmut Liedermann (1926–2019), Botschafter
- Georg Mautner Markhof (1926–2008), Industrieller und Politiker
- Elfriede Moser-Rath (1926–1993), Volkskundlerin und Erzählforscherin
- Ernst Ocwirk (1926–1980), Fußballspieler
- Otto Pammer (1926–2008), Fernsehfilmproduzent
- Gustav Fritz Papanek (1926–2022), austroamerikanischer Ökonom und Hochschullehrer
- Hilli Reschl (1926–2018), Schauspielerin
- Leonie Rysanek (1926–1998), Kammersängerin
- Georg Saatzer (1926–2004), Maler und Grafiker
- Maria Schell (1926–2005), österreichisch-schweizerische Schauspielerin
- Epi Schlüsselberger (1926–2023), Grafikerin und Kostümbildnerin
- Kurt Schmied (1926–2007), Fußballspieler, WM-Dritter mit der Nationalmannschaft
- Gaby von Schönthan (geb. Gabriele Philipp, verh. Gabriele Frischauer; 1926–2002), österreichische Schauspielerin und Schriftstellerin
- Lotte Tobisch (1926–2019), Managerin, Schauspielerin und Autorin
- Rudolf Zehetgruber (1926–2023), Schauspieler, Regisseur, Drehbuchautor und Filmproduzent

#### 1927
- Peter H. Amann (1927–2012), US-amerikanischer Historiker
- Paul Angerer (1927–2017), Dirigent und Komponist
- Paul Badura-Skoda (1927–2019), Pianist
- Johannes B. Bauer (1927–2008), römisch-katholischer Laientheologe
- Lieselott Beschorner (1927–2024), Malerin, Zeichnerin, Keramikerin und Textilkünstlerin
- Klaus Demus (1927–2023), Kunsthistoriker und Lyriker
- Lilly Fenichel (1927–2016), amerikanische Malerin
- Hellmut Fischmeister (1927–2019), Forscher und Metallurg, Direktor am Max-Planck-Institut für Metallforschung
- Herbert W. Franke (1927–2022), Science-Fiction-Autor
- Gerhard Giebisch (1927–2020), US-amerikanischer Mediziner österreichischer Herkunft
- Waltraut Haas (1927–2025), Schauspielerin und Sängerin
- Willy Hagara (1927–2015), Schlagersänger und Schauspieler
- Susanne Hart, geborene Widrich (1927–2010), südafrikanische Tierärztin und Umweltschützerin
- Alfred Hartner (1927–1983), Hörspielautor, -produzent und -regisseur
- Gerhard Heinz (* 1927), Komponist, Pianist und Liedtexter
- Rosemarie Isopp (1927–2019), Radiomoderatorin des ORF
- Michael Janisch (1927–2004), Schauspieler
- Alfred Kain (1927–2010), Radrennfahrer
- Hans Kann (1927–2005), Pianist und Komponist
- Robert Karplus (1927–1990), theoretischer Physiker
- Friedrich Katz (1927–2010), Ethnologe und Historiker
- Israel Katz (1927–2010), österreichisch-israelischer Politiker, Minister
- Suzanne Keller (1927–2010), US-amerikanische Soziologin und Hochschullehrerin
- Selma Krasa-Florian (1927–2014), Kunsthistorikerin
- Hermann Lanske (1927–1979), Regisseur und Drehbuchautor
- Jakov Lind, geboren als Heinz Landwirth (1927–2007), österreichisch-englischer Schriftsteller, Regisseur und Maler
- Rudolf Machacek (1927–2014), Jurist und Verfassungsrichter
- Thomas Mayer (1927–2015), US-amerikanischer Wirtschaftswissenschaftler
- Eva Pawlik (1927–1983), Eiskunstläuferin und Filmschauspielerin
- Henry Otto Pollak (* 1927), österreichisch-US-amerikanischer Mathematiker
- Ludwig Polsterer (1927–1979), Zeitungsherausgeber
- Gertrude Pressburger (1927–2021), Holocaustüberlebende
- Arminio Rothstein (1927–1994), Maler, Puppenmacher und -spieler, Drehbuchautor und Buchautor, Musiker und Zauberer Clown Habakuk
- Wolfgang Schleidt (* 1927), Forscher auf dem Gebiet der Verhaltensbiologie
- Hans Schneider (1927–2014), Mathematiker und Hochschullehrer
- Kurt Seipel (1927–2004), Vermessungstechniker
- Edd Stavjanik (1927–2008), Schauspieler
- Lisl Steiner (1927–2023), US-amerikanische Fotografin, Fotojournalistin und Zeichnerin österreichischer Herkunft
- Reinhold Suttner (1927–2018), Politiker
- Walter Thirring (1927–2014), Physiker
- Theodor Wagner (1927–2020), Fußballspieler
- Peter Weihs (1927–1981), Schauspieler, Regisseur und Theaterleiter
- Walter Zeman (1927–1991), Fußballtorwart
- Helmut Zilk (1927–2008), Journalist, Politiker und Bürgermeister von Wien

#### 1928
- Gerhard Baader (1928–2020), Philologe und Medizinhistoriker
- Ernst Brauner (1928–2019), Schriftsteller
- Helga Czeike (1928–2014), Historikerin
- Bruno Dallansky (1928–2008), Schauspieler
- Fritz Dirtl (1928–1956), Motorrad-Rennfahrer
- Herbert W. Eber (1928–2016), US-amerikanischer Psychologe
- Irenäus Eibl-Eibesfeldt (1928–2018), Verhaltensforscher und Ethnologe
- Joseph Engelberg (1928–2016), US-amerikanischer Biophysiker und Physiologe
- Antonia Fahberg (1928–2016), Opernsängerin
- Ursula Fehlig (1928–1982), Modedesignerin, Grafikerin und Modeprofessorin
- Peter Fessler (1928–2023), Jurist, Verfassungsrichter
- Ernst Fiala (* 1928), Automobilkonstrukteur
- Harry L. Frisch (1928–2007), Physikochemiker
- Peter Fuchs (1928–2020), Ethnologe und Afrikanist, Hochschullehrer
- Hans Grötzer (1928–2019), Violinist, Mitglied im Orchester der Wiener Staatsoper und Konzertmeister an der Wiener Volksoper
- Karl Gruenberg (1928–2007), britischer Mathematiker und Hochschullehrer
- Stanley Harry Hoffmann (1928–2015), US-amerikanischer Politikwissenschaftler und Hochschullehrer
- Fritz Hofmann (1928–2018), Politiker
- Werner Hofmann (1928–2013), Kunstwissenschaftler
- Alfred Hrdlicka (1928–2009), Bildhauer, Zeichner, Maler und Grafiker
- Friedensreich Hundertwasser (1928–2000), Maler und Architekt
- Wolfgang Hutter (1928–2014), Maler und Graphiker
- Robert Jungbluth (1928–2009), Theatermanager
- Hellmuth Klauhs (1928–1990), Bankdirektor
- Herbert Knauthe (1928–2019), Ministerialrat und Jurist
- Kurt Georg Knotzinger (1928–2010), römisch-katholischer Geistlicher, Pädagoge und Kirchenmusiker
- Jula Koch (1928–1990), Jazzmusiker
- Ossy Kolmann (1928–2016), Schauspieler und Kabarettist
- Herta Konrad (1928–2005), Schauspielerin
- Klara Köttner-Benigni (1928–2015), Naturschützerin und Schriftstellerin
- Hertha Kräftner (1928–1951), Schriftstellerin
- Walter Langer (1928–2018), Schauspieler
- Christa Ludwig (1928–2021), Kammersängerin
- Hans Mayr (1928–2006), Politiker
- Otto Muck (1928–2024), römisch-katholischer Theologe, Philosoph, Universitätsrektor
- Erich Neuberg (1928–1967), Theatermacher, Film- und Fernsehregisseur
- Gustav Peichl (1928–2019), Architekt und Autor
- Richard Perger (1928–2010), Historiker und Autor
- Johann Pfanzagl (1928–2019), deutscher Mathematiker
- Helmut Qualtinger (1928–1986), Kabarettist und Schriftsteller
- Josef Rattner (1928–2022), Psychologe
- Lore Reich Rubin (1928–2024), US-amerikanische Psychoanalytikerin
- Hilde Rom (1928–2019), Schauspielerin
- Kurt Schaffer (1928–2013), Volksmusiker
- Paul Schiller (1928–2023), Fußballschiedsrichter
- Susann Schmid-Giovannini (* 1928), österreichisch-schweizerische Pädagogin
- Gertrude Schneider (1928–2020), Historikerin, Publizistin und Hochschullehrerin
- Helmut Schwarz (1928–2009). Regisseur, Dramaturg und Schriftsteller
- Ruth Sonntag Nussenzweig (1928–2018), österreichisch-brasilianische Parasitologin, Hochschullehrerin
- Ernst Stankovski (1928–2022), Schauspieler, Chansonnier und Quizmaster
- Gertrude Stiehl (1928–2018), Politikerin
- Alexander Tollmann (1928–2007), Geologe und Politiker
- Erich Vanis (1928–2004), Bergsteiger, Autor
- Rudolf Weiler (* 1928), römisch-katholischer Theologe, Sozialethiker und Hochschullehrer
- Hans F. Weinberger (1928–2017), amerikanischer Mathematiker
- Erika Wien (1928–2019), Sängerin und Schauspielerin
- Lida Winiewicz (1928–2020), Schriftstellerin und Übersetzerin
- Erich Winter (1928–2022), österreichisch-deutscher Ägyptologe und Hochschullehrer
- Herbert Zdarzil (1928–2008), Pädagoge
- Bibiana Zeller (1928–2023), Schauspielerin
- Gerhard Zukriegel (1928–2015), Jurist und Organist

#### 1929
- Franz Beer (1929–2022), deutsch-österreichischer Maler und Hochschullehrer
- Peter L. Berger (1929–2017), österreichisch-US-amerikanischer Soziologe
- Walter Berry (1929–2000), Opernsänger (Bassbariton)
- Arik Brauer (1929–2021), Maler, Sänger und Dichter
- Kurt Bretterbauer (1929–2009), Geodät
- Fritz Csoklich (1929–2009), Journalist
- Gernot Eder (1929–2000), Physiker und Hochschullehrer
- Willy Egger (1929–2005), Produktions- und Herstellungsleiter beim deutschen Film
- Kurt Equiluz (1929–2022), Opern- und Oratoriensänger
- Helga Feldner-Busztin (1929–2024), Ärztin, Überlebende und Zeitzeugin des Holocaust
- Padhi Frieberger (1929/31–2016), Universalkünstler, Preis der Stadt Wien
- Wolfgang Glück (1929–2023), Regisseur und Drehbuchautor
- Kurt Gottfried (1929–2022), austroamerikanischer theoretischer Physiker
- Leopold Gratz (1929–2006), Politiker
- Ingrid Haebler (1929–2023), Pianistin
- Gerhard Hanappi (1929–1980), Fußballspieler
- Kurt Kahl (1929–2012), Journalist und Autor
- Charles Kálmán (1929–2015), Film- und Bühnenkomponist
- Eric Richard Kandel (* 1929), US-amerikanischer Neurowissenschaftler, Nobelpreisträger
- Peter Heinz Kersten (1929–2004), Zauberkünstler, Wienerliedinterpret
- Gerhard Klingenberg (1929–2024), Theaterregisseur und Intendant
- Waldemar Kmentt (1929–2015), Opern-, Operetten- und Konzertsänger
- Ernst Kölz (1929–2014), Komponist und Blockflötist
- Willy Kralik (1929–2003), ORF-Moderator
- Kurt Kren (1929–1998), Filmemacher
- Franz Kreuzer (1929–2015), Journalist und Politiker, Gesundheitsminister
- Anton Lehmden (1929–2018), Maler und Grafiker
- Carl Manner (1929–2017), Aufsichtsratsvorsitzender der Josef Manner & Comp. AG
- Elisabeth Markstein (1929–2013), Slawistin, Übersetzerin und Autorin
- Kurt Niederwimmer (1929–2015), evangelischer Theologe
- Walter Pissecker (1929–1985), Fernsehjournalist und Textautor
- Johannes Poigenfürst (1929–2024), Unfallchirurg
- Peter G. J. Pulzer (1929–2023), österreichisch-britischer Historiker
- Manfred Scheuch (1929–2016), Journalist, Historiker und Autor
- Wolfgang Schmidt (1929–2009), evangelisch-lutherischer Theologe
- Heinrich Segur (1929–2005), Leiter des deutschen Dienst von Radio Vatikan und des Wiener Exerzitienreferat
- Hans Seitz (1929–2011), Jurist, Förderer und Ehrenbürger der Stadt Eggenburg
- Helen Singer Kaplan (1929–1995), österreichisch-US-amerikanische Sexualtherapeutin
- Erico Spinadel (1929–2020), österreichischer und argentinischer Industrie-Ingenieur
- Erwin Strahl (1929–2011), Schauspieler
- Magda Strebl (1929–2021), Generaldirektorin der ÖNB
- Alfred Teinitzer (1929–2021), Fußballspieler
- Nadja Tiller (1929–2023), Schauspielerin
- Kurt Urbanic (* 1929), Radrennfahrer
- Richard Vyškovský (1929–2019), tschechischer Architekt
- Kurt Weichselberger (1929–2016), Statistiker, Lehrstuhlinhaber und Rektor in München
- Karl Zemanek (1929–2025), Jurist, Völkerrechtsexperte und Hochschullehrer

#### 1930

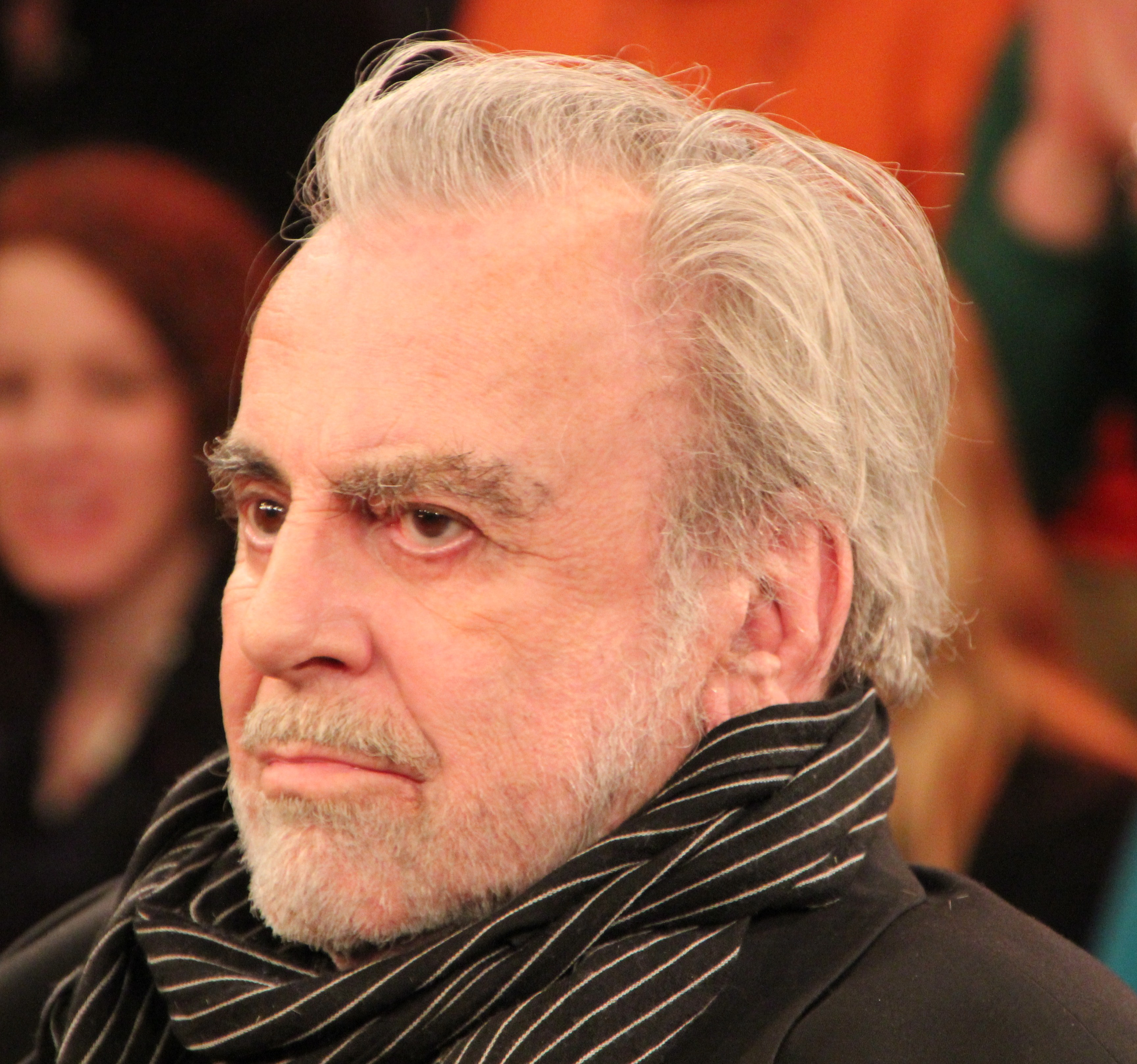
Maximilian Schell
(1930–2014)

- Lotte Bailyn (* 1930), austroamerikanische Sozialpsychologin
- Wolfgang Baminger (1930–2002), Maler und Grafiker
- Friedrich Berg (1930–2023), Prähistoriker und Denkmalpfleger
- Friedrich Böhm (1930–2013), Ingenieur und Hochschullehrer
- Horst Ebenhöh (1930–2022), Komponist und Musikerzieher
- Gerda Elata-Alster, geborene Thau (* 1930), israelische Literaturwissenschaftlerin
- Walter Feit (1930–2004), Mathematiker
- Herbert Foltinek (1930–2015), Anglist, Amerikanist und Hochschullehrer
- Ernst Fuchs (1930–2015), Maler
- Harold Paul Furth (1930–2002), US-amerikanischer Physiker und Hochschullehrer
- Wolfgang Gabriel (1930–2024), Komponist, Dirigent und Musikpädagoge
- Hildegard Goss-Mayr (* 1930), Friedensaktivistin und Schriftstellerin
- Michael Graubart (1930–2024), britischer Komponist, Flötist und Musikpädagoge
- Friedrich Gulda (1930–2000), Pianist und Komponist
- Hans Hammerschmid (1930–2024), Komponist, Filmkomponist, Arrangeur, Pianist und Dirigent
- Alfred Heinrich (1930–2016), Journalist und satirischer Publizist
- Hans Heinz (1930–2021), Theologe der Siebenten-Tags-Adventisten
- Erwin Hirnschall (1930–2011), Politiker
- Kurt Hlaweniczka (1930–2008), Architekt
- Martin Karplus (1930–2024), Theoretischer Chemiker, Nobelpreisträger
- Erwin Lanc (1930–2025), Politiker
- Mara Lane (1930–2014), Filmschauspielerin
- Lotte Ledl (* 1930), Schauspielerin
- Gustav Luntowski (1930–2022), Historiker und Archivar
- Julius Meinl IV. (1930–2008), Unternehmer
- Hans Menasse (1930–2022), Fußballspieler
- Willibald Pahr (* 1930), Politiker und Jurist
- Johnny Parth (* 1930–2025), Musikproduzent und Labelbetreiber
- Johann Philipp (1930–2024), General des Bundesheeres
- Helga Pollak-Kinsky (1930–2020), Holocaustüberlebende
- Gerhard Rühm (* 1930), Schriftsteller, Komponist und bildender Künstler
- Maximilian Schell (1930–2014), österreichisch-schweizerischer Schauspieler, Regisseur und Produzent
- Otto Schenk (1930–2025), Schauspieler, Kabarettist, Regisseur und Intendant
- Emmy Schörg (1930–2020), Schauspielerin
- Kurt Sobotka (1930–2017), Schauspieler, Kabarettist, Regisseur und Autor
- Herta Staal (1930–2021), Theater-, Film- und Fernsehschauspielerin
- Traudl Stark, verheiratete South (1930–2021), Kinderstar im deutschen Film
- Bruno Stein (1930–1996), US-amerikanischer Ökonom und Hochschullehrer
- Toni Stricker (1930–2022), Komponist und Geiger
- Maria Urban (1930–2019), Schauspielerin
- Josef Veleta (1930–2011), Politiker
- Peter Weck (* 1930), Regisseur, Theaterintendant und Schauspieler
- Alejandro Zohn (1930–2000), mexikanischer Architekt

### 1931–1940

#### 1931

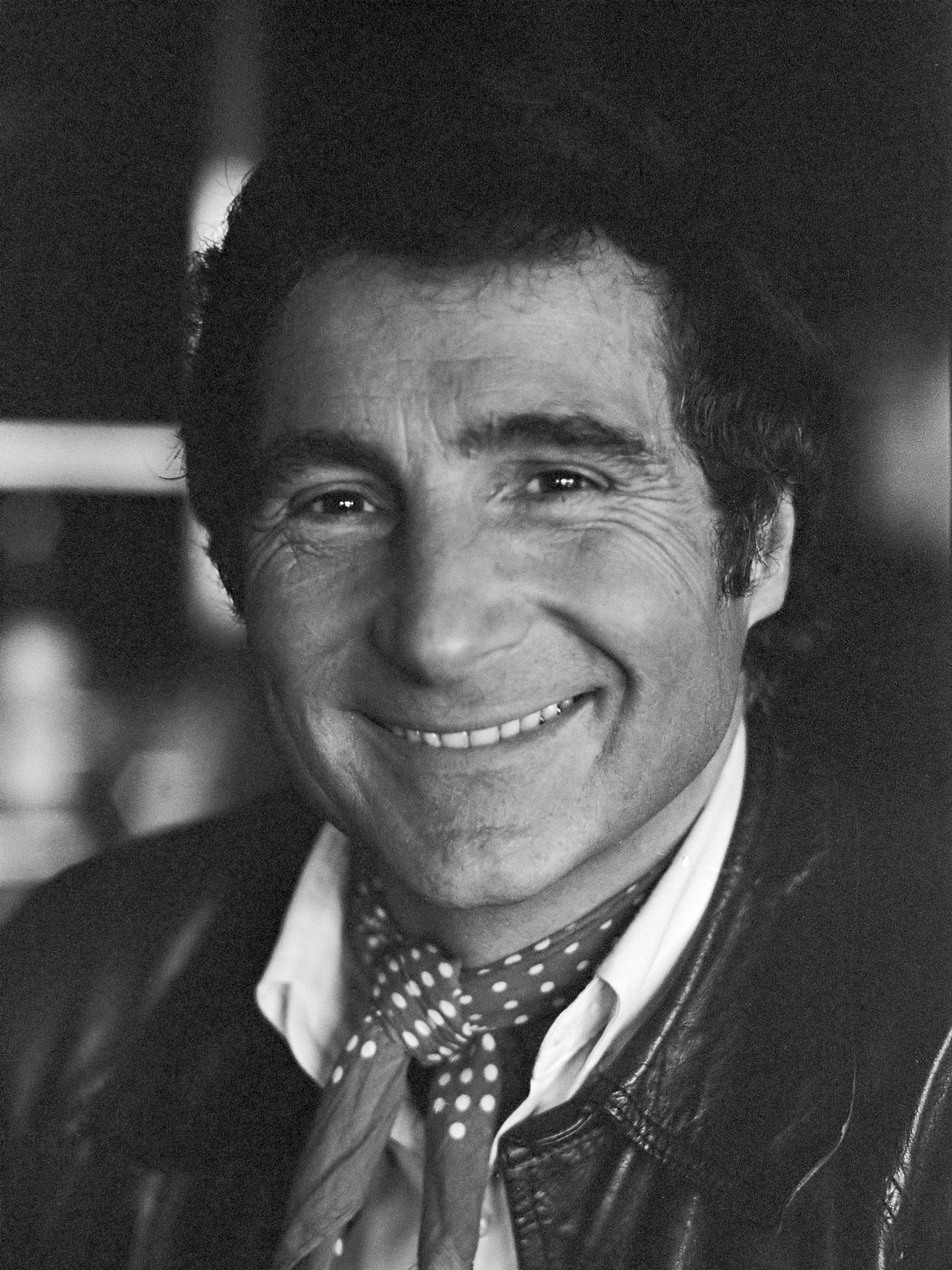
Freddy Quinn
(* 1931)

- Walter Abish (1931–2022), US-amerikanischer Schriftsteller
- Norbert Adam (1931–2020), Sportfunktionär und Journalist
- Ferdinand Baumgartner (1931–2024), Theologe und Bibliothekar
- Wolfgang Beilner (* 1931), römisch-katholischer Priester und Theologe
- Elfriede Blauensteiner (1931–2003), Serienmörderin (Schwarze Witwe)
- Otto Rudolf Braun (1931–2016), Autor und verurteilter Mörder
- Christoph Cornaro (1931–2022), Diplomat und Pianist
- Friedrich Gabler (1931–2016), Hornist
- Viktor Hahn (1931–2019), deutscher römisch-katholischer Ordenspriester und Theologe
- Eduard Christoph Heinisch (1931–1999), Lyriker, Satiriker und Journalist
- Ernst Hinterberger (1931–2012), Schriftsteller
- Fred Hirsch (1931–1978), britischer Ökonom
- Liane Höbinger-Lehrer (1931–2010), Juristin und Politikerin, Abgeordnete zum Nationalrat
- Max von Hohenlohe (1931–1994), liechtensteinischer Skirennläufer
- Ruth Klüger (1931–2020), österreichisch-US-amerikanische Literaturwissenschaftlerin, Schriftstellerin und Holocaust-Überlebende
- Helmut Krätzl (1931–2023), römisch-katholischer Weihbischof der Erzdiözese Wien
- Fred Krebs (1931–1995), britischer Radrennfahrer
- John W. Kronik (1931–2006), Hispanist
- Kurt Landsmann (1931–2019), Politiker
- Louise Martini (1931–2013), Schauspielerin
- Hellmuth Matiasek (1931–2022), Regisseur und Intendant
- Theo Mayer-Maly (1931–2007), Jurist, Rechtshistoriker und Hochschullehrer
- Alfred A. Nentwich (1931–2024), Physiker und Manager in der Energiebranche
- Franz Offenberger (1931–2003), Eisschnellläufer
- Robert Opratko (1931–2018), Musiker
- Raoul Pleskow (1931–2022), US-amerikanischer Komponist und Musikpädagoge
- Liselotte Popelka (1931–2014), Kunsthistorikerin, Hochschullehrerin und Leiterin der Kunstsammlungen am Heeresgeschichtlichen Museum Wien
- Kurt Prelinger (* 1931), Verleger, Maler und Kunstmäzen
- Freddy Quinn (* 1931), einer der erfolgreichsten deutschsprachigen Schlagersänger
- Reginald Richter (* 1931), Künstler und Glasgestalter
- Gerhard Sailer (1931–2002), Jurist und Präsident des Bundesdenkmalamtes
- Heinrich Schweiger (1931–2009), Schauspieler
- Hilde Seiler (1931–2025), Politikerin und Vizepräsidentin des ÖGB
- Hans Bruno Schneider (1931–1997), römisch-katholischer Ordensgeistlicher und Historiker
- Severin Schneider (1931–2018), römisch-katholischer Ordensgeistlicher und Pädagoge
- Gerhard Spiteller (1931–2017), Naturstoffchemiker und Hochschullehrer
- Werner Vogt (1931–2020), Vorarlberger Heimatforscher
- Robert Walter (1931–2010), Jurist und Hochschullehrer

#### 1932

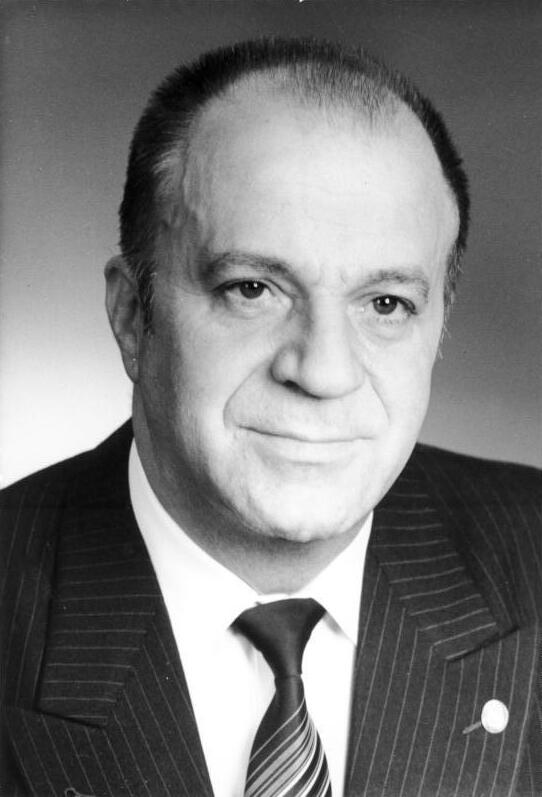
Kurt Singhuber
(1932–2005)

- Maximilian Aichern (* 1932), römisch-katholischer Bischof der Diözese Linz
- Leopold Baumgartner (1932–2013), Schriftsteller
- Konrad Bayer (1932–1964), Fußballspieler und -trainer
- Fred Berger (1932–2009), kanadischer Politiker
- Herbert Berger (1932–1999), Journalist, Fernsehdramaturg und Schriftsteller
- Sven Boltenstern (1932–2019), Goldschmied und Bildhauer
- Günther Bögl (1932–2020), Leiter der Polizeidirektion Wien
- Gerhart Bruckmann (1932–2024), Wissenschaftler, Autor und Politiker
- Mimi Coertse (* 1932), südafrikanisch-österreichische Koloratursopranistin und Kammersängerin
- Thomas F. Deutsch (1932–2006), österreichisch-US-amerikanischer Physiker, Hochschullehrer
- Edith Elmay (1932–2020), Schauspielerin
- Egon Friedler (1932–2022), uruguayischer Journalist
- Hans Georg Fuchs (1932–2020), Politiker und Industrieller
- Elfriede Gerstl (1932–2009), Schriftstellerin
- Kurt Girk (1932–2019), Sänger von Wienerliedern
- Fritz Hakl (1932–2012), Schauspieler
- Paul Heim (1932–2020), österreichisch-britischer Jurist
- Hermann Jandl (1932–2017), Schriftsteller, Dichter und Hörspielautor
- Thomas Kenner (1932–2018), Arzt, Hochschullehrer
- Eva Kittelmann (* 1932), Schriftstellerin
- Fritz Klein (1932–2006), US-amerikanischer Psychiater und Therapeut
- Thomas Klestil (1932–2004), Diplomat, Bundespräsident
- Richard Lugner (1932–2024), Bauunternehmer
- Johanna Matz (1932–2025), Schauspielerin
- Walter Müller (1932–2008), Radrennfahrer
- Lucie Neudecker (1932–2024), Schauspielerin
- Peter Neusser (1932–2010), Schauspieler und Synchronsprecher
- Richard Oesterreicher (1932–2023), Dirigent und Jazzmusiker
- Harald Ofner (* 1932), Rechtsanwalt und Politiker
- Kurt Oppelt (1932–2015), Eiskunstläufer, Olympiasieger
- Angelina Pollak-Eltz (1932–2016), österreichisch-venezolanische Anthropologin
- Ferry Radax (1932–2021), Filmemacher
- Willibald Riedler (1932–2018), Nachrichtentechniker und Weltraumwissenschaftler
- Johann Scherz (1932–2004), Karambolagespieler und Weltmeister
- Guido Schmidt-Chiari (1932–2016), Bankmanager
- Kurt Schneider (1932–2023), Radrennfahrer
- Helmut Schuster (1932–2018), Unternehmer
- Kurt Singhuber (1932–2005), Minister für Erzbergbau, Metallurgie und Kali der DDR
- Herman O. Stekler (1932–2018), US-amerikanischer Ökonom
- Peter von Tramin (1932–1981), Schriftsteller
- Paul Twaroch (1932–2021), Jurist, Rundfunkmanager und Journalist
- George E. Wellwarth (1932–2001), US-amerikanischer Literaturwissenschaftler und Theaterwissenschaftler
- Joe Zawinul (1932–2007), Jazz-Pianist und Keyboarder

#### 1933
- Brigitte Antonius (* 1933), Schauspielerin
- Noemie Benczer Koller (* 1933), österreichisch-amerikanische Kernphysikerin und erste Professorin an der Rutgers University
- Karl Blecha (* 1933), Politiker (SPÖ)
- Heinz Brossmann (1933–2015), Kameramann, Film-, Fernsehtechniker und Unternehmer
- Herbert Budzikiewicz (1933–2019), österreichisch-deutscher Chemiker
- Gerlinde Dill (1933–2008), Tänzerin und Choreographin
- Kurt Ehrenberger (1933–2022), Unternehmer und Sportfunktionär
- Kurt Falk (1933–2005), Zeitungsherausgeber
- Wolfgang Georg Fischer (1933–2021), Schriftsteller, Kunstexperte und Hochschullehrer an der Harvard University in Cambridge (Massachusetts)
- Helmuth Froschauer (1933–2019), Dirigent
- Oswald Fuchs (1933–2015), Schauspieler und Regisseur
- Carl Gerold Fürst (1933–2012), Jurist, Kirchenrechtler und Hochschullehrer
- Erik Hanke (1933–2025), Politiker (SPÖ)
- Hedwig Heger (* 1933), Germanistin
- Andrea Horn, eigentlich Hedi Prien (* 1933), Sängerin und Schriftstellerin
- Clemens Höslinger (* 1933), Historiker, Musikpublizist und Bibliothekar
- Hellmuth Hron (1933–2002), Schauspieler
- Peter Jankowitsch (* 1933), Politiker und Diplomat
- Peter Kapral (* 1933), Politiker
- Eva Kerbler (* 1933), Schauspielerin
- Friedrich König (1933–2022), Politiker, Abgeordneter zum Nationalrat und zum Europäischen Parlament
- Paul Koralek (1933–2020), britischer Architekt
- Alfred Kornberger (1933–2002), Maler und Graphiker
- Werner Kutzelnigg (1933–2019), deutscher theoretischer Chemiker und Professor an der Ruhr-Universität Bochum
- Konrad Lang (1933–2014), Künstler, Maler
- Helmuth Lohner (1933–2015), Schauspieler, Regisseur und Direktor des Theaters in der Josefstadt
- Maria L. Marcus (1933–2022), US-amerikanische Juristin
- Franz Xaver Meyer (1933–2017), Dirigent, Pianist, Chorleiter und Musikpädagoge
- Rudolf Neuhäuser (1933–2020), Slawist und Hochschullehrer
- Helmuth Resch (* 1933), Fechter, Holzforscher und Hochschullehrer
- Helmut Riedl (1933–2024), Geograph
- Hans Salomon (1933–2020), Jazzmusiker, Bandmanager und Komponist
- Wolfgang Schmidt (* 1933), Mathematiker, Hochschullehrer
- Rudolf Scholz (1933–2012), Organist und Musikpädagoge
- Elisabeth Schwarzenberg (1933–2004), Opernsängerin
- Lisa Amelia Steiner (* 1933), US-amerikanische Biochemikerin und Immunologin
- Erich W. Streissler (* 1933), Nationalökonom
- Josef Taus (1933–2024), Wirtschaftsjurist, Manager und Politiker
- Maxie Wander (1933–1977), deutsch-österreichische Fotografin, Journalistin, Drehbuchautorin und Schriftstellerin
- Ferdinand Weiss (1933–2022), Komponist, Dirigent und Musikpädagoge
- Manfred Wicke (1933–2022), Bauingenieur und Hochschullehrer

#### 1934
- Peter Bischof (1934–2021), Maler und Grafiker
- Helmut Braun (* 1934), Politiker, Abgeordneter zum Nationalrat
- Ernst Exner (1934–2019), Rundfunkjournalist und Chefredakteur des ORF-Landesstudios in Niederösterreich
- Walter Grünberg (1934–1996), Veterinärmediziner und Hochschullehrer
- Hans Hollein (1934–2014), Architekt und Designer
- Hans Janitschek (1934–2008), Journalist
- Gerhard Kubik (* 1934), Musikethnologe und Hochschullehrer
- Paola Loew (1934–1999), Schauspielerin
- Josef Luitz (* 1934), Cellist und Instrumentallehrer
- Peter Marginter (1934–2008), Autor, Essayist und Übersetzer
- Toni Mark (1934–1959), Skirennläufer
- Herbert Miehsler (1934–1986), Rechtswissenschaftler
- Ernst Outolny (1934–2019), Politiker (SPÖ)
- Ignaz Puschnik (1934–2020), Fußballspieler
- Inge Rassaerts (* 1934), Schauspielerin
- Ingeborg Schödl (1934–2023), Publizistin und Buchautorin
- Otto Steffl (1934–2023), Schauspieler und Rezitator
- George Henry Stein (1934–2007), US-amerikanischer Historiker
- Günther Steinbach (1934–2020), Jurist, Beamter und Autor
- Richard Stockinger (1934–2021), Politiker
- Gerhard Track (1934–2022), Komponist und Chorleiter
- Irma Volta-Löffler (* 1934), Volksschullehrerin, Schriftstellerin und Malerin
- Kurt Wölfflin (1934–1998), Schriftsteller
- Herwig Wolfram (* 1934), Mediävist

#### 1935
- Klaus Aggermann (1935–2021), Architekt
- Eveline Andrlik (1935–2016), Politikerin
- Amnon Ben-Tor (1935–2023), israelischer Biblischer Archäologe
- Eva Choung-Fux (* 1935), Malerin, Bildhauerin, Grafikerin, Fotografin und Hochschullehrerin
- Robert Colnago (1935–2019), Maler, Bildhauer und Grafiker
- Erich Stephen Gruen (* 1935), österreichisch-US-amerikanischer Althistoriker, Hochschullehrer
- Peter Jann (* 1935), Jurist und Richter
- Erwin Kriz (1935–2009), Radrennfahrer
- Georg Kugler (1935–2024), Kunsthistoriker
- Peter Lucas (1935–2015), Informatiker und Hochschullehrer
- Hermann Mucke (1935–2019), Astronom und Leiter des Wiener Planetariums und der Urania-Sternwarte
- Walter Nettig (1935–2020), Unternehmer, Politiker und Präsident der Wirtschaftskammer Wien
- Werner Ogris (1935–2015), Rechtshistoriker
- Teddy Podgorski (1935–2024), Schauspieler, Radio- und Fernsehjournalist
- Herbert Prikopa (1935–2015), Dirigent und Kabarettist
- Heinz Peter Rill (1935–2015), Rechtswissenschaftler
- Helmut Rumpler (1935–2018), Historiker
- George Sachs (1935–2019), Mediziner und Biophysiker, Hochschullehrer
- Senta Maria Anna Siller (* 1935), Designerin, Kalligrafin, Unternehmerin
- Marija Sklad-Sauer (1935–2014), Gesangspädagogin und Sängerin
- Gerulf Stix (1935–2024), Politiker und Wirtschaftsberater
- Friedrich Walz (1935–2006), Basketballspieler, -trainer und -funktionär
- Wolfgang Wehrmann (1935–2025), Nachrichtentechniker
- Oswald Wiener (1935–2021), Schriftsteller, Sprachtheoretiker und Kybernetiker
- Gerhard Winkler (1935–2012), Altphilologe, -historiker, Epigraphiker
- Otto M. Zykan (1935–2006), Komponist

#### 1936
- Christopher Alexander (1936–2022), Architekt, Architekturtheoretiker und Buchautor von A Pattern Language
- Gerhard Ammann (1936–2004), Politiker, Abgeordneter zum Wiener Landtag
- Eva Cockcroft (1936–1999), US-amerikanische Malerin und Kunsthistorikerin
- Felix Dvorak (* 1936), Schauspieler, Kabarettist, Intendant und Schriftsteller
- Teddy Ehrenreich (1936–2014), Jazzmusiker und -komponist
- Dieter Flamm (1936–2002), Physiker und Hochschullehrer
- Günther Frank (* 1936), Sänger, Schauspieler und Maler
- Heinz von Hermann (* 1936), Jazzmusiker
- Erich Hof (1936–1995), Fußballspieler und -trainer
- Herbert Kramel (1936–2022), Architekt
- Walter Richard Langer (1936–1995), ORF-Moderator und Jazzexperte
- Chava Lifshitz, geboren als Eva Wolf (1936–2005), Chemikerin
- Peter Lodynski (1936–2021), Schauspieler, Kabarettist, Regisseur, Schriftsteller und Zauberkünstler
- Horst Friedrich Mayer (1936–2003), Historiker, Journalist und Fernsehmoderator
- Leo Mazakarini (1936–2020), Verleger, Autor, Schauspieler
- Heinrich Neisser (* 1936), Politiker
- Christine Nöstlinger (1936–2018), Schriftstellerin
- Elisabeth Orth (1936–2025), Schauspielerin
- Christine Ostermayer (* 1936), Schauspielerin und Hörspielsprecherin
- Walter Philipp (1936–2006), Mathematiker, Hochschullehrer
- Adolf Schandl (1936–2022), Straftäter und Strafgefangener
- Franz Schupp (1936–2016), römisch-katholischer Theologe und Philosoph
- Karl Schütz (1936–2020), Musikpädagoge, Kirchenmusiker und Professor für Orgelkunde an der Universität für Musik und darstellende Kunst Wien
- Eleonore Schwarz (* 1936), Sängerin
- Sissy Schwarz, verh. Bollenberger (* 1936), Eiskunstlauf-Olympiasiegerin
- Friederike Seidl (1936–1987), Politikerin

#### 1937
- Hannes Aiginger (* 1937), Wissenschaftler
- Walter Barfuß (* 1937), Rechtsanwalt
- Eugen Bartmer (1937–2022), Maschinenschlosser und Schriftsteller
- Ferdinand Dexinger (1937–2003), Judaist
- Peter Diem (* 1937), Publizist, Medienwissenschaftler und Mitherausgeber des Austria-Forums
- Willi Dungl (1937–2002), Wellness-Guru
- Norbert Faustenhammer (* 1937), Jurist und Diplomat
- Erwin Felzmann (* 1937), Jurist
- Werner Fuchs (1937–1985), Geologe
- Michael Graff (1937–2008), Rechtsanwalt und Politiker
- Rudolf Haas (* 1937), Maler, Objektkünstler und Grafiker
- Peter Karner (1937–2022), evangelisch-reformierter Theologe, Journalist und Autor
- Georg Königstein (* 1937), Maler, Grafiker und Verleger
- Kurt Korbatits (1937–2023), Politiker und Landesbeamter
- Herbert Kraus (1937–2018), Wirtschaftswissenschaftler und Hochschullehrer
- Peter Matić (1937–2019), Schauspieler
- Michael Mitterauer (1937–2022), Wirtschafts- und Sozialhistoriker
- Gösta Neuwirth (* 1937), Komponist und Musikwissenschaftler
- Helga Nowotny (* 1937), Wissenschaftsforscherin
- Silvia Petrin (* 1937), Historikerin und Archivarin
- Ingrid Picca (1937–2022), Malerin und Gründerin Fadenbühne im Künstlerhaus
- Ferdinand Piëch (1937–2019), Manager und Großaktionär
- Karlheinz Schrödl (* 1937), Komponist und Richter
- Gerhard Schwarz (1937–2022), Philosoph, Sozialwissenschaftler, Hochschullehrer und Publizist
- Alfred Sponer (1937–2008), Krankenkassenbeamter und Politiker
- Karl Vettermann (1937–1990), Hochseesegler und Autor
- Franz Vranitzky (* 1937), Politiker, Bundeskanzler, Manager
- Manfried Welan (1937–2024), Rechtswissenschaftler und Politiker
- Renate Welsh (* 1937), Kinder- und Jugendbuchautorin
- Gerheid Widrich (1937–2019), Politikerin (ÖVP)
- Klaus Wildbolz (1937–2017), österreichisch-schweizerischer Schauspieler

#### 1938
- Hannes Androsch (1938–2024), Politiker, Unternehmer
- Peter Broucek (1938–2023), Historiker
- Hans Buzek (* 1938), Fußballspieler
- Rosemarie Egger (* 1938), Schriftstellerin
- Hanna Eigel (* 1938), Eiskunstläuferin
- Herbert Feldhofer (1938–2011), Komponist
- Gerhard H. Fischer (* 1938), Psychologe
- Georg Haber (1938–2019), Nachrichtentechniker, Direktor des Jüdischen Museums Wien
- Heinrich Haberl (* 1938), Politiker
- Reinhard Hartmann (1938–2024), Linguist, Lexikograf und Hochschullehrer
- Karl Heinz (* 1938), Architekt
- Wolfgang Hingst (1938–2020), Historiker, Journalist, Redakteur, Filmemacher und Dokumentarist
- Norbert Hirschhorn (* 1938), österreichisch-US-amerikanischer Mediziner
- Christiane Hörbiger (1938–2022), Schauspielerin
- Gertrude Kubiena (* 1938), Ärztin und Politikerin
- Elisabeth Leinfellner (1938–2010), Sprachwissenschaftlerin und Hochschullehrerin
- Ernst Wolfram Marboe (1938–2012), Journalist, Autor und Regisseur
- Helga Meyer-Wagner (* 1938), Opernsängerin und Gesangspädagogin
- Helmut Neumann (* 1938), Komponist und Musiktheoretiker
- Hermann Nitsch (1938–2022), Künstler
- Peter Pabisch (* 1938), Schriftsteller
- Othmar Pabisch (1938–2022), Offizier des Bundesheers
- Jos Rosenthal (* 1938), Wissenschaftsjournalist
- Herbert Schimetschek (* 1938), Versicherungsmanager, Präsident der Nationalbank
- Christine Schirmer (1938–2019), Politikerin (SPÖ) und Wiener Stadträtin
- Romy Schneider (1938–1982), deutsch-französische Schauspielerin
- Roberto Schwarz (* 1938), brasilianischer Literaturkritiker, Autor und Literaturtheoretiker
- Peter Sorger (1938–2022), deutscher Mathematikdidaktiker
- Hans Martin Steiner (1938–2014), Zoologe, Ökologe und Hochschullehrer
- Heinz Rudolf Unger (1938–2018), Schriftsteller
- Gerhard Weis (1938–2019), Journalist und Rundfunkmanager
- Emmy Werner (* 1938), Schauspielerin und Regisseurin
- Peter Wiesinger (1938–2023), Germanist
- Heinrich Wille (1938–2018), Jurist und Politiker

#### 1939

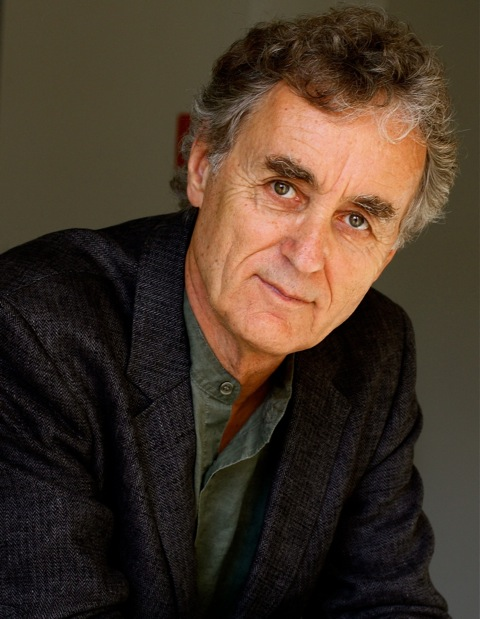
Fritjof Capra
(* 1939)

- Ilse Abka-Prandstetter (* 1939), Künstlerin
- Annemarie Avramidis (1939–2013), Bildhauerin und Dichterin
- Peter Baum (* 1939), Künstler, Museumsleiter, Kurator und Kunstkritiker
- Wolf Beiglböck (1939–2024), Mathematiker und Physiker
- Werner Biffl (* 1939), Wasserbauingenieur und Hochschullehrer
- Trautl Brandstaller (1939–2024), Journalistin, Schriftstellerin und Fernsehredakteurin
- Fritjof Capra (* 1939), Physiker, Esoteriker und Buchautor
- Helga Dernesch (* 1939), Opernsängerin
- Gerhard Dobesch (1939–2021), Althistoriker, Keltologe und Altphilologe
- Johanna Dohnal (1939–2010), Politikerin
- Gerhard Dorfer (* 1939), Schauspieler und Dramatiker
- Artur Paul Duniecki (* 1939), Architekt
- Heinrich Ebner (* 1939), Photogrammeter, Geodät
- Ildefons Manfred Fux (* 1939), Benediktiner
- Walter Geppert (* 1939), Jurist und Politiker
- Peter Gerlich (1939–2019), Politikwissenschaftler und Hochschullehrer
- Georg Hanreich (1939–2023), Politiker
- Walter Heider (1939–2014), Operettensänger und Interpret des Wienerliedes
- Kurt Heller (1939–2020), Jurist und Verfassungsrichter
- Dagmar Koller (* 1939), Sängerin und Tänzerin (Operette und Musicals)
- Klaus Liebscher (* 1939), Bankdirektor und Gouverneur der OeNB
- Guggi Löwinger (1939–2018), Sängerin und Tänzerin
- Peter Michael Lingens (* 1939), Journalist
- Horst Mäder (* 1939), Offizier, Jurist und Publizist
- Wolfgang Mantl (1939–2022), Politikwissenschaftler und Jurist
- Lene Mayer-Skumanz (* 1939), AHS-Lehrerin und Autorin
- Liselotte Mettler (* 1939), Hochschullehrerin und Reproduktionsmedizinerin
- Gunter Müller (1939–2020), Germanist, Namenforscher und Mediävist
- Harald Neuwirth (1939–2023), Jazzmusiker
- Klaus Ofczarek (1939–2020), Film- und Fernsehschauspieler sowie Opernsänger
- Helene Partik-Pablé (* 1939), Richterin und Politikerin
- Helga Philipp (1939–2002), Malerin, Grafikerin, Plastikerin
- Erika Pluhar (* 1939), Schauspielerin, Sängerin und Autorin
- Werner Pochath (1939–1993), Bühnen-, Film- und Fernsehschauspieler
- Robert Politzer (1939–2010), Jazzmusiker
- Sepp Rieder (* 1939), Politiker
- Dieter Quester (* 1939), Automobilrennfahrer
- Hans Rettenbacher (1939–1989), Jazzbassist und -cellist
- Brigitte Scheer-Schäzler (* 1939), Amerikanistin
- Peter Schneider (* 1939), Dirigent
- Helmut Schuster (1939–2013), Ökonom und Hochschullehrer
- Peter Maria Schuster (1939–2019), Physiker und Schriftsteller
- Rolf Schwendter (1939–2013), Schriftsteller und Devianzforscher
- Herwig Seeböck (1939–2011), Kabarettist
- Friederike Spitzenberger (* 1939), Mammalogin
- Gert Stadler (* 1939), Montanwissenschaftler und Bauingenieur
- Ernst Steinbach (* 1939), Politiker und Hauptschullehrer
- Friedrich Tenkrat (1939–2022), Schriftsteller
- Helmut Thoma (1939–2025), Medienmanager
- Hubert Weber (* 1939), Jurist, Präsident des Europäischen Rechnungshofes
- Gerry Weil (1939–2024), österreichisch-venezolanischer Jazzmusiker
- Heinrich Weingartner (* 1939), Karambolagespieler, Verbandspräsident, Fachautor und Verleger
- Lydia Weiss (* 1939), Balletttänzerin, Schauspielerin und Sängerin
- Gerhard Winkler (* 1939), Maler
- Paul Zulehner (* 1939), Theologe

#### 1940
- Isabella Ackerl (* 1940), Historikerin, Germanistin und Autorin
- Manfred Bietak (* 1940), Professor der Ägyptologie
- Fritz Blaich (1940–1988), Wirtschafts- und Sozialhistoriker
- Erwin Böhm (* 1940), Pflegewissenschaftler
- Edith Dallner (1940–2016), Bildhauerin, Malerin und Keramikerin
- Manfred Drennig (* 1940), Autor, Manager, Politiker
- Rudolf Edlinger (1940–2021), Politiker und Fußballfunktionär
- Peter Elstner (1940–2021), Sportredakteur des Österreichischen Rundfunks
- Silvia Fenz (1940–2016), Schauspielerin
- Erik Freitag (* 1940), Komponist und Geiger
- Anton Fürst (1940–2024), Journalist, Politiker, Nationalrat
- Johannes Gartner (1940–2020), Abt der Benediktinerabtei Seckau
- Helma Gautier (* 1940), Schauspielerin
- Ernestine Graßberger (* 1940), Politikerin und Funktionärin
- Walter Grün (* 1940), Geologe
- John Gudenus (1940–2016), Politiker
- Maria Hampel-Fuchs (* 1940), Politikerin
- Wolfgang Hausner (* 1940), Weltumsegler
- Robert Herzl (1940–2014), Regisseur und Theaterdirektor
- Johann Hofmann (1940–2023), Basketballspieler
- Klaus Hofmann (* 1940), Politiker, Abgeordneter zum Burgenländischen Landtag
- Heimo Hofmeister (* 1940), Religionsphilosoph und Hochschullehrer
- Gottfried Hornik (* 1940), Kammersänger und Gesangspädagoge
- Martha Jungwirth (* 1940), Malerin
- Thomas Kakuska (1940–2005), Musiker, Professor an der Universität für Musik und darstellende Kunst in Wien
- Heinrich Keller (* 1940), Rechtsanwalt und Politiker
- Hans-Dieter Klein (* 1940), Philosoph und Hochschullehrer
- Karl Korinek (1940–2017), Jurist
- Peter Ferdinand Krause (* 1940), Jurist, Verwaltungsbeamter und Studentenhistoriker
- Richard Kriesche (* 1940), Objekt- und Medienkünstler
- Günther Kriz (* 1940), Radrennfahrer
- Hartmut Krohm (1940–2018), Kunsthistoriker
- Helmut Lang (* 1940), Leichtathlet, Sprinter
- Franz Löschnak (* 1940), Jurist, Politiker
- Nikolaus Michalek (* 1940), Notar und Politiker
- Fritz Novotny (1940–2019), Improvisations- und Jazzmusiker sowie Komponist
- Ewald Plachutta (* 1940), Koch
- Horst Rascher (* 1940), deutscher Boxer
- Josef Reisinger (1940–2003), Eisschnellläufer
- Rudolf Rieder (* 1940), Physiker
- Gottfried Riedl (* 1940), Schauspieler und Autor
- Günther Sallaberger (* 1940), Politiker
- Susanne Schaup (* 1940), Autorin, Lektorin und Übersetzerin
- Richard Schmitz (* 1940), Radio-Moderator und Politiker, Bezirksvorsteher in Wien
- Rudolf Schwarzkogler (1940–1969), Fotograf und Künstler
- Edda Seidl-Reiter (1940–2022), Textilkünstlerin und Malerin
- Heinz Slupetzky (* 1940), Geograph, Glaziologe
- Johanna Tomek (* 1940), Intendantin, Regisseurin und Schauspielerin
- Erwin Steinhauser (1940–2024), Lehrmeister des Schwertkampfsportes Iaidō
- Barbara Valentin (1940–2002), Schauspielerin
- Ekkehard Weber (* 1940), Althistoriker, Epigraphiker und Altphilologe
- Alexander Widner (* 1940), Schriftsteller
- Franz Wolny (1940–2018), Fußballnationalspieler
- Elly Wright (* 1940), Jazzsängerin
- Heinz Zednik (* 1940), Tenor
- Gerhard Zemann (1940–2010), Schauspieler

### 1941–1950

#### 1941

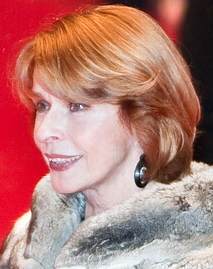
Senta Berger
(* 1941)

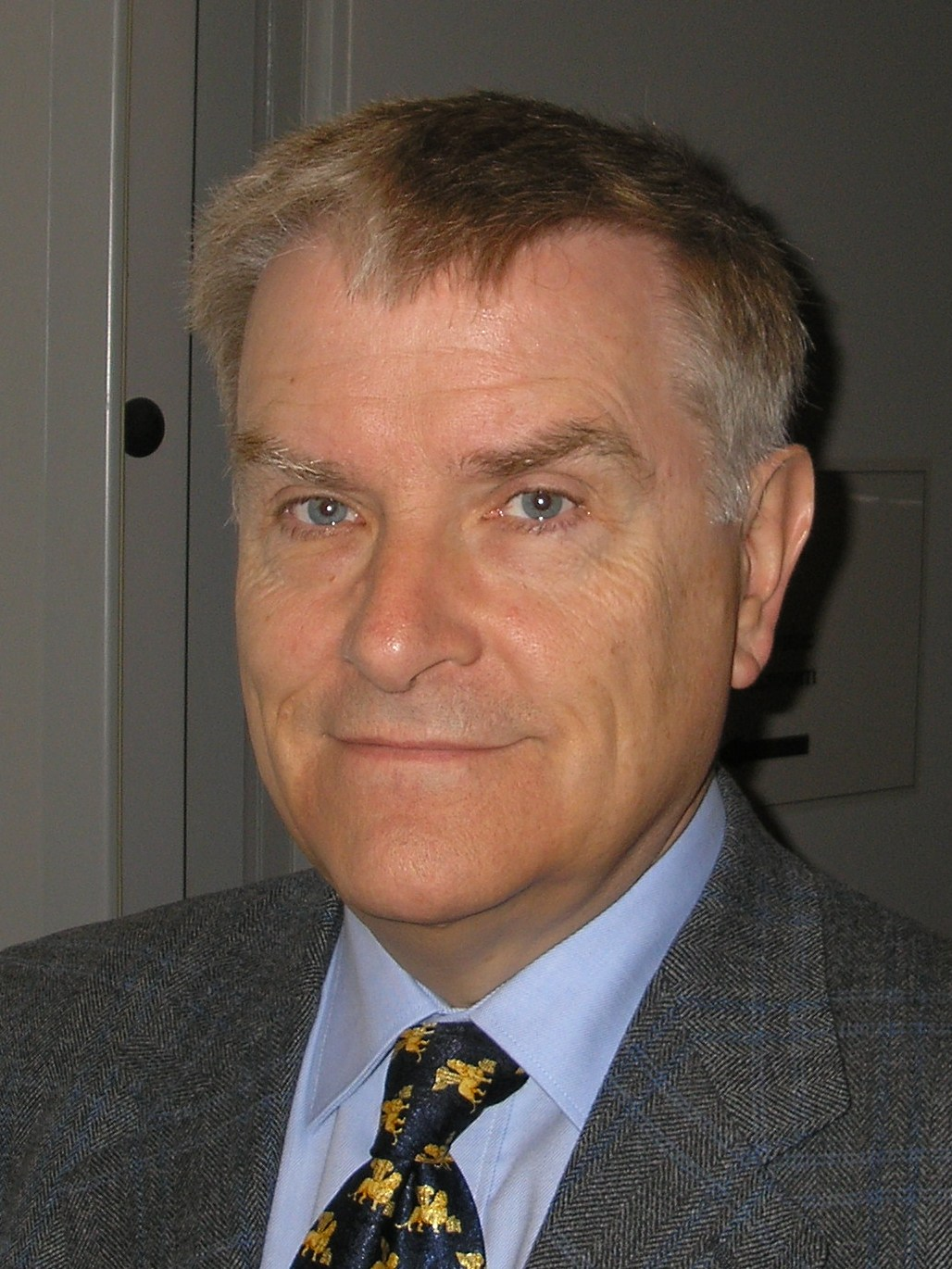
Anton Pelinka
(* 1941)

- Rotraud Bauer (1941–2006), Kunsthistorikerin
- Werner M. Bauer (1941–2015), Literaturwissenschaftler und Hochschullehrer
- Senta Berger (* 1941), österreichisch-deutsche Schauspielerin und Filmproduzentin
- Christian Boesch (* 1941), Opernsänger (Bariton)
- Erhard Busek (1941–2022), Politiker
- Inge Dick (* 1941), Fotografin und Malerin
- Hans Jörg Dirschmid (1941–2021), Hochschullehrer
- Ilse Dosoudil (* 1941), Bibliothekarin
- Günther Engelmayer (* 1941), Politiker
- Gerda Fassel (1941–2025), Bildhauerin
- Robert Fleischer (* 1941), Archäologe
- Kurt Garschal (* 1941), Radrennfahrer
- Roland Girtler (* 1941), Soziologe, Kulturanthropologe und Philosoph
- Friedrich Glasl (* 1941), Politologe
- Wolf Harranth (1941–2021), Kinderbuchautor, Übersetzer und Medienjournalist
- Gerhard Harvan (1941–1971), Maler, Grafiker und Aktionskünstler
- Gerhard Hiesel (1941–2023), Klassischer Archäologe
- Karl Homole (1941–2022), Politiker
- Gerd Honsik (1941–2018), Autor revisionistischer Schriften, Holocaustleugner
- Helmuth Horvath (1941–2022), Physiker und Hochschullehrer
- Peter Josch (* 1941), Schauspieler, Theaterregisseur und Intendant
- Peter Karner (* 1941), Oper- und Operettensänger und Musicaldarsteller
- Anneliese Klein (* 1941), Winzerin und Politikerin, Abgeordnete zum österreichischen Nationalrat
- Wolf Klinz (* 1941), Europaabgeordneter
- Heribert Franz Köck (* 1941), Völkerrechtler, Europarechtler und Rechtsphilosoph
- Peter Koits (* 1941), Politiker
- Manfred Koller (1941–2025), Restaurator und Hochschullehrer
- Erich Korbel (1941–2023), Eisschnellläufer
- Gernot Krankenhagen (* 1941), Museumsdirektor
- Heinz Krejci (1941–2017), Rechtswissenschaftler und Autor
- Friedemann Layer (1941–2019), Dirigent
- Willibald Liehr (1941–2011), Jurist
- Bernd Lötsch (* 1941), Biologe
- Albert Mair (* 1941), Jazzpianist
- Harald Mau (1941–2020), Chirurg und Hochschullehrer der Charité
- Hermann Maurer (* 1941), Informatiker, Autor von Science-Fiction-Literatur
- Oskar Mayer (* 1941), Lehrer, Politiker, Abgeordneter zum österreichischen Nationalrat
- Franz Menges (1941–2014), Historiker, Autor und Redakteur
- Ludwig Musil (* 1941), Tänzer
- Heinz Neumann (* 1941), Architekt
- Sonja Pachta (1941–2024), Tennisspielerin
- Helga Papouschek (* 1941), Schauspielerin und Sängerin
- Anton Pelinka (* 1941), Politikwissenschaftler, Dekan der Universität Innsbruck
- Werner Pfeiler (* 1941), Grafiker und Briefmarkenstecher
- Margot Philipp, verheiratet Margot Medicus (1941–2004), Schauspielerin
- Peter E. Pieler (1941–2018), Rechtshistoriker
- Liese Prokop (1941–2006), Sportlerin und Politikerin (ÖVP)
- Heinz Prüller (* 1941), Journalist und Sportkommentator
- Werner Reiss (1941–2024), katholischer Theologe, Jurist und Philosoph
- Klaus Rott (* 1941), Schauspieler und Regisseur
- Dieter Rückle (* 1941), Wirtschaftswissenschaftler und Hochschullehrer
- Johann Rzeszut (* 1941), Jurist und Präsident des Obersten Gerichtshofes
- Silvana Sansoni (* 1941), Schauspielerin und Hörspielsprecherin
- Heinz Schäffer (1941–2008), Rechtswissenschaftler, Hochschullehrer und Richter
- Peter Schieder (1941–2013), Politiker, Europaratspräsident
- Alfred Paul Schmidt (* 1941), Schriftsteller
- Günter Schmidt (1941–2010), Journalist, Fernsehmoderator und Korrespondent
- Anneliese Schnell (1941–2015), Astronomin
- Isolde Schönstein (* 1941), Umweltaktivistin
- Peter Schuster (* 1941), Chemiker, Hochschullehrer, Präsident der Österreichischen Akademie der Wissenschaften
- Heidi Senger-Weiss (1941–2023), Logistikunternehmerin
- Ingrid Smejkal (1941–2017), Politikerin (SPÖ)
- Peter Steinhauser (1941–2021), Hochschullehrer und Professor für Geophysik an der Universität Wien
- Franz Stierschneider (* 1941), Graphiker und Maler
- Peter Toyfl (* 1941), Eisschnellläufer
- Hans-Georg Tutschek (* 1941), Fußballspieler
- Ernst Vlcek (1941–2008), Science-Fiction-Autor
- Hubert Wallner (1941–2018), Moderator
- Leopold Wedel (* 1941), Politiker
- Karl Zweymüller (* 1941), Orthopäde und Hochschullehrer

#### 1942

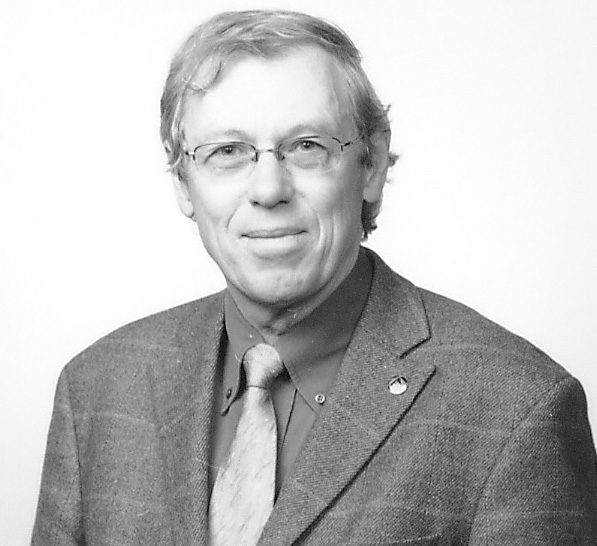
Franz Bernhard Hofmann
(* 1942)

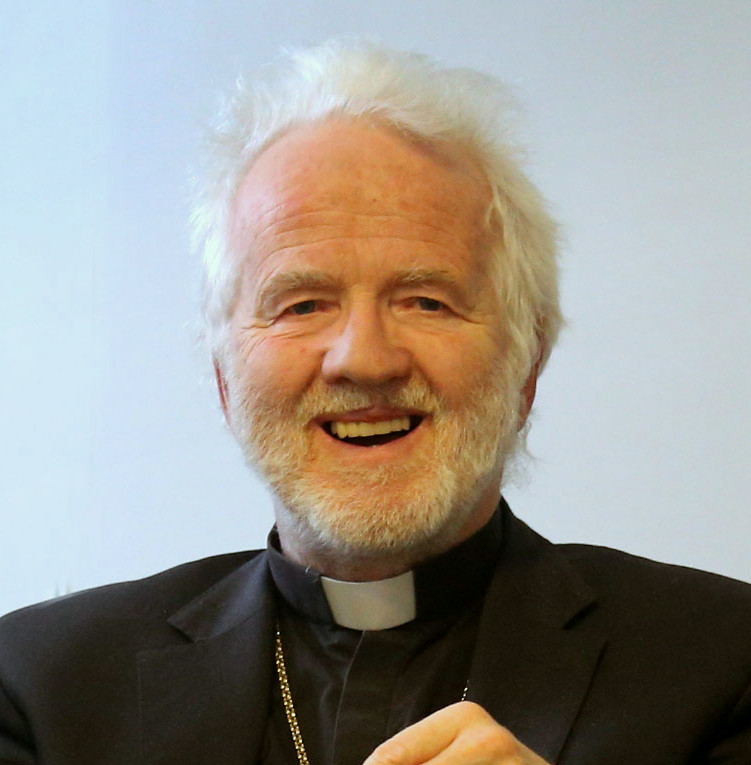
Andreas Laun
(1942–2024)

- Gerhard Balluch (* 1942), Schauspieler, Theaterregisseur und Hörspielsprecher
- Renate Basch-Ritter (* 1942), Historikerin und Autorin
- Helmut Berger-Tuna (1942–2009), Opern-, Operetten-, und Konzertsänger
- Alfred Biber (1942–2013), Maler
- Peter Bizer (* 1942), Journalist und Autor
- Alexander Böhm (1942–2024), Politiker, Abgeordneter zum Salzburger Landtag
- Peter Deimböck (* 1942), Radrennfahrer
- Gundi Dietz (* 1942), Keramikkünstlerin
- Werner Doralt (* 1942), Jurist und Hochschullehrer
- Wolfgang Duchkowitsch (* 1942), Bibliothekar, Publizistik-, Kommunikationswissenschaftler und Hochschullehrer
- Heinz Ehrenfreund (1942–1999), Schauspieler und Hörspielsprecher
- Wolfgang Ernst (* 1942), Künstler
- Heinz Fahnler (1942–2008), Fußballschiedsrichter und Journalist
- Erna Frank (* 1942), Künstlerin
- Alfred Gager (1942–2022), Fußballspieler
- Elisabeth Gehrer (* 1942), Politikerin
- Johann Hatzl (1942–2011), Politiker
- Hilde Hawlicek (* 1942), Politikerin
- Hans Peter Heinzl (1942–1996), Kabarettist
- Heinz Hochsteiner (* 1942), Politiker, Nationalrat
- Wolfram Hörandner (1942–2021), Byzantinist
- Franz Bernhard Hofmann (* 1942), Arzt, Pharmakologe und Hochschullehrer
- Hilmar Kabas (* 1942), Politiker
- Gerd Kaminski (1942–2022), Rechtswissenschaftler und Sinologe
- Peter Kampits (* 1942), Philosoph und Hochschullehrer
- Peter Paul Kaspar (1942–2024), römisch-katholischer Geistlicher, Musiker und Schriftsteller
- Susanne Kirnbauer (* 1942), Balletttänzerin, Choreographin und Schauspielerin
- Gerhard Kletter (* 1942), Mediziner und Autor
- Walter Koch (1942–2019), Historiker und Hochschullehrer
- Edda Köchl-König (1942–2015), Schauspielerin und Illustratorin
- Albrecht Konecny (1942–2017), Politiker (SPÖ)
- Reinhold Kubik (1942–2024), Musikwissenschaftler, Pianist und Dirigent
- Franz Eduard Kühnel (1942–2019), Politiker (ÖVP) und Berufsoffizier
- Ferdinand Lacina (* 1942), Politiker
- Karl Lacina (* 1942), Politiker
- Dina Larot (* 1942), Malerin
- Andreas Laun (1942–2024), römisch-katholischer Geistlicher und Moraltheologe, Weihbischof in Salzburg
- Hellmut Lorenz (* 1942), Kunsthistoriker
- Sylvia Lukan (* 1942), Schauspielerin
- Elisabeth Lukas (* 1942), Psychotherapeutin und klinische Psychologin
- Peter Marboe (* 1942), Politiker, Intendant und Buchautor
- Marianne Nentwich (* 1942), Schauspielerin
- Walter Obermaier (1942–2024), Literaturwissenschaftler und Bibliothekar
- Martin G. Petrowsky (* 1942), Autor und Herausgeber
- Heinz-Dieter Pohl (* 1942), Sprachwissenschaftler und Namenforscher, Hochschullehrer
- Günther Pöltner (* 1942), Philosoph und Hochschullehrer
- Wolf D. Prix (* 1942), Architekt
- Hans Georg Ruppe (* 1942), Jurist und Professor für Finanzrecht und Verfassungsrichter
- Günter Schilder (* 1942), Kartographiehistoriker
- Arnulf Schmitt-Kammler (1942–2023), deutscher Rechtswissenschaftler, Hochschullehrer
- Wolfgang Schuster (* 1942), Wiener Philharmoniker und Musikmanager
- Walter Schwimmer (1942–2025), Politiker, Generalsekretär des Europarats
- Hans Werner Sokop (* 1942), Lyriker und Übersetzer
- Anne-Marie Sprotte (1942–2023), deutsche Moderatorin und Fernsehansagerin
- Krista Stadler (* 1942), Schauspielerin
- Edith Stumpf-Fischer (* 1942), Bibliothekarin, Ministerialbeamtin und Frauenforscherin
- Manfred Wehdorn (* 1942), Architekt
- Bernd Weikl (* 1942), Opernsänger, Autor und Regisseur
- Walter Weiss (* 1942), Philosoph, Geograph, Pädagoge, Autor und Verleger
- Ingrid Wiener, geb. Schuppan (* 1942), Köchin, Gastronomin und Künstlerin

#### 1943

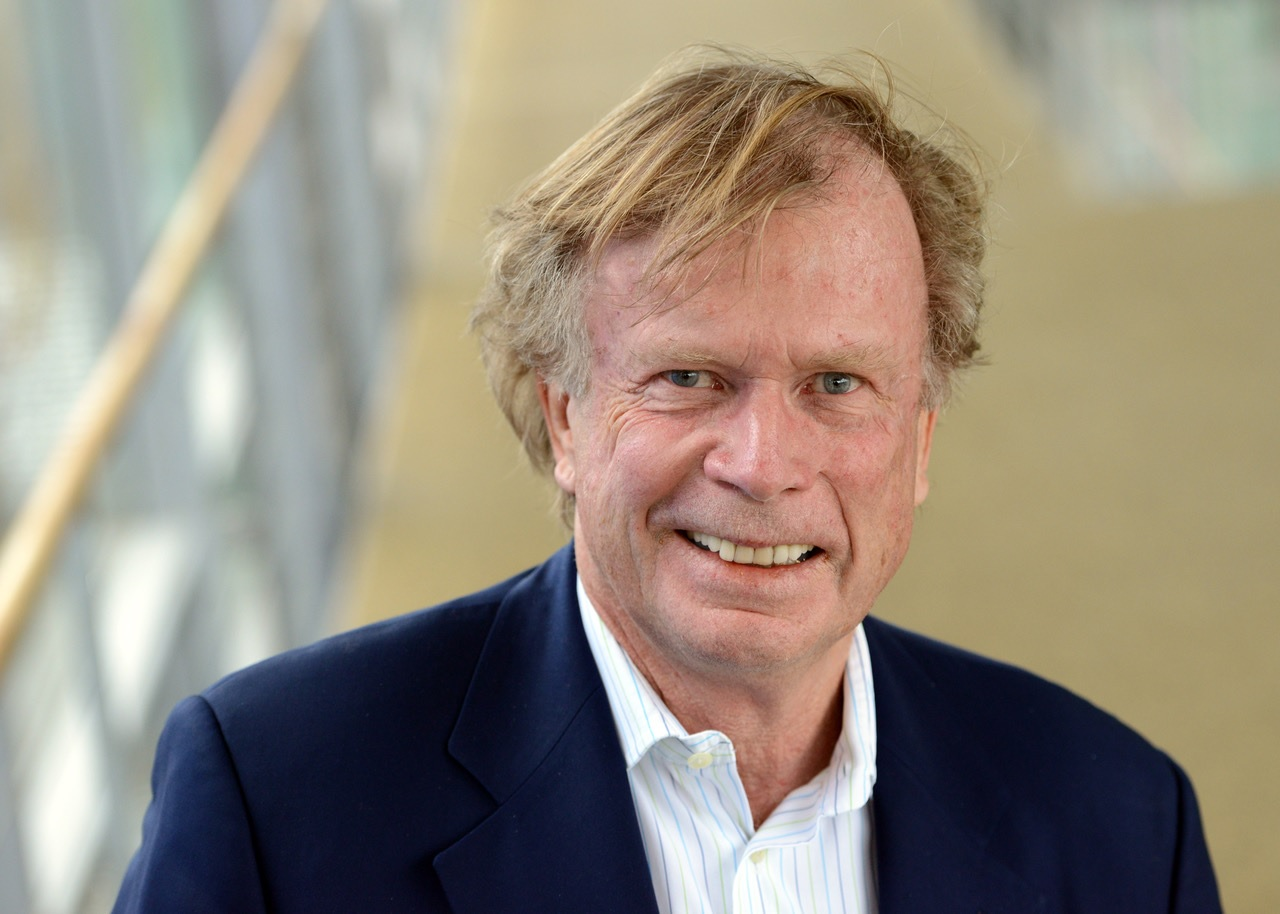
Bruno Reichart
(* 1943)

- Herbert Adamec (1943–2009), Schauspieler und Regisseur
- Heinz Binder (1943–2024), Fußballspieler
- Peter Böhm (1943–2012), Jurist, Hochschullehrer und Politiker
- Oscar Bronner (* 1943), Journalist und Zeitungsherausgeber
- Herbert Exenberger (1943–2009), Bibliothekar und Sachbuchautor
- Alfred Finz (* 1943), Politiker
- Hellmut Fleckseder (1943–2018), Bauingenieur
- Loni von Friedl (* 1943), Schauspielerin
- Hans Goebl (* 1943), Romanist und Sprachwissenschaftler
- HK Gruber (eigentlich Heinz Karl Gruber, * 1943), Komponist und Dirigent
- Georg Grünberg (* 1943), Ethnologe, Lateinamerika-Forscher und Hochschullehrer
- Gerhard Hafner (* 1943), Jurist und Hochschullehrer
- Werner Herbst (1943–2008), Lyriker, Erzähler, Hörspielautor und Verleger
- Johann Herzog (* 1943), Politiker
- Gert J. Hödl (1943–2017), Eis- und Sandkünstler
- Gerhard Hund (1943–2015), Jazz-Posaunist
- Gertraud Jesserer (1943–2021), Film- und Burgschauspielerin
- Nikolaus Kalita (* 1943), Popmusiker und Komponist
- Klaus Konjetzky (1943–2019), Schriftsteller
- Walter Krause (* 1943), Kunsthistoriker und Hochschullehrer
- Werner Krenn (* 1943), Opernsänger und Schauspieler
- Friedrich Lachmayer (* 1943), Rechtswissenschaftler
- Sepp Leodolter (* 1943), Gynäkologe und Wissenschaftler
- Edith Leyrer (* 1943), Schauspielerin
- Chris Lohner (* 1943), Schauspielerin, Moderatorin und Autorin
- Heinz Magenheimer (* 1943), Militärhistoriker
- Peter Peter (* 1943), Automobilrennfahrer und Unternehmer
- Bernd Petrisch (* 1943), Politiker
- Ulli Philipp (* 1943), Schauspielerin
- Richard Potz (* 1943), Rechtswissenschaftler
- Thomas Prinzhorn (* 1943), Industrieller und Politiker (FPÖ, BZÖ)
- Helmut Puchebner (* 1943), Funktionär des Gemeinnützigen Wohnbaus und Kommunalpolitiker
- Peter Pumm (* 1943), Fußballspieler
- Bruno Reichart (* 1943), Herzchirurg und Hochschullehrer
- Maria Rohm, eigentlich Helga Grohmann (1943–2018), Schauspielerin und Filmproduzentin
- Franz Römer (* 1943), Klassischer Philologe und Hochschullehrer
- Wilfried Rott (1943–2011), Fernsehmoderator und Kulturjournalist
- Peter Russer (* 1943), Hochschul-Professor für Hochfrequenztechnik
- Heinz-Christian Sauer (* 1943), Manager und Rundfunkmoderator
- Camillo Schaefer (* 1943), Schriftsteller
- Helmut Schauer (* 1943), Informatiker und Hochschullehrer
- Reinbert Schauer (* 1943), Wirtschaftswissenschaftler und Hochschullehrer
- Werner Schiendl (* 1943), Eisenbahnautor, Präsident der Österreichischen Gesellschaft für Lokalbahnen
- Christa Schlumbohm (* 1943), deutsche Romanistin
- Erich Schmidt (1943–2019), Unternehmer und Politiker
- Klaus Schmidt (* 1943), Mathematiker
- Heide Schütz (* 1943), Reiseschriftstellerin
- Michael Schweitzer (* 1943), Rechtswissenschaftler und Hochschullehrer
- Alexander Seibel (* 1943), Publizist und Evangelist
- Brigitte Swoboda (1943–2019), Schauspielerin
- Wolfgang Teuschl (1943–1999), Schriftsteller und Kabarettist
- Brigitte Thonhauser-Merk (* 1943), Malerin, Grafikerin und Autorin
- Lutz Weinzinger (1943–2021), Politiker (FPÖ) und Nationalratsabgeordneter
- Werner W. Weiss (* 1943), Physiker und Astronom
- Josef Augustinus Zemanek (1943–2021), Jurist und römisch-katholischer Theologe

#### 1944
- Heinz P. Adamek (* 1944), Jurist und Kunstmanager
- Conrad Artmüller (* 1944), Dirigent
- Leopold Auer (1944–2024), Archivar
- Günther Bahr (1944–2011), Radiosprecher
- Josef Baumberger (* 1944), deutscher Porno-Regisseur und -Produzent
- Wolfgang Beigel (* 1944), Schauspieler, Sänger, Musicaldarsteller und Hörspielsprecher
- Dieter Berner (* 1944), Schauspieler, Regisseur und Drehbuchautor
- Wolfgang Berner (* 1944), Psychiater und Psychoanalytiker und Hochschullehrer
- Monica Bleibtreu (1944–2009), Schauspielerin, Schauspieldozentin und Drehbuchautorin
- Franz Buchelle (* 1944), Radrennfahrer
- Peter Csendes (* 1944), Historiker
- Karl Heinz Czadek (* 1944), Posaunist und Komponist
- Max Edelbacher (* 1944), Chef des Sicherheitsbüros, Fachautor und TV-Darsteller
- Gustav Ernst (* 1944), Schriftsteller
- Franz Fiedler (* 1944), Rechnungshofpräsident
- Thomas Frey (* 1944), Schauspieler
- Marianne Gruber (* 1944), Schriftstellerin
- Gerhard Gutruf (* 1944), Maler, Grafiker und Kunsttheoretiker
- Franz Hasil (* 1944), Fußballspieler
- Norbert Hof (1944–2020), Fußballspieler
- Burkhard Hofer (* 1944), Jurist, Vorstandsvorsitzender der EVN AG
- Lambert Hofer (1944–2013), Kostümbildner, Verleih-Unternehmer und Autorennfahrer
- Gert Maria Hofmann (* 1944), Maler und Grafiker
- Christoph Huber (* 1944), Hämatologe, Onkologe und Immunologe
- Karl Jaroš (* 1944), römisch-katholischer Theologe
- Rudolf John (* 1944), Filmkritiker
- Fritz Peter Knapp (* 1944), Germanist
- Eva Kreisky (1944–2024), Politikwissenschaftlerin und Juristin
- Edward G. Krubasik (* 1944), Physiker und Manager
- Franka Lechner (* 1944), Künstlerin und Lyrikerin
- Erich Leitenberger (1944–2021), Publizist und Journalist
- Werner Lenz (* 1944), Erziehungswissenschaftler, Hochschullehrer
- Herbert Link (1944–2018), Filmemacher und Medienpädagoge
- Martin Mann (* 1944), deutscher Schlagersänger
- Ingrid Moser (* 1944), Managerin und Beraterin
- Wolfgang Neugebauer (* 1944), Historiker
- Harald Niederreiter (* 1944), Mathematiker und Hochschullehrer
- Ewald Nowotny (* 1944), Ökonom und Politiker
- Henning Ottmann (* 1944), deutscher Philosoph und Hochschullehrer
- Maximilian Peyfuss (1944–2019), Historiker, Schriftsteller und Übersetzer
- Peter Porsch (* 1944), deutscher Politiker und Germanist
- Gerhard Randa (* 1944), Bankmanager
- Peter Rapp (1944–2025), Moderator, Fernsehunterhalter und Quizmaster
- Hans Rauscher (* 1944), Journalist und Buchautor
- Hubert Reitterer (1944–2025), Historiker, Altphilologe und Lexikograph
- Karl Samstag (* 1944), Bankier
- Wolfgang Scherzinger (* 1944), Zoologe, Ethologe und Ökologe
- Heinz Werner Schimanko (1944–2005), Unternehmer, Gastronom, Hotelier und Wiener Nachtclubkönig
- Georg Erich Schmid (* 1944), Historiker, Hochschullehrer und Schriftsteller
- Emma Schmidt (* 1944), Pianistin
- Christine Schuberth (* 1944), Schauspielerin
- Walter Alexander Schwarz (* 1944), Militärhistoriker und Sportschütze
- Wilfried Seipel (* 1944), Ägyptologe und Museumsleiter
- Silvia Sommer (* 1944), Komponistin und Pianistin
- Ulf Stahl (1944–2019), Genetiker und Hochschullehrer
- Norbert Steger (* 1944), Politiker und Rechtsanwalt
- Heidemarie Unterreiner (1944–2025), Politikerin
- Alexander Van der Bellen (* 1944), amtierender Bundespräsident der Republik Österreich, ehm. Wirtschaftswissenschaftler und Politiker der Grünen
- Gerhard Vogel (1944–2022), Sozialwissenschaftler und Hochschullehrer
- Renate Winter (* 1944), Richterin, Sondergerichtshofs-Präsidentin

#### 1945
- Helmut Deutsch (* 1945), Pianist, Liedbegleiter und Hochschullehrer
- Elisabeth Dittrich (* 1945), Politikerin
- Valentin Erben (* 1945), Cellist und Hochschullehrer
- Claudia Erdheim (* 1945), Schriftstellerin
- Walter Felber (* 1945), Kaffeehaus- und Stadtzeichner
- Albert Hoffmann (* 1945), Maler
- Thomas Hoffmann-Ostenhof (* 1945), Chemiker und Mathematiker und Hochschullehrer
- Roland Horvath (* 1945), Hornist
- Karl Igl (* 1945), Schrittmacher
- Jo Kuehn (1945–2023), Maler, Grafiker und Scherenschnittkünstler
- Silvio Lehmann (1945–2025), Soziologe, Historiker und politischer Aktivist
- Peter Lerchbaumer (* 1945), Schauspieler
- Heinz Marecek (* 1945), Schauspieler, Regisseur und Kabarettist
- Helmut Maurer (* 1945), Fußballspieler
- Marianne Mendt (* 1945), Sängerin und Schauspielerin
- Lorenz Mikoletzky (* 1945), Historiker und Archivar
- Werner Mück (* 1945), Journalist
- Peter Patzak (1945–2021), Filmemacher und Schauspieler
- Adi Peichl (1945–2020), Schauspieler und Regisseur
- Reinhard Priessnitz (1945–1985), Journalist
- Walter Rechberger (* 1945), Rechtswissenschaftler und Hochschullehrer
- Christine Rothstein (* 1945), leitet seit dem Tod von Arminio das Arlequin Theater und arbeitet dort als Puppenspielerin, Drehbuchautorin und Musikerin
- Alfred Rücker (* 1945), Schauspieler und Radiomoderator
- Lilly Scheuermann (1945–2024), Balletttänzerin
- Wolfgang Schüssel (* 1945), Politiker, Bundeskanzler
- Karl Schütz (* 1945), Kunsthistoriker
- Mario Schwarz (* 1945), Kunsthistoriker und Hochschullehrer
- August Starek (* 1945), Fußballspieler und -trainer
- Ursula Stenzel (* 1945), Journalistin und Politikerin
- Erika Stubenvoll (* 1945), Politikerin
- Gerhard Swoboda (1945–2001), Schauspieler
- Kristina Walter (* 1945), Schauspielerin
- Hans Winkler (* 1945), Diplomat und Staatssekretär
- Hans-Christoph Winkler (* 1945), Ornithologe, Verhaltensforscher und Hochschullehrer
- Kurt Zein (1945–2022), Kunstdrucker

#### 1946
- Franz Bartolomey (1946–2023), Cellist (Wiener Philharmoniker)
- Ernst Berger (* 1946), Psychiater, Neurologe und Hochschullehrer
- Wolfgang Böhm (* 1946), Maler und Grafiker
- Josef Broukal (* 1946), Journalist und Politiker (SPÖ)
- Georg Danzer (1946–2007), Liedermacher und Sänger
- Gerhard Ernst (* 1946), Schauspieler und Sänger
- Johann Ettmayer (1946–2023), Fußballspieler
- Helmut A. Gansterer (* 1946), Journalist, Herausgeber und Schriftsteller
- Jazz Gitti (* 1946), Musikantin, Sängerin und Geschäftsfrau
- Richard R. Göller (* 1946), Wissenschaftler
- Leopold Grausam, jun. (1946–2010), Bildhauer und Steinmetzmeister
- Peter Gruber (* 1946), Schauspieler, Sprecher und Regisseur
- Peter Hofbauer (* 1946), Fernsehproduzent, Theaterleiter und Musicalautor
- Georg Hoffmann-Ostenhof (* 1946), Journalist
- Eugen Jesser (1946–2008), Präsident der Wiener Sängerknaben
- Wolfgang Klivana (1946–2020), Theaterschauspieler
- Eduard Krieger (1946–2019), Fußballspieler
- Hans Leitinger (* 1946), Rundfunkmoderator und Radiomanager
- Wolfgang Mayer König (* 1946), Autor und Hochschullehrer
- Ferdinand Milanovich (* 1946), Fußballspieler und -trainer
- Jenny Pippal (1946–2010), Fernsehansagerin und Moderatorin
- Johann Pirkner (1946–2025), Fußballspieler
- Christian Pollack (* 1946), Dirigent und Komponist
- Peter Rosei (* 1946), Romancier und Essayist
- Sissy Roth-Halvax, geborene  Elisabeth Krasser (1946–2009), Politikerin
- Dolores Schmidinger (* 1946), Schauspielerin und Kabarettistin
- Xaver Schwarzenberger (* 1946), Kameramann und Regisseur
- Christian Springer  (* 1946), Übersetzer, Autor und Musikkritiker
- Georg Springer (* 1946), Kulturmanager
- Herbert Stepic (* 1946), Bankmanager
- Monika Strauch (1946–2023), Schauspielerin
- Gerhard Tötschinger (1946–2016), Schauspieler, Intendant, Autor und Fernsehmoderator
- Renate Wagner (* 1946), Theaterwissenschaftlerin und Kulturjournalistin
- Stefan Weber (1946–2018), Musiker und Komponist, Bandgründer
- Peter Zeipelt (* 1946), zeitgenössischer Komponist, Musikpädagoge, Dirigent und Blechbläser

#### 1947
- David Axmann (1947–2015), Publizist und Literaturkritiker
- Peter Barcaba (1947–2017), Komponist und Pianist
- Eleonore Berchtold-Ostermann (* 1947), Juristin, Richterin am Verfassungsgerichtshof
- Christa Binder (* 1947), Mathematik- und Wissenschaftshistorikerin
- Erich Binder (1947–2023), Violinist, Pianist und Dirigent
- Heinrich Binder (* 1947), Neurologe
- Herbert Binder (* 1947), Paläontologe
- Piero Bordin (1947–2021), Künstler
- Marion Diederichs-Lafite (* 1947), Musikpublizistin
- Anselm Eder (* 1947), Soziologe
- Renate van den Elzen (* 1947), Ornithologin
- Brunhilde Fuchs (* 1947), Politikerin
- Walter Geyer (* 1947), Jurist, Staatsanwalt und Politiker
- André Heller (* 1947), Liedermacher, Poet
- Johann Graf (* 1947), Unternehmensgründer
- Maria Hoffmann-Ostenhof (* 1947), Mathematikerin
- Günther Hölbl (* 1947), Ägyptologe und Althistoriker
- Herbert Kloiber (* 1947), Medienunternehmer
- Ernst Josef Lauscher (* 1947), Filmemacher und Schriftsteller
- Elisabeth Maier (* 1947), Musikwissenschaftlerin und Bruckner-Forscherin
- Rudolf Mayer (* 1947), Strafverteidiger
- Wiktor Moskowskich (* 1947), russischer Rallye- und Rallye-Raid-Fahrer
- Rudolf Müller (* 1947), Jurist und Verfassungsrichter
- Beatrix Neundlinger (* 1947), Musikerin
- Erwin Ortner (* 1947), Chorleiter und Dirigent
- Ingeborg Pertmayr (1947–2010), Wasserspringerin
- Alfred Pfabigan (* 1947), Sozialphilosoph und Literaturkritiker
- Peter Planyavsky (* 1947), Organist und Komponist
- Wolfgang Rohrbach (* 1947), Experte für Versicherungs- und Gesundheitsökonomie
- Kurt Rydl (* 1947), Opernsänger
- Peter Sämann (* 1947), Regisseur und Drehbuchautor
- Franz Schuh (* 1947), Schriftsteller und Essayist
- Wolfgang Schwarz (* 1947), Eiskunstläufer, Olympiasieger
- Ulrike Schwarzenberger (* 1947), Drehbuchautorin und Filmeditorin
- Robert Schediwy (* 1947), Sozialwissenschaftler und Kulturpublizist
- Rudi Staeger (* 1947), Jazz- und Rockmusiker, Musikproduzent
- Rudi Stohl (* 1947), Rallyefahrer
- Ernst Sucharipa (1947–2005), Diplomat
- Josef Traindl (1947–2008), Jazz- und Improvisationsmusiker
- Peter Vitouch (1947–2023), Kommunikationswissenschaftler
- Karl Vocelka (* 1947), Historiker
- Erich Weiss (* 1947), Fernsehjournalist
- Franz West (1947–2012), Künstler
- Erich Martin Wolf (1947–2022), Schauspieler und Theaterregisseur
- Franz Ferdinand Wolf (* 1947), Journalist und Politiker

#### 1948
- Karl Aiginger (* 1948), Wirtschaftsforscher
- Josef Azizi (* 1948), Jurist und Richter am Gericht der Europäischen Union
- Reinhard Böhm (1948–2012), Klimaforscher und Meteorologe
- Martin Bolldorf (* 1948), Diplomat
- Bernhard Dworak (* 1948), Politiker
- Franz-Karl Effenberg (1948–2005), Politiker
- Walter Hagg (* 1948), Diplomat
- Walter Hain (* 1948), Autor
- Gabriele Heinz (* 1948), Schauspielerin und Regisseurin
- Gottfried Helnwein (* 1948), Künstler
- Erich Hohenberger (* 1948), Politiker
- Clemens Jabloner (* 1948), Höchstrichter und Hochschullehrer
- Martin Jäggle (* 1948), römisch-katholischer Theologe
- Herbert Kaspar (* 1948), Publizist, Herausgeber und Journalist
- Harry Kopietz (* 1948), Harry Kopietz
- Mirko Kovats (* 1948), Investor
- Franz Kratochwil (1948–2019), Schauspieler und Autor
- Helga Kromp-Kolb (* 1948), Klimaforscherin und Universitätsprofessorin für Meteorologie
- Herbert Lachmayer (* 1948), Kurator
- Walter Lattenmayer (* 1948), Anwalt mit Schwerpunkt Bau-, Liegenschafts- und Wohnrecht
- Heinz Miklas (1948–2023), Slawist
- Kurt Mühlberger (* 1948), Historiker und Archivdirektor
- Josef Newerkla (* 1948), Autor, Poet und Theaterregisseur
- Fritz Ozmec (* 1948), Jazzmusiker
- Dorothea Parton (* 1948), Schauspielerin
- Wolfgang Petrik (1948–2021), Politiker
- Fritz Plasser (* 1948), Politikwissenschaftler
- Christl Prager (* 1948), Sängerin
- Hieronymus Proske (* 1948), deutscher Maler und Filmemacher
- Reinhold Rabenstein (* 1948), Autor, Trainer und Berater
- Bernhard Raschauer (1948–2019), Rechtswissenschaftler
- Harald Rindler (* 1948), Mathematiker
- Gytta Schubert (* 1948), Schauspielerin
- Rainer Schubert (1948–2025), Philosoph
- Dagmar Schwarz (* 1948), Schauspielerin
- Elfriede Strobel (* 1948), Politikerin
- Reinhard Tramontana (1948–2005), Schriftsteller und Journalist, Nestroy-Ring-Preisträger
- Hans Urbanek (* 1948), Dirigent und Generalmusikdirektor (GMD)
- Hermann Urbanek (* 1948), Redakteur, Sachbuchautor und Science-Fiction-Experte
- Georg Vobruba (* 1948), Soziologe
- Anton Wais (1948–2024), Manager und Autor
- Leopold Weber (* 1948), Geologe
- Helmuth Weiss (* 1948), Politiker und Bundesbeamter
- Eike-Meinrad Winkler (1948–1994), Anthropologe, Hochschullehrer
- Reingard Witzmann (* 1948), Volkskundlerin

#### 1949

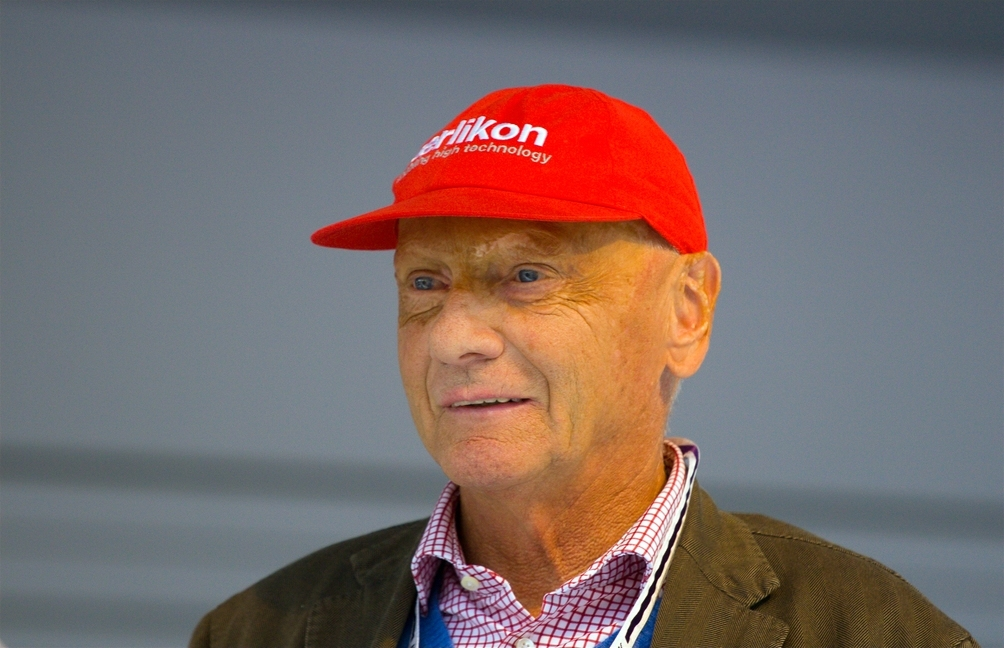
Niki Lauda
(1949–2019)

- Ludwig Adam (* 1949), Musiker, Gründer des Musikprojektes Hallucination Company
- Michael Aichhorn (1949–2008), Theatermacher, Schauspieler und Künstler
- Brigitte Bierlein (1949–2024), Juristin, Vizepräsidentin des Verfassungsgerichtshofs und erste österreichische Bundeskanzlerin
- Hubert Christian Ehalt (1949–2023), österreichischer Historiker und Anthropologe
- Helmut Fuchs (* 1949), Jurist und Hochschullehrer
- Karlheinz Hackl (1949–2014), Schauspieler und Regisseur
- Helmut Hirsch (* 1949), Physiker, Nuklearexperte
- Heinz Hufnagl (* 1949), Politiker
- Theresa Jordis, geb. Igler (1949–2013), Juristin, Vorstands- und Aufsichtsratsmitglied
- Götz Kauffmann (1949–2010), Schauspieler, Kabarettist und Buchautor
- Peter Kern (1949–2015), Schauspieler, Regisseur, Produzent und Autor
- Marianne Klicka (* 1949), Politikerin
- Wilhelm Kreuz (* 1949), Fußball-Nationalspieler
- Niki Lauda (1949–2019), Automobilrennfahrer, Formel-1-Weltmeister und Unternehmer
- Walter Lechner senior (1949–2020), Unternehmer, Motorsportteamchef und Automobilrennfahrer
- Marika Lichter (* 1949), Schauspielerin
- Paul Löwinger junior (1949–2009), Schriftsteller, Regisseur, Schauspieler und Theaterleiter
- Hans Mahr (* 1949), Journalist und Medienmanager
- Alois Mayer (1949–2023), Politiker, Abgeordneter zum Wiener Landtag
- Theodor Österreicher (1949–2018), Jurist und Editor
- Norbert Oettinger (* 1949), deutscher Indogermanist
- Hanno Pöschl (* 1949), Schauspieler
- Maria Rauch-Kallat (* 1949), Politikerin
- Alfred Riedl (1949–2020), Fußballspieler und -trainer
- Franz Riepl (* 1949), Politiker und Abgeordneter zum Nationalrat
- Johann Römer (1949–2011), Politiker
- Karl Schramek (1949–2023), Diplomat
- Josef Schweikhardt (* 1949), Schriftsteller und bildender Künstler der Wiener Postmoderne
- Michael Tanzer (* 1949), Rechtswissenschaftler
- Erich Wolf (* 1949), Generalmajor der Luftwaffe

#### 1950
- Thomas Michael Baier (* 1950), Jurist und Diplomat
- Barbara Büchner (* 1950), Schriftstellerin
- Gerhard Deiss (1950–2020), Diplomat, Schriftsteller und Komponist
- Paul Chaim Eisenberg (* 1950), Oberrabbiner der Israelitischen Kultusgemeinde Wien
- Reinhard Flatischler (* 1950), Komponist, Musiker, Begründer der TaKeTiNa Methode
- Nora Frey (* 1950), Journalistin und Moderatorin
- Gaby Fuchs (* 1950), Schauspielerin
- Walter Fuchs (* 1950), Jurist und Ministerialbeamter
- Karl Goldammer (1950–2020), Maler
- Elisabeth Gürtler-Mauthner (* 1950), Unternehmerin
- Ernst Hilger (1950–2025), Galerist
- Lilian Hofmeister (* 1950), Juristin
- Michael Horowitz (1950–2024), Schriftsteller, Verleger und Fotograf
- Fritz Keller (1950–2023), Lebensmittelpolizist, Historiker und Publizist
- Helmut Korherr (1950–2021), Schriftsteller
- Erwin Kubesch (* 1950), Diplomat
- Heinz Lehner (* 1950), Politiker
- Michael Mautner Markhof (1950–2023), Politiker und Unternehmer
- Heribert Metzger (* 1950), Domorganist in Salzburg und Musikwissenschaftler
- Jan Paul Niederkorn (* 1950), Historiker
- Christian Nowotny (1950–2023), Rechtswissenschaftler
- Robert Ponger (* 1950), Musikproduzent
- Georg W. Reinberg (* 1950), Architekt
- Peter F. Schmid (1950–2020), Psychotherapiewissenschafter, Theologe und Autor
- Helmut Schmitzberger (* 1950), Komponist und Dirigent
- Erich Schreiner (* 1950), Wirtschaftstreuhänder, Unternehmensberater und Politiker
- Ingrid Schubert (* 1950), Politikerin
- Lukas Stepanik (* 1950), Regisseur und Produzent
- Wilhelm Zobl (1950–1991), Komponist, Musikwissenschaftler und Übersetzer

### 1951–1960

#### 1951

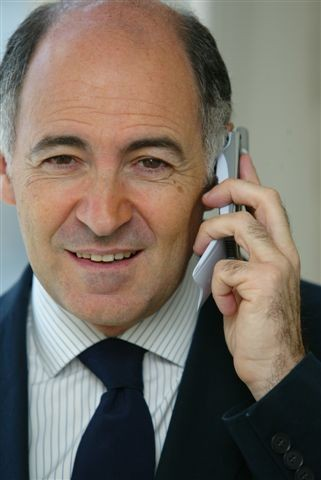
Georg Markus
(* 1951)

- Alain Acart (1951–2023), französischer Kanute
- Otto A. Altenburger (* 1951), Wirtschaftswissenschaftler und Hochschullehrer
- Martin Auer (* 1951), Schriftsteller
- Christoph Badelt (* 1951), Wirtschaftswissenschaftler
- Hildegard Brem (1951–2024), Äbtissin von Mariastern-Gwiggen
- Peter Chroust (* 1951), deutsch-österreichischer Politikwissenschaftler und Pädagoge
- Peter Cornelius (* 1951), Liedermacher und Gitarrist
- Elfi Eschke (* 1951), deutsch-österreichische Schauspielerin
- Peter Feigl (* 1951), Tennisspieler
- Ernst Fischer (* 1951), österreichisch-deutscher Germanist und Hochschullehrer
- Norbert Fleischmann (* 1951), Maler
- Rudolf Hundstorfer (1951–2019), Politiker
- Hans Irschik (* 1951), Bautechniker, Mechaniker und Mechatroniker
- Rudi Klein (* 1951), Comiczeichner und Cartoonist
- Grete Laska (* 1951), Politikerin
- Raimund Löw (* 1951), Historiker, Journalist und Publizist, Auslandskorrespondent des ORF
- Ferdinand Maier (* 1951), Politiker und Generalsekretär des Raiffeisenverbandes
- Georg Markus (* 1951), Schriftsteller, Journalist, Sachbuchautor und Zeitungskolumnist
- Kurt Mayer (1951–2023), Filmproduzent, Filmregisseur und Drehbuchautor
- Peter Moucka (* 1951), Schauspieler
- Franz Patocka (1951–2021), Sprachwissenschaftler
- Brigitte Aloise Roth (1951–2018), Performancekünstlerin, Fotografin, Pädagogin und Feministin
- Beatrix Schuba (* 1951), Eiskunstläuferin
- Christiane Spiel (* 1951), Bildungspsychologin
- Erwin Steinhauer (* 1951), Schauspieler und Kabarettist
- Christian Strohal (* 1951), Diplomat
- Hannes Tretter (1951–2025), Jurist und Hochschullehrer
- Peter A. Ulram (* 1951), Politikwissenschaftler und Hochschullehrer
- Elisabeth Vitouch (* 1951), Politikerin und Journalistin
- Peter Weber (* 1951), Opernsänger
- Werner Wintersteiner (* 1951), Germanist, Friedenspädagoge, Herausgeber und Hochschullehrer
- Helga Maria Wolf (* 1951), Ethnologin, Journalistin, Autorin
- Peter Wolf (* 1951), Basketballspieler und -trainer

#### 1952
- Wolfgang Ambros (* 1952), Musiker

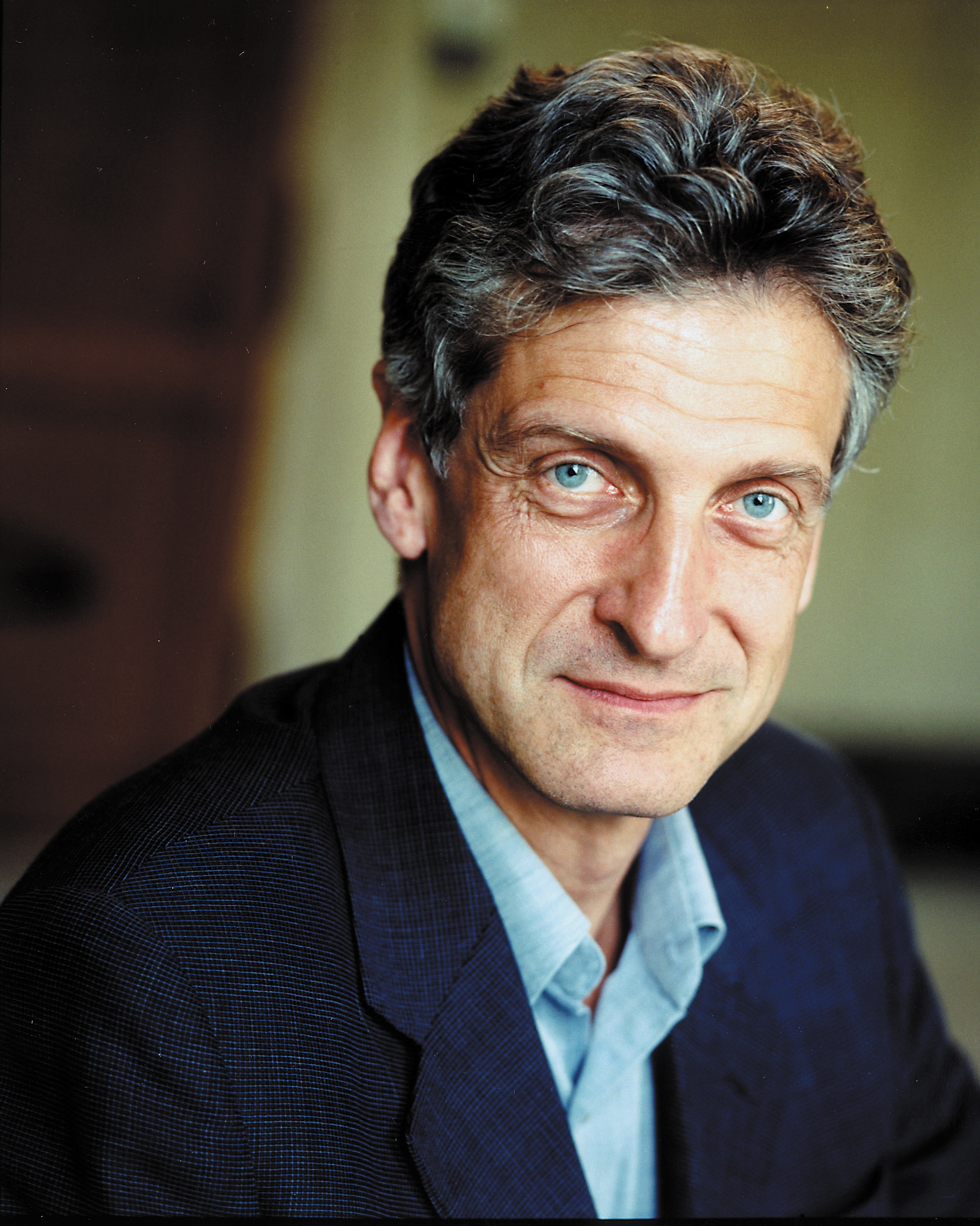
Josef Cap
(* 1952)

- Ruth Beckermann (* 1952), Dokumentarfilmerin und Autorin
- Josef Cap (* 1952), Politiker (SPÖ)
- Gustav Deutsch (1952–2019), Filmkünstler
- Wilhelm Drach (* 1952), Maler
- Albert Fortell (* 1952), Schauspieler und Autor
- Christian Martin Fuchs (1952–2008), Librettist und Dramaturg
- Roland Geyer (* 1952), Kulturmanager und Opernintendant
- Peter Husslein (* 1952), Gynäkologe
- Wilfried Kowarik (1952–2018), Benediktiner und Historiker
- Ernst Lauermann (* 1952), Prähistoriker, Landesarchäologe Niederösterreichs
- Viktor Losert (* 1952), Mathematiker
- Thomas Macho (* 1952), Professor für Kulturgeschichte
- Hermes Phettberg (1952–2024), Künstler und Talkmaster
- Walter Pöltner (* 1952), Jurist, Politiker und Bundesminister
- Willy Puchner (* 1952), Fotograf, Künstler und Autor
- Franz Richard Reiter (1952–2025), Herausgeber und Publizist
- Gerhard Reiweger (* 1952), Botschafter
- Willibald Rosner (* 1952), Archivar, Autor und Herausgeber
- Michael Schottenberg (* 1952), Schauspieler und Regisseur
- Helmut Schüller (* 1952), römisch-katholischer Priester
- Claus-Christian Schuster (* 1952), Pianist und Hochschullehrer
- Ulrich Seidl (* 1952), Regisseur, Drehbuchautor und Produzent
- Viktor Siegl (* 1952), Autor und Journalist
- Renate Skoda-Türk (* 1952), Medizinerin und Hochschullehrerin
- Ulrich Sommer (* 1952), Biologe, Ökologe und Hochschullehrer
- Reinhard Tötschinger (* 1952), Autor, Schriftsteller, Regisseur und univ. Lektor
- Peter Wolf (* 1952), austroamerikanischer Produzent und Komponist

#### 1953

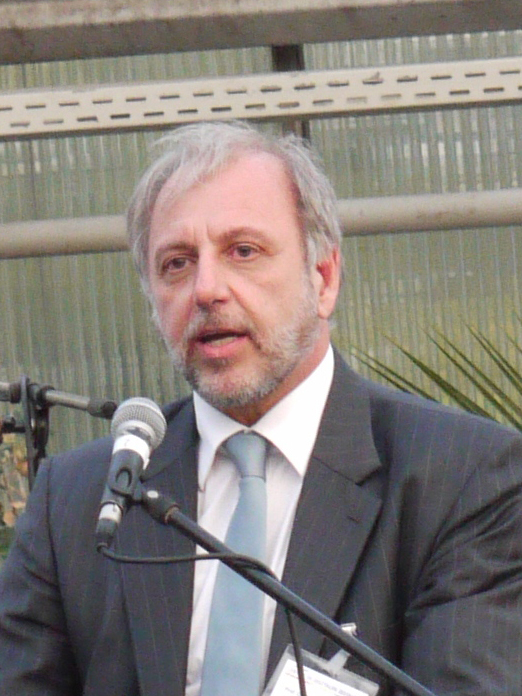
Peter Baumgartner
(* 1953)

- Peter Baumgartner (* 1953), Professor für Wirtschaftspädagogik
- Franz Bittner (1953–2023), Gewerkschafter
- Haymon Maria Buttinger (* 1953), Schauspieler
- Falko Daim (* 1953), Archäologe
- Irmgard Egger (1953–2015), Germanistin, Literaturwissenschafterin und Hochschullehrerin
- Jutta Fiegl (* 1953), Universitätsprofessorin, Psychotherapeutin, Lehrtherapeutin, Psychologin und Autorin
- Paul Flieder (1953–2010), Opernregisseur und Journalist
- Wolfgang Förster (* 1953), Wohnbauforscher
- Paul Hertel (* 1953), Komponist
- Hans Krankl (* 1953), Fußballspieler und -trainer, Sänger
- Maximilian Kreuz (* 1953), Komponist
- Nicolin Kunz (1953–1997), Schauspielerin
- Ingrid Mühlhauser (* 1953), deutsch-österreichische Medizinerin und Hochschullehrerin
- Walter Pohl (* 1953), Historiker
- Andreas Redtenbacher (* 1953), römisch-katholischer Theologe
- Barbara Rett (* 1953), Kulturjournalistin und Fernsehmoderatorin
- Joachim Riedl (* 1953), Schriftsteller, Publizist, Journalist und Dokumentarfilmer
- Michael Rössner (* 1953), Kulturwissenschaftler, Romanist und Übersetzer
- Ferdinand Schmatz (* 1953), Schriftsteller
- Hermann Schultes (* 1953), Politiker
- Helmut Seethaler (* 1953), Schriftsteller
- Norbert Sinn (* 1953), Generalmajors des Österreichischen Bundesheeres
- Doris Wastl-Walter (* 1953), Kulturgeographie und Hochschullehrerin
- Michael Winkler (* 1953), Pädagoge und Hochschullehrer
- Madeleine Wolensky (* 1953), Bibliothekarin und Autorin

#### 1954
- Walter Baier (* 1954), Politiker (KPÖ)
- Nikolaus Benke (* 1954), Rechtswissenschaftler
- Rudolf Berger (* 1954), Jazz-Violinist, Songwriter und Komponist
- Yvo de Boer (*  1954), niederländischer Politiker
- Christine Böhm (1954–1979), Schauspielerin
- Peter Campa (* 1954), Schriftsteller
- Monika Faber (* 1954), Kunsthistorikerin
- Wolfgang Fellner (* 1954), Journalist und Medienmacher
- Ingrid Fuchs (* 1954), Musikwissenschaftlerin
- Jo Gartner (1954–1986), Automobilrennfahrer
- Richard Heller (* 1954), Komponist und Hochschullehrer
- Martin Hornstein (1954–2009), Cellist
- Alfred Hütter (1954–2018), Radio-Journalist
- Andreas Karabaczek (1954–2018), Diplomat
- Barbara Klein (* 1954), Theatergründerin und Intendantin
- Sylvia Mattl-Wurm (* 1954), Historikerin, Kunsthistorikerin, Bibliotheksdirektorin
- Robert Menasse (* 1954), Schriftsteller und Essayist
- Erwin Moser (1954–2017), Kinder- und Jugendbuchautor und Illustrator
- Andrea Nürnberger (* 1954), Schauspielerin
- Reinhard Pohanka (* 1954), Archäologe und Autor
- Chrono Popp (1954–2020), Sänger, Gitarrist, Komponist und Musikproduzent
- Ines Rieder (1954–2015), Politikwissenschaftlerin, Journalistin und Autorin
- Michael Scheidl (* 1954), Schauspieler und Theaterregisseur
- Heinrich Schmidinger (* 1954), Philosoph und römisch-katholischer Theologe
- Dietrich Siegl (* 1954), Schauspieler
- Hans Christian Tschiritsch (* 1954), Instrumentenbauer und Musiker
- Ulrich Weinzierl (1954–2023), Journalist
- Kurt Welzl (* 1954), Fußballspieler
- Christine Werner (* 1954), Schriftstellerin
- Ernst Woller (* 1954), Politiker
- Lisbeth Zwerger (* 1954), Kinderbuchillustratorin

#### 1955
- Eva Berger (* 1955), Kunsthistorikerin, Hochschullehrerin
- Gabriele Berger (* 1955), Bildhauerin
- Helmut Bibl (* 1955), Gitarrist
- Günter Brödl (1955–2000), Schriftsteller, Songtexter und Musikjournalist
- Brigitta Busch (* 1955), Slawistin, Kommunikationswissenschaftlerin und Hochschullehrerin
- Christiane Druml (* 1955), Juristin und Bioethikerin
- Paul Esterházy (* 1955), Theaterwissenschaftler, Dramaturg, Regisseur und Theaterintendant
- Bernd Fasching (1955–2021), Maler und Bildhauer
- Rainhard Fendrich (* 1955), Sänger
- Wolfgang Flöttl (* 1955), Investmentbanker
- Elmar R. Gruber (* 1955), Bewusstseinsforscher und Parapsychologie
- Hannes Hofbauer (* 1955), Autor, Journalist und Verleger
- Manfred Hrubant (* 1955), Schriftsteller
- Udo Huber (* 1955), Radiomoderator
- Robert Kalina (* 1955), Banknotenentwerfer
- Susanne Kraus-Winkler (* 1955), Wirtschaftskammerfunktionärin und Politikerin (ÖVP)
- Max Krott (* 1955), Forstwissenschaftler und Politologe
- Gerhard Kubik (* 1955), Politiker
- Gabriele Kucsko-Stadlmayer (* 1955), Verfassungsjuristin, Richterin am Europäischen Gerichtshof für Menschenrechte
- Franz Marhold (* 1955), Rechtswissenschaftler
- Sissy Mayerhoffer (1955–2018), Rundfunkmanagerin und Spendensammlerin
- Kurt Nekula (* 1955), Politiker
- Ilse Pfeffer (* 1955), Psychologin und Politikerin
- Martin Polasek (* 1955), Fernseh- und Theaterregisseur
- Susanne Preglau-Hämmerle (* 1955), Publizistin
- Herbert Prohaska (* 1955), Fußballspieler und -trainer
- Oliver Rathkolb (* 1955), Historiker
- Wolfgang Reisinger (1955–2022), Jazzschlagzeuger
- Renate Römer (* 1955), Unternehmerin, Vizepräsidentin der Wirtschaftskammer Österreich
- Michael Rot (* 1955), Komponist, Dirigent und Schriftsteller
- Woody Schabata (* 1955), Jazzperkussionist
- Karl Schlögl (* 1955), Politiker
- Erwin Schmidt (* 1955), Jazzmusiker, Pianist
- Rudolf Scholten (* 1955), Bankmanager und Politiker
- Wolfgang Seierl (* 1955), Maler, Komponist und Gitarrist
- Eduard Strauss (* 1955), Jurist, Senatspräsident am OLG Wien
- Karl Welunschek (1955–2023), Theaterregisseur, Bühnenbildner, Theaterintendant und Kurator
- Gerhard Zeiler (* 1955), Manager

#### 1956

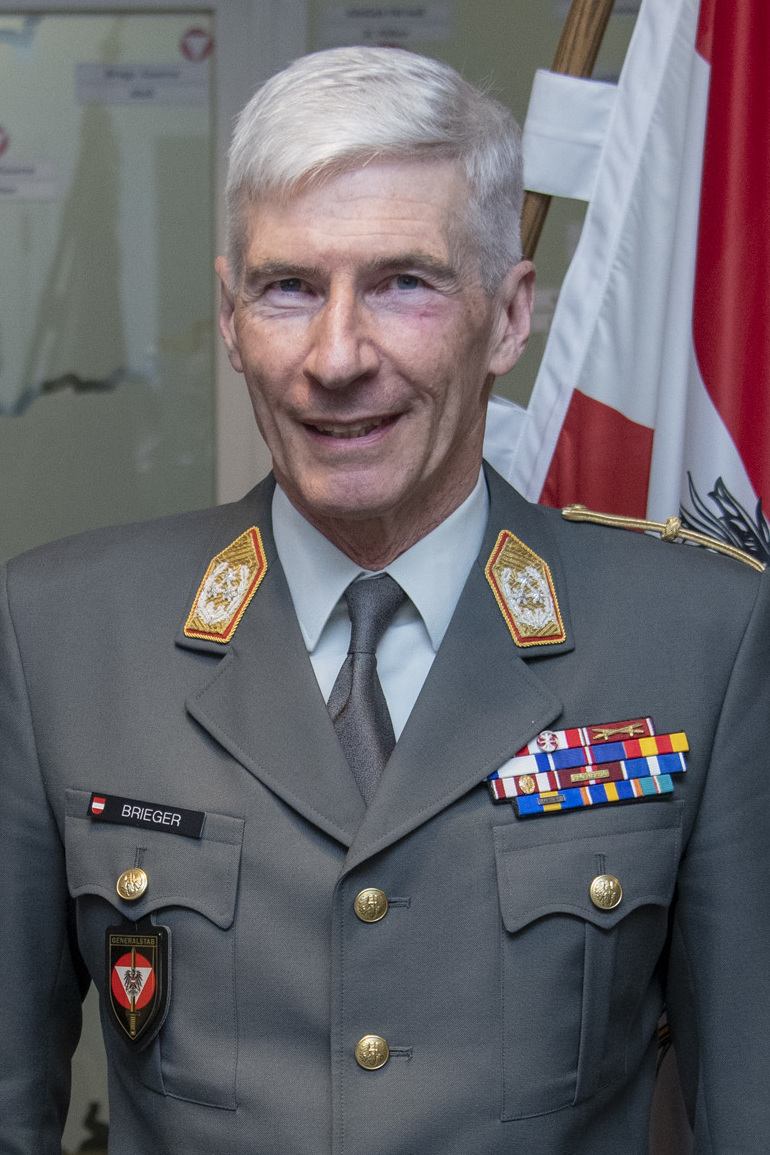
Robert Brieger
(* 1956)

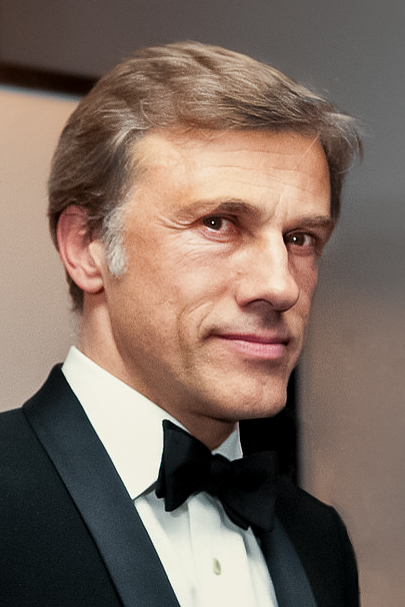
Christoph Waltz
(* 1956)

- Christoph Benke (* 1956), katholischer Theologe
- Robert Brieger (* 1956), General, Vorsitzender des Militärausschusses der Europäischen Union
- Brigitte Ederer (* 1956), Politikerin
- Georg Friesenbichler (* 1956), Autor und Journalist
- Verena Gassner (* 1956), Archäologin
- Hanna Hacker (* 1956), Soziologin, Historikerin und Entwicklungsforscherin
- Irene Heise (* 1956), Religionspädagogin und Autorin
- Harald Hofbauer (* 1956), Schauspieler und Musicaldarsteller
- Gerald Jatzek (* 1956), Autor und Musiker
- Rudolf Jeřábek (1956–2023), Archivar
- Antonio Koudele (* 1956), Musiker
- Helmut Lang (* 1956), Modedesigner
- Michael Langoth (* 1956), Fotograf, Videokünstler, Musiker und Autor von Kochbüchern
- Niki List (1956–2009), Filmregisseur, Drehbuchautor und Produzent
- Peter Markowich (* 1956), Mathematiker
- Wolfgang Neuber (* 1956), Literaturwissenschaftler, Hochschullehrer
- Madeleine Petrovic (* 1956), Politikerin (Grüne)
- Michael Karl Proházka (1956–2023), Ordensgeistlicher, Prämonstratenser und Abt
- Michaela Rosen (* 1956), Schauspielerin
- Axel Rot (* 1956), Musiker, Komponist und Dirigent
- Katharina Scholz-Manker (* 1956), Schauspielerin und Theaterpädagogin
- Ingrid Schramm (* 1956), Schriftstellerin
- Alexander Schukoff (* 1956), Filmregisseur, Filmproduzent und Videokünstler
- Christian Spatzek (* 1956), Schauspieler
- Claus Spechtl (* 1956), Jazzmusiker, Hochschullehrer
- Paul Stadler (* 1956), Politiker
- Elisabeth Steiner (* 1956), Juristin, Richterin am Europäischen Gerichtshof für Menschenrechte
- Andreas Vitásek (* 1956), Kabarettist, Schauspieler und Regisseur
- Christoph Waltz (* 1956), deutsch-österreichischer Schauspieler und zweifacher Oscar-Preisträger
- Robert Michael Weiß (* 1956), Jazzpianist, Cembalist und Komponist
- Geri Winkler (* 1956), Bergsteiger, erster Wiener auf dem Mount Everest

#### 1957
- Gabriel Barylli (* 1957), Schriftsteller, Schauspieler und Regisseur
- Manfred Bauer (1957–2012), Schriftsteller und Journalist
- Ernst Baumeister (* 1957), Fußballspieler und -trainer
- Ulrike Baumgartner-Gabitzer (* 1957), Managerin und Politikerin
- Michael Berger (* 1957), Sportjournalist, Moderator
- Thomas Blimlinger (* 1957), Politiker
- Gilbert Bretterbauer (* 1957), Textilkünstler
- Falco (1957–1998), Sänger, Musiker
- Brigitte Große (* 1957), Übersetzerin
- Johannes Hahn (* 1957), Politiker
- Alfons Haider (* 1957), Schauspieler
- Erhard Hartmann (* 1957), Schauspieler
- Gerhard Haszprunar (* 1957), Zoologe
- Daniel Heinz (* 1957), Pastor, Autor und Archivleiter
- Manfred Hochmeister (* 1957), Mediziner und Hochschullehrer
- Peter Ily Huemer (* 1957), Regisseur für Theater und Film
- Gerhard Kahl (* 1957), Hochschullehrer
- Heinz Kölbl (* 1957), Gynäkologe und Hochschullehrer
- Andrea Komlosy (* 1957), Historikerin
- Andreas Konecny (* 1957), Jurist
- Mijou Kovacs (* 1957), Schauspielerin
- Brigitte Kowanz (1957–2022), Künstlerin
- Michael Kraus (* 1957), Opernsänger
- Markus Kristan (* 1957), Kunsthistoriker
- Ulli Maier (* 1957), Schauspielerin
- Miki Malör (* 1957), Theatermacherin
- Andy Manndorff (1957–2017), Komponist und Jazzgitarrist
- Wolfgang Claudius Müller (* 1957), Politologe und Hochschullehrer
- Erwin Riess (1957–2023), Politikwissenschaftler, Publizist, Schriftsteller
- Gerhard Schedl (1957–2000), Komponist und Dozent
- Joschi Schneeberger (* 1957), Jazzmusiker
- Peter Schreiner (1957–2023), Regisseur, Autor und Kameramann
- Mona Seefried (* 1957), Schauspielerin
- Olivia Silhavy (* 1957), Schauspielerin
- Andreas Staribacher (* 1957), Politiker
- Friedrich Strobl (* 1957), Politiker
- Hermann Sulzberger (* 1957), Komponist und Musikbibliothekar
- Barbara Traub (* 1957), Psychologische Psychotherapeutin, Funktionärin Jüdischer Gemeinschaften
- Heinz Vettermann (1957–2021), Politiker
- Dorothea Weber (* 1957), Klassische Philologin, Hochschullehrerin
- Maria Widl (* 1957), Pastoraltheologin
- Günther Zäuner (1957–2023), Journalist und Schriftsteller
- Gabriele Zuna-Kratky (* 1957), Kulturmanagerin und Museumsleiterin

#### 1958

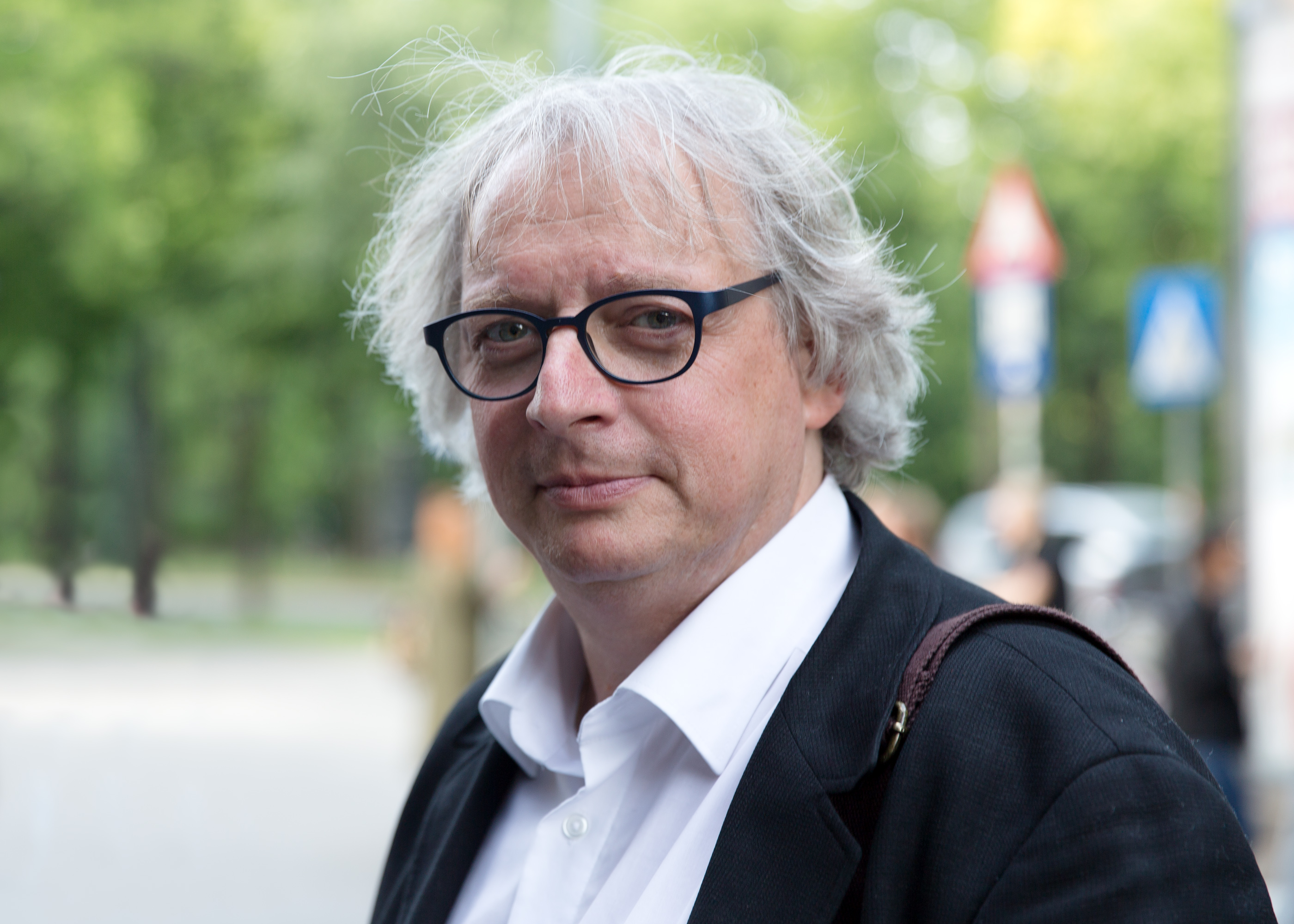
Danny Krausz
(* 1958)

- Thomas Aigner (* 1958), Musikwissenschafter und Bibliothekar
- Georg Biron (* 1958), Schriftsteller, Reporter, Drehbuchautor, Schauspieler, Regisseur und Fernsehproduzent
- Hans Christ (* 1958), Tierarzt und Autor
- Andrea Eckert (* 1958), Schauspielerin und Dokumentarfilmerin
- Peter Fratzl (* 1958), Physiker und Materialwissenschaftler
- Wolfgang Freitag (* 1958), Journalist
- Elfriede Fröschl (* 1958), Sozialarbeiterin, Soziologin und Hochschullehrerin
- Walter Fuchs (* 1958), Basketballspieler
- Gerold Gruber (* 1958), Musikwissenschaftler und Hochschullehrer
- Gabi Hift (* 1958), Schauspielerin, Regisseurin und Autorin
- Thomas Hof (1958–2011), Maler
- Michou Hutter (* 1958), Filmeditorin und Malerin
- Claudia Jolles (* 1958), Kunsthistorikerin
- Ilse Kilic (* 1958), Schriftstellerin
- Katrin Kogman-Appel (* 1958), Judaistin, Mediävistin, Kunsthistorikerin und Hochschullehrerin
- Danny Krausz (* 1958), Filmproduzent und Hochschullehrer
- Harald W. Krenn (* 1958), Biologe, Zoologe und Hochschullehrer
- Gottfried Küssel (* 1958), Rechtsextremist und Holocaustleugner
- Elisabeth Lovrek (* 1958), Juristin
- Thomas Marksteiner (1958–2011), Archäologe
- Veronika Matiasek (* 1958), Politikerin
- Bertl Mayer (* 1958), Jazzmusiker
- Thomas Nemec (* 1958), Künstler
- Christian Neschwara (* 1958), Rechtshistoriker
- Gustaf Neumann (* 1958), Wirtschaftsinformatiker
- Günter Ofner (* 1958), Politiker, Atomgegner, Genealoge und Autor
- Christian Ortner (* 1958), Journalist
- Michael Potacs (* 1958), Jurist
- Franz Prokop (* 1958), Politiker
- Alex Samyi (1958–2022), Künstler und Kurator
- Franz Scharl (* 1958), Wiener Weihbischof
- Conrad Seidl (* 1958), Redakteur und Buchautor
- Josef Strobl (* 1958), Geograph, Geoinformatiker, Hochschullehrer
- Helmut Tichy (* 1958), Diplomat
- Peter Tscherkassky (* 1958), Filmregisseur

#### 1959
- Andy Bartosh (* 1959), Jazzgitarrist

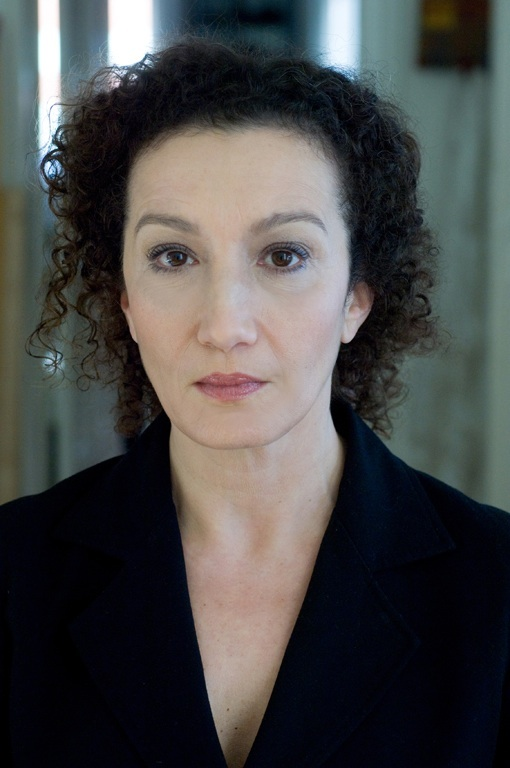
Konstanze Breitebner
(* 1959)

- Konrad Becker (* 1959), Medienforscher und Künstler
- Konstanze Breitebner (* 1959), Schauspielerin und Drehbuchautorin
- Brigitta Falkner (* 1959), Schriftstellerin
- Andrea Fehringer (* 1959), Journalistin und Autorin
- Michael Flügger (* 1959), deutscher Diplomat
- Sylvia Frühwirth-Schnatter (* 1959), Mathematikerin
- Johannes Gönner (* 1959), römisch-katholischer Theologe und Schriftsteller
- Martin Haller (* 1959), Journalist und Sachbuchautor
- Manfred Helm (* 1959), Physiker und Hochschullehrer
- Hansjörg Hofer (1959–2022), Jurist, Behindertenanwalt der Republik Österreich
- Helmut Hofer-Gruber (* 1959), Unternehmensberater und Politiker
- Peter Kolba (* 1959), Jurist, Verbraucherschützer und Autor
- Michael Lakner (* 1959), Jurist, Pianist, Schauspieler und Intendant
- Gerda Lampalzer (* 1959), Medienkünstlerin, Medientheoretikerin, Hochschullehrerin und Feministin
- Michael Langer (* 1959), Gitarrist, Komponist und Gitarrenlehrer
- Alexander Lhotzky (1959–2016), Theaterschauspieler
- Martina Malyar (* 1959), Politikerin
- Christoph Matznetter (* 1959), Politiker
- Wolfgang Mazal (* 1959), Arbeits- und Sozialrechtler sowie Medizinrechtler
- Julius Meinl V. (* 1959), Bankier
- Thomas Nader (* 1959), Diplomat
- Meta Niederkorn (* 1959), Historikerin
- Peter Pacult (* 1959), Fußballspieler und -trainer
- Alfred Roscher (* 1959), Fußballspieler
- Michaela Sburny (* 1959), Politikerin
- Wolfgang Schattauer (* 1959), Handbiker
- Robert Schick (* 1959), Verfassungsjurist
- Claudia Schmied (* 1959), Politikerin
- Gerhard Schramke (* 1959), Jazzpianist, Bandleader und Komponist
- Oliver Stern (1959–2011), Schauspieler
- Martin Stingl (1959–2019), Kameramann
- Margarethe Tiesel (* 1959), Schauspielerin
- Michael Wittmann (* 1959), Comiczeichner
- Heinz Wolf (* 1959), Comiczeichner

#### 1960
- Gerald Bischof (* 1960), Politiker

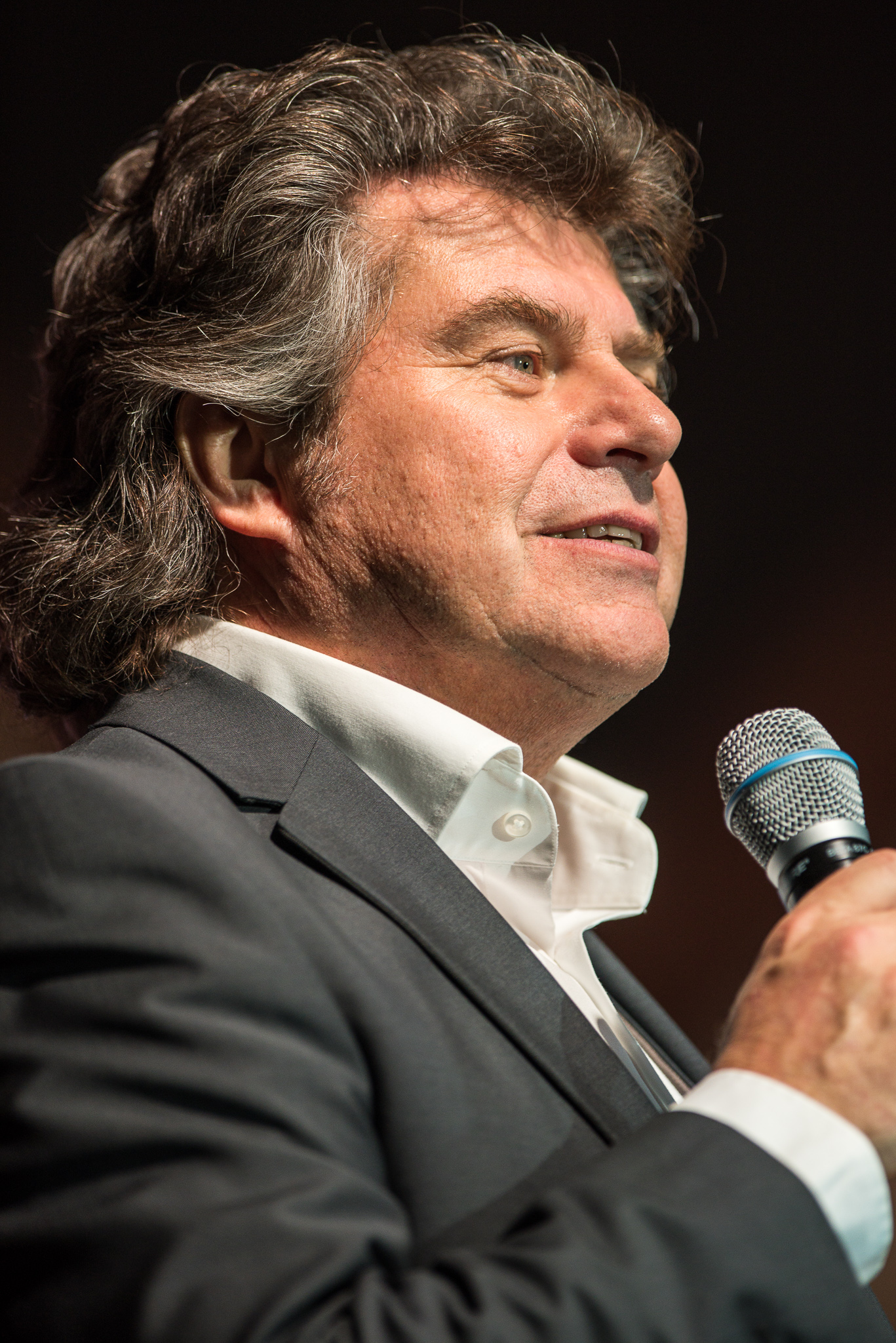
Andy Borg
(* 1960)

- Andy Borg (* 1960), Schlagersänger und Moderator
- Martin Blumenau (1960–2021), Journalist und Hörfunkmoderator des ORF
- Roman Braun (* 1960), Trainer und Autor (Neuro-Linguistisches Programmieren)
- Irene Budischowsky (* 1960), Schauspielerin, Sprecherin, Sängerin, Bühnenautorin und Komponistin
- Christoph Cech (* 1960), Pianist, Komponist und Dirigent
- Christoph Chorherr (* 1960), Politiker (Grüne)
- Peter Eigner (* 1960), Wirtschaftshistoriker
- Karlheinz Essl (* 1960), Komponist, Klangkünstler und Elektronik-Performer
- Werner Faymann (* 1960), Politiker
- Susanna Fritscher (* 1960), Malerin und Installationskünstlerin
- Daniel Glattauer (* 1960), Schriftsteller
- Christoph Herbst (* 1960), Jurist, Manager und Verfassungsrichter
- Manfred Hofbauer (* 1960), Politiker, Abgeordneter zum Wiener Gemeinderat und Landtag
- Erika Jensen-Jarolim (* 1960), Ärztin und Forscherin im Bereich Immunologie und Allergologie
- Gerti Kappel (* 1960), Informatikerin und Hochschullehrerin
- Andreas Karlsböck (1960–2019), Politiker (FPÖ) und Abgeordneter im Nationalrat
- Elisabeth Klecker (* 1960), Altphilologin
- Sibylle Kos (* 1960), Schauspielerin
- Nikolaus Kunrath (* 1960), Politiker, Abgeordneter zum Wiener Landtag
- Michael Landau (* 1960), römisch-katholischer Priester, Caritas-Präsident Österreichs und Europas
- Andreas Melán (* 1960), Diplomat, Botschafter in Peru, Äthiopien und Argentinien
- Matthias Pfaffenbichler (* 1960), Kunsthistoriker und Waffenkundler
- Reinhard Popp (* 1960), Radrennfahrer
- Gal Rasché (* 1960), Pianistin und Dirigentin
- Peter Resetarits (* 1960), Journalist und Moderator
- Michael Riebl (* 1960), Film- und Fernsehregisseur und Kameramann
- Felix Römer (* 1960), Schauspieler und Autor
- Peter Seisenbacher (* 1960), Judoka
- Helmut Strobl (* 1960), Jazzmusiker, Komponist und Kapellmeister
- Rudolf Thienel (* 1960), Rechtswissenschaftler
- Marcus Thill (* 1960), Schauspieler und Kabarettist
- Victoria Trauttmansdorff (* 1960), Schauspielerin
- Monika Vasik (* 1960), Autorin und Lyrikerin
- Franz Viehböck (* 1960), Elektrotechniker und erster Raumfahrer Österreichs
- Ursula Weber (* 1960), Diskuswerferin, Kugelstoßerin und Olympionikin
- Andrea Wicke (* 1960), Diplomatin und Musikschauspielerin
- Silvia Wohlmuth (* 1960), Schauspielerin
- Alexander Wrabetz (* 1960), ehemaliger ORF-Generaldirektor

### 1961–1970

#### 1961

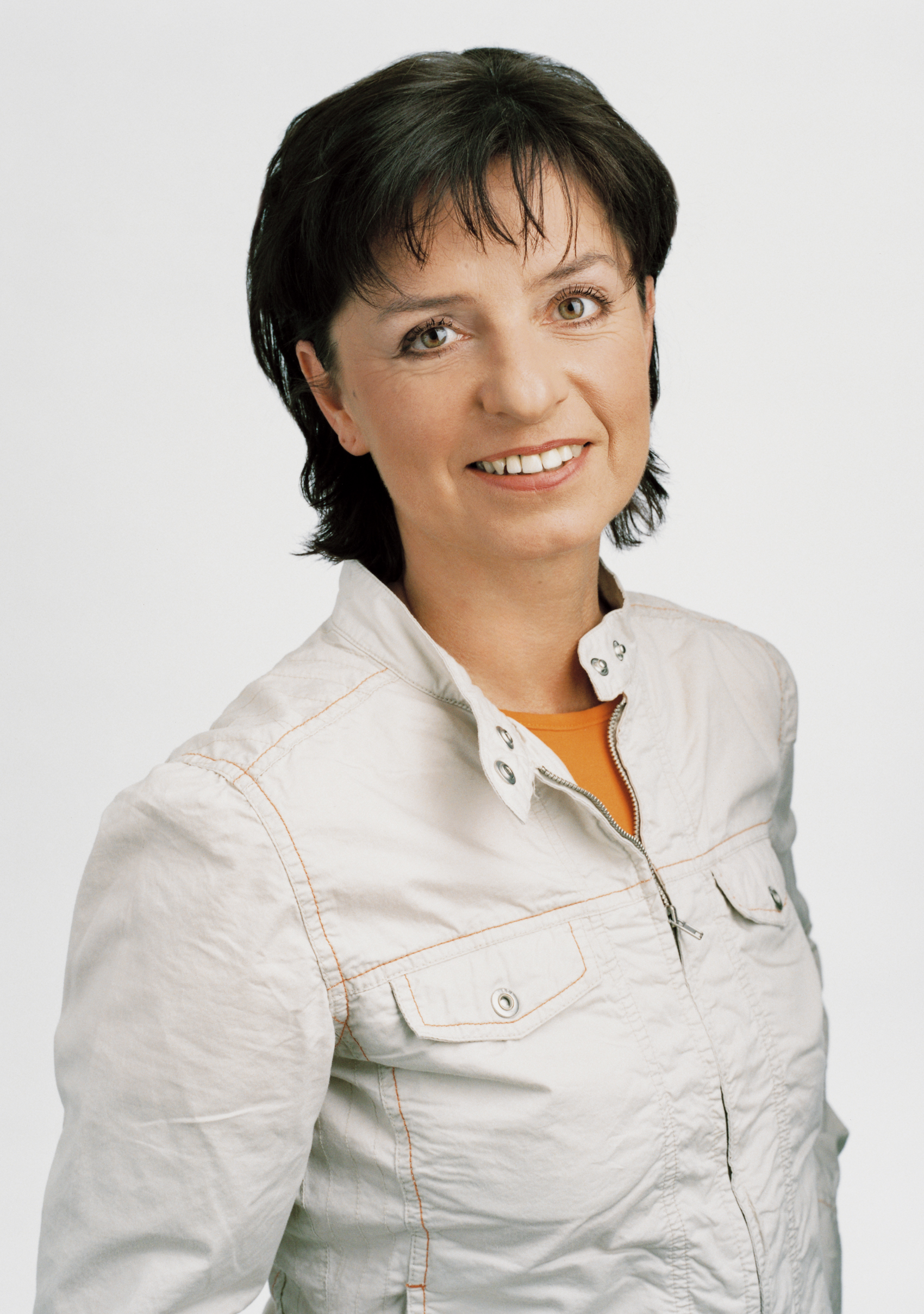
Ingrid Puller
(* 1961)

- Doris Appel (* 1961), Journalistin und Fernsehmoderatorin
- Kurt Artner (1961–2005), Sportschütze
- Wolf Bachofner (* 1961), Schauspieler
- Edwin Baumgartner (* 1961), Komponist, Musikwissenschaftler und Journalist
- Timna Brauer (* 1961), Sängerin
- Alfred Dorfer (* 1961), Schauspieler und Kabarettist
- Andrea Maria Dusl (* 1961), Cartoonistin, Kolumnistin und Filmregisseurin
- Andreas Gottsmann (* 1961), Historiker und Politologe
- Paul Gulda (* 1961), Pianist und Komponist, Sohn von Friedrich Fulda
- Lukas Alfons Huber (* 1961), Arzt, Zellbiologe und Hochschullehrer
- Peter Jablonka (1961–2019), Prähistoriker
- Claudia-Sofie Jelinek (* 1961), Schauspielerin
- Roland Kadan (* 1961), Lehrer und Autor
- Andreas Koller (* 1961), Journalist
- Claudia Kristofics-Binder (* 1961), Europameisterin im Eiskunstlauf
- Clemens Aap Lindenberg, bürgerlich Clemens Appel (* 1961), Schauspieler und Regisseur
- Michael Ludwig (* 1961), Wiener Politiker und Volksbildner, amtsführender Wiener Stadtrat
- Thomas Lukan (* 1961), Komponist
- Barbara May (* 1961), Schauspielerin und Schauspielpädagogin
- Michaela Moscouw (* 1961), Foto-, Video- und Installationskünstlerin
- Christian Oxonitsch (* 1961), Politiker (SPÖ)
- Herbert Pribyl (* 1961), Sozialwissenschaftler und Theologe
- Ingrid Puller (* 1961), Politikerin (Grüne)
- Ines Reiger (* 1961), Jazzsängerin und Musikpädagogin
- Lois Renner (1961–2021), bildender Künstler
- Karin Resetarits, jetzt Karin Kraml (* 1961), Politikerin (LIF) und Mitglied des EU-Parlaments
- Martina Rupp (* 1961), Radio- und Fernsehmoderatorin
- Martina Schettina (* 1961), Malerin
- Erika Strobl (* 1961), Gitarristin
- Andreas Weigl (* 1961), Wirtschaftswissenschaftler und Historiker

#### 1962

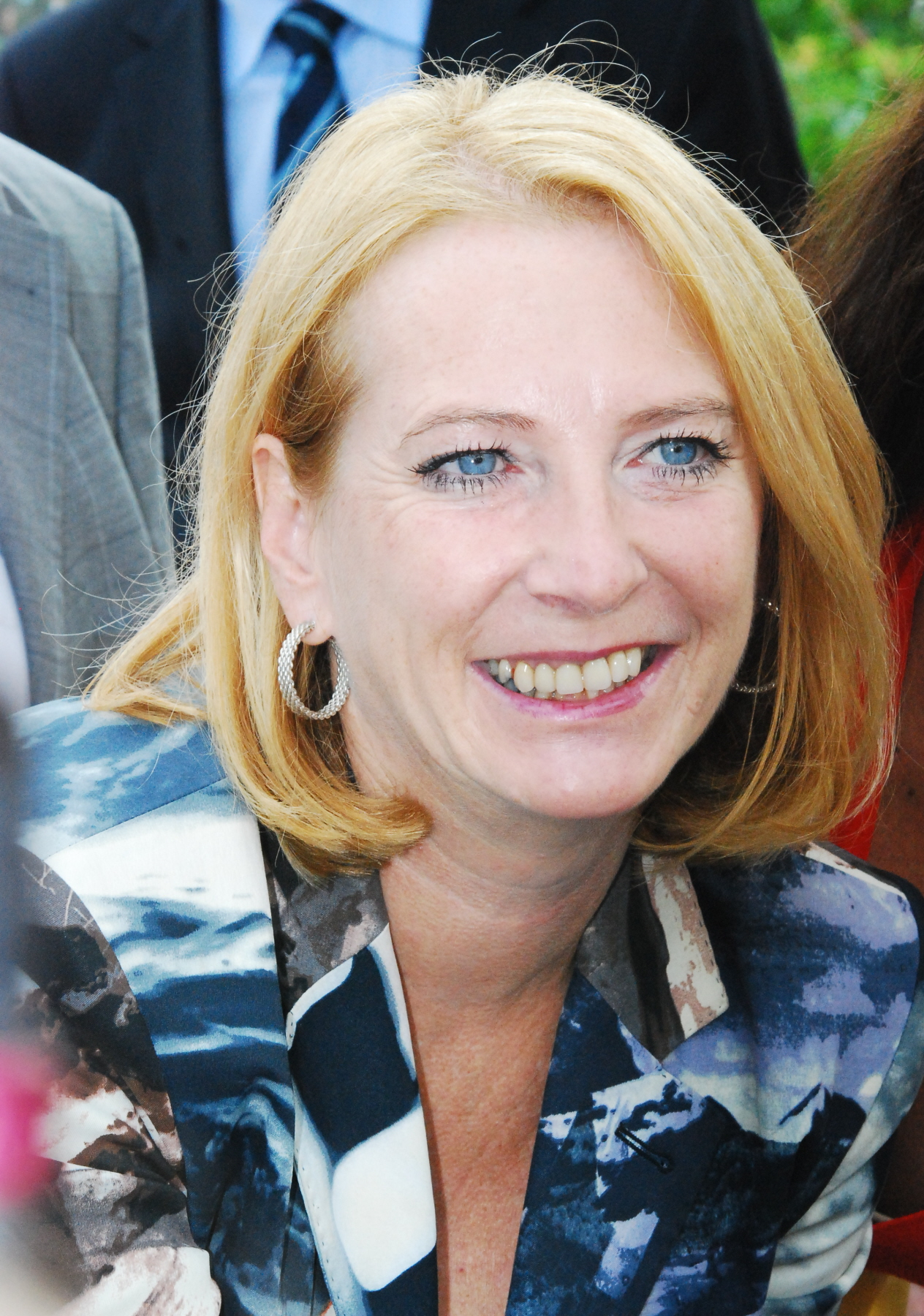
Doris Bures
(* 1962)

- Doris Bures (* 1962), Politikerin (SPÖ)
- Georg Cavallar (* 1962), Historiker
- Peter Edelmann (* 1962), Opernsänger (Bariton)
- Birgitta Eder (* 1962), Althistorikerin, Archäologin und Mykenologin
- Fennesz (* 1962), Musiker
- Michou Friesz (* 1962), Schauspielerin
- Günter Haag (* 1962), Gitarrist (u. a. Schürzenjäger und HOI!) und Musiklehrer
- Reinhard Habeck (* 1962), Autor parawissenschaftlicher Werke und Comiczeichner
- Astrid Emilie Helle (* 1962), Diplomatin
- Michael Holoubek (* 1962), Verfassungsjurist
- Gerhard Jandl (* 1962), Diplomat
- Paul Jandl (* 1962), Kulturjournalist und Literaturkritiker
- Bernhard Kammel (* 1962), Autor und Filmregisseur
- Andrea Kdolsky (* 1962), Politikerin
- Manfred Klimek (* 1962), Pressefotograf, Blogger und Weinmacher
- Michael Konsel (* 1962), Fußballspieler
- Lukas Lichtner-Hoyer (* 1962), Unternehmer und Automobilrennfahrer
- Christian Meyer (* 1962), Kulturwissenschaftler, Volkswirt und Manager
- Andrea Pach (* 1962), Organistin, Musikwissenschaftlerin, Pädagogin und Dozentin
- Sebastian Reinthaller (* 1962), Opernsänger (Tenor) und Theaterintendant
- Cordula Reyer (* 1962), Model und Journalistin
- Rainer Riedl (* 1962), Mitgründer und Geschäftsführer einer humanitären Organisation
- Anton Schachenhofer (* 1962), Kontrabassist
- Gaby Schwarz (* 1962), Fernseh- und Radiomoderatorin, Politikerin
- Michaela Steinacker (* 1962), Politikerin
- Georg Vetter (* 1962), Wirtschaftsanwalt, Autor und Politiker
- Franz Wibmer (* 1962), Maler
- Thang de Hoo (* 1962), Modedesigner, Unternehmer, Creativ Direktor

#### 1963

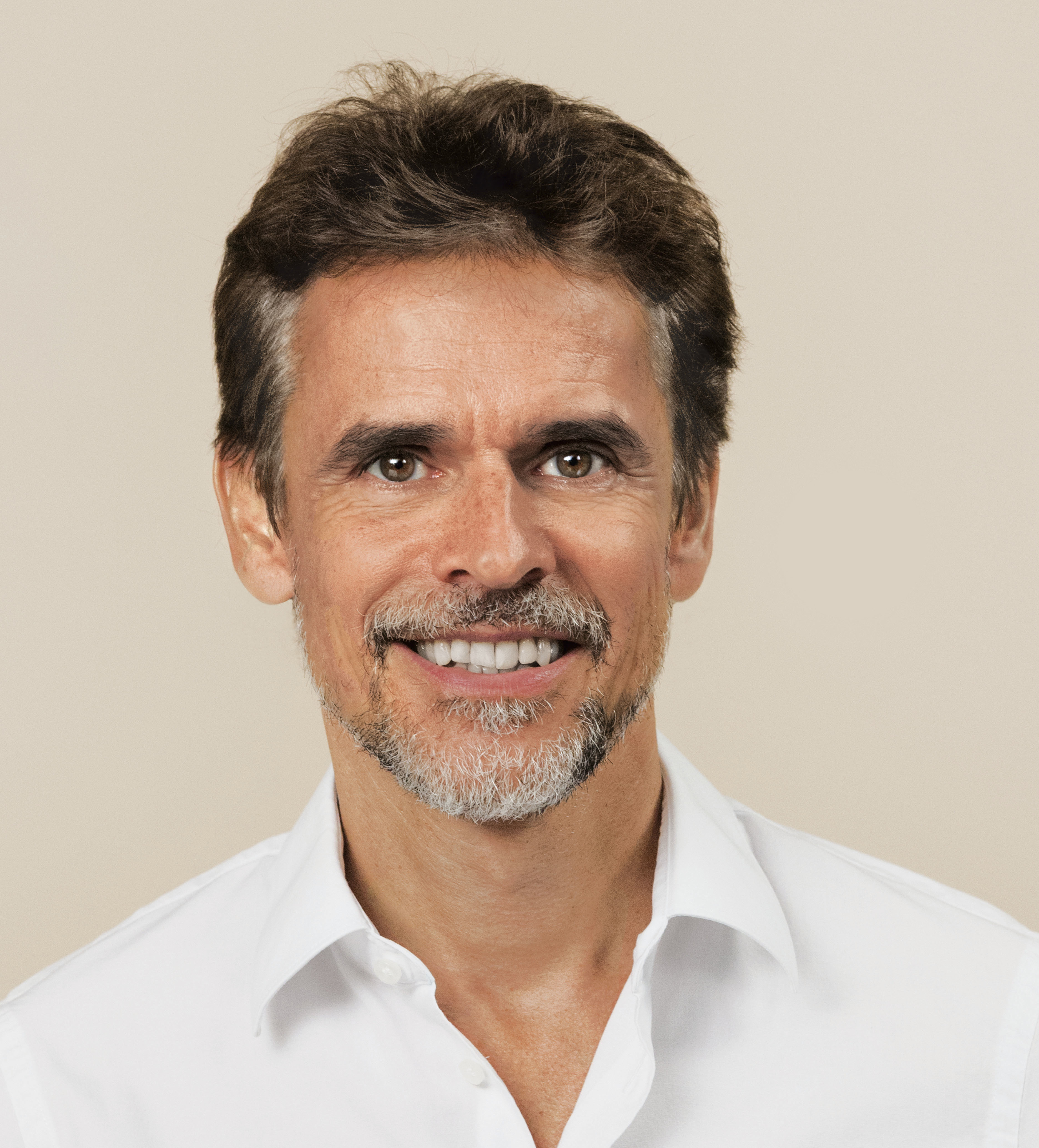
Thomas Brezina
(* 1963)

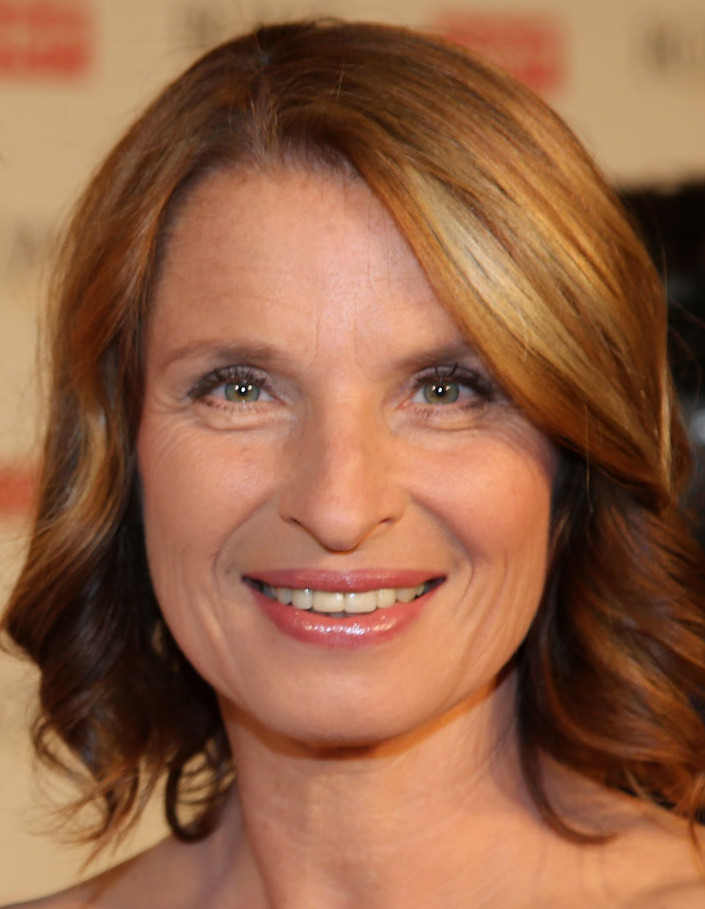
Barbara Stöckl
(* 1963)

- Christian Baier (* 1963), Schriftsteller, Dramatiker, Librettist, Musiktheaterdramaturg und Musikjournalist
- Klaus-Jürgen Bauer (1963–2025), Architekt
- Wolfgang Böhm (* 1963), Journalist und Autor
- Andrea Brem (* 1963), Sozialarbeiterin, Frauenrechtlerin
- Thomas Brezina (* 1963), Kinder- und Jugendbuchautor, Fernsehmoderator
- Oskar Deutsch (* 1963), Unternehmer, Funktionär Israelitischer Kultusgemeinden
- Rainer Doppler (* 1963), Schauspieler
- Roland Düringer (* 1963), Schauspieler und Kabarettist
- Fabian Eder (* 1963), Filmemacher, Regisseur, Kameramann und Autor
- Thomas Eggensperger (* 1963), katholischer Theologe
- Michael Fischer (* 1963), Jazz- und Improvisationsmusiker
- Eric Frey (* 1963), Journalist und Autor
- Peter Frigo (* 1963), Arzt, Hochschullehrer und Politiker
- Herbert Götz (* 1963), Manager
- Alexander Hagner (* 1963), Architekt
- Heinz Hanner (* 1963), Koch und Kochbuchautor, Hotelier
- Sonja Hausladen (* 1963), Schwimmerin
- Kurt Hornik (* 1963), Statistiker und Hochschullehrer
- Michael Horvath (* 1963), Schriftsteller und Journalist
- Martin Karollus (* 1963), Jurist und Hochschullehrer
- Thomas Klein (* 1963), Unternehmer und Autor
- Georg Kodek (* 1963), Jurist, Richter
- Karl Markovics (* 1963), Schauspieler
- Christian Meidlinger (* 1963), Politiker
- Othmar Müller (* 1963), Cellist und Dozent
- Christian Pilnacek (1963–2023), Jurist im Justizministerium
- Ursula Ragacs (* 1963), Judaistin
- Andreas Reisinger (* 1963), Fußballspieler
- Bernhard Rösch (* 1963), Politiker
- Herbert Scheibner (* 1963), Politiker
- Angela Schneider (* 1963), Schauspielerin und Sprecherin
- Bernhard Steiner (* 1963), Dirigent
- Stephan Steiner (* 1963), Historiker, Literaturwissenschaftler und Essayist
- Barbara Stöckl (* 1963), Moderatorin
- Wolfgang Ulm (* 1963), Politiker
- Michael Walde-Berger (* 1963), Schauspieler
- Katharina Wieser (* 1963), Diplomatin
- Manfred Zehender (* 1963), Tänzer
- Herbert Zettel (* 1963), Entomologe

#### 1964
- Leila Abdullah (* 1964), Schauspielerin
- Ela Angerer (* 1964), Schriftstellerin
- Peter Artner (* 1964), Fußballspieler

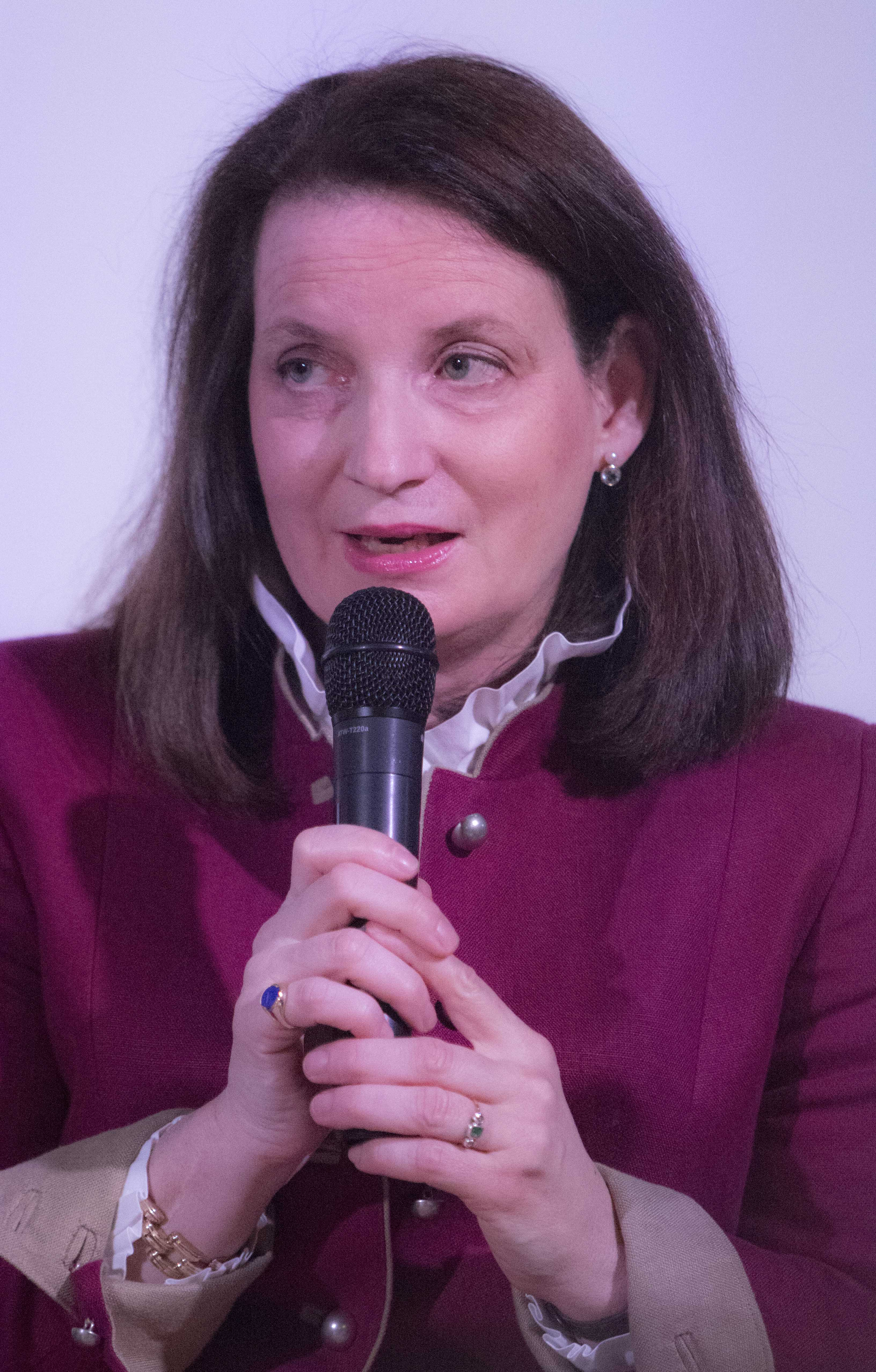
Elisabeth Ellison-Kramer
(* 1964)

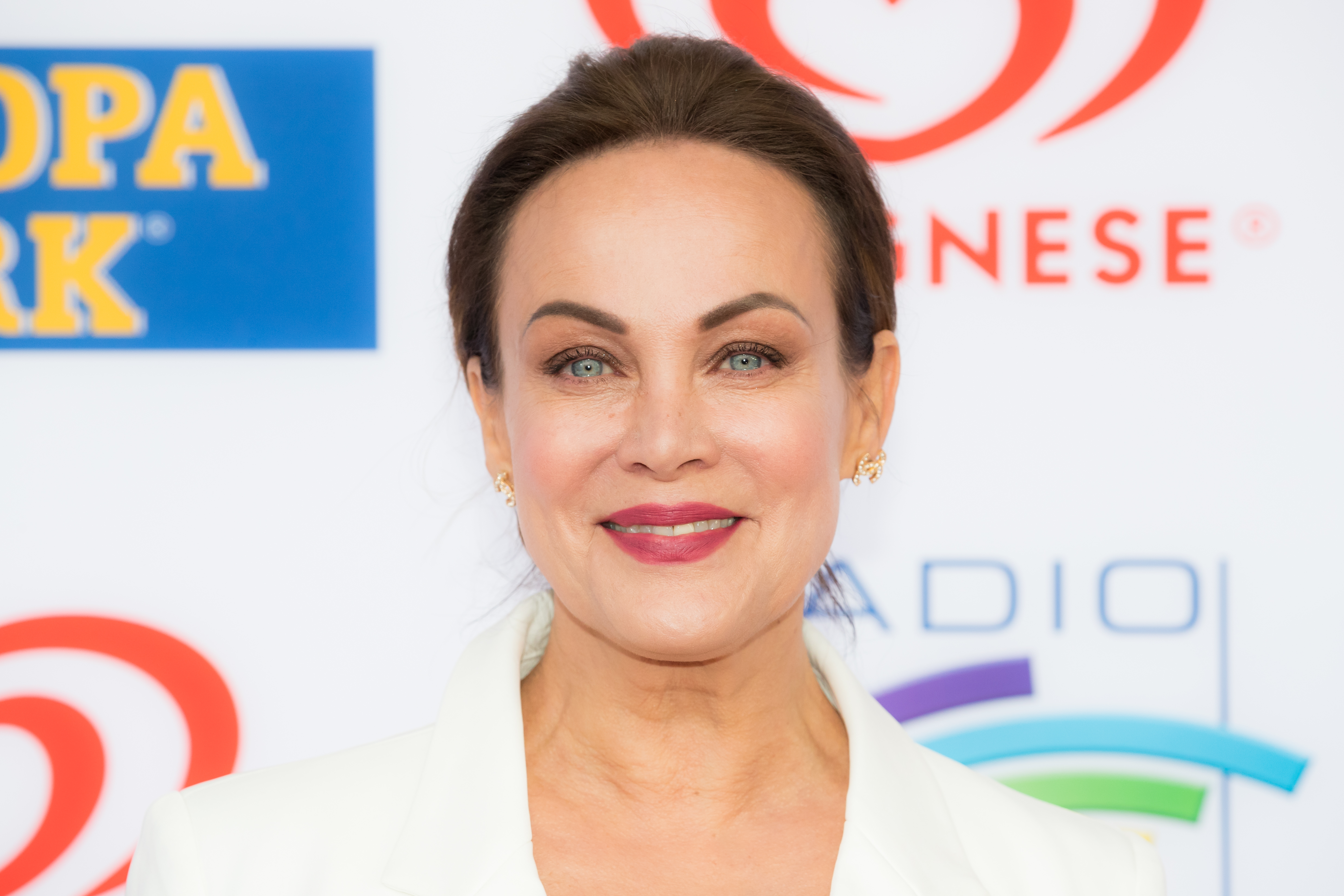
Sonja Kirchberger
(* 1964)

- Karin Baier (* 1964), Politikerin (SPÖ)
- Ulrike Beimpold (* 1964), Filmschauspielerin
- Werner Brix (* 1964), Schauspieler und Kabarettist
- Werner Dafeldecker (* 1964), Improvisationsmusiker und Komponist
- Norbert Darabos (* 1964), Politiker
- Klaus Ebner (* 1964), Schriftsteller
- Elisabeth Ellison-Kramer (* 1964), Diplomatin, Botschafterin in Ungarn
- Andrea Händler (* 1964), Kabarettistin und Schauspielerin
- Harald Havas (* 1964), Journalist, Autor und Übersetzer
- Christian Heindl (* 1964), Musikwissenschaftler und Journalist
- Thomas Hofmann (* 1964), Geologe, Paläontologe, Wissenschaftsjournalist und Sachbuchautor
- Johannes Huber (* 1964), Unternehmer und Automobilrennfahrer
- Sonja Kirchberger (* 1964), Schauspielerin
- Magdalena Knapp-Menzel (* 1964), Schauspielerin und Schriftstellerin
- Markus Kupferblum (* 1964), Opernregisseur und Clown
- Michael Lang (* 1964), Journalist
- Alexander Lutz (* 1964), Schauspieler und Musiker
- Ruth Mateus-Berr (* 1964), Künstlerin und Hochschullehrerin für angewandte Kunst
- Andreas Ogris (* 1964), Fußballspieler
- Rainer Pariasek (* 1964), Sportmoderator
- Peter Payer (* 1964), Regisseur und Drehbuchautor
- Alice Pechriggl (* 1964), Philosophin, Psychotherapeutin
- Gerald Pichowetz (1964–2024), Film- und Theaterschauspieler
- Michael Pleesz (* 1964), Grafikdesigner und Buchillustrator
- Bruno Podesser (* 1964), Mediziner
- Toni Polster (* 1964), Fußballspieler und -trainer
- Gunter Prüller-Jagenteufel (* 1964), römisch-katholischer Theologe
- Christian Rapp (* 1964), Autor, Kulturwissenschaftler und Ausstellungskurator
- Paul Sailer-Wlasits (* 1964), Philosoph und Politikwissenschaftler
- Thomas Schmögner (1964–2025), Komponist und Organist
- Michael Seida (* 1964), Sänger, Songwriter, Tänzer, Entertainer und Produzent
- Jolantha Seyfried (* 1964), Balletttänzerin und Hochschullehrerin
- Uli Soyka (* 1964), Jazzmusiker
- Peter Svensson (1964–2021), Opernsänger an der Staatsoper in Wien und in Prag
- Werner Trock (* 1964), Spitzenbeamter
- Paul Urbanek (* 1964), Jazzpianist und Komponist
- Margarete Wenzel (* 1964), Geschichtenerzählerin, Philosophin und Erzähl-Referentin in der Erwachsenenbildung und Unternehmensberatung
- Alexander Wussow (* 1964), Fernsehschauspieler

#### 1965
- Raimund Bollenberger (1965–2019), Rechtsanwalt, Jurist und Professor am Institut für Zivil- und Zivilverfahrensrecht der Wirtschaftsuniversität Wien
- David Bronner (1965–2023), Musikproduzent und Pianist
- Andreas Čap (* 1965), Mathematiker
- Heribert Donnerbauer (* 1965), Politiker
- Tillmann Fuchs (* 1965), Medienmanager und Politiker
- Viktor Gernot (* 1965), Sänger, Kabarettist, Schauspieler, Entertainer, Musiker, Autor, Moderator
- Stefan Haas (* 1965), Maschinenbauingenieur und Manager
- Waltraud Karner-Kremser (* 1965), Politikerin
- Karin Kneissl (* 1965), parteilose Politikerin, ehemalige Diplomatin, Energieanalytikerin und Nahostexpertin
- Gerald Kohl (* 1965), Rechtswissenschaftler
- Claudia Kuretsidis-Haider (* 1965), Historikerin
- Andy Lee Lang (* 1965), Rock'n'Roll-Musiker
- Gudrun Lerchbaum (* 1965), Schriftstellerin
- Markus Ekkehard Locker (* 1965), römisch-katholischer Theologe
- Christina Lugner (* 1965), Reality-TV-Teilnehmerin, Autorin und Fernsehmoderatorin
- Martin Margulies (* 1965), Politiker
- Merten Mauritz (1965–2024), Fechter
- Hanna Mayer (* 1965), Pflegewissenschafterin und Hochschullehrerin
- Roswitha Meyer (* 1965), Schauspielerin
- Susanne Michel (* 1965), Schauspielerin
- Rudolf Mitlöhner (* 1965), Journalist
- Wolfgang Moser (* 1965), Segler, Vizeweltmeister
- Werner Günther Müller (* 1965), Statistiker und Hochschullehrer
- Christine Neumeyer (* 1965), Autorin
- Robert Pawlik (* 1965), Jazzmusiker
- Robert Pecl (* 1965), Fußballspieler
- Wolfgang Pissecker (* 1965), Kabarettist, Schauspieler und Autor
- Ronald Pohl (* 1965), Kulturjournalist, Theaterkritiker und Schriftsteller
- Helmut Reimitz (* 1965), Historiker
- Elmer Rossnegger (* 1965), Fernsehmoderator
- Florian Scheuba (* 1965), Schauspieler, Kabarettist, Buchautor und Moderator
- Ingrid Siess-Scherz (* 1965), Juristin und Verfassungsrichterin
- Marko Simsa (* 1965), Produzent und Schauspieler von Kindertheater
- Peter F. Stadler (* 1965), Bioinformatiker und Chemiker, Hochschullehrer
- Georg Staudacher (1965–2007), Theaterregisseur, Drehbuchautor und Schauspieler
- Julia Stemberger (* 1965), Schauspielerin
- Harald Stefan (* 1965), Notar und Politiker
- Jörg Christian Steiner (1965–2025), Publizist, Generalsekretär der Albert Schweitzer-Gesellschaft (ÖASG)
- Markus Tripolt (* 1965), Maler, Aktionskünstler, Erwachsenenbildner und Musiker
- Monika Trotz (1965–2012), Jazzsängerin und Komponistin
- Esther van Messel (* 1965), niederländisch-schweizerische Filmproduzentin und ‑verleiherin
- Alexander Wagendristel (* 1965), Komponist und Flötist
- Peter Wolf (* 1965), Schauspieler, Dramaturg und Produzent

#### 1966

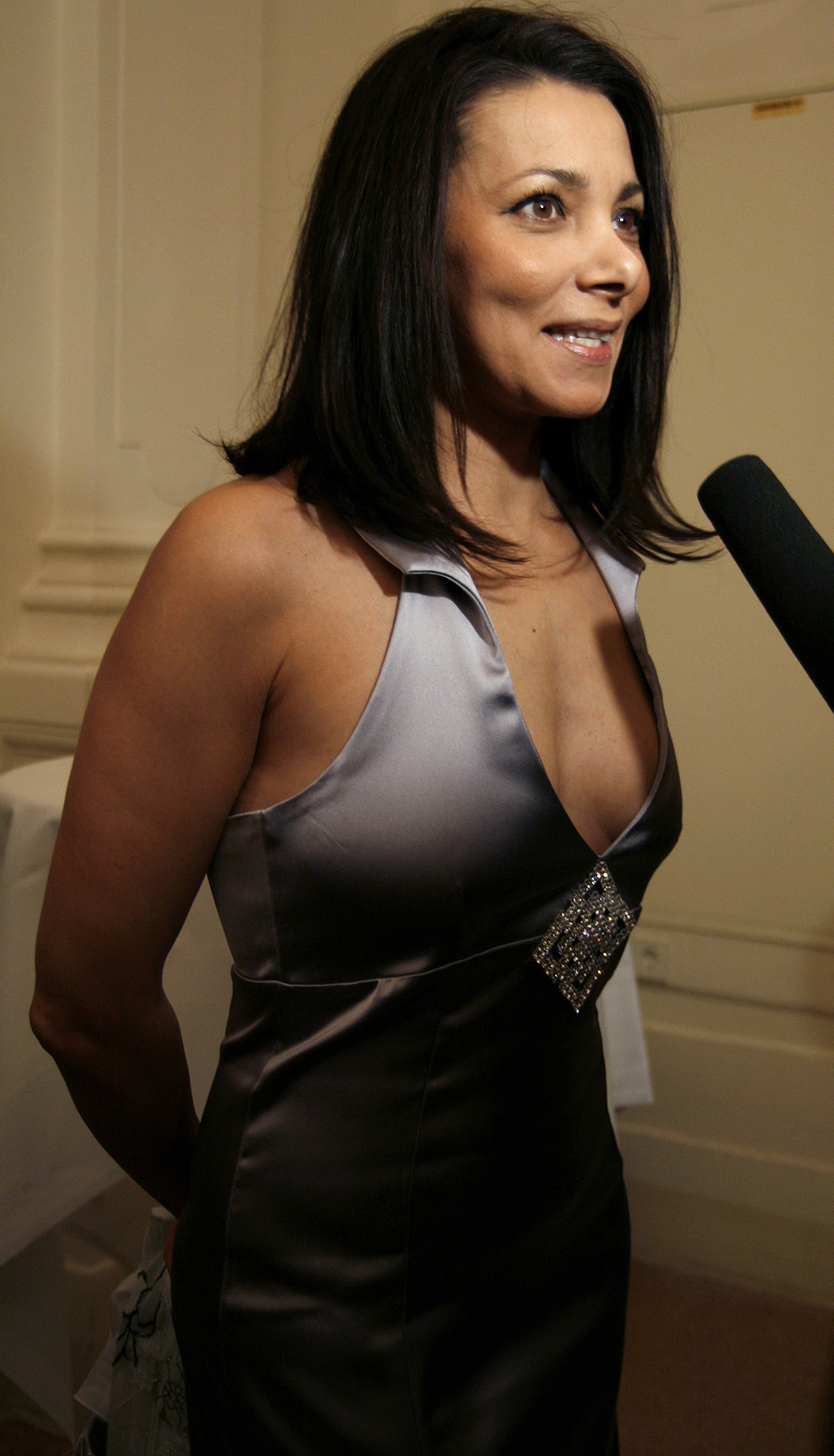
Sandra Cervik
(* 1966)

- Vicente Amorim (* 1966), brasilianischer Filmregisseur, Drehbuchautor und Filmproduzent
- Friedrich Bechina FSO (* 1966), römisch-katholischer Geistlicher
- Kirstin Breitenfellner (* 1966), Autorin, Journalistin und Literaturkritikerin
- Sandra Cervik (* 1966), Schauspielerin
- Christoph Fälbl (* 1966), Schauspieler und Kabarettist
- Sandra Frauenberger (* 1966), Politikerin, Wiener amtsführende Stadträtin
- Georg Friedrich (* 1966), Schauspieler
- Stefan Götz (* 1966), Mathematiker und Hochschullehrer
- Roman Hagara (* 1966), Segler; Olympiasieger
- Doris Hick (* 1966), Schauspielerin
- Hakon Hirzenberger (* 1966), Regisseur und Schauspieler
- Christian Kern (* 1966), Manager und ehemaliger Politiker
- Maria Kubin (* 1966), altkatholische Bischöfin
- Angela Lindner (* 1966), Politikerin, Abgeordnete zum Salzburger Landtag
- Hanno Millesi (* 1966), Schriftsteller
- Michel Muller (* 1966), österreichisch-französischer Schauspieler
- Ilse Müllner (* 1966), römisch-katholische Theologin
- Britta Nahler (* 1966), Filmeditorin
- Evelyn Regner (* 1966), Politikerin (SPÖ), MdEP
- Claudia Rossbacher (* 1966), Schriftstellerin
- Walter Scheidel (* 1966), Altertumswissenschaftler
- Andrea Schwarz-Hausmann (* 1966), Juristin, Autorin und Theaterschaffende
- Manfred Schweng (* 1966), Komponist, Musiker, Texter, Interpret und Musikproduzent
- Veronika Sexl (* 1966), Pharmakologin und Toxikologin
- Clarissa Stadler (* 1966), Journalistin, Moderatorin und Schriftstellerin
- Oliver Stamm (* 1966), Volleyballspieler
- Thomas Stangl (* 1966), Autor
- Peter Stöger (* 1966), Fußballtrainer und ehemaliger Fußballspieler
- Herbert Swoboda (* 1966), Jazzpianist und -klarinettist
- Harald Vilimsky (* 1966), Politiker (FPÖ)
- Anton Waldt, bürgerlich Robert Stadler  (* 1966), deutscher Musikjournalist und Musiker
- Martin Winter (* 1966), Sinologe, Übersetzer und Lyriker

#### 1967
- Thomas Benesch (* 1967), Kameramann

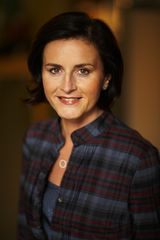
Isabella Leeb
(* 1967)

- Sandra Bohle (* 1967), Drehbuchautorin, Dramaturgin und Filmproduzentin
- Hannes Eder (* 1967), Musiker und Manager
- Stefan Eminger (* 1967), Historiker
- Alexander Falk (* 1967), Ingenieur und Unternehmer
- Alexander Maria Helmer (* 1967), Sänger, Schauspieler, Regisseur, Komponist und Texter
- Andreas Heraf (* 1967), Fußballspieler und -trainer
- Andreas Leopold Hofbauer (* 1967), Philosoph, Schriftsteller, Psychohistoriker und Übersetzer
- Uschi Horner (* 1967), Konzertsängerin und Theaterregisseurin
- Sabina Hudribusch (* 1967), Freestyle-Skierin
- Talos Kedl (* 1967), Künstler, Schwerpunkt Bildhauerei
- Bernhard Kittel (* 1967), Soziologe
- Peter Kruder (* 1967), Hälfte der Formation Kruder & Dorfmeister
- Thomas Kühtreiber (* 1967), Bauhistoriker und Mittelalterarchäologe
- Thomas Lang (* 1967), Schlagzeuger
- Isabella Leeb (* 1967), Baumeisterin und Politikerin
- Clemens Leonhard (* 1967), katholischer Theologe
- Andreas Lust (* 1967), Schauspieler
- Proschat Madani (* 1967), iranisch-österreichische Schauspielerin
- Thomas Maurer (* 1967), Kabarettist
- Melissa Müller (* 1967), freie Journalistin und Autorin
- Viktor Nezhyba (* 1967), Fotograf
- Ernst Ogris (1967–2017), Fußballspieler
- Leonhard Paul (* 1967), Posaunist
- Richard Posamentir (* 1967), Archäologe
- Michael Ritter (* 1967), Literaturwissenschaftler und Verlagsleiter
- Viktoria Salcher (* 1967), Filmproduzentin
- Peter Schöttel (* 1967), ehemaliger Fußballspieler, jetzt Fußballtrainer
- Christian W. Schulz (* 1967), Cellist
- Martin Schuster (* 1967), Werbekaufmann und Politiker
- Michael Sinn (1967–2020), Fotograf
- Anton Summer (* 1967), Judoka
- Johannes Vogel (* 1967), Musiker und Komponist
- Nikolas Vogel (1967–1991), Kameramann
- Thomas Weber (* 1967), Politiker
- Monica Weinzettl (* 1967), Schauspielerin

#### 1968
- Wolfgang Aigner (* 1968), Politiker
- Monika Biegler, (* 1968), Bühnen- und Kostümbildnerin
- Peter Bosek (* 1968), Bankmanager
- Markus Brier (* 1968), Profigolfer
- Dieter Brosz (* 1968), Politiker
- Alfons J. Dietz (* 1968), Berufsreiter, Ausbilder in klassischer Reitkunst und Autor
- Richard Dorfmeister (* 1968), Hälfte der Formation Kruder & Dorfmeister
- Thomas Eder (* 1968), Literaturwissenschaftler
- Olga Flor (* 1968), Schriftstellerin
- Nikolaus Forgó (* 1968), österreichischer Rechtswissenschaftler und Journalist
- Gerald Glatzmayer (1968–2001), Fußballspieler
- Andreas Gruber (* 1968), Schriftsteller
- Thomas Heinisch (* 1968), Komponist
- Andreas Herzog (* 1968), Fußballspieler und -trainer
- Gerhard Höllerer (* 1968), blinder Richter
- Tini Kainrath (* 1968), Musikerin und Schauspielerin
- Roland Kickinger (* 1968), in den USA erfolgreicher Filmschauspieler und Bodybuilder
- Paul Kraker (* 1968), Radio- und Fernsehmoderator und Sprecher
- Karl Lang (* 1968), Industriemanager und Fachbuchautor
- Ernst Mader (* 1968), Fußballspieler
- Inês de Medeiros (* 1968), portugiesische Schauspielerin und Politikerin
- Ernst Nevrivy (* 1968), Politiker
- Michael Niavarani (* 1968), Kabarettist und Schauspieler
- Robert Palfrader (* 1968), Komödiant, Schauspieler und Autor
- Christian Prosenik (* 1968), Fußballspieler und -trainer
- Andreas Rastner (* 1968), deutscher Handballtrainer und -spieler
- Martin Raubal (* 1968), Hochschuldozent
- Andreas Reichhardt (* 1968), Bundesminister für Verkehr, Innovation und Technologie
- Oliver Scheiber (* 1968), Jurist
- Benjamin Schmid (* 1968), Violinist und Hochschullehrer
- Harald Schneider-Zinner (* 1968), Schachtrainer und -veranstalter, Pädagoge, Autor
- Marie Schneider (* 1968), Schauspielerin
- Marcus Strahl (* 1968), Schauspieler, Theaterregisseur und Intendant
- Isabella Straub (* 1968), Schriftstellerin
- Edina Thalhammer (* 1968), Sängerin
- Georg Weidinger (* 1968), Autor, Arzt und Musiker

#### 1969

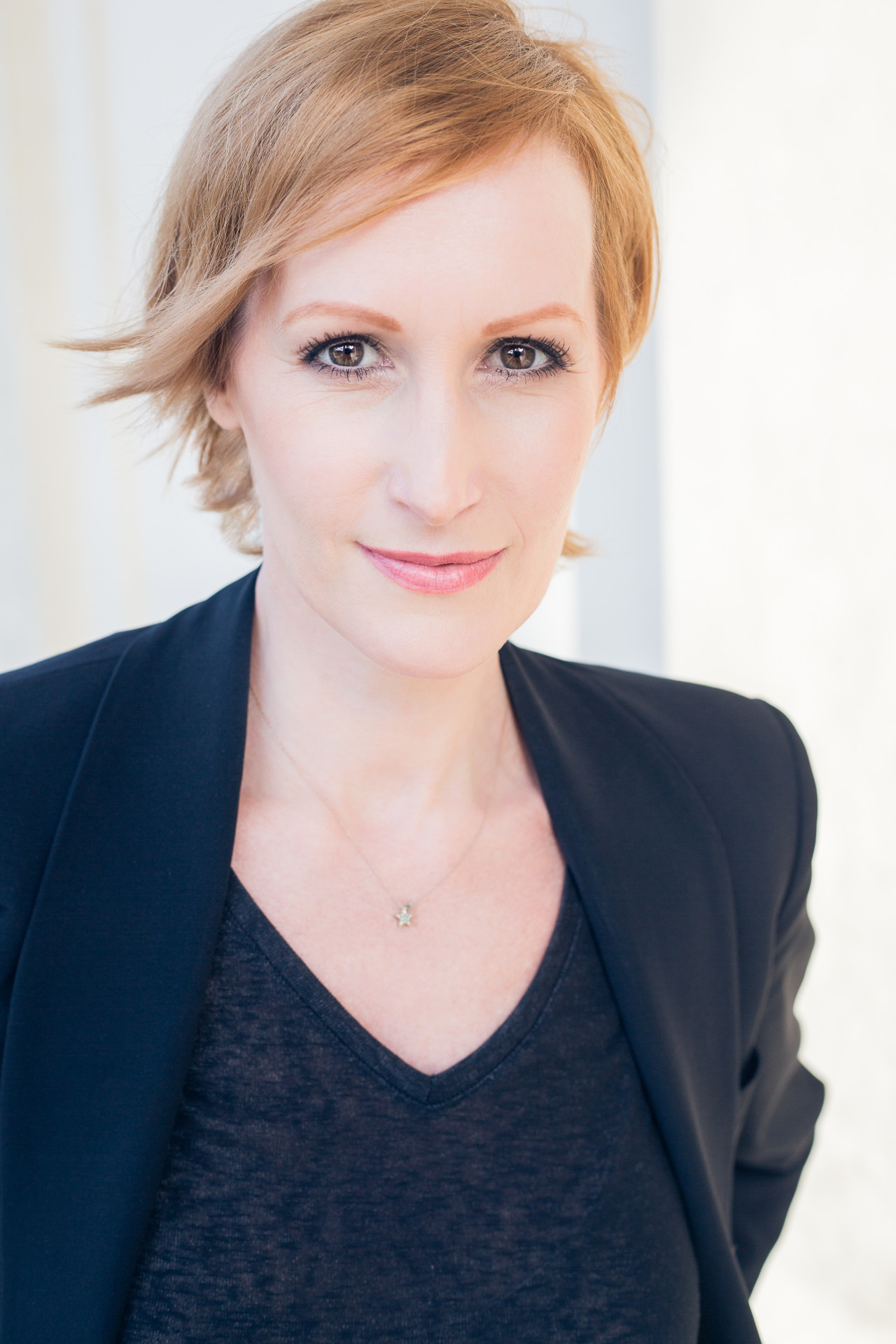
Nicole Beutler
(* 1969)

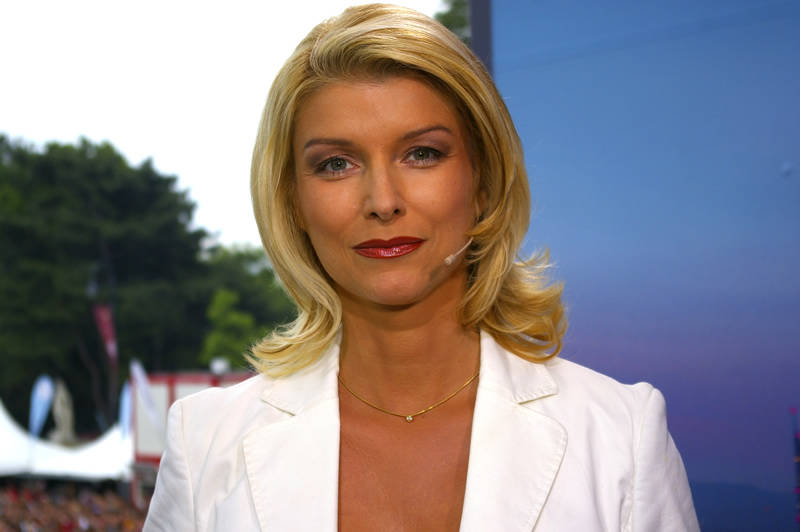
Elisabeth Vogel
(* 1969)

- Christoph Augustynowicz (* 1969), Historiker
- Christoph Bazil (* 1969), Jurist und Denkmalpfleger
- Nicole Beutler (* 1969), Schauspielerin
- Elisabeth Birnbaum (* 1969), römisch-katholische Theologin
- Elisabeth Böhm (* 1969), Politikerin
- Markus Braun (* 1969), Tech-Investor und Unternehmer
- Harald Buchinger (* 1969), katholischer Theologe
- Andreas Felber (* 1969), Sportkommentator und -moderator
- Marianne Grohmann (* 1969), Alttestamentlerin
- Martin Haidinger (* 1969), Historiker, Autor, Journalist, Wissenschaftsredakteur
- Theresia Haiger (* 1969), Sängerin, Schauspielerin und Kabarettistin
- Clemens Haipl (* 1969), Autor, Zeichner, Kabarettist und Musikproduzent
- Gerald Heidegger (* 1969), Journalist
- Boris Jirka (* 1969), Sportmoderator
- Manfred Juraczka (* 1969), Politiker
- Barbara Karlich (* 1969), Moderatorin
- Ernst Karner (* 1969), Rechtswissenschaftler, Hochschullehrer
- Arabella Kiesbauer (* 1969), Fernsehmoderatorin
- Hans Kleer (* 1969), Fußballspieler und Fußballtrainer
- Thomas Kosma (* 1969), Bildhauer, Zeichner und Restaurator
- Wolfgang Kotzmann (* 1969), Radsportler
- Brian Laudrup (* 1969), dänischer Fußballspieler
- Nicolas Mahler (* 1969), Comiczeichner
- Martin Pasching (* 1969), Musical-Darsteller, Sänger und Schauspieler
- Philipp Peter (* 1969), Automobilrennfahrer
- Hannes Reinmayr (* 1969), Fußballspieler und -trainer
- Thomas Rottenberg (* 1969), Journalist, Autor und Moderator
- Rudolf Roubinek (* 1969), Schauspieler und Autor
- Alexander Rüdiger (* 1969), Fernsehmoderator und Entertainer
- Roman Schmid (* 1969), Sport- und Eventmanager, Politiker
- Simone Stelzer (* 1969), Sängerin
- Franz Stocher (* 1969), Bahn-Radrennfahrer
- Heinz-Christian Strache (* 1969), Politiker
- Christof Straub (* 1969), Musiker und Komponist
- Peter Tichatschek (* 1969), Journalist, Radio- und Fernsehmoderator
- Elisabeth Vogel (* 1969), Journalistin und Fernsehmoderatorin
- Wolfram Zöttl (* 1969), Kameramann, Film- und Medienproduzent und Eventdramaturg

#### 1970
- Zoran Barišić (* 1970), Fußballspieler und -trainer
- Martin Breinschmid (* 1970), Vibraphonist, Schlagzeuger und Perkussionist
- Bettina Breiteneder (* 1970), Unternehmerin
- Josef Burger (* 1970), österreichischer Kabarettist
- Damir Canadi (* 1970), Fußballspieler und -trainer
- Christian Cwik (* 1970), Historiker
- Karl Franz Dörner (* 1970), Wirtschaftswissenschaftler
- Christian Gastgeber (* 1970), Byzantinist, Gräzist und Latinist
- Tibor Grasser (* 1970), Mikroelektroniker, Hochschullehrer und Boogie- und Bluespianist
- Roman Hans Gröger (* 1970), Historiker
- Michael Hatz (* 1970), Fußballspieler
- Anna Maria Krassnigg (* 1970), Schauspielerin, Regisseurin, Autorin und Hochschullehrerin
- Martin Krenn (* 1970), Künstler und Hochschullehrer
- Mara Lang (* 1970), Schriftstellerin
- Sophie Lillie (* 1970), Kunst- und Zeithistorikerin
- Birgit Linauer (* 1970), Schauspielerin
- Josef Lontscharitsch (* 1970), Radrennfahrer
- Christina Lutter (* 1970), Historikerin, Hochschullehrerin
- Andreas Mayer (* 1970), Wissenschaftshistoriker, Soziologe und Musikwissenschaftler
- Eva Menasse (* 1970), Schriftstellerin und Journalistin
- Barbara Moser (* 1970), Konzertpianistin
- Wolfgang Mueller (* 1970), Historiker
- Norbert Nemec (* 1970), Historiker
- Alexander Pschill (* 1970), Schauspieler
- Thomas Raab (* 1970), Schriftsteller, Drehbuchautor und Musiker
- Barbara Rektenwald (* 1970), Konzertpianistin und Komponistin
- Konstantin Seitz (* 1970), Film- und Fernsehproduzent, Herstellungsleiter
- Maria Smodics-Neumann (* 1970), Politikerin, Abgeordnete zum Nationalrat
- Christine Sommer (* 1970), Schauspielerin
- Karl Stirner (* 1970), Komponist und Musiker
- Gudrun Tielsch (* 1970), Filmschauspielerin und Buchautorin
- Jürgen Vogl (* 1970), Kabarettist
- Gerald Votava (* 1970), Schauspieler, Musiker, Autor und Kabarettist
- Sonja Wehsely (* 1970), Politikerin und Managerin
- Sascha Oskar Weis (1970–2020), Schauspieler

### 1971–1980

#### 1971
- Florian Adamski (1971–2023), Kabarettist und Schauspieler
- Daniela Angetter-Pfeiffer (* 1971), Wissenschaftshistorikerin
- Ursula Berner (* 1971), Politikerin
- Elisabeth Binder (* 1971), Medizinerin und Neurowissenschaftlerin
- Christian Eigner (* 1971), Schlagzeuger
- Birgit Fenderl (* 1971), Fernsehmoderatorin
- Thomas Flögel (* 1971), Fußballspieler
- Bernhard Gál (* 1971), Komponist und Künstler
- Raoul Gehringer (1971–2018), Komponist
- Nina Hollein (* 1971), Autorin, Architektin und Modedesignerin
- Helene Jarmer (* 1971), Politikerin
- Gertraud Klemm (* 1971), Schriftstellerin
- Robert Kert (* 1971), Jurist
- Andreas Lipa (* 1971), Fußballspieler und Fußballtrainer
- Lukas Miko (* 1971), Schauspieler
- Gin Müller (* 1971), Theaterwissenschaftler, Performance-Künstler und Dramaturg
- Eva Petters (* 1971), Balletttänzerin
- Florian Pumhösl (* 1971), Künstler
- Alexander Rausch (* 1971), Musikwissenschaftler
- Katrin Reisinger (* 1971), Schauspielerin und Moderatorin
- Thomas Renner (* 1971), römisch-katholischer Geistlicher, Abt des Stiftes Altenburg
- Gabriele Rittig (* 1971), Kinder- und Jugendbuchautorin
- Kosta Runjaic (* 1971), deutscher Fußballtrainer
- Manfred Schmid (* 1971), Fußballspieler und -trainer
- Maximilian Schmiedl (* 1971), Musiker, Schauspieler und Kabarettist
- Simon Schwarz (* 1971), Schauspieler
- Albert Steinhauser (* 1971), Politiker, Nationalrat
- Andrea Stockhammer (* 1971), Kunsthistorikerin
- Martin Weber (* 1971), Politiker
- Henrik Wiese (* 1971), Flötist, Musikwissenschaftler und Synästhetiker

#### 1972

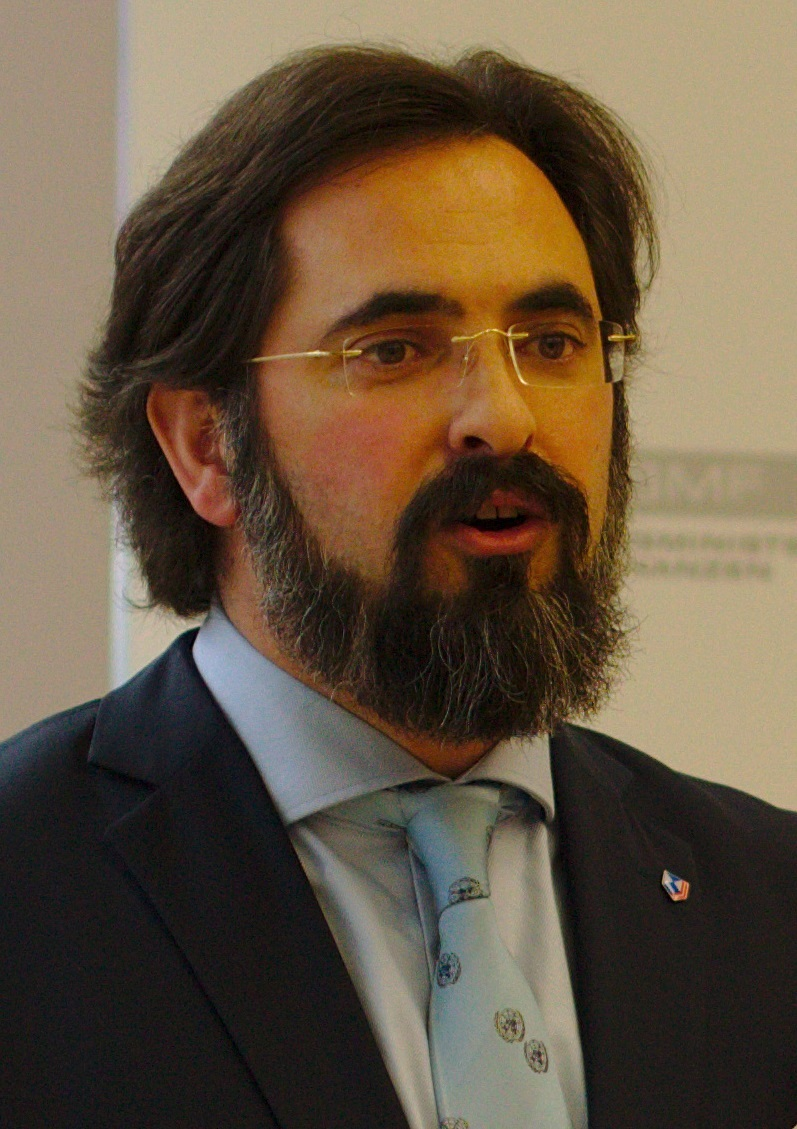
Friedrich Schipper
(* 1972)

- Maxi Blaha (* 1972), Schauspielerin und Sängerin
- Susanne Brokesch (* 1972), Musikerin, Komponistin und DJ
- Christoph Dostal (* 1972), Schauspieler
- Oliver Dyma (* 1972), römisch-katholischer Theologe
- Karin Frank (* 1972), Bildhauerin
- Marcus Franz (* 1972), Politiker (SPÖ)
- Roland Garber (* 1972), Radrennfahrer
- Julian Gillesberger (* 1972), Bratschist
- Thomas Glavinic (* 1972), Schriftsteller
- Gottfried Haber (* 1972), Ökonom, Hochschullehrer, Vize-Gouverneur der Oesterreichischen Nationalbank
- Gregor Högler (* 1972), Speerwerfer und Leichtathletik-Trainer
- Hannes Lutz (* 1972), Basketballnationalspieler
- Nadja Maleh (* 1972), Kabarettistin
- Loretta Pflaum (* 1972), Schauspielerin
- Oliver Polzer (* 1972), Sportmoderator
- Yelda Reynaud (* 1972), Schauspielerin des türkischen Films
- Peter Rom (* 1972), Jazzmusiker
- Friedrich Schipper (* 1972), Archäologe
- Petra Schwarz-Ritter (* 1972), Tennisspielerin
- Dorian Steidl (* 1972), Moderator
- Manfred Stohl (* 1972), Rallyefahrer
- Clemens Unterreiner (* 1972), Opernsänger
- Sabine Waibel (* 1972), Schauspielerin und Hörspielsprecherin
- Gerhard Walter (* 1972), Kabarettist, Schauspieler, Autor und Regisseur
- Gottfried Wegleitner (1972–2018), Franziskanerpater
- Toto Wolff (* 1972), Motorsportchef bei Mercedes-Benz
- Herwig Zöttl (* 1972), Politiker (FRITZ), Landtagsabgeordneter in Tirol

#### 1973
- Bernhard Baumgartner (* 1973), Journalist

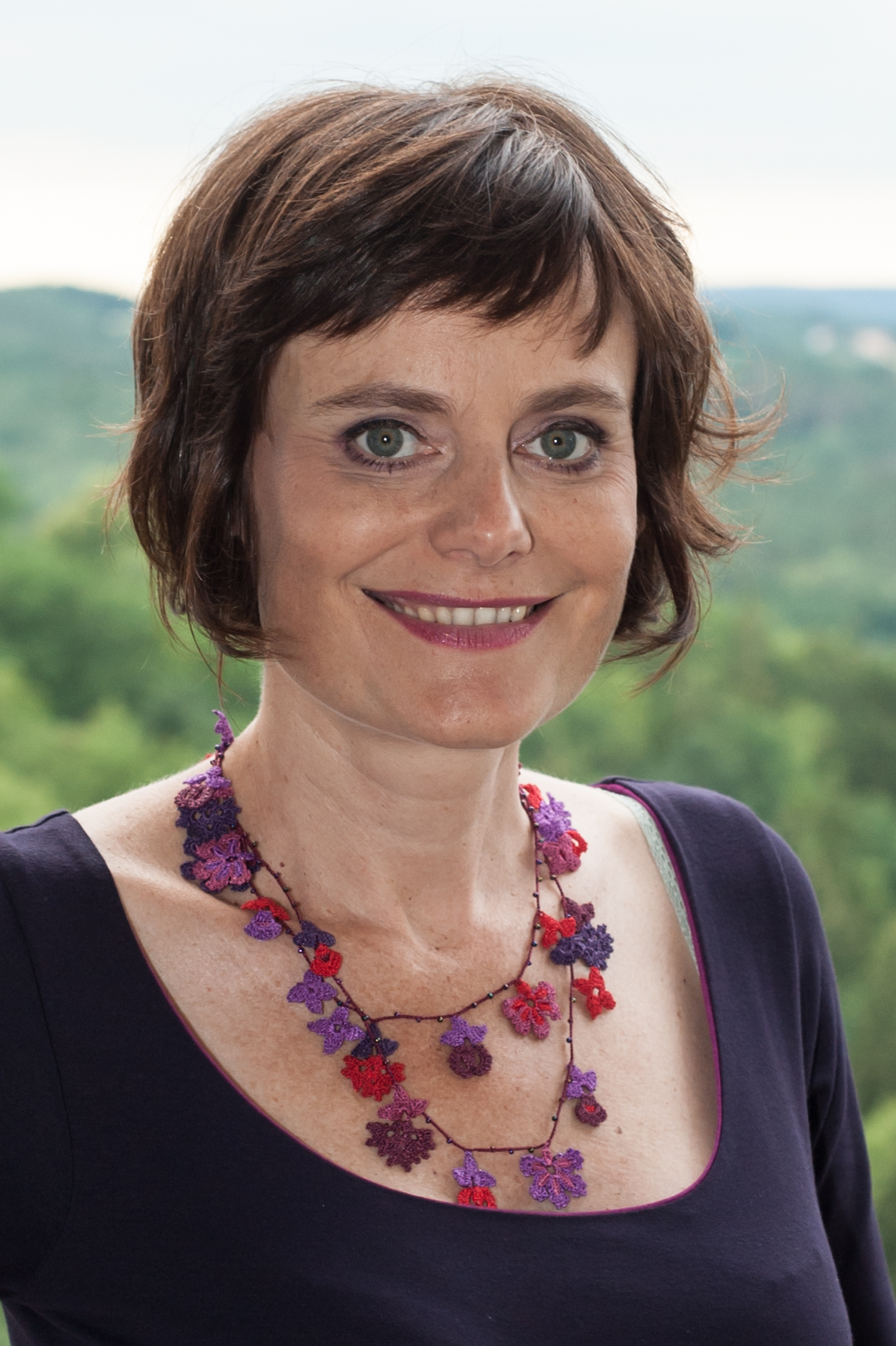
Nina Blum
(* 1973)

- Nina Blum (* 1973), Schauspielerin und Regisseurin
- Harald Cerny (* 1973), Fußballspieler und -trainer
- Michaela Dorfmeister (* 1973), Skifahrerin, Olympiasiegerin und Weltmeisterin
- Markus Figl (* 1973), Politiker
- Gerald Fleischmann (* 1973), Politiker
- Maria In der Maur-Koenne (* 1973), Rechtsanwältin und Politikerin (NEOS), Landtagsabgeordnete
- Christoph Jank (* 1973), Fußballspieler
- Angela Julcher (* 1973), Verfassungsjuristin
- Katie Kern (* 1973), Blues- und Countrymusikerin
- Florian Klenk (* 1973), Journalist
- Johannes Kopf (* 1973), Jurist
- Monika Kus-Picco (* 1973), Künstlerin
- Hans Leitert (* 1973), ehemaliger Fußballtorwart, jetzt Tormanntrainer
- Harald Mahrer (* 1973), Politiker, Funktionär, Unternehmer und Publizist
- Thomas Olechowski (* 1973), Rechtshistoriker
- Georg Papai (* 1973), Politiker
- Alexander Pollak (* 1973), Journalist und Autor
- Kathrin Resetarits (* 1973), Regisseurin, Schauspielerin, Schriftstellerin und Dramaturgin
- Sonja Romei (* 1973), Schauspielerin und Sängerin
- Judith Rumpf (* 1973), Schauspielerin
- Michael Schefts (* 1973), Schauspieler
- Eva Schütz (* 1973), Leichtathletin
- Sabine Schwarz (* 1973), Politikerin
- Yat Siu (* 1973), Unternehmer und Angel Investor
- Barbara Staudinger (* 1973), Historikerin
- Thomas Steinhart (* 1973), Politiker
- Marvin Wolf (* 1973), Journalist und Fernsehmoderator
- Barbara Wurm (* 1973), Autorin, Kuratorin und Kulturwissenschaftlerin
- Susanna Zapreva (* 1973), Ingenieurin und Energiewirtschaftsexpertin

#### 1974
- Otto Beckmann (* 1974), Schauspieler, Musiker und Autor
- Amir Bradaric (* 1974), Fußballspieler und -trainer
- Martin A. Hainz (* 1974), Literaturwissenschaftler und Philosoph
- Raimund Hedl (* 1974), ehemaliger Fußballtorwart, jetzt Tormanntrainer
- Arnim Kahofer (* 1974), Karambolagespieler und Europameister
- Meinrad Knapp (* 1974), Moderator
- Stefan Koch (* 1974), Wirtschaftsinformatiker
- Leena Koppe (* 1974), Kamerafrau
- Alexander Lovrek (* 1974), Basketballspieler
- Ruth Mader (* 1974), Filmregisseurin, Autorin und Produzentin
- Max Mayer (* 1974), Schauspieler
- Ulrich Moissl (* 1974), deutscher Hockeyspieler
- Maria Katharina Moser (* 1974), Theologin und Direktorin der Diakonie Österreich
- Marco Nademleinsky (* 1974), Rechtswissenschaftler und Rechtsanwalt
- Thomas Mark Németh (* 1974), Theologe
- Karl Ochsner (* 1974), Unternehmer
- Nina Proll (* 1974), Schauspielerin, Sängerin und Tänzerin
- Marcus Pürk (* 1974), Fußballspieler und -trainer
- Zeljko Radovic (* 1974), Fußballspieler und -trainer
- Alexandra Reinprecht (* 1974), Opern- und Konzertsängerin (Sopran)
- Claudia Rohnefeld (* 1974), Schauspielerin und Sängerin
- Astrid Rompolt (* 1974), Politikerin
- Keana Rose, geboren als Birgit Marianne Pal (* 1974), Sängerin
- Barbara Sattler (* 1974), Philosophin, Philosophiehistorikerin und Hochschullehrerin
- Elisabeth Schmidt (* 1974), Politikerin, Abgeordnete zum Wiener Landtag, Gemeinderätin
- Elly Senger-Weiss (* 1974), Filmproduzentin und Regisseurin
- Deborah Sengl (* 1974), Künstlerin
- Iris Träutner (* ≈1974), Sängerin und Songwriterin
- Markus Waxenegger (* 1974), Pornodarsteller

#### 1975
- Niko Alm (* 1975), Unternehmer, Publizist, Politiker und Aktivist
- Margit Appelt (* 1975), Reiterin, Olympiateilnehmerin
- Thomas Ballhausen (* 1975), Schriftsteller, Literatur- und Filmwissenschaftler, Herausgeber und Übersetzer
- Arthur Bennett (* 1975), Offizier des Bundesheeres und Kommandant des Jagdkommandos
- Barbara Bruckmüller (* 1975), Jazzmusikerin
- Reinhard Divis (* 1975), Eishockeyspieler
- Peter L. Eppinger (* 1975), Moderator
- Bernhard Fleischmann (* 1975), Indietronic-Musiker, Komponist und Produzent
- Andreas Fuchs (* 1975), Triathlet
- Johannes Grenzfurthner (* 1975), Künstler, Filmemacher, Autor
- Stefan Hirsch (* 1975), Leitender Sekretär für Kommunikation und Strategie der SPÖ
- Gerald Hörhan (* 1975), Unternehmer, Investor und Autor
- Alexander Jank (* 1975), Fußballspieler und -trainer
- Philipp Karner (* 1975), österreichisch-amerikanischer Schauspieler, Regisseur und Drehbuchautor
- Doris Köhler (* 1975), Boxerin
- Sandra König (* 1975), Radio- und Fernsehmoderatorin
- Eric Krieger (* 1975), Judoka
- René Laky (* 1975), Basketballspieler
- Rolf Martin Landerl (* 1975), Fußballspieler und -trainer
- Robert Leucht (* 1975), Germanist
- Jürgen Maschl (* 1975), Politiker (SPÖ)
- Thomas May (* 1975), Radio- und Fernsehmoderator
- Marie Ringler (* 1975), Politikerin (Grüne); Länder- und Europa-Direktorin von Ashoka
- Emanuel Schulz (* 1975), Komponist, Dirigent, Sänger und Produzent
- Gery Seidl (* 1975), Kabarettist
- Nicolas Stockhammer (* 1975), Politikwissenschaftler
- Michael Wagner (* 1975), Fußballspieler
- Markus Zeitlinger (* 1975), habilitierter klinischer Pharmakologe an der Medizinischen Universität Wien

#### 1976
- David Haering, Künstlername Lovecat (* 1976), Sänger, Gitarrist, Musikproduzent
- Richard Kapp (* 1976), Musiker, Sänger und Komponist
- Doris Mader (* 1976), Tischtennisspielerin
- Wolfgang Rupert Muhr (* 1976), Schauspieler, Autor und Regisseur
- Dave Okumu (* 1976), Fusionmusiker
- Anita Ritzl (* 1976), Pop-Sängerin („Niddl“)
- Anja Salomonowitz (* 1976), Filmemacherin
- Agnes Scheibelreiter (* 1976), Sopranistin
- Jakob Seeböck (* 1976), Schauspieler
- Elisabeth Sutterlüty (* 1976), Schauspielerin
- Heinz Weber (* 1976), Fußballtorwart und -trainer
- Alexander Zach (* 1976), Politiker, Mitglied des  Nationalrats
- Wilfried Zankl (* 1976), Politiker

#### 1977
- Ina Aigner (* 1977), Politikerin (FPÖ)
- Xaver Bayer (* 1977), Schriftsteller
- Sandro Beer (* 1977), Politiker (SPÖ)
- Stefano Bernardin (* 1977), Schauspieler
- Margot Binder (* 1977), Schauspielerin
- Thomas Darazs (* 1977), Fußballspieler und -trainer
- Norbert Ernst (* 1977), Opernsänger
- Andreas Geritzer (* 1977), Segler
- Maria Grün (* 1977), bildende Künstlerin
- Stefanie Haidner (* 1977), Tennisspielerin
- Karin Hammer (* 1977), Filmeditorin
- René Haselbacher (* 1977), Radrennfahrer
- Nina Horowitz (* 1977), Journalistin und Fernsehmoderatorin
- Hubert Keyl (* 1977), Politiker (FPÖ)
- Börries Kuzmany (* 1977), Historiker und Slawist
- Horst Lamnek (* 1977), Opernsänger
- Jürgen Macho (* 1977), Fußballtorwart
- Sebastián Martínez (* 1977), Fußballspieler
- Jürgen Patocka (* 1977), Fußballspieler und -trainer
- Erika Pieler (* 1977), Archäologin, Juristin und Präsidentin des Bundesdenkmalamtes
- Agnes Sirkka Prammer (* 1977), Politikerin
- Anja Richter (* 1977), Wasserspringerin
- Bernd Satzinger (* 1977), Jazzmusiker
- Hannes Schnier (* 1977), Dartspieler
- Georg Schuster (* 1977), Politiker
- Paul Bernhard Wodrazka (* 1977), Wirtschaftswissenschaftler und Priester der Kongregation vom Oratorium des heiligen Philipp Neri

#### 1978
- Leo Aberer (* 1978), Musiker
- Natalie Alison (* 1978), Schauspielerin

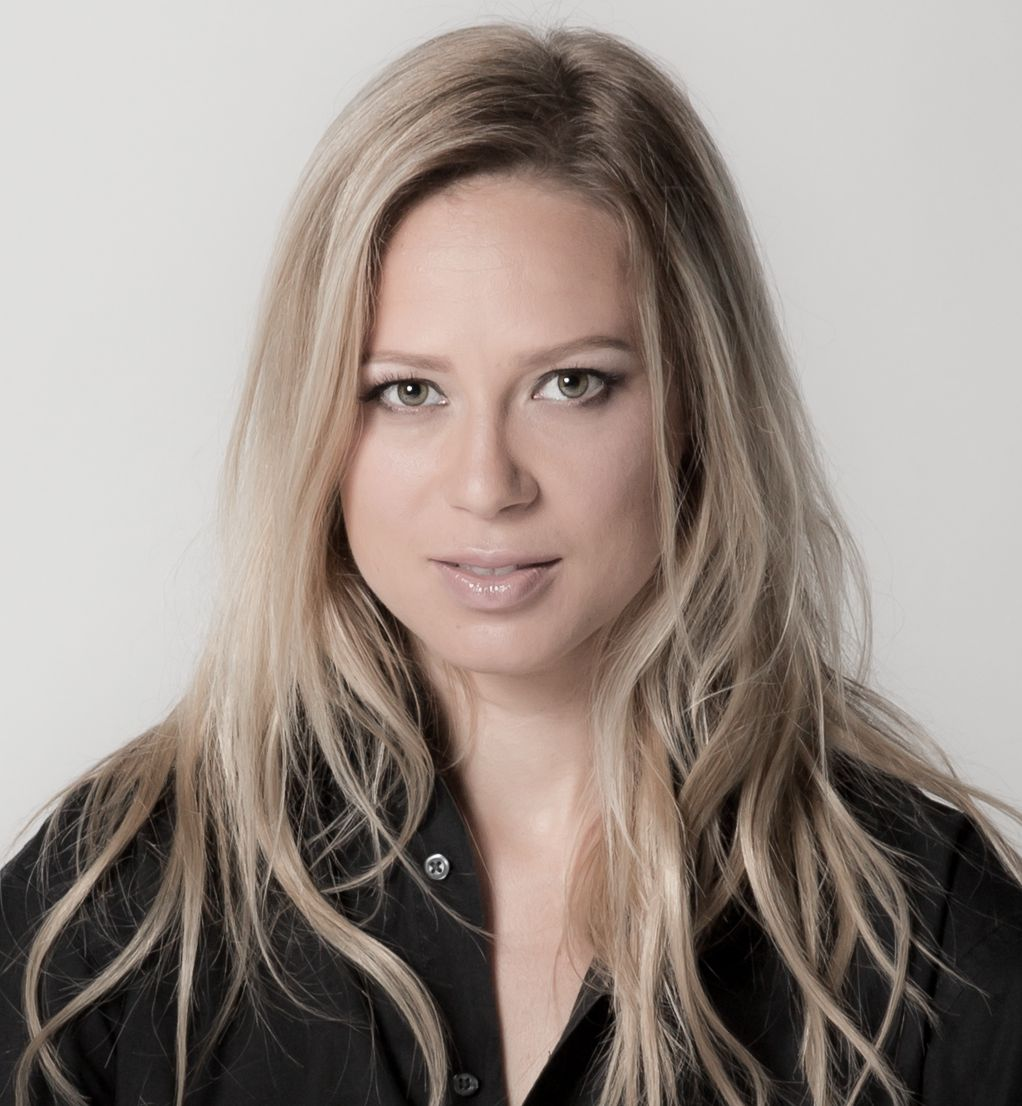
Rita Hatzmann
(* 1978)

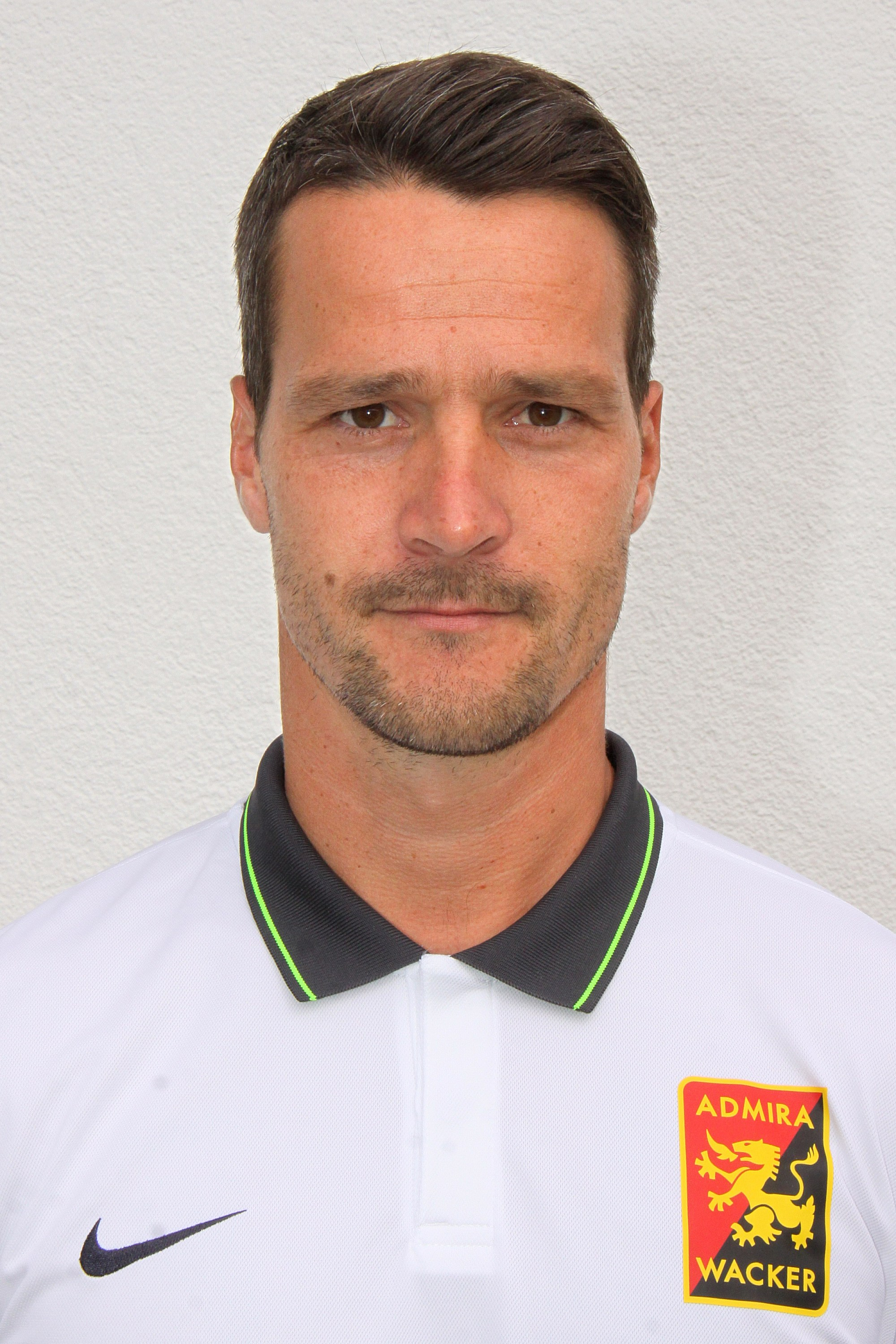
Oliver Lederer
(* 1978)

- Max Berner (* 1978), Kameramann, Musiker und Multimediakünstler
- Patrizio Buanne (* 1978), österreichisch-italienischer Bariton, Liedermacher und Produzent
- Christine Dubravac-Widholm (* 1978), Politikerin
- Harald Eberhard (* 1978), Jurist
- Andreas Fuchs (* 1978), Squashspieler
- Gerald Geisler (* 1978), Reiter
- Ruth Grützbauch (* 1978), Astronomin
- Bernt Haas (* 1978), Fußballspieler
- Rita Hatzmann (* 1978), Schauspielerin
- Heinrich Himmer (* 1978), Gewerkschafter und Politiker
- Johannes Kästner (* 1978), Chemiker
- Oliver Lederer (* 1978), Fußballspieler
- Dani Linzer (* 1978), Reporterin und Moderatorin
- Robert Lukas (* 1978), Eishockeyspieler
- Edita Malovčić (* 1978), Schauspielerin und Singer-Songwriterin
- Beate Meinl-Reisinger (* 1978), Politikerin
- Christoph Riedl-Daser (* 1978), Journalist und Fernsehmoderator
- Valérie Sajdik (* 1978), Sängerin
- Georg Swoboda (* 1978), Triathlet
- Julia Szendrödi (* 1978), Endokrinologin und Hochschullehrerin
- Clemens Trimmel (* 1978), Tennisspieler
- David G. L. Weiss (* 1978), Schriftsteller

#### 1979
- Constantin Göttfert (* 1979), Schriftsteller
- Gustav Götz (* 1979), Radiomoderator
- Konstantin Gruber (* 1979), Tennisspieler

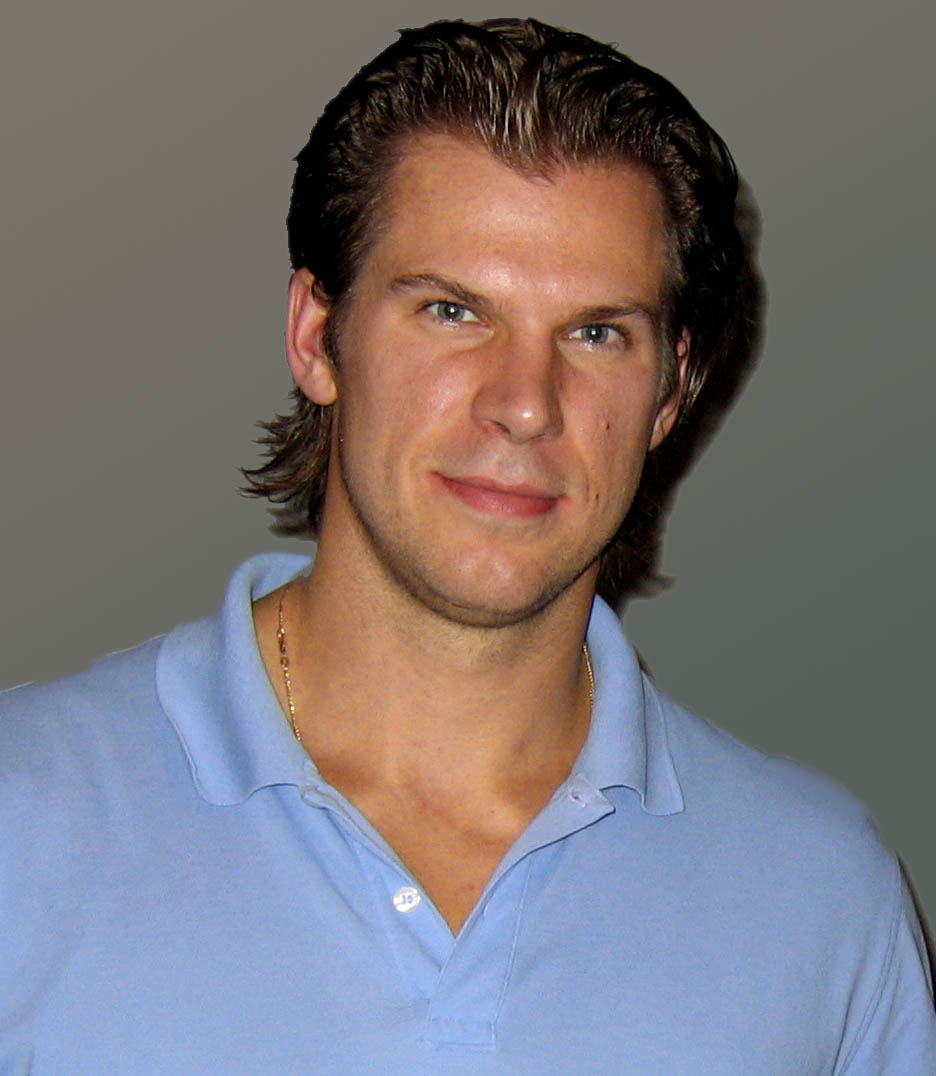
André Lakos
(* 1979)

- Raoul Haspel (* 1979), Designer und Medienkünstler
- Mercedes Helnwein (* 1979), Künstlerin
- Volkan Kahraman (1979–2023), Fußballspieler
- Markus Katzer (* 1979), Fußballspieler
- Bozo Kovacevic (* 1979), Fußballspieler
- Silvia Kumpan-Takacs (* 1979), Politikerin (SPÖ)
- André Lakos (* 1979), Eishockeyspieler
- Karin Lischka (* 1979), Schauspielerin
- Philipp Lukas (* 1979), Eishockeyspieler
- Mario Meyer (* 1979), Inlineskater-Hockeyspieler
- Katharina Prager (* 1979), Historikerin, Kulturwissenschaftlerin
- Katharina Reich (* 1978), Medizinerin, Generaldirektorin für die Öffentliche Gesundheit
- Marion Reiff (* 1979), Wasserspringerin
- Manuel Rubey (* 1979), Sänger, Schauspieler und Kabarettist
- Patrick Sänger (* 1979), Althistoriker, Papyrologe und Epigraphiker
- Yüksel Sariyar (* 1979), Fußballspieler
- Tamara Scheer (* 1979), Historikerin
- Katharina Schinner (* 1979), Politikerin (SPÖ)
- Norbert Schneider (* 1979), Sänger, Songwriter, Gitarrist und Musikproduzent
- Barbara Schwartz (* 1979), Tennisspielerin
- Martin Spitzer (* 1979), Rechtswissenschaftler
- Barbara Strack-Hanisch (* 1979), Hochschullehrerin
- Katharina Winkler (* 1979), Schriftstellerin
- Susanne Wuest (* 1979), Schauspielerin

#### 1980
- Sandra Bern (* 1980), Sängerin und Schauspielerin
- Sigrid Brandstetter (* 1980), Sängerin, Schauspielerin, Autorin und Regisseurin
- Georgia Doll (* 1980), österreichisch-deutsche Theaterregisseurin, Schauspielerin, Dramaturgin und Lyrikerin
- Florian Fennes (* 1980), Jazzmusiker
- Irene Fuhrmann (* 1980), Fußballspielerin und -trainerin
- Veronika Glatzner (* 1980), Theaterschauspielerin
- Julian Hessenthaler (* 1980), Detektiv
- Belinda Kazeem-Kamiński (* 1980), Künstlerin und Autorin
- Wolfgang Kogert (* 1980), Organist
- Marvin Kren (* 1980), Regisseur
- Philippe Lakos (* 1980), Eishockeyspieler
- Ronny Leber (* 1980), Sportmoderator und Speaker
- Gerhard Mayer (* 1980), Diskuswerfer
- Violetta Parisini (* 1980), Singer-Songwriterin
- Stefan Perner (* 1980), Jurist und Hochschullehrer
- Alexander Peya (* 1980), Tennisspieler
- Hermann Peyerl (* 1980), Wirtschaftswissenschaftler und Steuerrechtler
- Raw.Full (* 1980), Drum- und Bass-DJ und Musikproduzent
- Katharina Rohrer (* 1980), Filmregisseurin
- Omar Sarsam (* 1980), Kabarettist und Arzt
- Johannes Schedl (* 1980), deutsch-österreichischer Schauspieler, Sprecher und Hörspiel-Produzent
- Michael Schmid (* 1980), Fußballschiedsrichter
- Georg Schneider (* 1980), Wirtschaftswissenschaftler und Mathematiker
- Constanze Schumann (* 1980), Filmproduzentin
- Bianca Schwarzjirg (* 1980), Fernsehmoderatorin und -sprecherin
- Julia Siedl (* ≈1980), Jazzmusikerin
- Franziska Weisz (* 1980), Filmschauspielerin
- Daniela Winkler (* 1980), Politikerin (SPÖ)
- Manuel Winkler (* 1980), Journalist, Moderator, DJ und Eventmanager

### 1981–1990

#### 1981
- Money Boy (* 1981), Rapper
- Lisa Antoni (* 1981), Musicaldarstellerin
- Christoph Bezemek (* 1981), Jurist
- Verena Dengler (* 1981), bildende Künstlerin
- Lea Halbwidl (* 1981), Politikerin
- Marcus Hofbauer (* 1981), Sportmediziner, Unfallchirurg und Sachbuchautor
- Matthias Königswieser (* 1981), Kameramann
- Robinson Kruse (* 1981), Wirtschaftswissenschaftler
- Julian Loidl (* 1981), Schauspieler
- Dominik Maschek (* 1981), Klassischer Archäologe
- Matthias Mayr (* 1981), Freeride-Profi und Sportwissenschafter
- Jürgen Melzer (* 1981), Tennisspieler
- Peter Neidhart (1981–2023), Fußballspieler
- Thomas Pichlmann (* 1981), Fußballspieler
- Harald Ruiss (* 1981), Fußballschiedsrichter
- Christian Schilling (* 1981), Fußballspieler
- Michael Schindegger (* 1981), Kameramann, Filmproduzent, Filmregisseur und Drehbuchautor
- Christoph Schwarz (* 1981), Medienkünstler und Filmemacher
- Cathy Zimmermann (* 1981), Fernseh-, Radio- und Eventmoderatorin

#### 1982
- Andrea Brait (* 1982), Historikerin
- Martina Ebm (* 1982), Schauspielerin

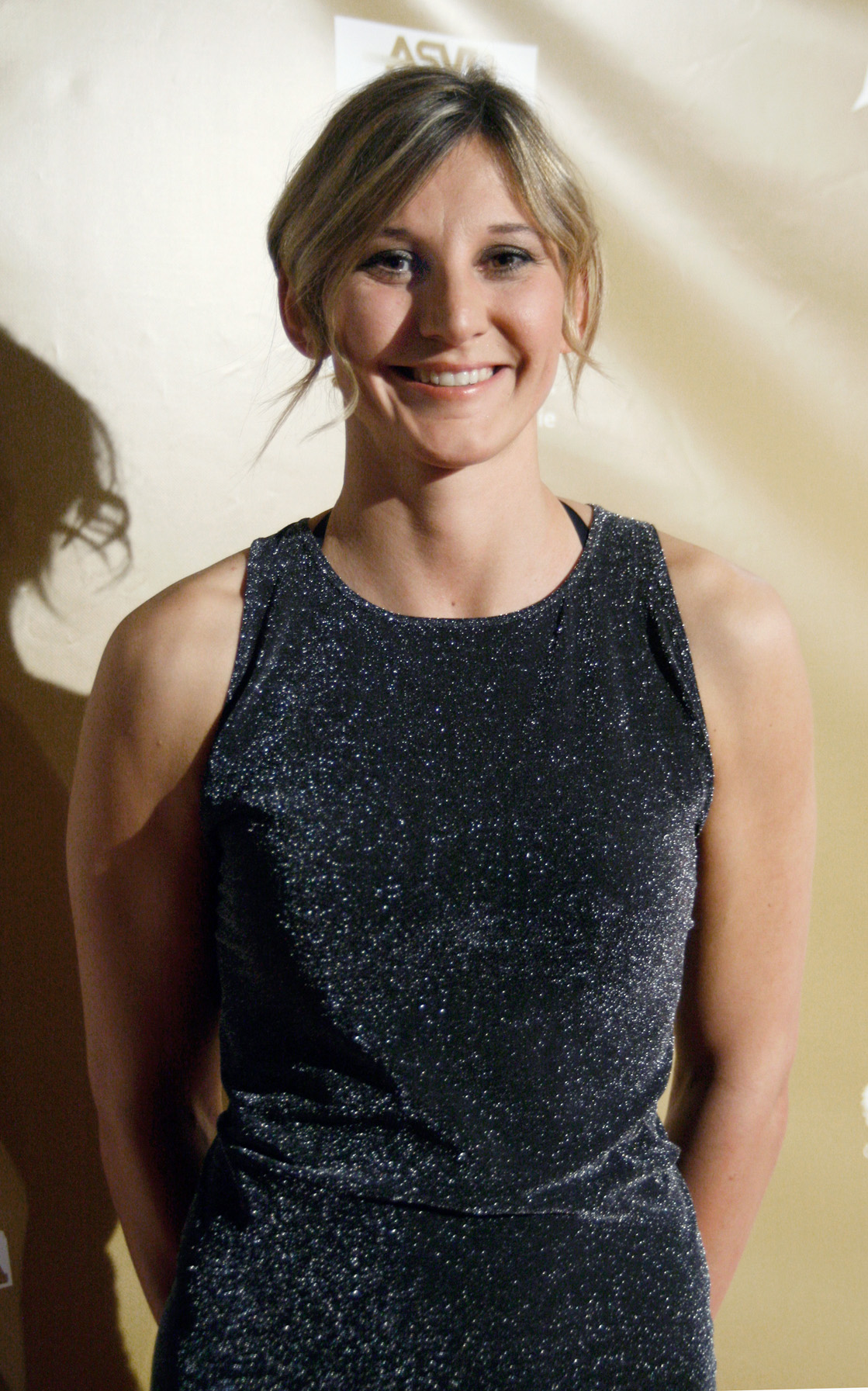
Claudia Heill
(1982–2011)

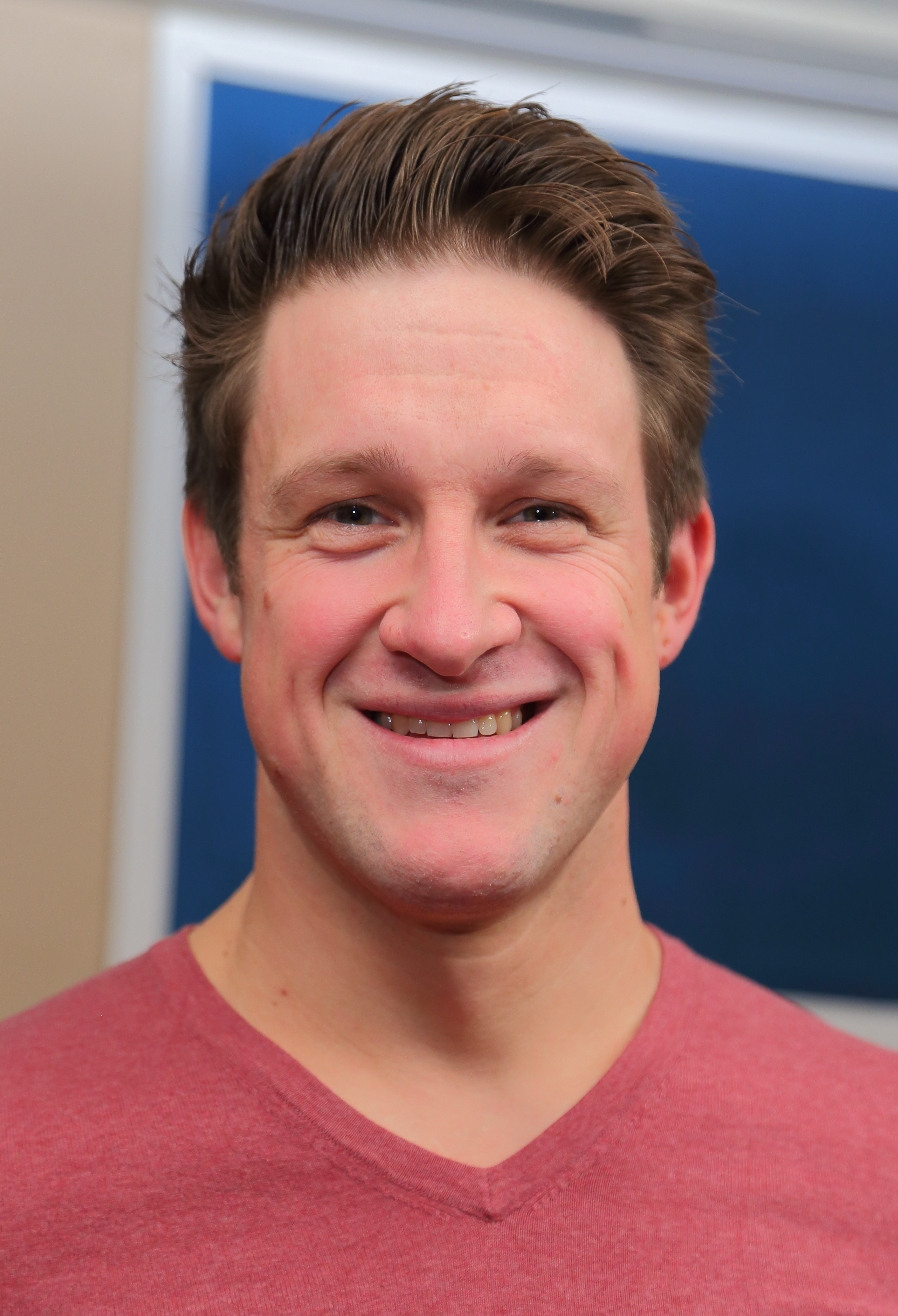
Matthias Steiner
(* 1982)

- Leonhard Fink (* 1982), bildender Künstler
- Clemens Maria Fuchs (* 1982), Maler
- Claudia Heill (1982–2011), Judoka
- Daniela Klemenschits (1982–2008), Tennisspielerin
- Sandra Klemenschits (* 1982), Tennisspielerin
- Katharina Knap (* 1982), Schauspielerin
- Bernhard Kohl (* 1982), Radrennfahrer und Unternehmer
- Nikolaus Kowall (* 1982), Wirtschaftswissenschaftler und Politiker (SPÖ)
- Andreas Kranebitter (* 1982), Soziologe und Politikwissenschaftler
- Stefan A. Lukacs (* 1982), Filmregisseur und Drehbuchautor
- Stefan Manzana Marin (* 1982), Fußballspieler und -trainer
- Fridolin Meinl (* 1982), Schauspieler
- Katharina Mückstein (* 1982), Filmregisseurin und Drehbuchautorin
- Lydia Prenner-Kasper (* 1982), Kabarettistin, Schauspielerin und Sängerin
- Cornelia Rimser (* 1982), Volleyball- und Beachvolleyballspielerin
- Markus Rogan (* 1982), Schwimmer
- Michael Simmer (* 1982), evangelisch-lutherischer Geistlicher
- Matthias Steiner (* 1982), Gewichtheber (startet für Deutschland)
- Bernhard Strobel (* 1982), Schriftsteller und Übersetzer
- Dominique Taboga (* 1982), Fußballspieler
- Nicole Trimmel (* 1982), Kickboxerin
- Philipp Weiss (* 1982), Schriftsteller

#### 1983
- Denis Berger (* 1983), Fußballspieler
- Heinz Chen (* 1983), österreichisch-taiwanischer Pianist
- Johannes Fleischmann (* 1983), Violinist
- Judith Goetz (* 1983), Literatur- und Politikwissenschaftlerin, Hochschullehrerin
- Miriam Gruber (* 1983), Badmintonspielerin
- Lukas Hammer (* 1983), Politikwissenschaftler und Umweltaktivist
- Marcus Hanikel (* 1983), Fußballspieler
- Gilda Horvath (* 1983), Journalistin und Roma-Aktivistin
- Marc Janko (* 1983), Fußballspieler
- Mario Konrad (* 1983), Fußballspieler
- Gustav Kral (1983–2009), Fußballspieler
- Stefan Kulovits (* 1983), Fußballspieler
- Anna Rot (* 1983), Schauspielerin
- David Scheid (* 1983), Kabarettist, Schauspieler und DJ
- Josip Šimunić (* 1983), Handballspieler und Pokerspieler
- Franz Wittmann, jun. (* 1983), Rallyefahrer

#### 1984
- Turgay Bahadır (* 1984), Fußballspieler
- Anna Felnhofer (* 1984), Psychologin und Schriftstellerin
- Iréna Flury (* 1984), Schauspielerin
- Paul Gallister (* 1984), Komponist und Produzent
- Tina Haller (* 1984), Schauspielerin
- Bernhard Herzog (* 1984), Politiker (SPÖ)
- Silvia Janković (* 1984), Politikerin (SPÖ)
- Julia Jelinek (* 1984), Schauspielerin
- Clemens Kerschbaumer (* 1984), Opernsänger
- David Kriegleder (* 1984), Journalist
- Nazar (* 1984), persischer Rapper
- Jennifer Newrkla (* 1984), Schauspielerin
- RAF Camora (* 1984), Dancehall- und Hip-Hop-Musiker
- Lena Raubaum (* 1984), Autorin von Kinder- und Jugendliteratur
- Sophie Reyer (* 1984), Lyrikerin, freischaffende Autorin für Kindertheater, Philosophin und Komponistin klassischer Musik
- Simon Sailer (* 1984), Schriftsteller
- Natalie Schwager (* 1984), Filmeditorin und -produzentin
- Kira Stachowitsch (* um 1984), Journalistin, Model und Zeitschriftengründerin

#### 1985
- Matthias Bartolomey (* 1985), Cellist

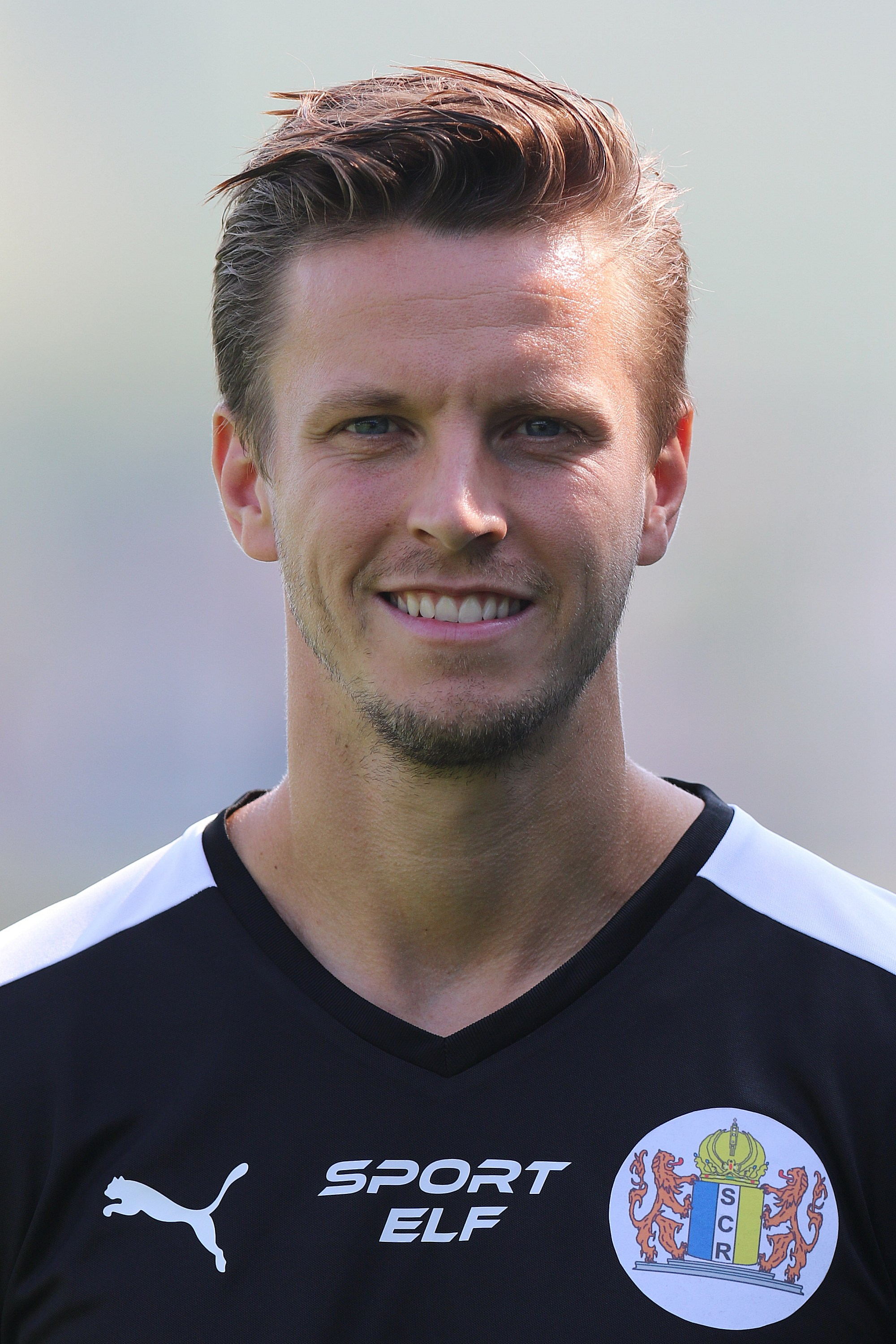
Daniel Wolf
(* 1985)

- Oliver Binder (* 1985), Volleyballspieler
- Manuel Fettner (* 1985), Skispringer
- Horst Freiberger (* 1985), Fußballspieler
- Phillippa Galli (* 1985), Schauspielerin
- René Gartler (* 1985), Fußballspieler
- Markus Grundtner (* 1985), Schriftsteller und Jurist
- Janos Juvan (* 1985), Unternehmer und Politiker
- Ümit Korkmaz (* 1985), Fußballspieler
- Sarah Marecek (* 1985), Casterin, Filmemacherin und Schauspielerin
- Attila Muehl (* 1985), Jazz-Gitarrist und Komponist
- Thomas Prager (* 1985), Fußballspieler
- Vincent Pongracz (* 1985), Jazzmusiker
- René Pranz (* 1985), Florettfechter
- Clemens Selzer (* 1985), Bahnradsportler
- Natascha Strobl (* 1985), Politikwissenschaftlerin
- Christian Thonhofer (* 1985), Fußballspieler
- Tanja Traxler (* 1985), Wissenschaftsjournalistin, Autorin und Hochschullehrerin
- Daniel Wolf (* 1985), Fußballspieler

#### 1986

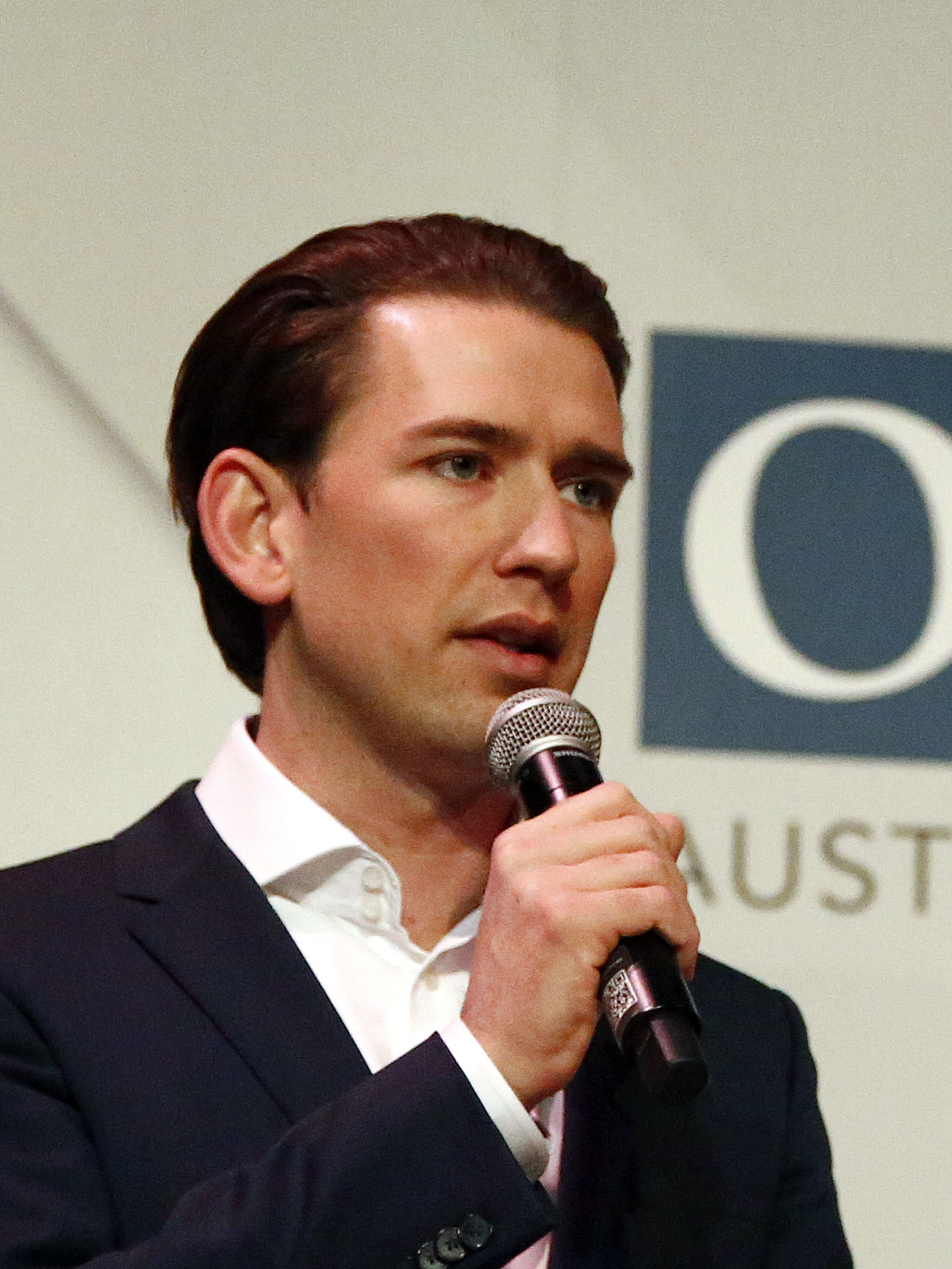
Sebastian Kurz
(* 1986)

- Ricarda Bianca Berger, auch Ricarda Reif (* 1986), Politikerin, Nationalrätin
- Andreas Dober (* 1986), Fußballspieler
- Daniel Habesohn (* 1986), Tischtennisspieler, Europameister
- Agnes Hausmann (* 1986), Schauspielerin
- Veronika Heine (* 1986), Tischtennis-Nationalspielerin
- Guggi Hofbauer (eigentlich: Victoria, * 1986), Kabarettistin
- Florentina Holzinger (* 1986), Choreografin und Performancekünstlerin
- Elisabeth Klar (* 1986), Autorin
- Sebastian Kurz (* 1986), Politiker (ÖVP), 2017–2021 Bundeskanzler der Republik Österreich
- Matthias Mayer (* 1986), Handballspieler
- Maria Muhar (* 1986), Schriftstellerin und Kabarettistin
- Robert Olejnik (* 1986), Fußballspieler
- Marco Pogo (eigentlich: Dominik Wlazny, * 1986), Frontmann der Punkrock Band Turbobier und Gründer der Bierpartei
- Susanne Preissl (* 1986), Schauspielerin, Performerin und Kulturmanagerin
- Sasa Schwarzjirg (* 1986), Moderatorin und Journalistin
- Kilian Stark (* 1986), Politiker, Abgeordneter zum Wiener Landtag
- Sebastian Thaler (* 1986), Kameramann
- Lydia Waldmüller (* 1986), Triathletin
- Hannah Zeitlhofer (* 1986), Bereiterin an der Spanischen Hofreitschule

#### 1987
- Denise Altmann (* 1987), Eishockeyspielerin
- Daniel Auner (* 1987), Violinist
- Dori Bauer (* 1987), Radio- und Fernsehmoderatorin
- Sargon Duran (* 1987), Fußballspieler und -trainer
- Adriano Ferre (* 1987), Electro- und Progressive-DJ, Musikproduzent, Songwriter und Labelinhaber von MMAN Recordings
- Nicolas Fettner (* 1987), Skispringer
- Benedikt Fuchs (* 1987), Journalist und Fernsehmoderator
- Adrian Gaspar (* 1987), Musiker
- Philipp Gerstenmayer (* 1987), Politiker (FPÖ)
- Daniel Gramann (* 1987), Fußballspieler
- Gunther (* 1987), Wrestler und WWE Champion
- Bérénice Hebenstreit (* 1987), Theaterregisseurin und Autorin
- Laura Hermann (* 1987), Schauspielerin
- Dominik Höfel (* 1987), Fußballspieler
- Cornelia Ivancan (* 1987), Schauspielerin
- Michaela Kastel (* 1987), Schriftstellerin
- Katharina Klar (* 1987), Schauspielerin
- Florian Knöchl (* 1987), Fußballkommentator und Fernsehmoderator
- Birgit Koschischek (* 1987), Schwimmerin
- Andreas Lukse (* 1987), Fußballtorwart
- Bastian Molecz (* 1987), Handballspieler
- Thomas Mühlöcker (* 1987), Pokerspieler
- Der Nino aus Wien (* 1987), Liedermacher und Literat
- Andreas Nödl (* 1987), Eishockeyspieler
- Isabel Plach (* 1987), Handballspielerin
- Richard Poiger (* 1987), Basketballspieler
- Laura Rauch (* 1987), Schauspielerin
- Denis Rizvanović (* 1987), österreichischer Fußballspieler bosniakischer Herkunft
- Laurence Rupp (* 1987), Theater- und Filmschauspieler
- Carolina Steinbrecher (* 1987), Kamerafrau
- Philippa Strache (* 1987), Politikerin sowie ehemalige Fernsehmoderatorin und Model
- Lukas Thürauer (* 1987), Fußballspieler
- Cemil Tosun (* 1987), österreichischer Fußballspieler türkischer Herkunft
- Daniel Toth (* 1987), Fußballspieler
- Andreas Walzer (* 1987), Fußballspieler
- Laura Wiesböck (* 1987), Soziologin und Publizistin
- Fabio Wolkenstein (* 1987), Politikwissenschaftler
- Scharmien Zandi (* 1987), österreichisch-kurdische Künstlerin, Musikerin und Darstellerin
- Marlene Zeidler-Beck (* 1987), Politikerin (ÖVP)

#### 1988
- Jürgen Csandl (* 1988), Fußballspieler
- Meret Engelhardt (* 1988), Schauspielerin
- Kerstin Frank (* 1988), Eiskunstläuferin
- Aaron Friesz (* 1988), Schauspieler
- Alexander Gorgon (* 1988), Fußballspieler
- Simon Hahn (* 1988), Handballspieler
- Anna Juliana Jaenner (* 1988), Schauspielerin
- Natascha Kampusch (* 1988), Entführungsopfer
- Veli Kavlak (* 1988), Fußballspieler
- Sebastian Koch (* 1988), Basketballspieler
- Patrick Kostner (* 1988), Fußballtorwart und -trainer
- Stefanie Moshammer (* 1988), Künstlerin und Fotografin
- Livia von Plettenberg (* 1988), Kickboxerin, Thaiboxerin und MMA-Kämpferin
- Rafael Pollack (* 1988), Fußballspieler
- Patrick Salomon (* 1988), Fußballspieler
- Johanna Sebauer (* 1988), Schriftstellerin
- Marie Spaemann (* 1988), Cellistin und Singer-Songwriterin
- Miriam Stein (* 1988), österreichisch-schweizerische Schauspielerin
- Sara Telek (* 1988), Fußballspielerin und -schiedsrichterin
- Bernhard Wolf (* 1988), Schwimmsportler

#### 1989

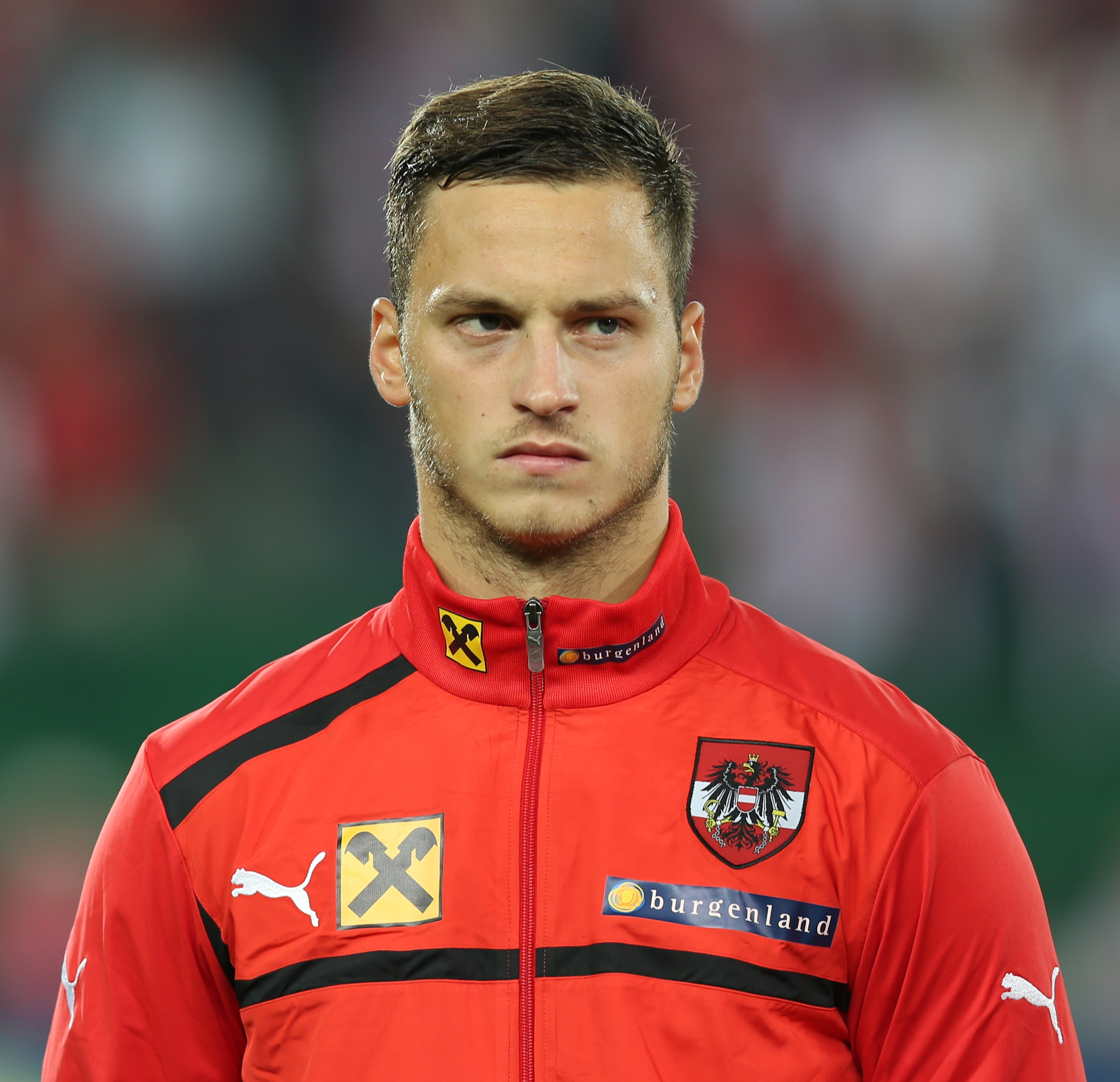
Marko Arnautović
(* 1989)

- Marko Arnautović (* 1989), serbisch-österreichischer Fußballspieler
- Daniel Drescher (* 1989), Fußballspieler
- Anna Goldenberg (* 1989), Autorin und Journalistin
- Walter Grubmüller (* 1989), Rennfahrer
- Katja Gürtler (* 1989), Fußballspielerin und -trainerin
- David Heissig (* 1989), Schauspieler
- Philipp Hiba (* 1989), Fußballspieler
- Patrick Kienzl (* 1989), Fußballspieler
- Daniel Kottan (* 1989), Handballspieler
- Vanessa Payer (* 1989), Schauspielerin
- Yasin Pehlivan (* 1989), Fußballspieler
- Judith Schwarz (* 1989), Jazzmusikerin und -komponistin
- Maximilian Senft (* 1989), Fußballspieler und -trainer
- Cornelia Sucher (* 1989), Politikerin
- Marcel Toth (* 1989), Fußballspieler
- Silvana Veit (* 1989), Schauspielerin
- Alice Waginger (* 1989), Opern- und Operettensängerin
- Otto Wanke (* 1989), tschechischer Komponist
- Salka Weber (* 1989), Schauspielerin, Sängerin und Filmemacherin
- Nike Winter (* 1989), Fußballspielerin

#### 1990

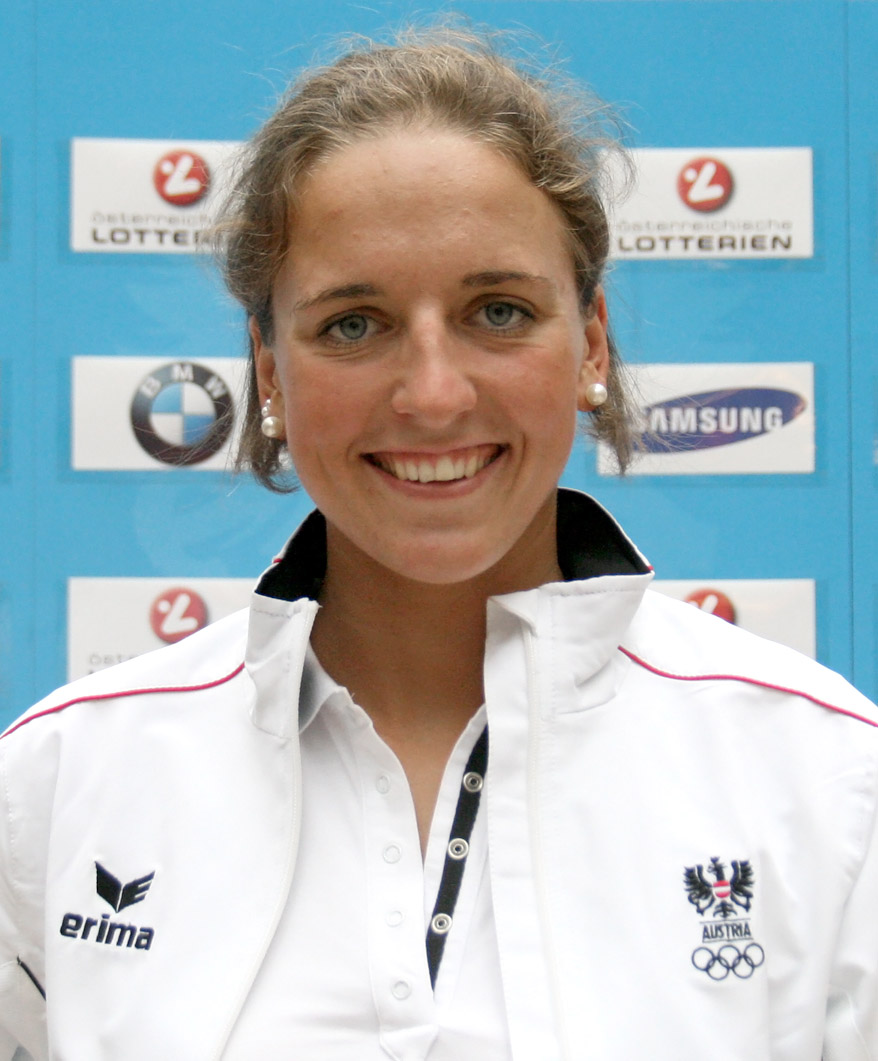
Nina Dittrich
(* 1990)

- Nadine Brandl (* 1990), Synchronschwimmerin
- Nina Dittrich (* 1990), Schwimmerin
- Christopher Drazan (* 1990), Fußballspieler
- Veronika Exler (* 1990), Schachspielerin
- Dominique Heinrich (* 1990), Eishockeyspieler
- Bernd Herndlhofer (* 1990), Rennfahrer
- Christian Hummer (1990–2022), Musiker
- Kilian Jörg (* 1990), Philosoph und Künstler
- Christopher Knett (* 1990), Fußballtorwart
- Fanny Krausz (* 1990), österreichisch-deutsche Schauspielerin
- Gerald Melzer (* 1990), Tennisspieler
- Marc Mezgolits (* 1990), Jazzmusiker
- Millycent (* 1990), Pianistin, Sängerin und Komponistin
- Nikolaus Moser (* 1990), Tennisspieler
- Daniel Muck (* 1990), Dirigent und Komponist
- Marcos Nader (* 1990), Profiboxer
- Isabell Pannagl (* 1990), Theater- und Fernsehschauspielerin, Kabarettistin und Sängerin
- Alexander Pröll (* 1990), Politiker
- Dominik Rotter (* 1990), Fußballspieler
- Marco Sahanek (* 1990), Fußballspieler
- Daniel Schöpf (* 1990), Fußballspieler
- Diknu Schneeberger (* 1990), Gitarrist
- Julian Schneider (* 1990), Schauspieler
- Jesse Seilern (* 1990), Basketballspieler
- Jörg Siebenhandl (* 1990), Fußballtorwart
- Bernhard Sieber (* 1990), Ruderer
- Jan Sokol (* 1990), Radrennfahrer
- Tanja Stroschneider (* 1990), Triathletin
- Daniel Weber (* 1990), Fußballspieler
- Lisa Weber (* 1990), Filmregisseurin
- Léa Wegmann (* 1990), Schauspielerin
- Philipp Zulechner (* 1990), Fußballspieler

### 1991–2000

#### 1991
- Nico Antonitsch (* 1991), Fußballspieler
- Stephan Auer (* 1991), Fußballspieler
- Riccardo Bellotti (* 1991), italienisch-österreichischer Tennisspieler
- Natascha Bredl (* 1991), Tennisspielerin
- Christian Bubalović (* 1991), Fußballspieler
- Aleksandar Dragović (* 1991), Fußballspieler
- Lukas Grozurek (* 1991), Fußballspieler
- Muhammed Ildiz (* 1991), Fußballspieler
- Dustin Illetschko (* 1991), American-Football-Spieler
- Mahmud Selim Imamoglu (* 1991), Fußballspieler
- Nermin Ismail (* 1991), Journalistin und Autorin
- Patricia Ivanauskas (* 1991), litauische Schauspielerin
- Dominik Kirschner (* 1991), Fußballspieler
- Kevin Krisch (* 1991), Fußballspieler
- Martin Listabarth (* 1991), Jazz-Pianist
- Maximilian Neuchrist (* 1991), Tennisspieler
- Lukas Pachner (* 1991), Snowboarder
- Emanuel Sakic (* 1991), Fußballspieler
- Orlando Süss (* 1991), Schauspieler
- Georg Teigl (* 1991), Fußballspieler
- Sam Weissborn (* 1991), Tennisspieler
- Andreas Weimann (* 1991), Fußballspieler
- Oliver Wimmer (* 1991), Sänger
- Richard Windbichler (* 1991), Fußballspieler

#### 1992
- David Alaba (* 1992), Fußballspieler
- Günther Arnberger (* 1992), Fußballtorwart
- Alexander Aschauer (* 1992), Fußballspieler
- Ilter Ayyildiz (* 1992), Fußballspieler
- Eldis Bajrami (* 1992), Fußballspieler
- Thomas Csobadi (* 1992), Fußballspieler
- Marco Djuricin (* 1992), Fußballspieler
- Jasmin Eder (* 1992), Fußballspielerin
- Lucas Englander (* 1992), Schauspieler

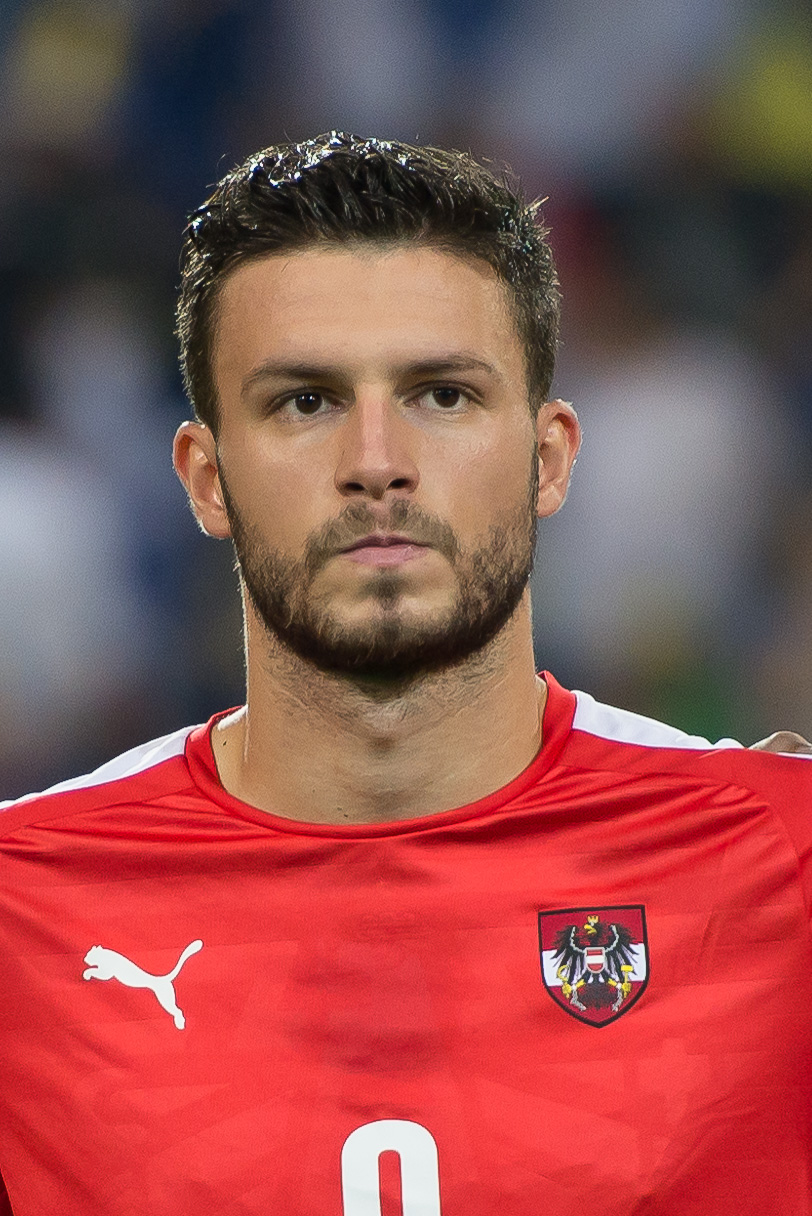
Marco Djuricin
(* 1992)

- Anna Werner Friedmann (* 1992), Filmschauspielerin und Bühnenschauspielerin
- Christoph Haas (* 1992), Fußballtorwart
- Mariam Hage (* 1992), Schauspielerin
- Bernhard Janeczek (* 1992), Fußballspieler
- James Jeggo (* 1992), australisch-englischer Fußballspieler
- David Jelenko (* 1992), Fußballspieler
- Christoph Knasmüllner (* 1992), Fußballspieler
- Stefan Krell (* 1992), Fußballtorwart
- Daniel Luxbacher (* 1992), Fußballspieler
- Oliver Mohr (* 1992), Fußballspieler
- Lukas Müller (* 1992), Handballspieler
- Karim Onisiwo (* 1992), Fußballspieler
- Aleksandar Rakić (* 1992), Mixed-Martial-Arts-Kämpfer
- Thaddäus Reich (* 1992), Schauspieler
- Florian Ringseis (* 1992), Volleyballspieler
- Emilio Romig (* 1992), Eishockeyspieler
- Nikolaas von Schrader (* 1992), Schauspieler
- Alice Seidl (* 1992), Politikerin

#### 1993
- Patrick Forstner (* 1993), Eishockeyspieler
- Tanja Frank (* 1993), Seglerin und Olympiamedaillengewinnerin
- Sonja Frey (* 1993), Handballspielerin
- Hakan Gökçek (* 1993), Fußballspieler
- Patrick Haas (* 1993), Fußballspieler
- Maximilian Hofmann (* 1993), Fußballspieler
- Coco Huemer (* 1993), Schauspielerin
- Nour Khelifi (* 1993), Journalistin, Moderatorin, Autorin und Drehbuchautorin
- Virginia Kirchberger (* 1993), Fußballspielerin
- Tobias Knoflach (* 1993), Fußballtorwart
- Maximilian Krauss (* 1993), Politiker
- Marvin Potzmann (* 1993), Fußballspieler
- Philipp Prosenik (* 1993), Fußballspieler
- Matthias Riebenbauer (* 1993), Radrennfahrer
- Markus Rusek (* 1993), Fußballspieler
- Thomas Schubert (* 1993), Schauspieler
- Paul Sieber (* 1993), Ruderer
- Srđan Spiridonović (* 1993), Fußballspieler
- Maximilian Uhlig (* 1993), Fußballspieler und -trainer
- Toni Vastić (* 1993), Fußballspieler

#### 1994
- Julia Deutsch (* 1994), Politikerin
- Marvin Egho (* 1994), Fußballspieler
- Kürsat Güclü (* 1994), Fußballspieler
- Julia Hauser (* 1994), Triathletin
- Christian Hayden (* 1994), Fußballspieler
- Kiara Hollatko (* 1994), Rapperin
- Eren Keleş (* 1994), Fußballspieler

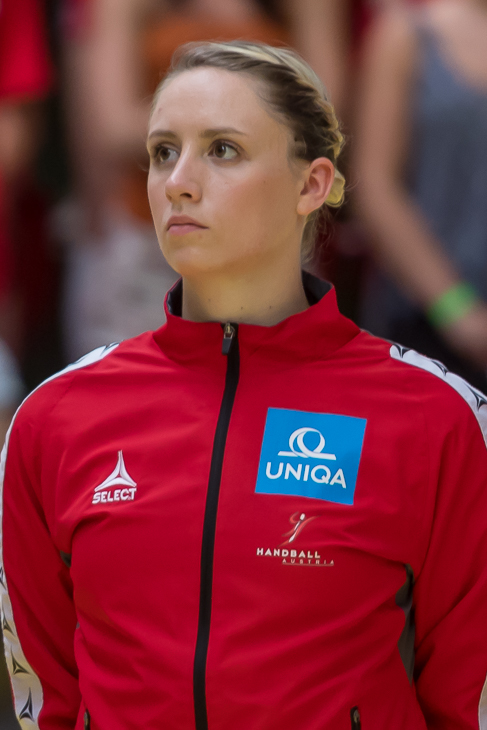
Johanna Schindler
(* 1994)

- Felix Kramer (eigentlich Felix Pöchhacker, * 1994), Liedermacher
- Thomas Kreuzhuber (* 1994), Fußballspieler
- Martin Lunzer (* 1994), Koch
- Bernhard Luxbacher (* 1994), Fußballspieler
- Phillipp Mwene (* 1994), Fußballspieler
- Lea Najjar (* 1994), libanesisch-deutsche Filmregisseurin, Filmproduzentin und Drehbuchautorin
- Osarenren Okungbowa (* 1994), Fußballspieler
- Flora Petrik (* 1994), Politikerin
- Oliver Pranjic (* 1994), Fußballspieler
- Rowby-John Rodriguez (* 1994), Dartspieler
- Johanna Schindler (* 1994), Handballspielerin
- Mathias Seiser (* 1994), Volleyball- und Beachvolleyballspieler
- Tarkan Serbest (* 1994), Fußballspieler
- David Stec (* 1994), Fußballspieler
- Julian Stieger (* 1994), Koch
- Patrick Wessely (* 1994), Fußballspieler
- Dominik Wydra (* 1994), Fußballspieler
- Lisa Zderadicka (* 1994), Basketballspielerin

#### 1995
- Michael Blauensteiner (* 1995), Fußballspieler
- Filip Faletar (* 1995), Fußballspieler
- Markus Fuchs (* 1995), Sprinter
- Florian Heinrich (* 1995), Fußballspieler
- Yung Hurn (* 1995), Hip-Hop-Musiker
- Pia Jurhar (* 1995), Basketballspielerin
- Felix Kammerer (* 1995), Schauspieler
- Sigrid Koizar (* 1995), Basketballspielerin
- Aleksandar Kostić (* 1995), Fußballspieler
- Thomas Kuhn (* 1995), Handballspieler
- Francesco Lovrić (* 1995), Fußballspieler
- Ivan Lucic (* 1995), Fußballtorwart
- Marcus Maier (* 1995), Fußballspieler
- Natascha Mair (* 1995), Balletttänzerin
- Antonija Mamić (* 1995), Handballspielerin
- Stefan Mastaller (* 1995), Radsportler
- Peter Michorl (* 1995), Fußballspieler
- Dejan Nesovic (* 1995), Fußballspieler
- Markus Pavic (* 1995), Fußballspieler
- Jakob Pöltl (* 1995), Basketballspieler
- Daniel Rechberger (* 1995), Fußballspieler
- Marco Richter (* 1995), Eishockeyspieler
- Felix Stadler  (* 1995), Politiker
- Claudia Wess (* 1995), Handballspielerin
- Prisca Zeisel (* 1995), Tänzerin

#### 1996
- Constantina Bordin (* 1996), Theaterintendantin
- David Cancola (* 1996), Fußballspieler
- Aseo Friesacher (* 1996), Jazzmusiker
- Anja Fuchs-Robetin (* 1996), Basketballspielerin
- Adrian Grbić (* 1996), Fußballspieler
- Josefine Hanfland (* 1996), Handballnationalspielerin
- Amélie Hois (* 1996), Sängerin und Schauspielerin
- Mathias Honsak (* 1996), Fußballspieler
- Sascha Horvath (* 1996), Fußballspieler
- Valerie Florine Huber (* 1996), Schauspielerin und Model
- Ahmed Ildız (* 1996), Fußballspieler
- Ercan Kara (* 1996), Fußballspieler
- Nikolaus Kraus (* 1996), Eishockeyspieler
- Kris Krawcewicz (* 1996), Racketlonspieler
- Marko Kvasina (* 1996), Fußballspieler
- Marko Marić (* 1996), Fußballtorwart
- Srna Marković (* 1996), Volleyballspielerin
- Felix Ritzinger (* 1996), Radsportler
- Wanja Rosenthal (* ≈1996), Jazzmusiker
- Manprit Sarkaria (* 1996), Fußballspieler
- Fanni Schneider (* 1996), Schauspielerin
- Charlotte Stoiber (* 1996), deutsche Schauspielerin
- Zoë Straub (* 1996), Sängerin und Schauspielerin
- Lalita Svete (* 1996), Violinistin

#### 1997
- Raffael Behounek (* 1997), Fußballspieler
- Marcel Canadi (* 1997), Fußballspieler
- Abdullah Celik (* 1997), Fußballspieler
- Arad Dabiri (* 1997), Schriftsteller

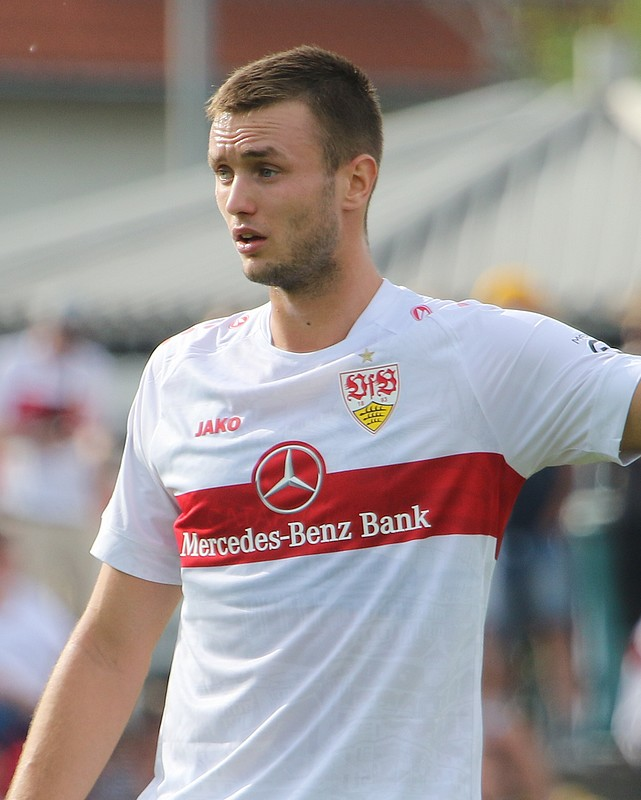
Saša Kalajdžić
(* 1997)

- Franziska Friedl (* 1997), Beachvolleyballspielerin
- Saša Kalajdžić (* 1997), Fußballspieler
- Christoph Kobald (* 1997), Fußballspieler
- Miriam Kutrowatz (* 1997), Opernsängerin (Sopran)
- Nico Langmann (* 1997), Rollstuhltennisspieler
- Dejan Ljubičić (* 1997), Fußballspieler
- Nico Löffler (* 1997), Fußballspieler
- Philipp Malicsek (* 1997), Fußballspieler
- Kenan Muslimović (* 1997), Fußballspieler
- Tin Plavotić (* 1997), Fußballspieler
- Philipp Pomer (* 1997), Fußballspieler
- Dominik Prokop (* 1997), Fußballspieler
- Philipp Seitz (* 1997), Handballspieler
- Alex Sobczyk (* 1997), Fußballspieler
- Maximilian Weinzierl (* 1997), Politiker (FPÖ)
- Bernd Wolf (* 1997), Eishockeyspieler

#### 1998
- Mira Antonitsch (* 1998), Tennisspielerin
- Muhammed Barutcu (* 1998), Fußballspieler
- Franz Bibiza (* 1998), Hip-Hop-Sänger
- Lukas Gangel (* 1998), Handballspieler
- Pamina Grünsteidl (* 1998), ehemalige Kinderdarstellerin
- Jack Hofer (* 1998), Schauspieler
- Edin Ibrahimović (* 1998), Volleyballspieler
- Ines Ivančok-Šoltić (* 1998), Handballspielerin
- Oktay Kazan (* 1998), Fußballtorwart
- Johanna Mahaffy (* 1998), Schauspielerin
- Mathea (* 1998), Sängerin
- Maeve Metelka (* 1998), Schauspielerin
- Viktoria Pinther (* 1998), Fußballspielerin
- Alexander Schmidt (* 1998), Fußballspieler
- Miloš Spasić (* 1998), Fußballspieler
- Daniel Sudar (* 1998), Fußballspieler
- Michael Svoboda (* 1998), Fußballspieler
- Maximilian Wöber (* 1998), Fußballspieler
- Sophie Wotschke (* 1998), Politikerin

#### 1999
- Nils Arztmann (* 1999), Schauspieler
- Matias Biljaka (* 1999), kroatischer Wasserballspieler
- Alexandar Borkovic (* 1999), Fußballspieler
- Čedomir Bumbić (* 1999), Fußballspieler
- Dominik Fitz (* 1999), Fußballspieler
- Stella Hemetsberger (* 1999), Kickboxerin
- Christopher Kröhn (* 1999), Fußballspieler
- Robert Ljubičić (* 1999), Fußballspieler
- Lukas Malicsek (* 1999), Fußballspieler
- Mert Müldür (* 1999), Fußballspieler
- Neil Oberleitner (* 1999), Tennisspieler
- Lukas Prokop (* 1999), Fußballspieler
- Noah Steiner (* 1999), Fußballspieler

#### 2000
- Daniel Antosch (* 2000), Fußballtorwart

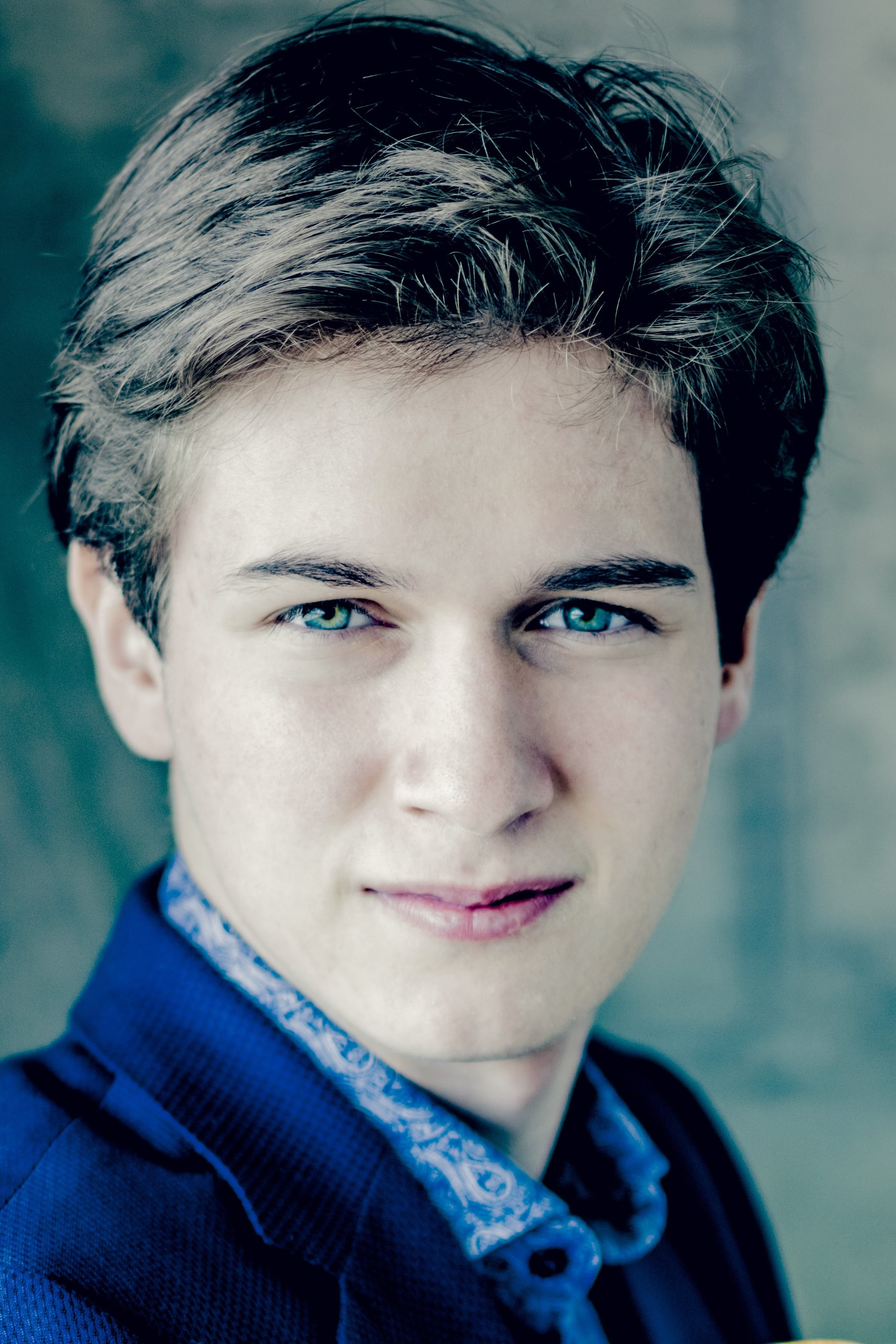
Julian Walder
(* 2000)

- Nikolai Baar-Baarenfels (* 2000), österreichisch-bulgarischer Schauspieler
- Dragoslav Burkic (* 2000), Fußballspieler
- Muhammed Cham (* 2000), Fußballspieler
- Viktor Drocic (* 2000), Fußballspieler
- Melih İbrahimoğlu (* 2000), Fußballspieler
- Aleksandar Jukic (* 2000), Fußballspieler
- Daniel Kalajdžić (* 2000), Fußballspieler
- Julian Klar (* 2000), Fußballspieler
- Thomas Komornyik (* 2000), Fußballspieler
- Tim Linsbichler (* 2000), Fußballspieler
- Timon Maurer (* 2000), Kanute
- Moritz Mausser (* 2000), Theaterschauspieler
- Alois Oroz (* 2000), Fußballspieler
- Alberta von Poelnitz (* 2000), deutsche Schauspielerin
- Rusty-Jake Rodriguez (* 2000), Dartspieler
- Lion Schuster (* 2000), Fußballspieler
- Teodora Špirić (* 2000), Singer-Songwriterin
- Filip Stajic (* 2000), Fußballspieler
- Niklas Szerencsi (* 2000), Fußballspieler
- Samuel Szihn (* 2000), Weitsprung
- Julian Walder (* 2000), Violinist
- Benjamin Wallquist (* 2000), Fußballspieler

## 21. Jahrhundert

### 2001–2010

#### 2001

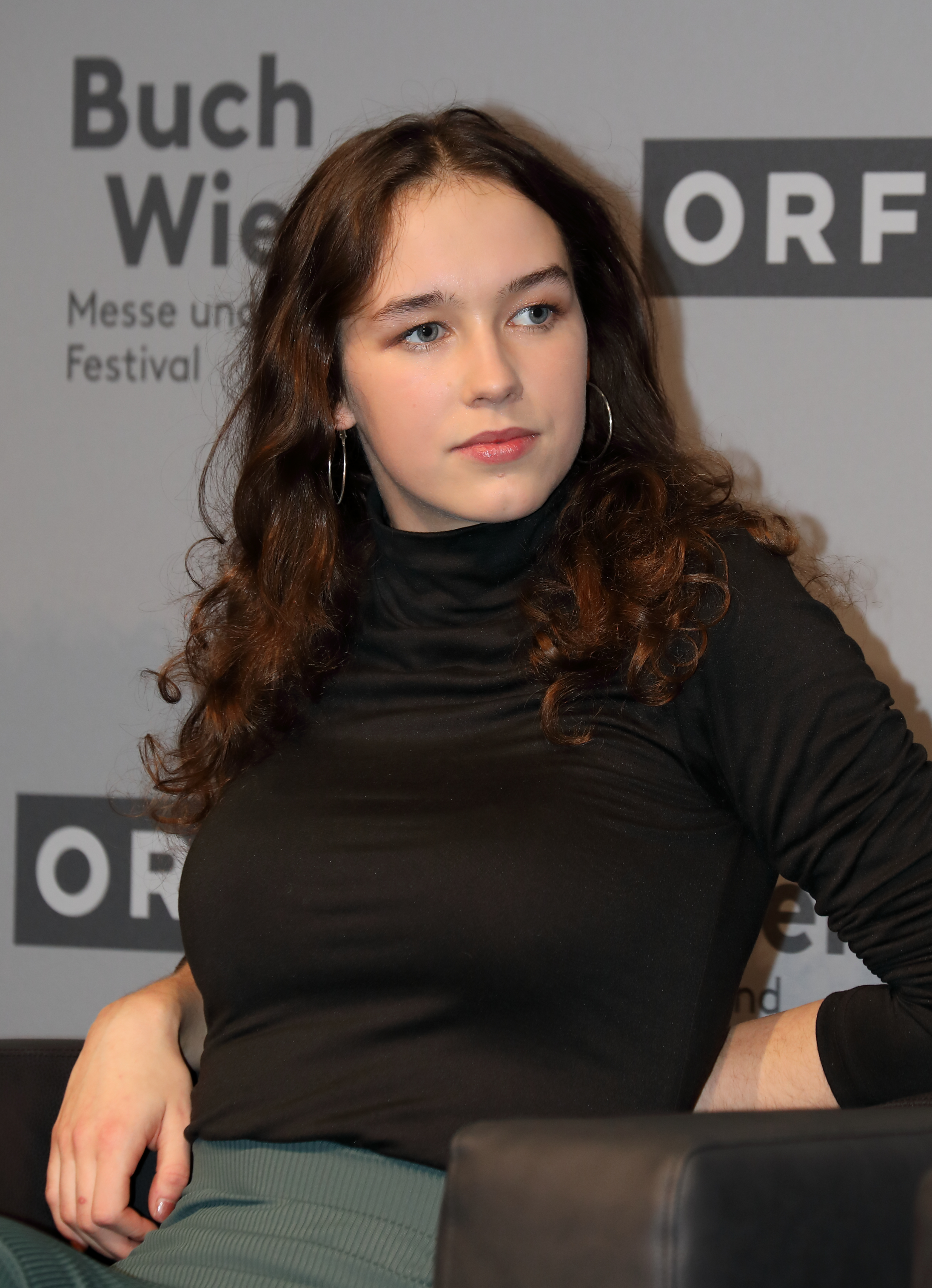
Lena Schilling (* 2001 in Wien-Meidling)

- Leon Bulić (* 2001), kroatischer Basketballspieler
- Valentina Cavallar (* 2001), Radrennfahrerin
- Flavius Daniliuc (* 2001), Fußballspieler
- Elias Derdak (* 2001), Handballspieler
- Will Dibo (* 2001), Leichtathlet
- Edwin Djulic (* 2001), Fußballtorwart
- Philipp Gangel (* 2001), Handballspieler
- David Haas (* 2001), österreichisch-thailändischer Fußballspieler
- Niklas Hedl (* 2001), Fußballtorwart
- Marie-Therese Höbinger (* 2001), Fußballspielerin
- Can Kurt (* 2001), Fußballspieler
- Aleksa Marković (* 2001), österreichisch-serbischer Fußballspieler
- Marlon Mustapha (* 2001), Fußballspieler
- Jakob Odehnal (* 2001), österreichischer Fußballspieler
- Felix Orgolitsch (* 2001), Fußballspieler
- Johannes Pietsch (* 2001), österreichisch-philippinischer Sänger und Kontertenor
- Lilli Polansky (* 2001), Autorin
- Hannah Lena Rebel (* 2001), Komponistin, Tänzerin, Choreographin, Autorin und Fellow der Royal Society of Arts (RSA)
- Ivan Šarčević (* 2001), Fußballspieler
- Masse Scherzadeh (* 2001), Fußballspieler
- Lena Schilling (* 2001), Klimaaktivistin und Autorin
- Maximilian Schmidbauer (* 2001), Radsportler
- Fabio Schuh (* 2001), Handballspieler
- Oksana Slavova (* 2001), Rhythmische Sportgymnastin
- Raphael Strasser (* 2001), Fußballspieler
- Dalibor Velimirovic (* 2001), Fußballspieler

#### 2002
- Lionel Afan Strasser (* 2002), Hochspringer
- Nicolas Binder (* 2002), Fußballspieler
- Isa Dayakli (* 2002), Fußballspieler
- Marko Dijakovic (* 2002), Fußballspieler
- Lukas Dunner (* 2002), Automobilsportler
- Enzo Gaier (* 2002), Schauspieler und Musiker
- Lucy Gartner (* 2002), Schauspielerin
- Denis Kovačević (* 2002), bosnisch-österreichischer Fußballspieler
- Sinja Kraus (* 2002), Tennisspielerin
- Sophie Lindner (* 2002), Fußballspielerin
- Amelie Muthsam (* 2002), Politikerin (SPÖ)
- Oguzhan Özlesen (* 2002), Fußballspieler
- Manuel Polster (* 2002), Fußballspieler
- Ronny Rikal (* 2002), Fußballspieler
- Mara Romei (* 2002), Schauspielerin und Singer-Songwriterin
- Armand Smrcka (* 2002), Fußballspieler
- Antonio Sokcevic (* 2002), Fußballspieler
- Niklas Strohmayer-Dangl (* 2002), Leichtathlet
- Marcel Tanzmayr (* 2002), Fußballspieler
- Nicolas Zdichynec (* 2002), Fußballspieler

#### 2003
- Livia Brunmair (* 2003), Fußballspielerin
- Sandali Conde (* 2003), Fußballtorwart
- Yusuf Demir (* 2003), Fußballspieler
- Lara Felix (* 2003), Fußballspielerin
- Lukas Haubenwaller (* 2003), Fußballspieler
- Joel Kitenge (* 2003), Fußballspieler

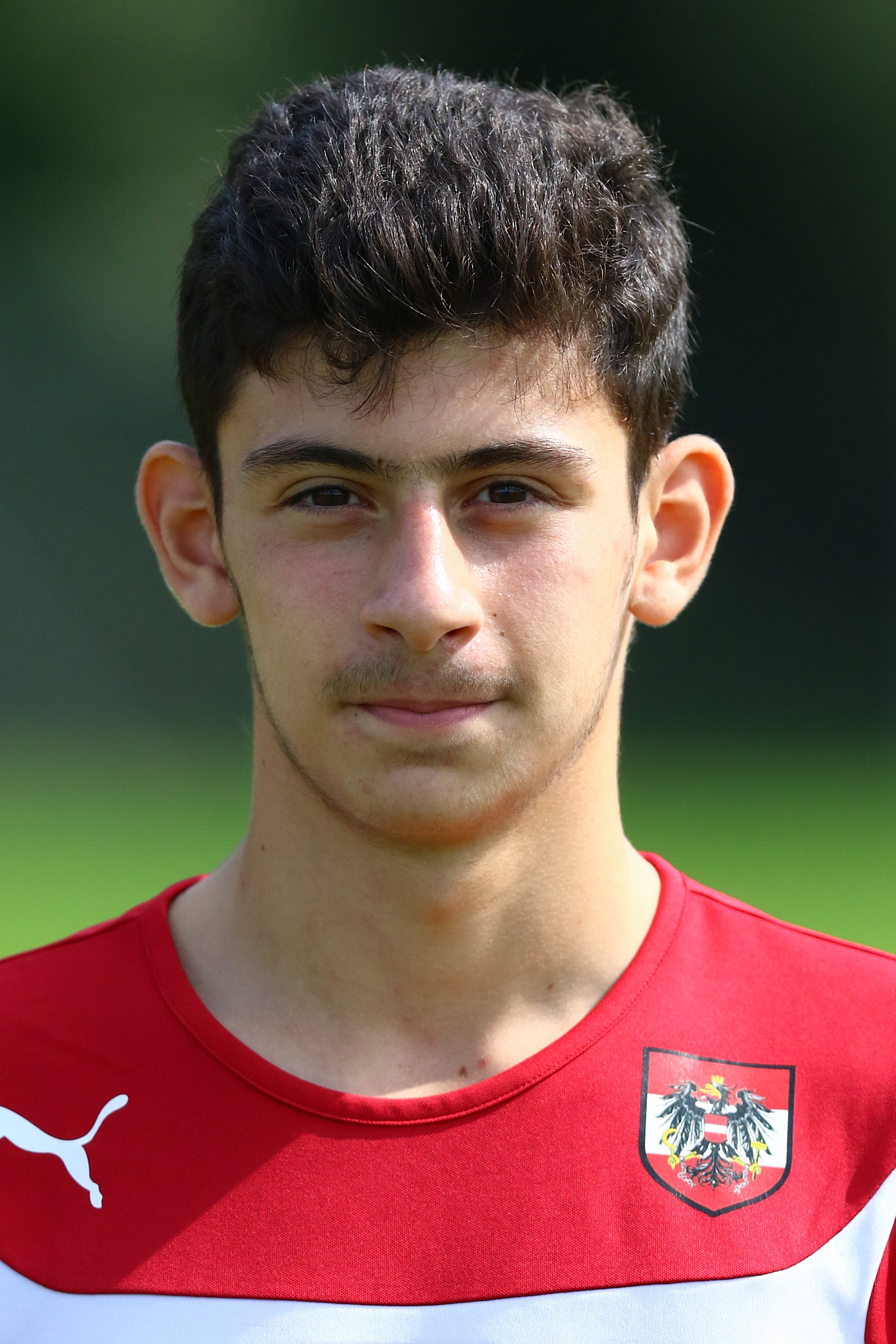
Yusuf Demir
(* 2003)

- Theodor Löcker (* 2003), Landtagsabgeordneter und Gemeinderat im Wiener Rathaus
- Tunahan Mercan (* 2003), Fußballspieler
- Obinna Ndukwe (* 2003), Basketballspieler
- Jakob Nigg (* 2003), Handballspieler
- Leopold Querfeld (* 2003), Fußballspieler
- Marvin Schuster (* 2003), Fußballspieler
- Almer Softic (* 2003), Fußballspieler
- Florian Wustinger (* 2003), Fußballspieler

#### 2004
- Kerim Abazovic (* 2004), Fußballspieler
- Nicolas Bajlicz (* 2004), Fußballspieler
- Tim Berger (* 2004), Volleyball- und Beachvolleyballspieler
- Simon Filipovic (* 2004), Fußballspieler
- Raul Galván (* 2004), Fußballspieler uruguayischer Abstammung
- Anton Knoll (* 2004), Wasserspringer
- Raphael Kokas (* 2004), Radsportler
- Alexander Leidinger (* 2004), Fußballspieler
- Laurenz Orgler (* 2004), Fußballtorwart
- Nicolas Paulnsteiner (* 2004), Handballspieler
- Nikolas Sattlberger (* 2004), Fußballspieler
- Alexander Sladek (* 2004), Filmschauspieler
- Rocco Sutterlüty (* 2004), Fußballspieler
- Dean Titkov (* 2004), Fußballspieler
- Moritz Uhl (* 2004), deutscher Schauspieler

#### 2005
- Raphael Bauer (* 2005), Fußballspieler
- Benjamin Göschl (* 2005), Fußballtorwart
- Amin-Elias Gröller (* 2005), Fußballspieler
- Kenan Jusic (* 2005), Fußballtorwart
- Gabriel Kofler (* 2005), Handballspieler
- Clemens Möstl (* 2005), Handballspieler
- Nicole Ojukwu (* 2005), Fußballspielerin
- Dejan Radonjic (* 2005), Fußballspieler
- Liel Marlies Rothensteiner (* 2005), Tennisspielerin
- Tarik Rusovic (* 2005), Fußballspieler
- Sanel Saljic (* 2005), Fußballspieler
- Allegra Tinnefeld (* 2005), Violinistin, Sängerin und Schauspielerin
- Sami Vehabović (* 2005), bosnisch-slowakischer Fußballspieler
- Nicola Wojnar (* 2005), Fußballspieler
- Mateo Zetic (* 2005), Fußballspieler

#### 2006
- Felix Fischer (* 2006), Fußballspieler
- Zita Gaier (* 2006), Schauspielerin
- Dorian-Peter Kasparek (* 2006), Fußballspieler
- Christiane Krifka (* 2006), Leichtathletin
- Imre Friedrich Lichtenberger (* 2006), Schauspieler
- Oliver Lukic (* 2006), Fußballspieler
- Dominik Nisandzic (* 2006), Fußballspieler
- Marijan Österreicher (* 2006), Fußballspieler
- Antonio Popic (* 2006), Fußballspieler
- Michael Preisinger (* 2006), Fußballspieler
- Nikola Sarcevic (* 2006), Fußballtorwart
- Lars Stöckl (* 2006), Fußballspieler
- Lorenz Szladits (* 2006), Fußballspieler

#### 2007
- Konstantin Aleksa (* 2007), Fußballspieler
- Emirhan Altundağ (* 2007), türkisch-österreichischer Fußballspieler
- Joris Boguo (* 2007), österreichisch-kongolesischer Fußballspieler
- Aurelie Timi Egbaimo (* 2007), Handballspielerin
- Liv-Lilith Falk (* 2007), Fußballspielerin
- Philipp Maybach (* 2007), Fußballspieler
- Meghann Wadsak (* 2007), Skispringerin
- Valentin Zabransky (* 2007), Fußballspieler

#### 2008
- Hasan Deshishku (* 2008), Fußballspieler
- Ifeanyi Ndukwe (* 2008), Fußballspieler nigerianisch-russischer Abstammung
- Kenny Nzogang (* 2008), Fußballspieler und Kinderdarsteller

#### 2009
- Chiara Bauer-Mitterlehner (* 2009), Schauspielerin
- Emile Chérif (* 2009), Kinderdarsteller